# Lijst van straten in Spijkenisse

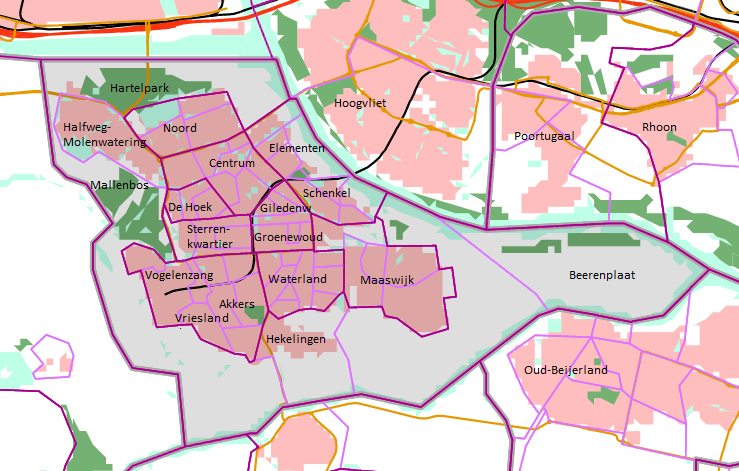
Spijkenisse (2013)

Dit is een lijst met verklaringen van straatnamen in Spijkenisse, ingedeeld per wijk. Ook de namen van andere geografische aanduidingen, zoals polders, parken en vijvers, worden toegelicht. Per wijk is aangegeven waarnaar de locaties zijn genoemd. Per straat worden vervolgens alleen de namen verklaard die om een toelichting vragen, voor de overige wordt verwezen naar Wikipedia. Waar zinvol is informatie uit de geschiedenis van Spijkenisse toegevoegd. Voor de indeling van wijken is in het algemeen gebruik gemaakt van de CBS-indeling (via PDOK-viewer, zie Geraadpleegde bronnen).

Zie voor afbeeldingen: Commons-category:Streets in Spijkenisse en Commons-category:Neighborhoods in Spijkenisse.

De volgorde van de wijken in deze lijst is bepaald door de ligging: van noord naar zuid en daarbinnen van west naar oost. Binnen de wijken zijn de straten alfabetisch gesorteerd. Als laatste is een kopje toegevoegd met verdwenen namen.

## Over Spijkenisse
Spijkenisse is tussen het einde van de Tweede Wereldoorlog en 1992 gegroeid van 2.500 naar 70.000 inwoners. Deze groei betekende ook het toekennen van honderden nieuwe straatnamen (in totaal zijn er 966 straten in Spijkenisse).

"Spijkenisse" kan in verschillende hoedanigheden voorkomen. Deze Lijst van straten bevat de wijken en straten van de woonplaats Spijkenisse, dus zonder Hekelingen.

Voor de bouwjaren van de verschillende wijken: zie tabel in Geschiedenis van Spijkenisse.

## Wijkoverstijgende namen
- Baljuwlaan: verbindingsweg tussen de Heemraadlaan in het zuiden en de Groene Kruisweg in het noorden. Genoemd naar een baljuw, een vroegere benaming voor ambtenaar en bestuurder, een vertegenwoordiger van de werkelijke machtshebber in een gebied. Voor de Heerlijkheid Putten, waar Spijkenisse onder viel, waren de Heren en Vrouwen van Putten de machthebbers.
- Groene Kruisweg: provinciale weg tussen Brielle en Rotterdam-Zuid. Hij ligt daarom officieel niet op het grondgebied van Spijkenisse maar doorsnijdt het wel. De weg is genoemd naar De Zuid-Hollandsche Vereeniging Het Groene Kruis die een belangrijke stimulator was voor de aanleg van de weg. Foto's: Commons-category:Groene Kruisweg.
- Heemraadlaan: verbindingsweg tussen de Baljuwlaan in het westen en de Schenkelweg in het oosten. Metrostation Heemraadlaan is ernaar genoemd, voor foto's daarvan zie Commons-category:Heemraadlaan (Rotterdam metro). Herkomst naam: een heemraad is een lid van het dagelijks bestuur van een waterschap; op Putten was er het college van dijkgraaf en heemraden, dat onder andere belast was met het onderhoud van de dijken. Dit college was tot in de 19e eeuw een machtig orgaan, dat ook beslissingen nam over andere zaken dan die het waterschap betroffen, zoals bijvoorbeeld het verlenen van subsidies aan een van de ambachten als daar een grote brand had gewoed.
- Hekelingseweg: verbindingsweg tussen de Groene Kruisweg in het noorden en het Hekelingse veer naar Nieuw-Beijerland in het zuiden. Genoemd naar het dorp Hekelingen waar de weg langs loopt. Aangelegd rond 1955. Foto's: Commons-category:Hekelingseweg, Spijkenisse.
- Heulbrug: een heul is stenen boogbrug met slechts één boog.[2] Spijkenisse had er oorspronkelijk vier over de Vierambachtenboezem: de Eerste (Stationsstraat), Tweede (Karel Doormanstraat), Derde (Zinkseweg-Breekade) en de Vierde (Malledijk). De eerste twee zijn in de 20e eeuw vervangen door gewone bruggen, maar worden nog wel aangeduid als Heulbrug. De brug aan het einde van de Zijlstraat is waarschijnlijk pas in ±1956 gebouwd (daarvóór lagen er weilanden in de huidige Oranjebuurt en kon men daar via de Eerste en Tweede Heulbrug komen).
- Malledijk: een oude dijk, die waarschijnlijk al bestond rond 1300, eerst Middeldijk heette en later deze naam kreeg. Hij loopt van de Breekade in de noordwest-hoek van de wijk De Hoek, via het bedrijventerrein Halfweg-Molenwatering naar de Groene Kruisweg tegenover de Borgtweg. Op oude kaarten wordt hij geschreven als den Mallen Dijck en Mallendijk (dus met een tussen-n). Betekenis: droge of mollendijk.[3] Een droge dijk is een binnendijk.[4] Aan de Malledijk ligt het Mallebos, dat naar de Malledijk is genoemd. Foto's: Commons-category:Malledijk, Spijkenisse.
- Meeldijk: de huidige Meeldijk is een fietspad tussen de Hekelingseweg, via Park Braband, naar de wijk Vogelenzang. Een meeldijk is een droge dijk die door voorbedijking geen water meer keert, middeldijk;[5] oftewel: een binnendijk die dient om het water tegen te houden in geval de buitendijk zou bezwijken.
- Nieuw-Hongerlandsedijk: dijk en fietspad langs de Oude Maas, genoemd naar de polder Nieuw-Hongerland die ernaast lag en in 1618-1619 was bedijkt.[6] Deze polder Nieuw-Hongerland was een langgerekt stuk land ten zuiden van de haven, langs de Oude Maas, ongeveer waar nu de buurt De Dijk en de twee noordelijke buurten van de wijk Schenkel liggen. Foto's: Commons-category:Nieuw Hongerlandsedijk, Spijkenisse.
- Schenkelweg: verbindingsweg tussen de Groene Kruisweg (bij de Molendijk) in het noorden en de Heemraadlaan in het zuiden. De Schenkelweg is aangelegd in 1986 en genoemd naar de Lange Schenkeldijk, waar hij gedeeltelijk naast ligt. Een schenkeldijk is een dijk die twee dijken met elkaar verbindt.[7] De Lange Schenkeldijk en, in het verlengde daarvan, de Korte Schenkeldijk zijn onderdeel van de Ring van Putten, het dijkenstelsel dat in de late Middeleeuwen is ontstaan, de polders van Putten met elkaar verbindt en als het ware een ring om Putten legt.
- Vierambachtenboezem: afwateringskanaal aangelegd tussen 1564 en 1566, dat overtollig water uit de polders afvoert naar de haven van Spijkenisse. Hij is genoemd naar de vier ambachten Geervliet, Biert, Simonshaven en Spijkenisse waarvan het water wordt afgevoerd. Foto's: Commons-category:Vierambachtenboezem.

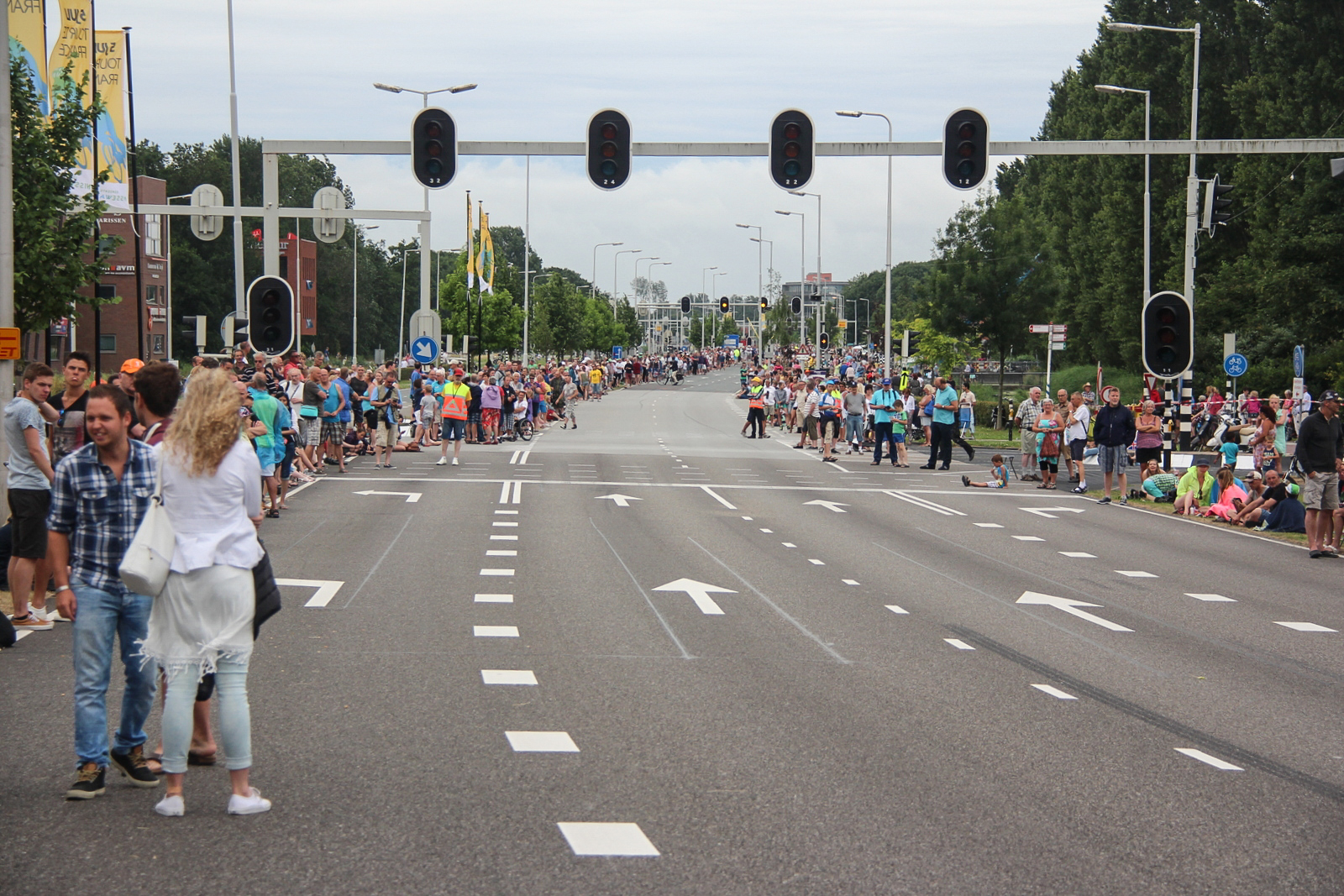
Groene Kruisweg (Tour de France 2015)
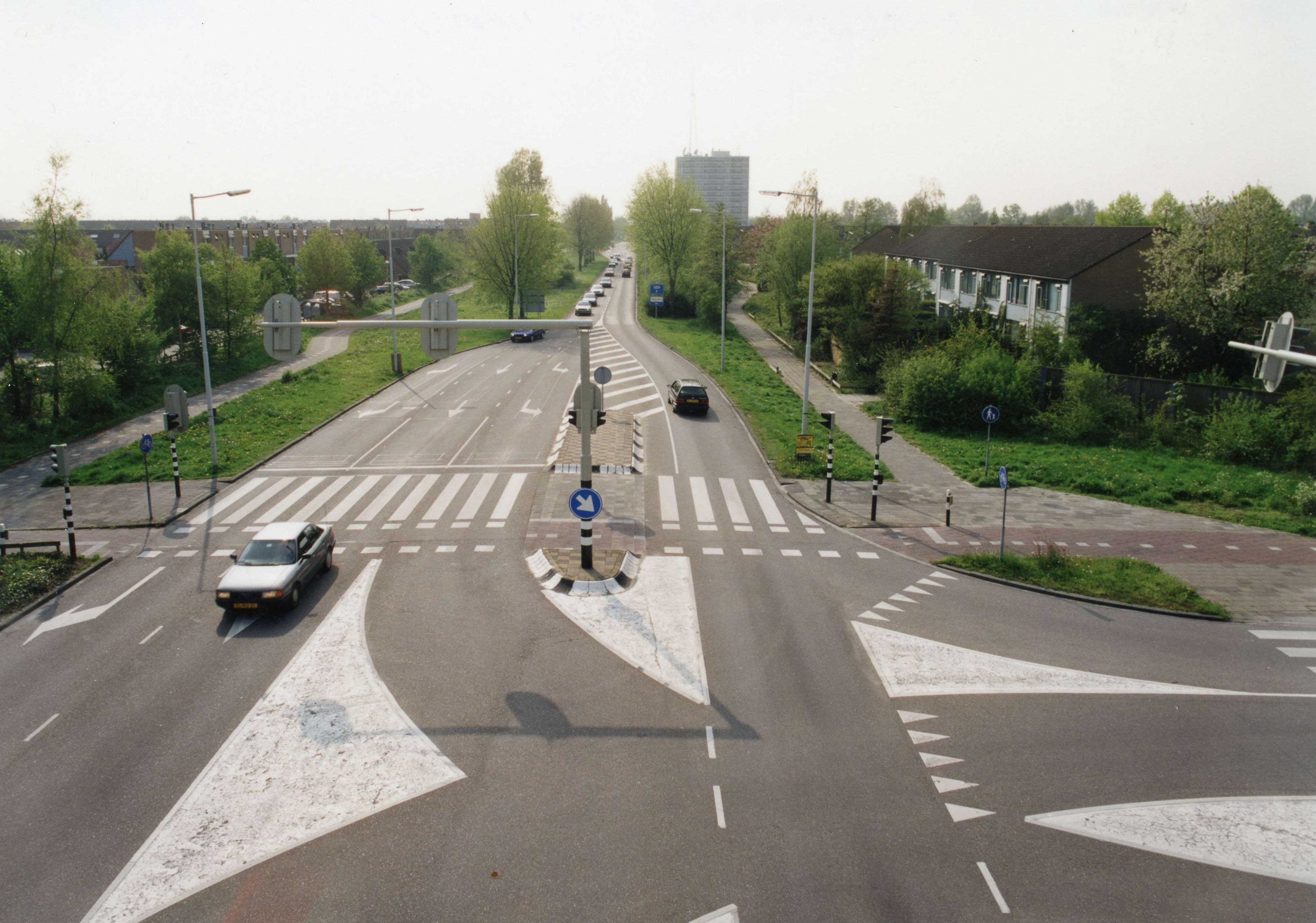
Heemraadlaan
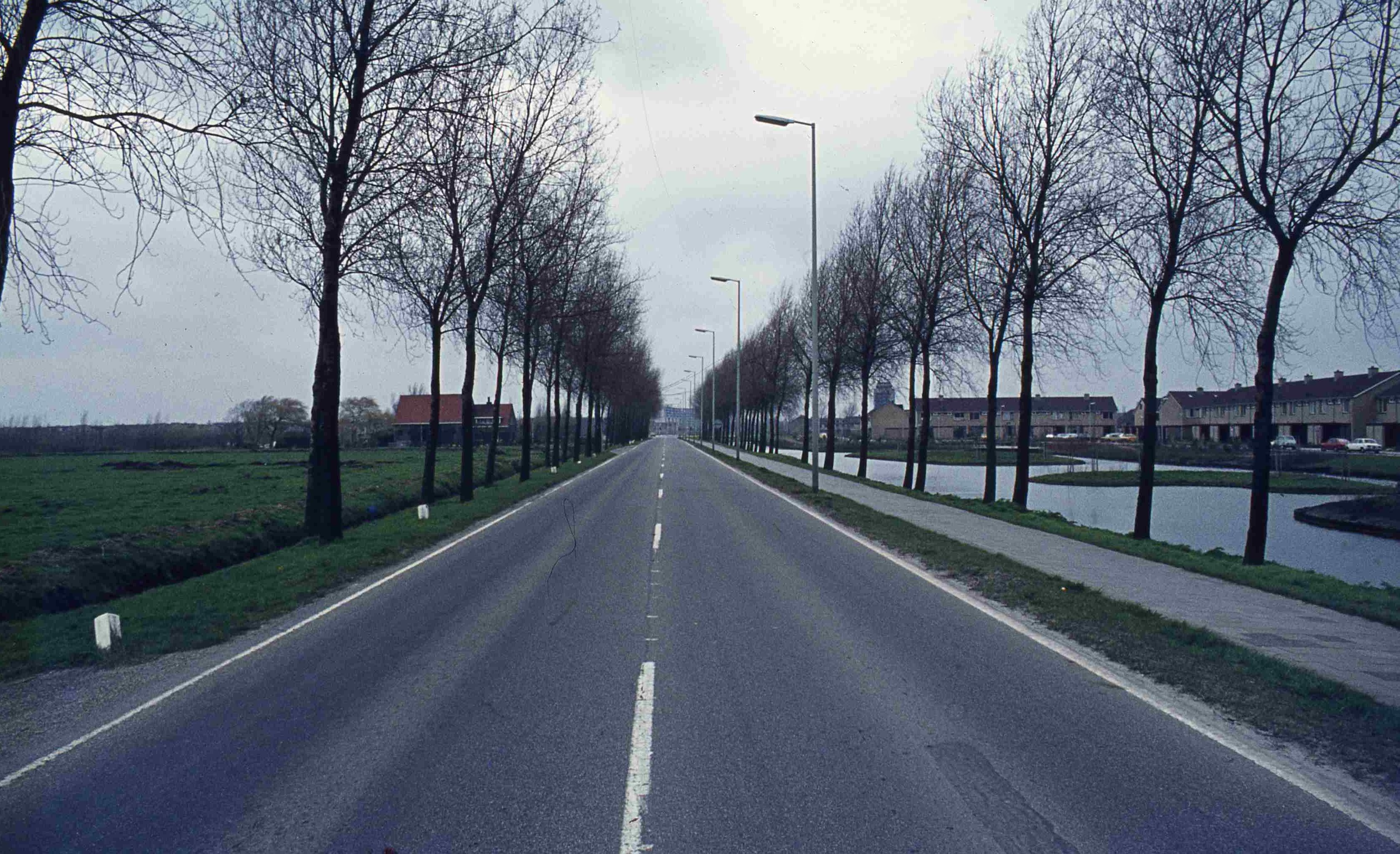
Hekelingseweg
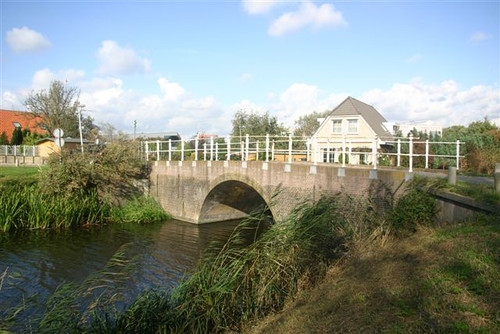
Heulbrug over Vierambachtenboezem bij Malledijk
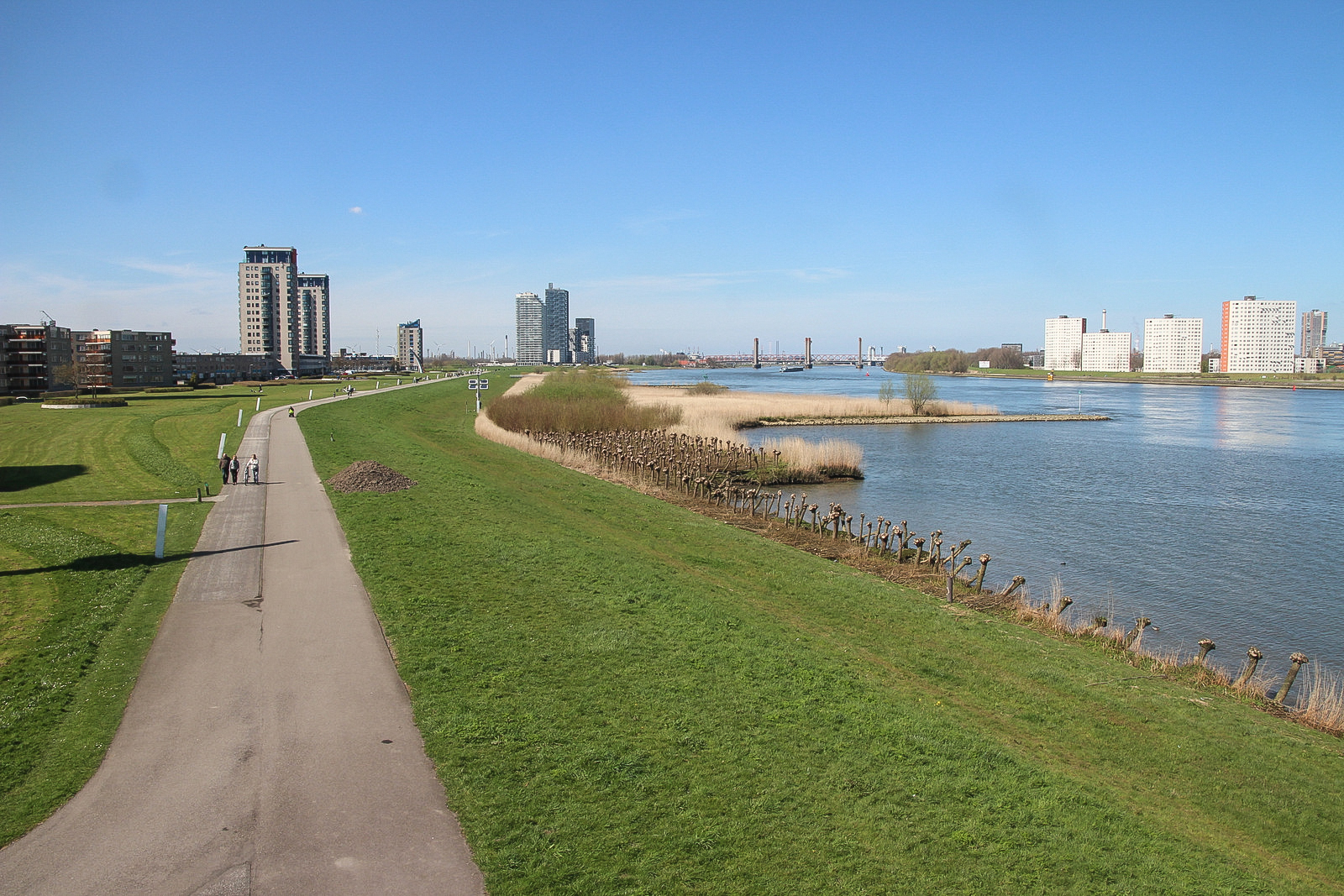
Nieuw-Hongerlandsedijk
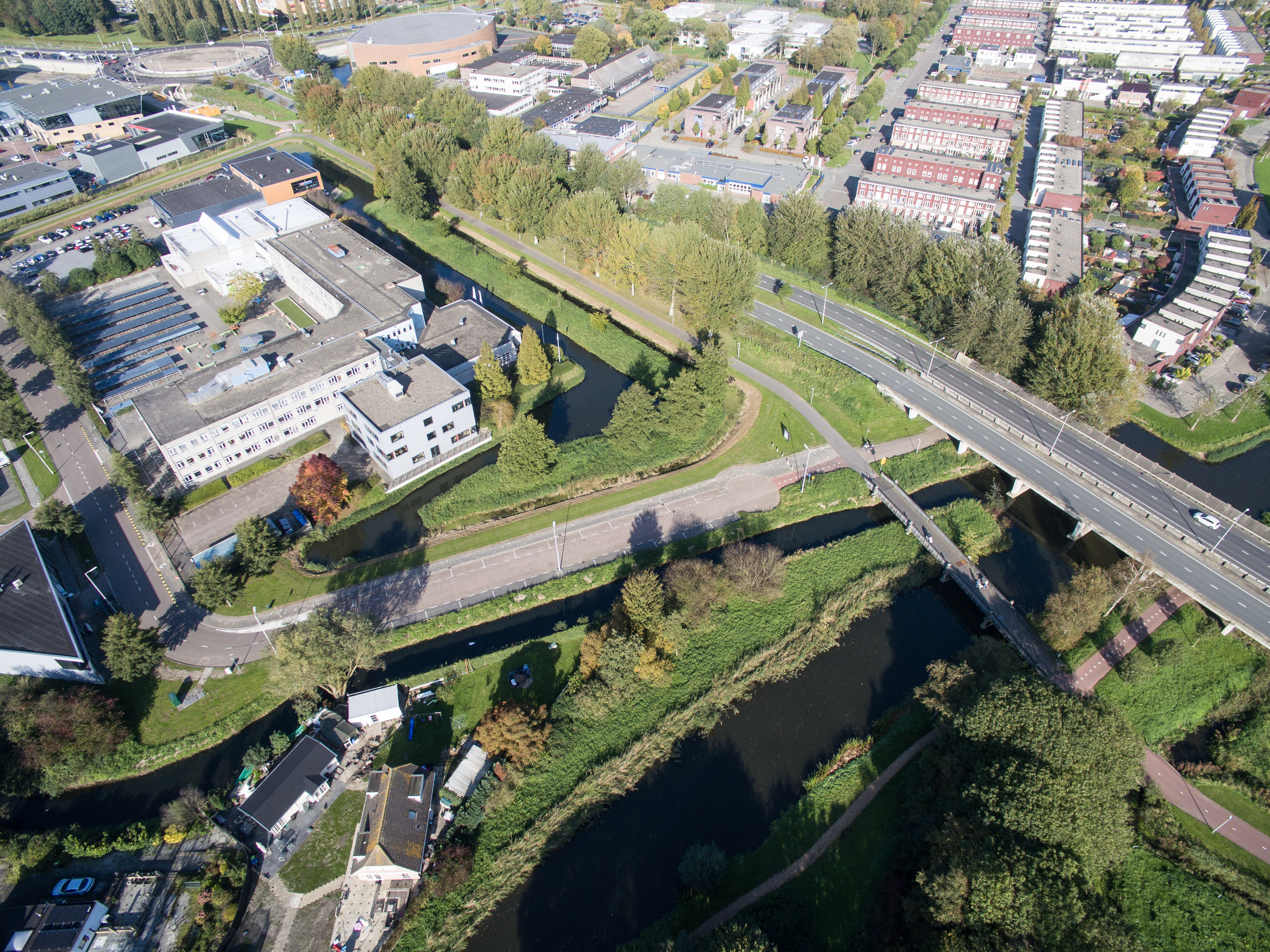
Vierambachtenboezem (onder) en Baljuwlaan (rechts)

## Spijkenisse-Noord
Spijkenisse-Noord omvat het grondgebied van Spijkenisse ten noorden van de Groene Kruisweg.

### Landtong en noordelijke groengordel

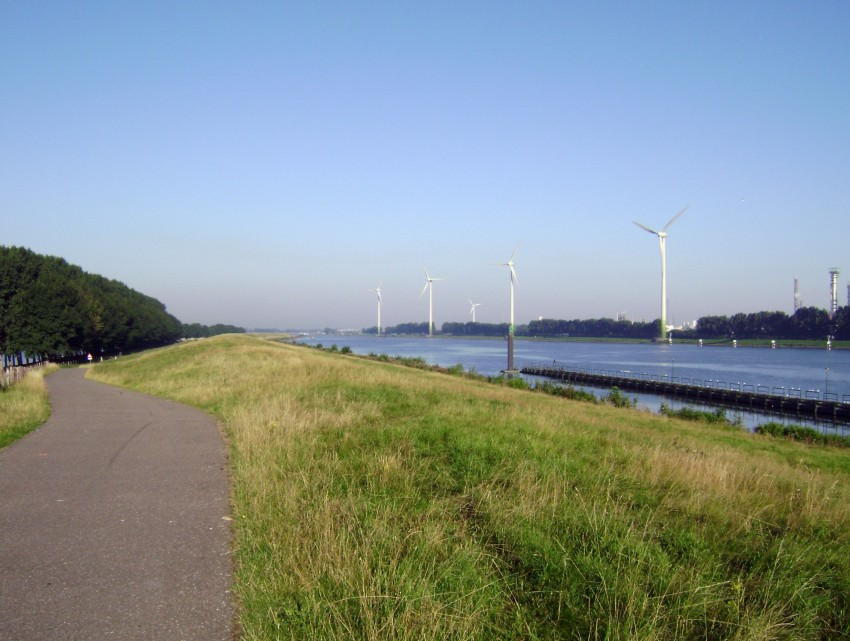
Brielse Maasdijk met Hartelkanaal (2007)

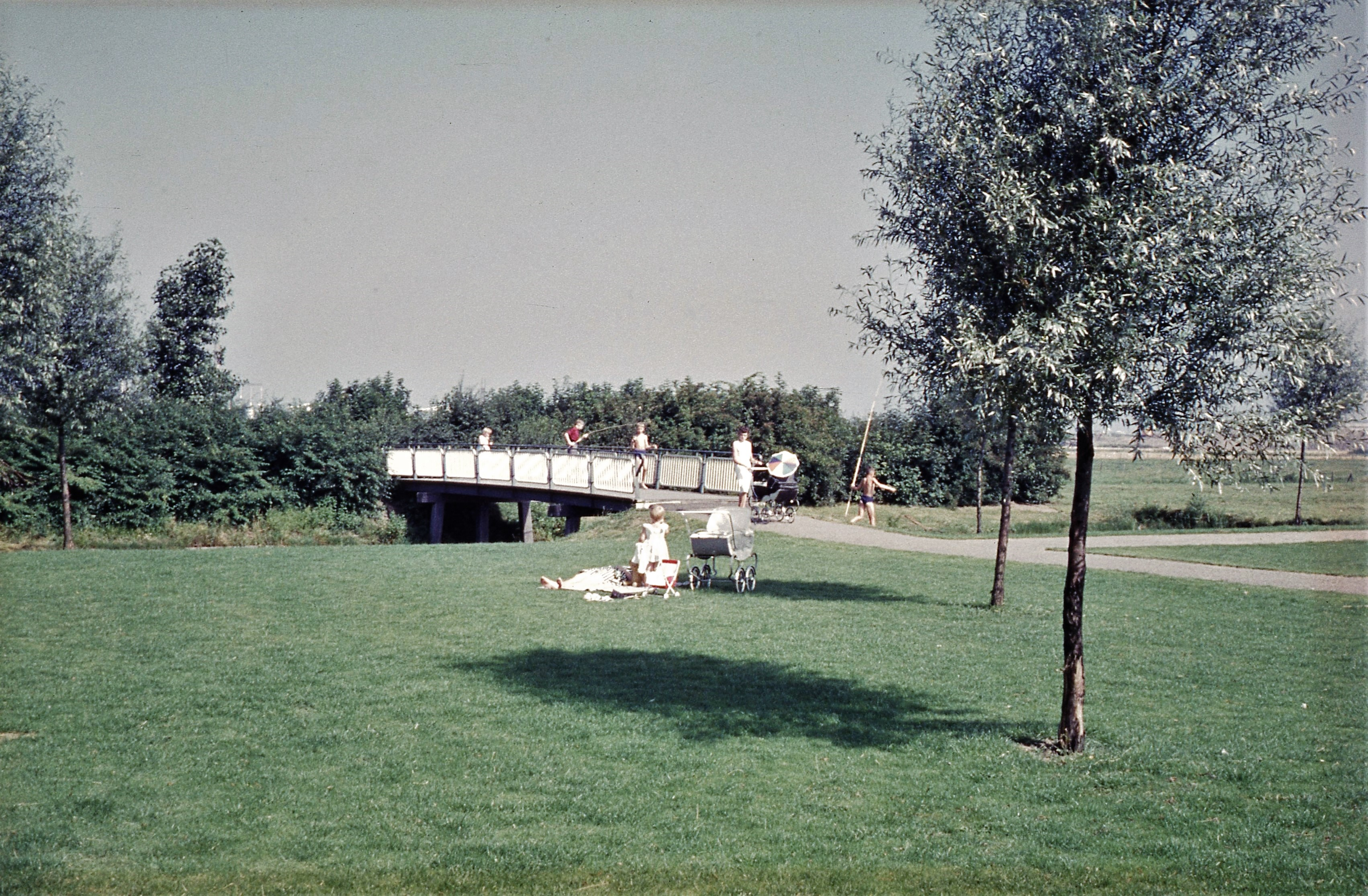
Hartelpark (1963)

Het meest noordelijke gebied van Spijkenisse bestaat uit buurten die het CBS aanduidt met:
- Landtong, een strook land tussen het Hartelkanaal en Spijkenisse-Noord, in het oosten grenzend aan de Oude Maas. Geografische namen daarbinnen:
  - Brielse Maasdijk: genoemd naar de Brielse Maas.
  - Plaatweg: kan zijn genoemd naar de zandplaat (zandbank) waarop deze weg ligt, of naar het achtervoegsel van de Welplaat.
  - Scheepvaart- en Voedingskanaal: de verbinding voor de scheepvaart tussen het Brielse Meer en de Oude Maas. Een voedingskanaal zorgt ervoor dat het water in een ander oppervlaktewater op peil blijft.[8] Het bevoorraadt in dit geval het Brielse Meer met water.
  - Voornse Sluis: biedt via het Scheepvaart- en Voedingskanaal toegang voor de scheepvaart tot Voorne en het Kanaal door Voorne.

Ten zuiden daarvan:
- Markenburg: in het westen, is genoemd naar de voormalige polders (Oud- en Nieuw-) Markenburg, die in de jaren 60 van de 20e eeuw zijn verdwenen bij het graven van het Hartelkanaal. De naam bestaat uit twee delen: (1) "Mark" kan duiden op een oude grensindeling (mark in de betekenis van grens) en (2) "burg" kan wijzen op een aldaar aanwezig geweest zijnde sterkte/verstevigd huis.[9] En daar zijn inderdaad vroege woonsporen gevonden, waaronder een grote boerderij uit ±880 en een nog grotere uit de 11e/12e eeuw. Het is dus een oude naam. In 1969 werd verzorgingsflat de Marckenburgh in de wijk Groenewoud ernaar genoemd. Straten in Markenburg:
  - Borgtweg: betekenis onbekend, komt niet voor op oude kaarten (op die uit 1700 en 1851 loopt de Mallen Dijck door tot aan de Ha(a)rtelsche Dij(c)k). Borgt kan duiden op een versterkt huis; hier in de buurt hebben wel middeleeuwse huizen gestaan, maar dat waren boerderijen, niet versterkt.[10]
  - Hartelsedijk (zijweg van de Markenburgweg); voor verklaring naam zie Hartelpark. In 1981 zijn bij archeologische opgravingen langs de Hartelsedijk een groot grafveld uit de Romeinse tijd en een grote boerderij (22 bij 10 meter) uit ±900 tevoorschijn gekomen.
  - Hogelandseweg: op een kaart uit 1700 staat al een "Hooghlandtse Wegh" vermeld, die leidt naar een gebied in Geervliet dat "Het Hooge Landt" heet. Waarschijnlijk was daar een relatief hoge ligging van de grond, veroorzaakt door de aanslibbing van een rivier.
  - Markenburgweg: genoemd naar de polders Markenburg.
  - Mosterweg (zijweg Borgtweg bij MacDonald's): mosterd of musterd was fijn griendhout[11], dat hier in het verleden overvloedig aanwezig was.

en

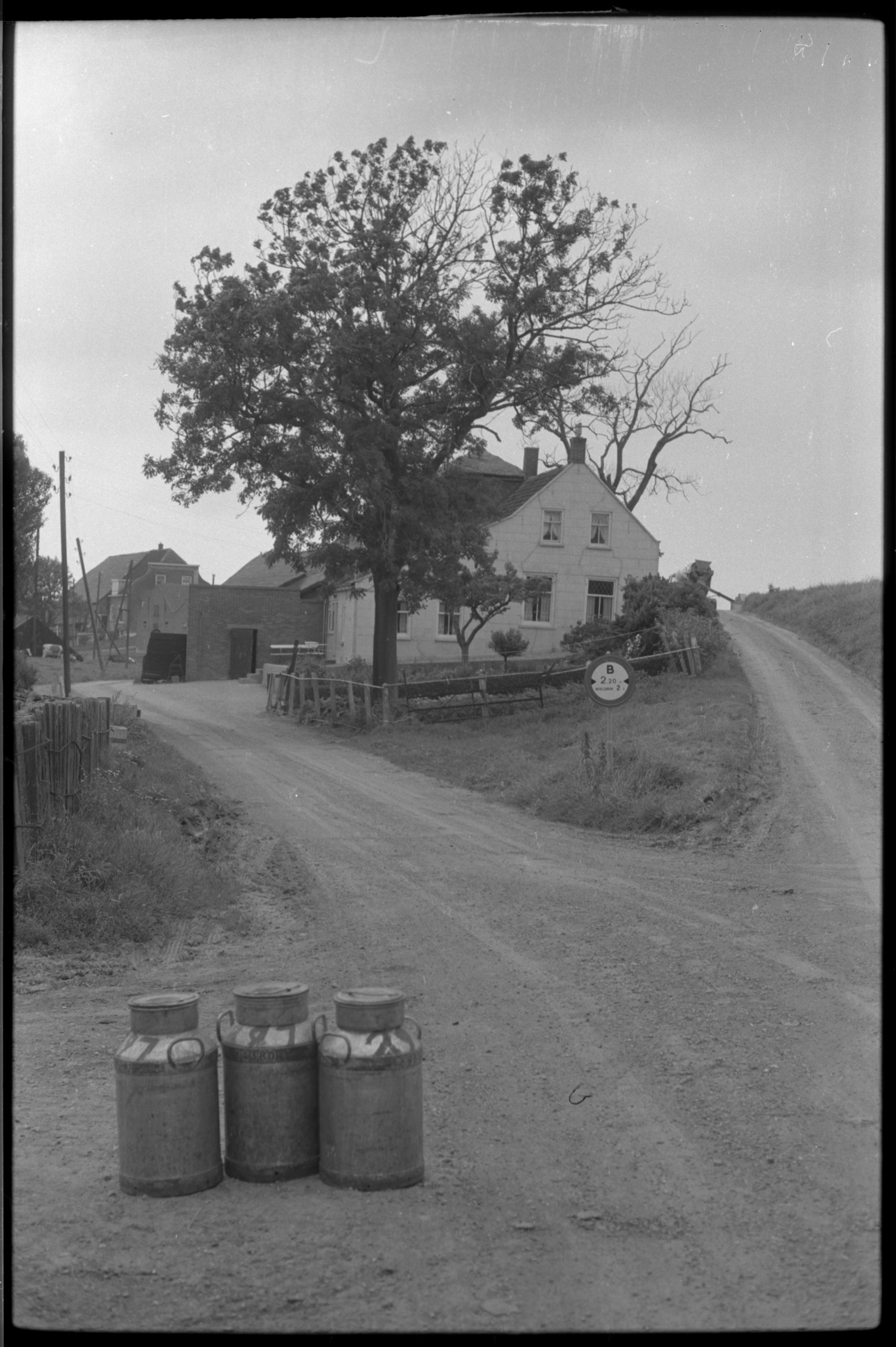
Buurtschap Hartel 1963

- Het Hartelpark (in het oosten) is een groengordel die dient als buffer tussen de noordelijke woonwijken en industriegebied de Botlek. De naam "Hartel" komt van de verdwenen buurtschap Hartel, op oude kaarten en documenten aangeduid als "den Haertel" (1300) en hairthille (1353); deze laatste naam duidt waarschijnlijk op een haardhil of woonterp, of een hoogte langs de kreek die daarliep. De "h" van "hille" is later ingeslikt en de naam verbasterde tot Haertel, Haartel en Hartel. Later ging de naam over op het water dat daar stroomde, "het Haertelsche Gat", en in de twintigste eeuw werd de naam toegekend aan het Hartelkanaal, Hartelbrug, Hartelkering en het Hartelpark.[12]

Foto's: Commons-category:Hartelpark.
Straten:
- - Hartelseweg (oprit naar de Hartelbrug).
  - Lange Laanweg: komt al voor op een kaart uit 1700. De naam komt waarschijnlijk van laan.
  - Laningweg: een laning is een oprijlaan van een boerderij met aan beide kanten bomen.[13]
  - Noordhoekseweg: ligt in het noorden van Spijkenisse.
  - Oprelseweg (toegangsweg naar de Ommering). "Oprel" is een naar de kruin van de dijk toelopende weg, oprit langs een dijk; aan het begin van deze weg is inderdaad een dijk (de Hartelsedijk) waar de Oprelseweg naar toe loopt.
  - Voorweg: er is nog een klein stukje over van de weg met deze naam die ooit begon bij de eerste heulbrug (huidige Stationsstraat), verder ging over de huidige Rozenlaan (de Groene Kruisweg was er nog niet) en doorliep tot aan de Noorddijk (bij de Noordhoekseweg). Betekenis/herkomst onbekend.
  - Begraafplaats De Ommering (1972): Met Den Ommering werd door de bevolking een weiland dat hier lag aangeduid, oude perceelsnaam; betekenis: onbekend.

### Schiekamp

Ligging Schiekamp-Hoogwerf

Ligging: de meest noordwestelijke woonwijk van Spijkenisse, tussen het Hartelpark en de Groene Kruisweg. Bebouwd in: 1958-1960.

De naam Schiekamp is afkomstig van Scadekamp (betekenis: zie bij Verdwenen namen), een polder die ten westen van de polder Spijkenisse lag.

Foto's: Commons-category:Schiekamp (Spijkenisse)

Straten ten noorden van de Sportlaan zijn genoemd naar Nederlandse schilders, ten zuiden ervan naar Nederlandse schrijvers en dichters, zie Wikipedia.
- Sportlaan: in de beginjaren van de wijk (rond 1960) lag sportpark Olympia aan de Sportlaan; wellicht is de laan hiernaar genoemd.
- P. Aertszstraat: gaat waarschijnlijk over Pieter Aertsen (1508-1575).
- Willem Buijteweghstraat: zie Willem Buytewech (1591/1592-1624).

Op de grens tussen de wijken Schiekamp en Hoogwerf liggen:
- Winkelcentrum 't Plateau, dat zowel Hoogwerf als Schiekamp bedient; het is zo genoemd omdat het op een verhoging, "plateau", ligt. Architect: Vermeer en Van Herwaarden, gerealiseerd in 1962.[14]
- Winston Churchilllaan: zie Winston Churchill.

### Hoogwerf

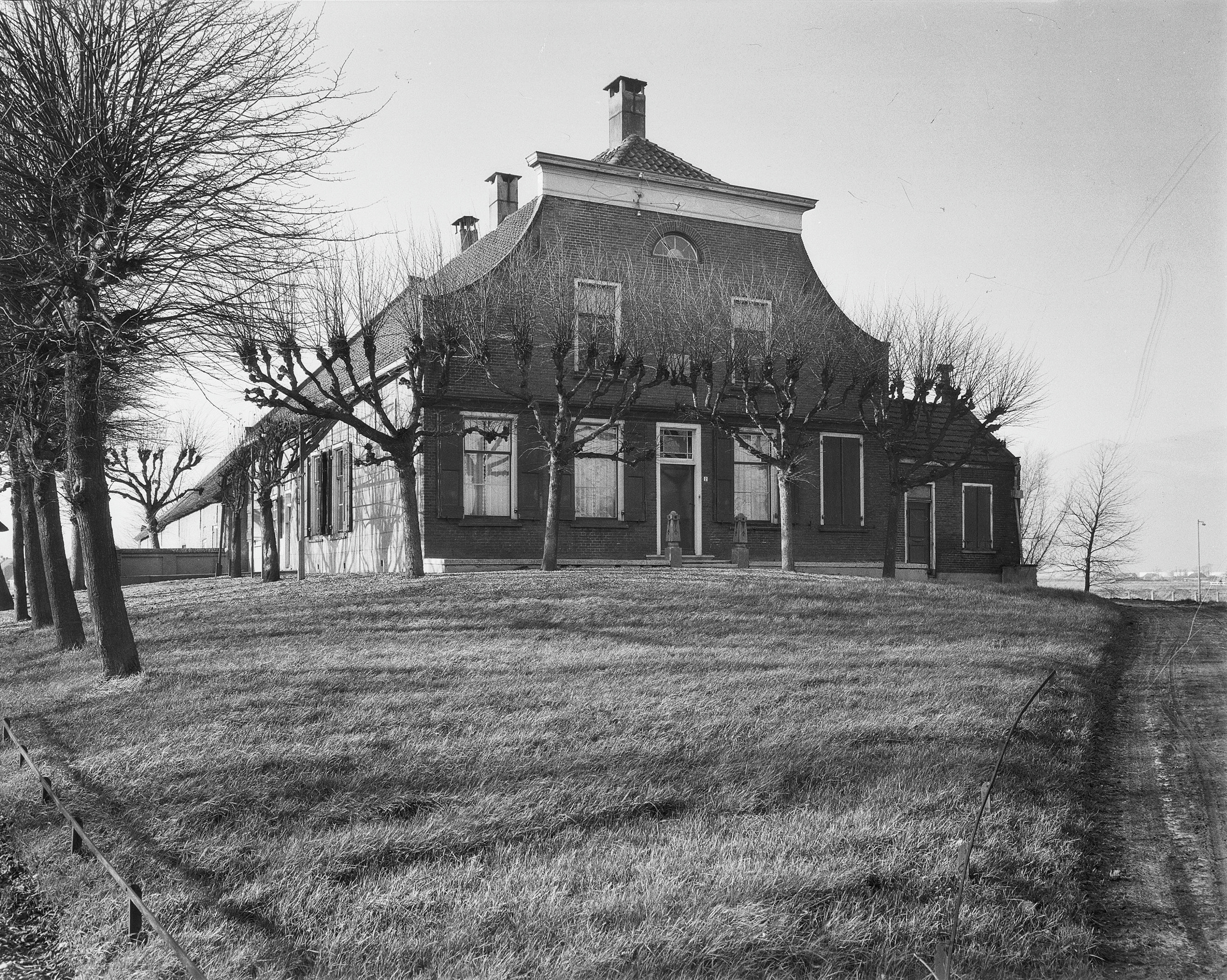
Boerderij Hoogwerf (1960)

Ligging: Ten oosten van Schiekamp. Bebouwd in: 1958-1965.

Hoogwerf is genoemd naar de in 1966 afgebrande boerderij Hoogwerf aan de Rozenlaan, die op een werf lag, de Hollandse benaming voor terp, vandaar de naam.

Foto's: Commons-category:Hoogwerf.

Straten zijn genoemd naar bloemen, zie Wikipedia, uitgezonderd:
- Hoogwerfsingel: genoemd naar de bovengenoemde boerderij Hoogwerf, die grenst aan de Hoogwerfsingel.
- Lampionstraat: zie Lampionplant.

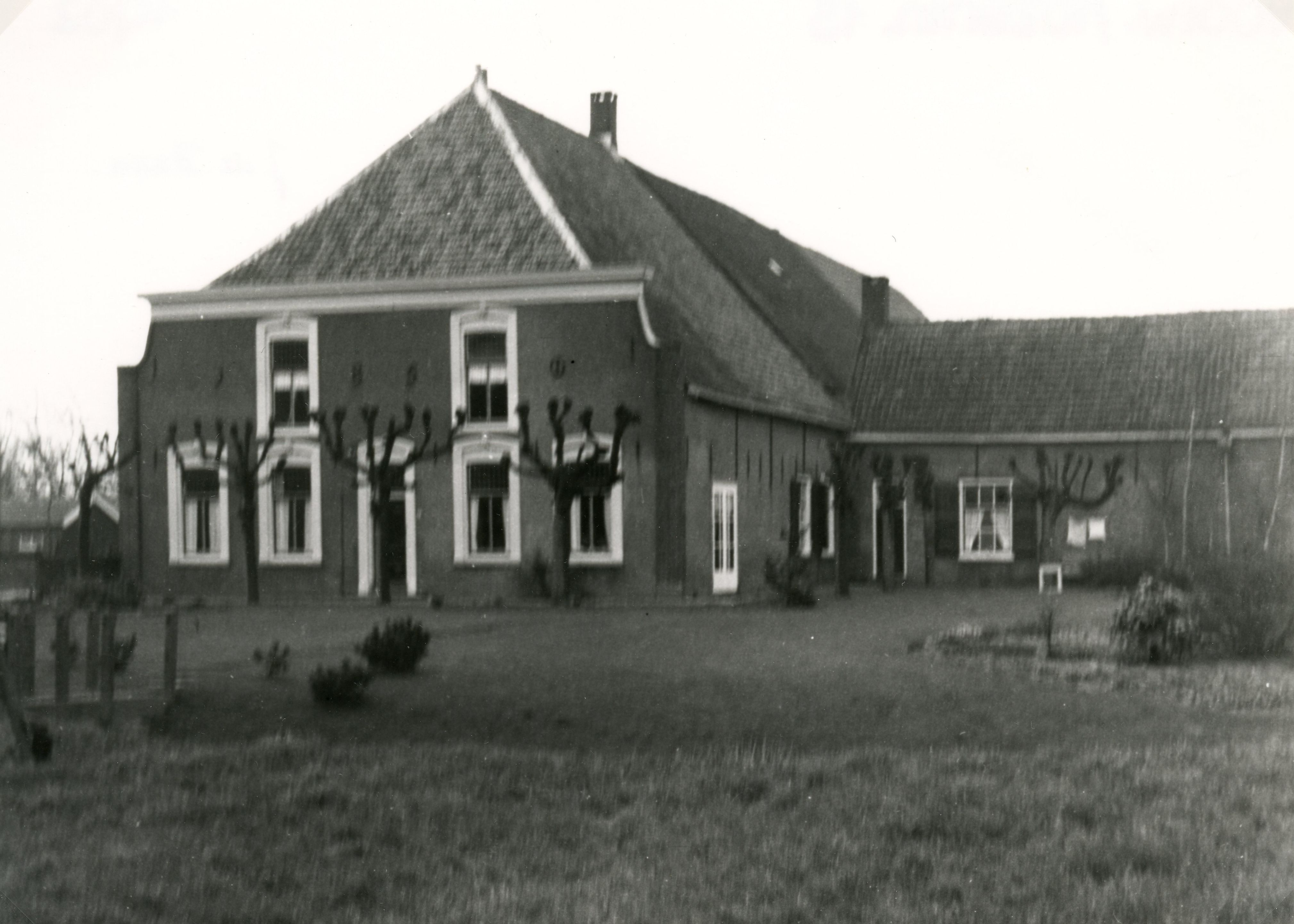
Willemshoeve (1962)

- Rozenlaan: Foto's: Commons-category:Rozenlaan, Spijkenisse.
- Terpsingel: vermoedelijk genoemd naar de terp (-werf) waarop de boerderij Hoogwerf stond.
- Willemshoevelaan: genoemd naar de Willemshoeve, een boerderij die op de hoek van de Rozenlaan en Klaproosstraat stond en in 1963 is gesloopt.
- Straten in de voormalige Kuipersweide, in de zuidoost-hoek van de wijk Hoogwerf, die wellicht genoemd zijn naar de vele hoepmakers die tot in de jaren 30 actief waren; zij maakten van griendhout hoepels en tonnen (kuipen). Misschien was er een connectie tussen de kuipers en dit weiland.
  - Kuiperslaan: genoemd naar de buurt waarin deze drie straten lagen, de Kuiperswei.[15]
  - Laning: Hier zijn rond 1922 de eerste woningwetwoningen van Spijkenisse gebouwd. De architect ervan was A. Dekker, de gemeente-architect van Spijkenisse. Voor water waren de bewoners tot de komst van waterleiding in 1946 aangewezen op kleine regenbakken en enkele grondwaterpompen. Betekenis straatnaam: oprijlaan van boerderij met aan beide kanten bomen.[13] Hier liep de laning/oprijlaan van de voormalige boerderij Hoogwerf. Het was tevens een verbindingspad tussen de Hoogwerf-boerderij en de weilanden achter de Molendijk in de polder Oostbroek.[16]
  - Laningpad (parallelweg langs begin van de Rozenlaan/fietspad vanaf Groene Kruisweg). Voor betekenis: zie Laning.
  - Parallelweg: Waarschijnlijk omdat hij parallel liep aan de trambaan van de Spijkenisserbrug naar het tramstation in Spijkenisse, en na de aanleg tussen 1930-1934 ook aan de Groene Kruisweg.

Fotogalerij Schiekamp-Hoogwerf

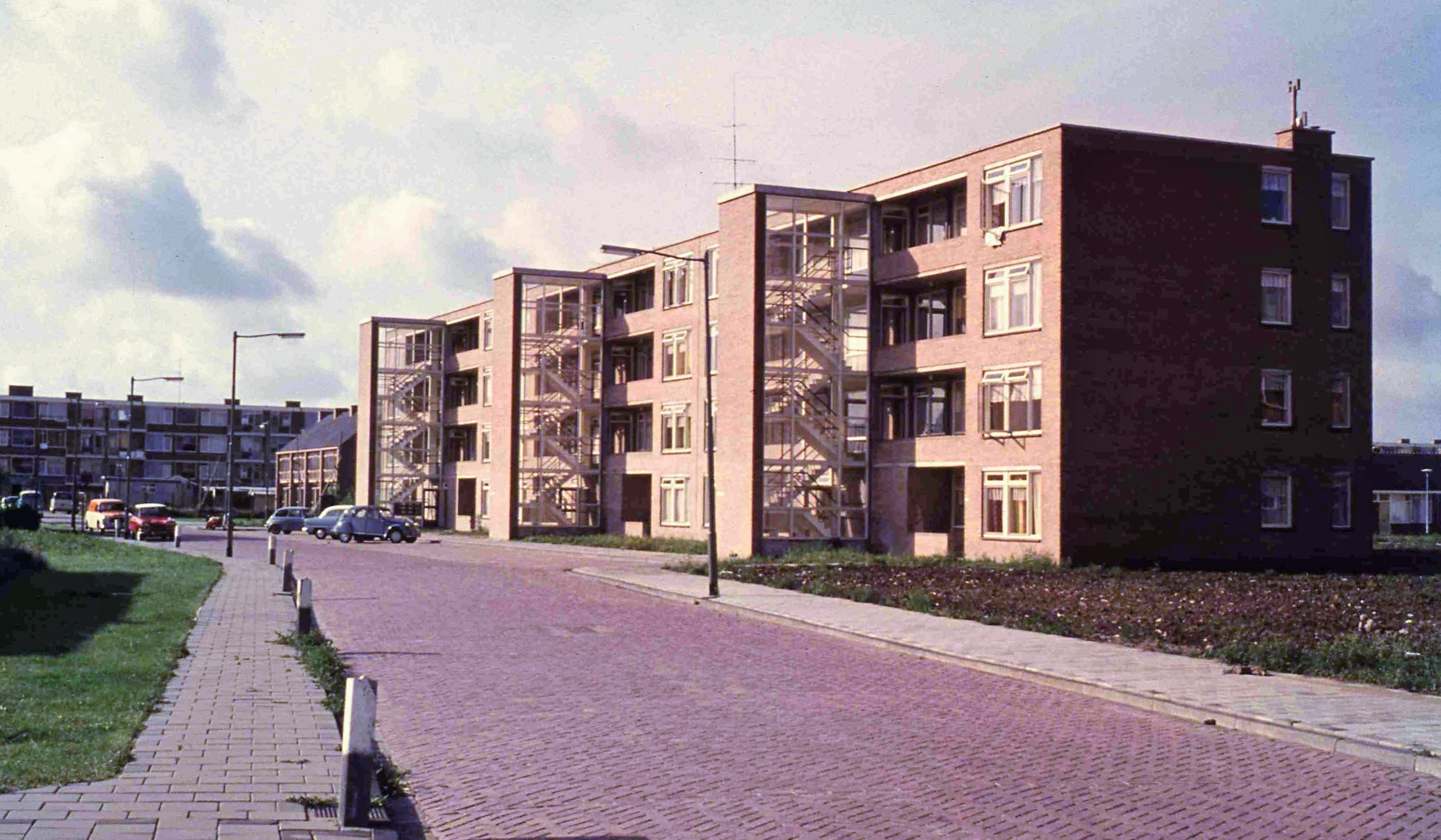
Schiekamp: Frans Halsstraat (1966)
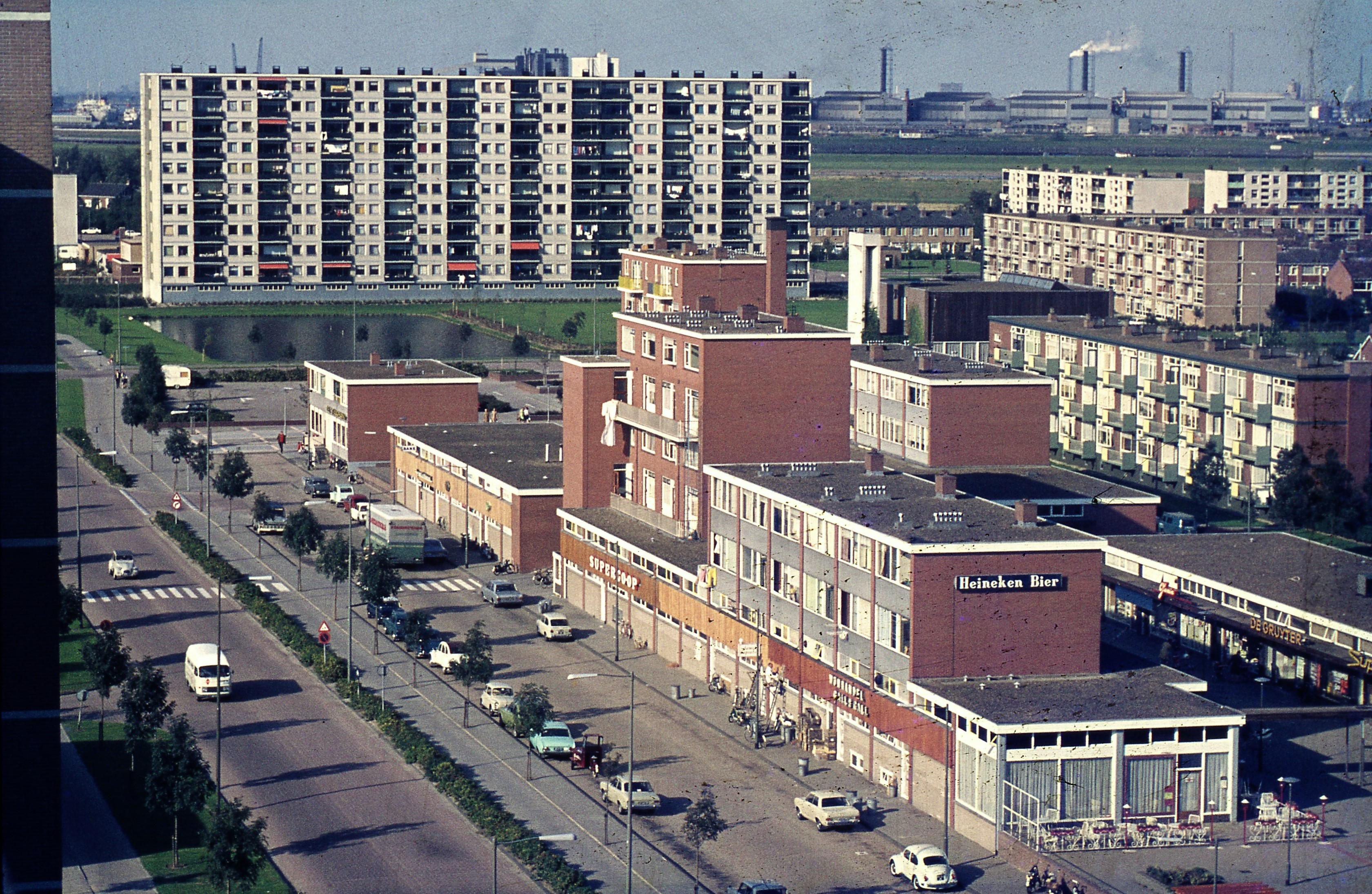
Winston Churchillaan, 't Plateau en Hoogwerf (1969)
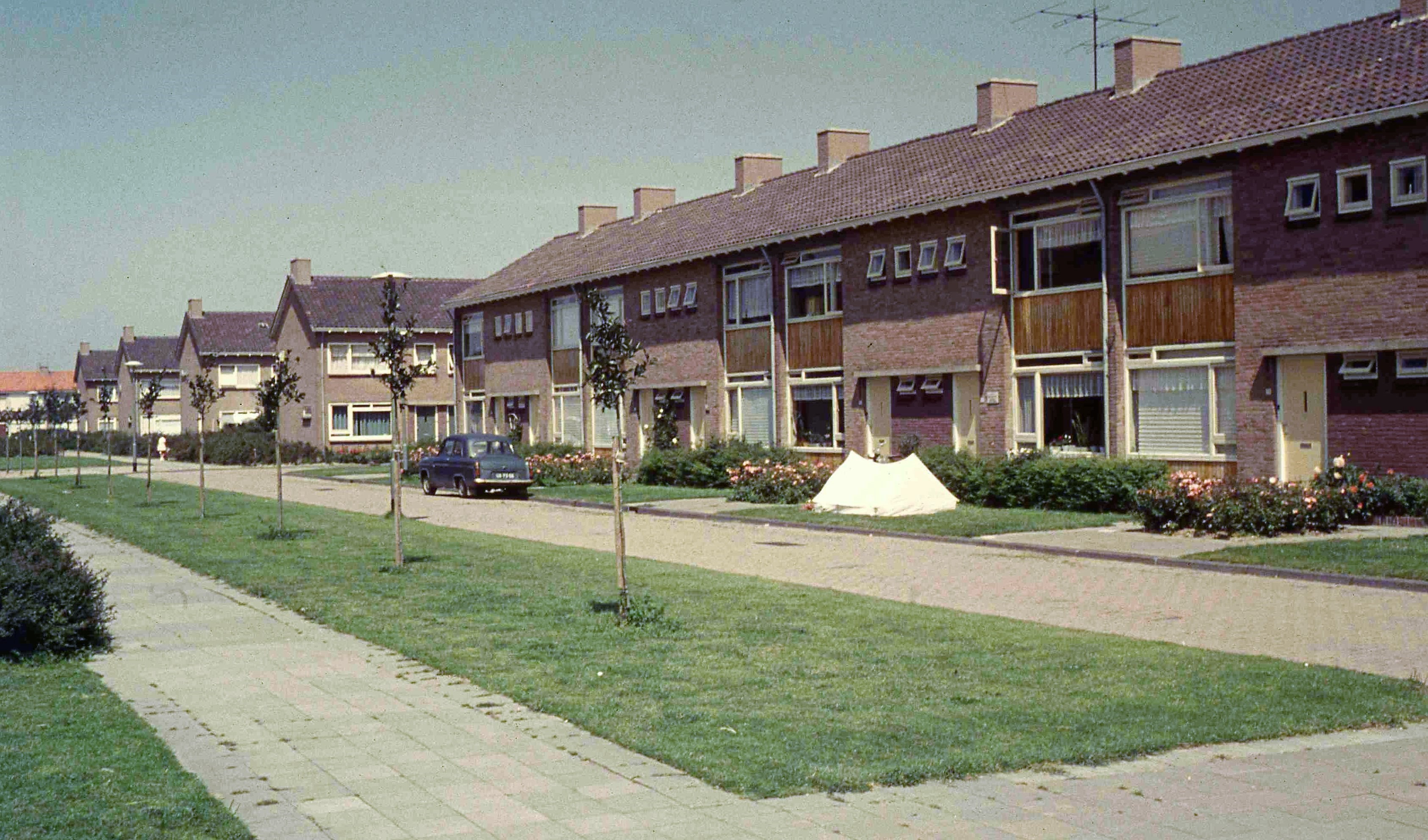
Hoogwerf: Hyacinthstraat (1972)
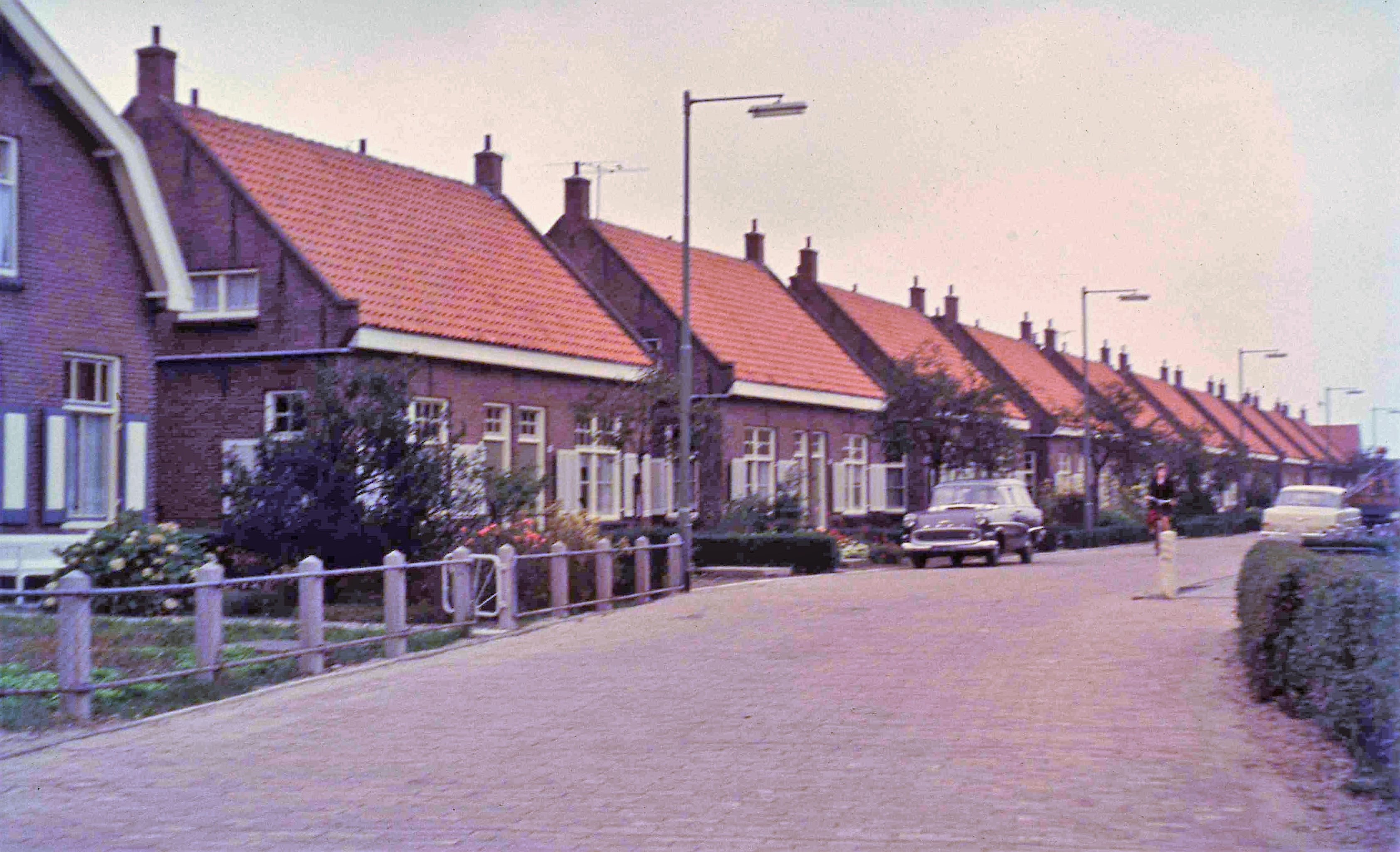
Laning (1963)

### Oostbroek

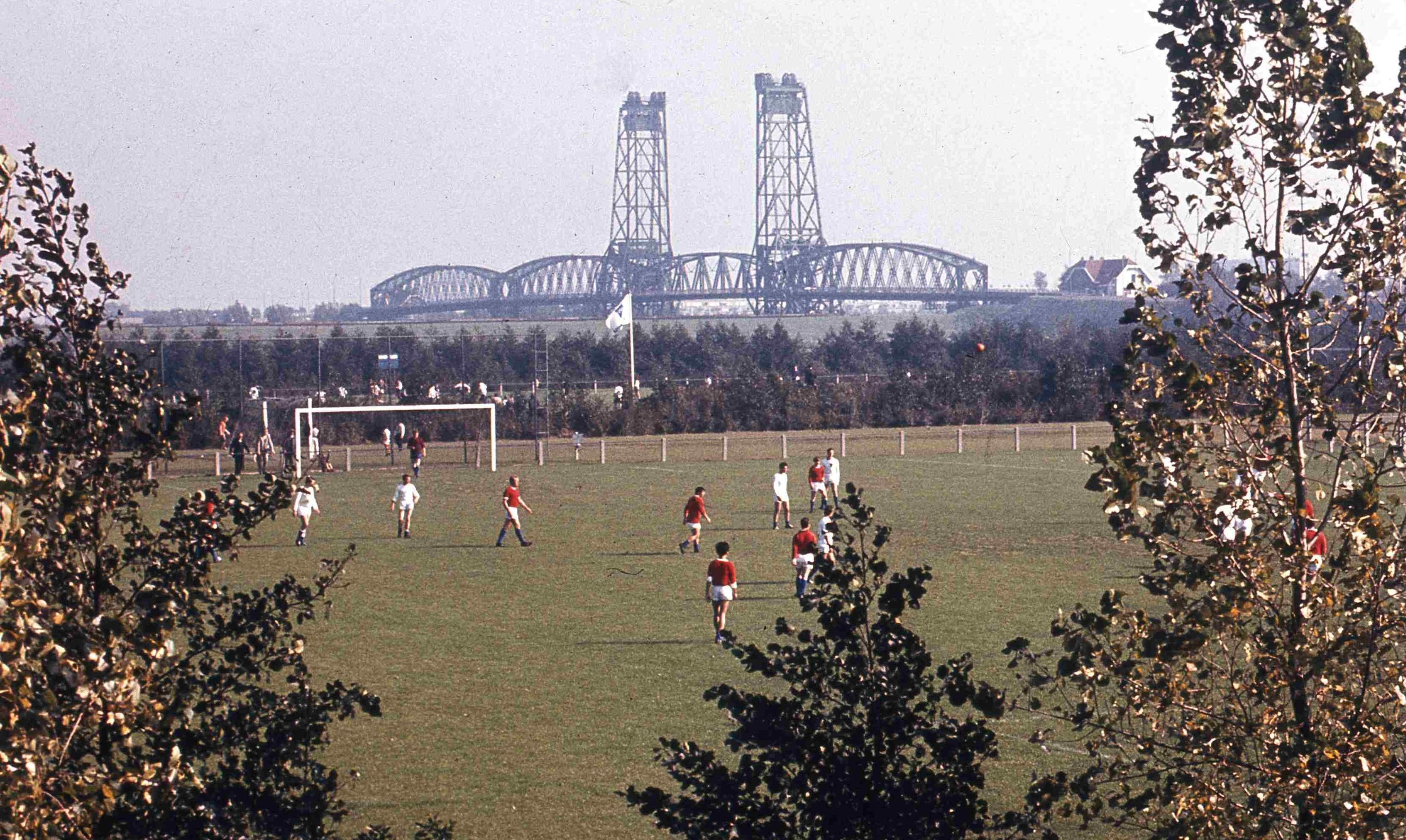
Sportpark in Oostbroek (±1976)

Ligging: Ten oosten van de wijk Hoogwerf, aan de Oude Maas en de Groene Kruisweg; hier liggen sportvelden en volkstuinen.

Verklaring wijknaam: deze polder uit 1478 ligt ten oosten van de voormalige polder Spijkenisse; een broek is een laaggelegen landschap dat regelmatig overstroomt. Dat laatste klopte ook nog in de 20e eeuw: zowel bij de grote overstroming van 1916 als die van 1953 kwam hij onder water te staan.

Drie straten zijn genoemd naar sport-termen (zie Wikipedia), de andere twee zijn van ouder datum:
- Atletiekpad; foto's: Commons-Category:Anton Veenendaal Atletiekbaan, Spijkenisse.
- Fitnesspad
- Oude Maaspad; fietspad van de Plaatweg, onder de Spijkenisserbrug door naar de Tramdijk; genoemd naar de rivier Oude Maas waar het pad langs loopt
- Plaatweg: zie Landtong en noordelijke groengordel.
- Veertig Morgenweg: een morgen is een oppervlaktemaat die iets kleiner is dan een hectare. Op het nabijgelegen, voormalige eiland de Welplaat heette de noordelijkste polder "de Veertig Morgen",[17] waarschijnlijk is deze weg hiernaar genoemd.
- Wielrenpad

## Halfweg-Molenwatering

Ligging bedrijventerrein Halfweg-Molenwatering

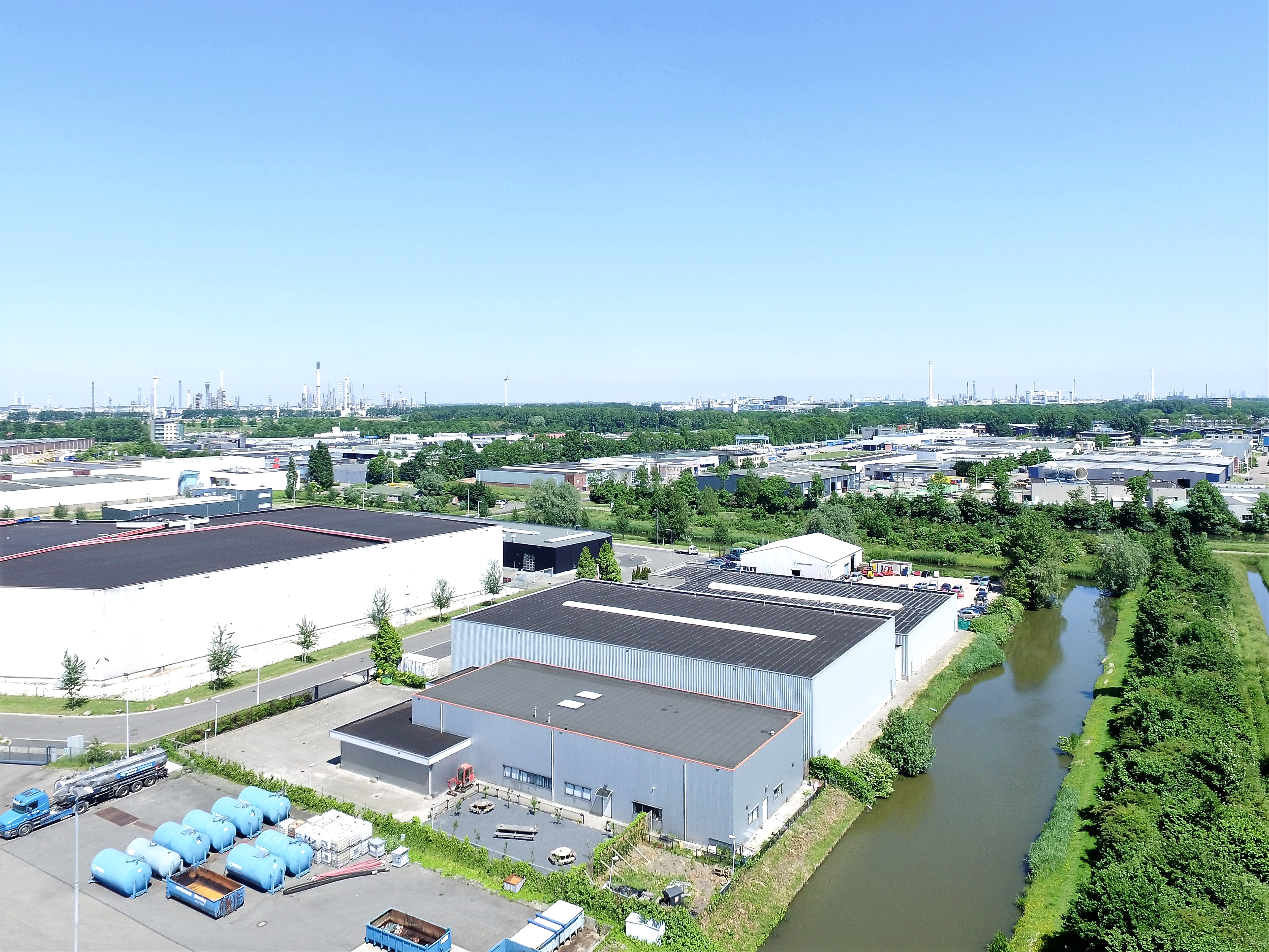
Halfweg-Molenwatering (2017)

Halfweg-Molenwatering is het grootste bedrijventerrein van Spijkenisse, het ligt in het noordwesten van Spijkenisse, langs de Groene Kruisweg. 

Verklaring wijknaam:
- Halfweg: de naam verscheen voor het eerst rond 1933 op een houten bord in de tuin van een boerderij aan de toen net gereed gekomen Groene Kruisweg, halfverwege Spijkensse en Geervliet; het nodigde uit om er even te rusten en iets te nuttigen[18]
- Molenwatering: genoemd naar de "Meule Wateringe", een wetering die langs de Malledijk loopt. Deze Meule Wateringe is waarschijnlijk rond 1535 gegraven en genoemd naar de watermolen(s) die erlangs stonden. Watermolens van Spijkenisse en Geervliet pompten het overtollige polderwater naar het nabijgelegen Oostenrijk (een oud veenwater/meertje) toen de Vierambachtenboezem er nog niet was.[19]

Foto's: Commons-category:Halfweg-Molenwatering (Spijkenisse). 

Verklaring straatnamen: die in het zuidelijk deel zijn genoemd naar natuurkundigen, zie Wikipedia.
- Kelvinstraat: zie William Thomson (natuurkundige); hij wordt herinnerd als de ontdekker van het absolute nulpunt; naar hem is de derde temperatuurschaal genoemd, naast Celsius en Fahrenheit.
- Lorentzweg: zie Hendrik Lorentz.

De overige straten:
- Hofweg: onbekend.
- Malledijk: zie Wijkoverstijgende namen.
- Misgomseweg: komt al voor op een kaart uit 1700. Betekenis: onbekend, geen natuurkundige.
- Laanweg: zie laan.
- Puntweg: onbekend.
- Rietbroekweg: een 'broek' is een laaggelegen landschap dat regelmatig overstroomt, en wellicht groeide er hier riet in.
- Rtmbaan, oftwel de RTM-baan, voormalig traject van de tram (1905-1966) waarvan de tramdienst werd uitgevoerd door de RTM. Dit tramtraject liep verder via de huidige Rietbroekweg naar Zuidland en vandaar over het huidige Trambaanpad naar Hellevoetsluis. Nadat de tramdienst in 1966 was opgeheven, werd er een fietspad op dit traject aangelegd.

## Centrum

Spijkenisse-Centrum

Volgens de CBS-indeling omvat de wijk Centrum het gebied tussen de Groene Kruisweg, Hekelingseweg, Ruwaard van Puttenweg en de Schenkelweg, plus de Vierambachten. De wijk is een mengelmoes aan buurten, sommige vormen een eenheid qua naamgeving, bouwstijl en tijd, andere hebben niet eens een eigen buurtnaam en worden gevormd door losse straten, die in de CBS-indeling zijn toegevoegd aan nabijgelegen buurten. 

Foto's: Commons-category:Spijkenisse-Centrum.

### Vierambachten

Vierambachten

Ligging: in het westen van de wijk Centrum, begrensd door de Groene Kruisweg, Hekelingseweg, Vierambachtenboezem en Baljuwlaan. Vanaf de jaren '70 van de 20e eeuw was het een industrieterrein met ook middelbare scholen. Omstreeks ± 1998 verdwenen de bedrijfsgebouwen en werd het zuidelijk gedeelte woonwijk. Deze wijk werd eerder ook wel aangeduid als De Rietvelden. 

De straten zijn vernoemd naar mensen die van betekenis zijn geweest in de regio Voorne-Putten. De straatnamen zijn zonder voornamen omdat men de straatnamen zo kort mogelijk wilde houden.

Foto's: Commons-categorie:Vierambachten (wijk in Spijkenisse)
- J. de Baanlaan: zie Jan de Baan (1930-1993), historicus van Spijkenisse.
- M. Beenstraat: Matthijs Janszn. Been was "Gezworen landmeter van Delfland (aangesteld op 27-10-1584), Rijnland, Schieland en de Lande van Putten",[21] (betreft Baljuwschap Land van Putten). Hij was werkzaam tot 1620.[22] Voordat hier huizen werden gebouwd, heette deze straat Ambachtstraat.
- E. van Dintelstraat: Engel van Dintel (1715-1797) was landmeter en kaartenmaker, bekend om zijn kaart van Zuidland uit 1757.
- P. Engelvaartstraat: Pieter Engelvaart was landmeter, o.a. bekend door zijn kaart van Voorne uit 1675.
- J.A. Heijwegenlaan: Jan Heijwegen was gemeenteraadslid voor de SP in Spijkenisse, toen hij in 1990 plotseling overleed. Voordat hier huizen werden gebouwd, heette deze straat Nijverheidstraat.
- J. Kluitstraat: Johannes Corneliszn. Kluit (1722-1811) is onder andere bekend om zijn handschriften over de geschiedenis van Voorne-Putten. Deze bevinden zich in het Streekarchief Voorne-Putten onder archiefnr. 501 en zijn (nog) niet gedigitaliseerd. Het gaat onder andere om "een versameling van het merkweerdigste, dat binnen de voorsz. stad en derselver jurisdictie, als Oost-, West- en Zuidvoorn, benevens den lande van Putten (voor zoover het kerkelijk gebiedt, onder de voorsz. stad is streckende) is voorgevallen" tussen 1747 en 1795.
- C. Kouterstraat: Cornelis Kouter was landmeter van Voorne in de 17e eeuw, en is onder andere bekend van de kaart van Velgersdijk uit 1641.
- M. van Nispenstraat: Mattheus van Nispen (±1622-1717) was landmeter te Dordrecht, maar is ook op Putten werkzaam geweest.
- W. Plokkerstraat: Willem Plokker (1798-1857) was de schrijver van het boek “Geschied- en aardrijkskundige beschrijving van het eiland Voorne en Putten, benevens het eiland Rozenburg” uit 1851.[23]
- B. de Roijstraat: Bernard de Roij: zie bij D. Schellincxstraat.
- D. Schellincxstraat: Daniël Schellinxc was landmeter; hij is bekend om landopmetingen van Putten in 1616 en zijn kaart uit 1617; hiermee vervaardigde B. de Roij in 1700 een kaart van de Ring van Putten.
- N. Stampioenstraat: Nicolaas Stampioen (1639-1731) was geadmitteerd landmeter in Holland en daarnaast schout in Rotterdam. Hij was in dienst van het hoogheemraadschap van Schieland (1661-1721) en examinator van landmeters die geadmitteerd wilden worden door het Hof van Holland (1685-1696). In 1661 maakte hij een kaart van Voorne.
- C. Villeriuslaan: waarschijnlijk een Cornelis (waar er meerdere van zijn geweest), maar naar wie deze straat is genoemd is onbekend.
- J. Witteveenlaan: onbekend.
  - Sporthal Den Oert: genoemd naar Spikenisser oert, buitendijkse Putse gorzen uit de 14e eeuw, die in het noorden van Spijkenisse lagen, waar nu het Hartelkanaal ligt.[24]
- Zinkseweg: genoemd naar de zinker (duiker, koker onder de weg) die daar lag. Op een kaart uit 1700 staat deze straat vermeld als De Sinkse Wegh.[25]

Kaarten gemaakt door enkele bovengenoemde kaartenmakers:

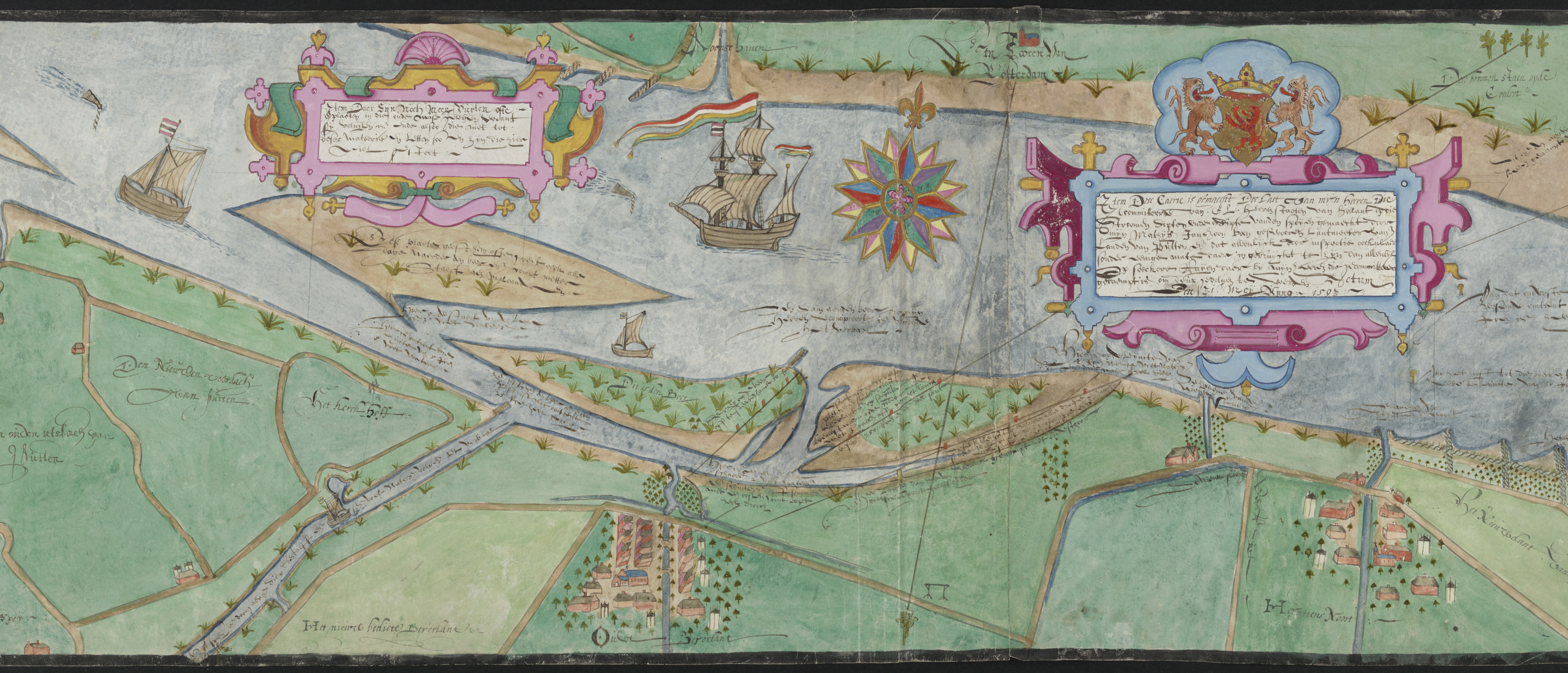
Kaart met Uitslag Putten en Beerenplaat (1593) / Been
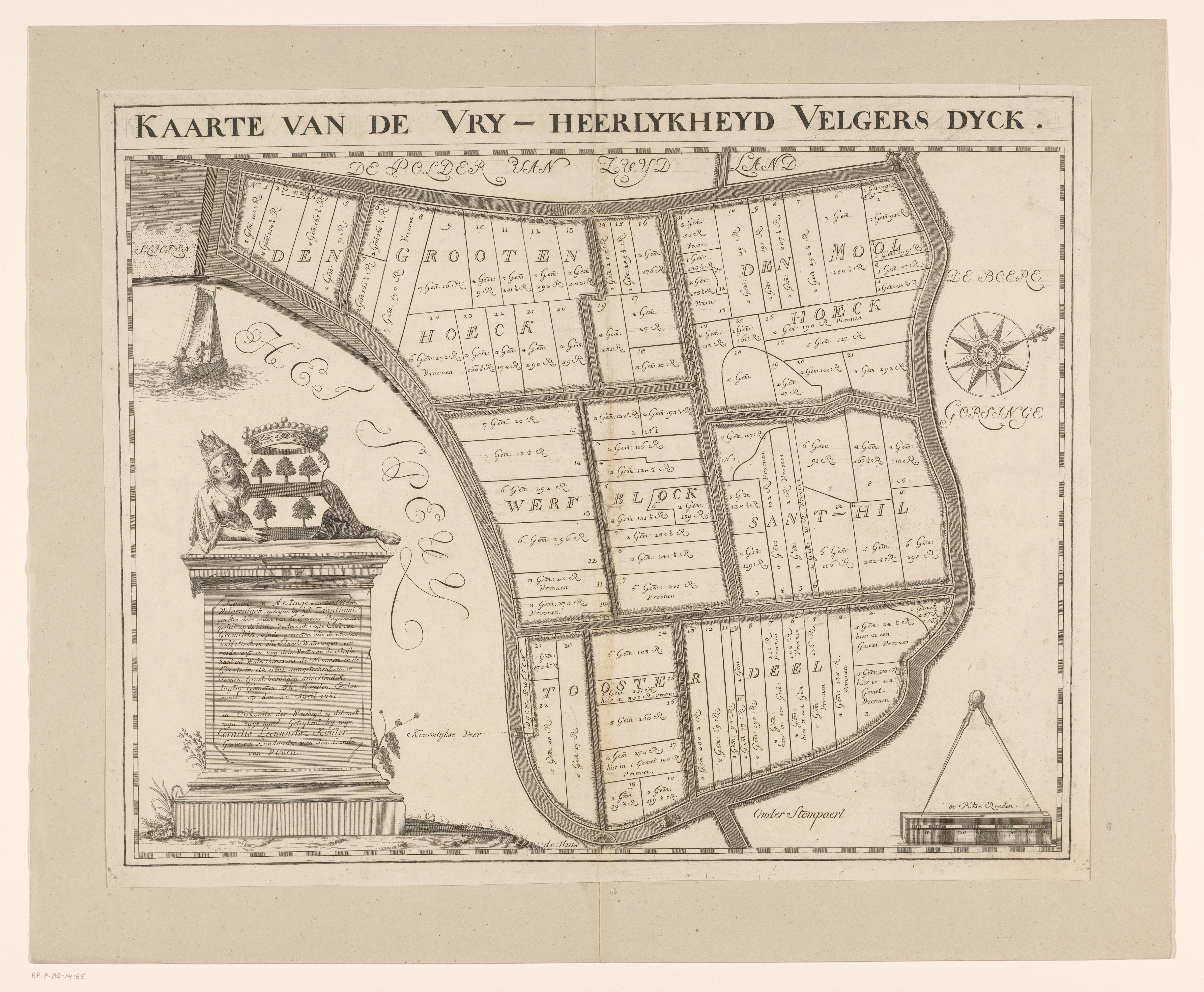
Kaart Velgersdijk / Kouter, 1641
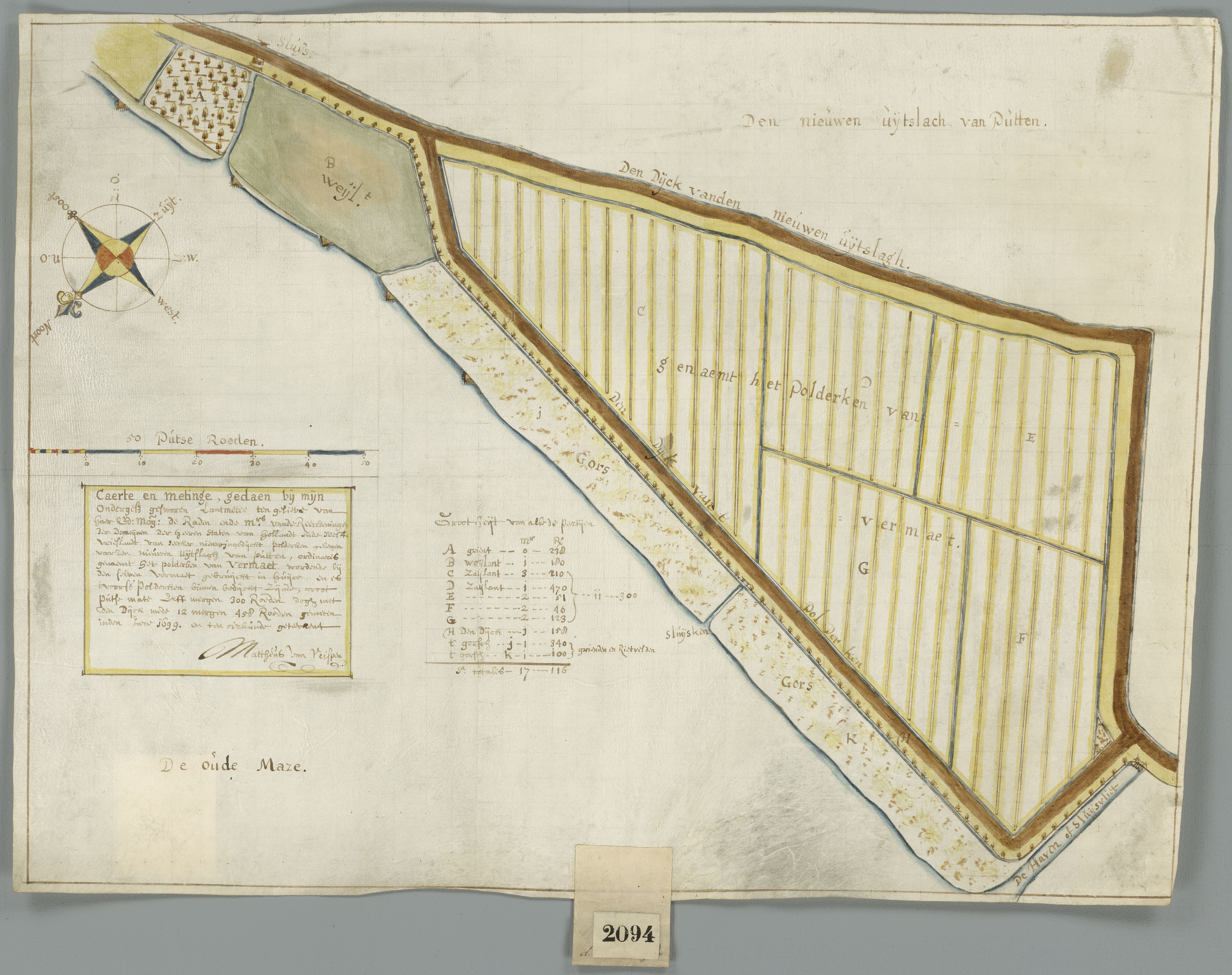
Kaart Nieuwe Uitslag van Putten (17e eeuw) / Nispen
Kaart van Putten (1617) / Schellincx
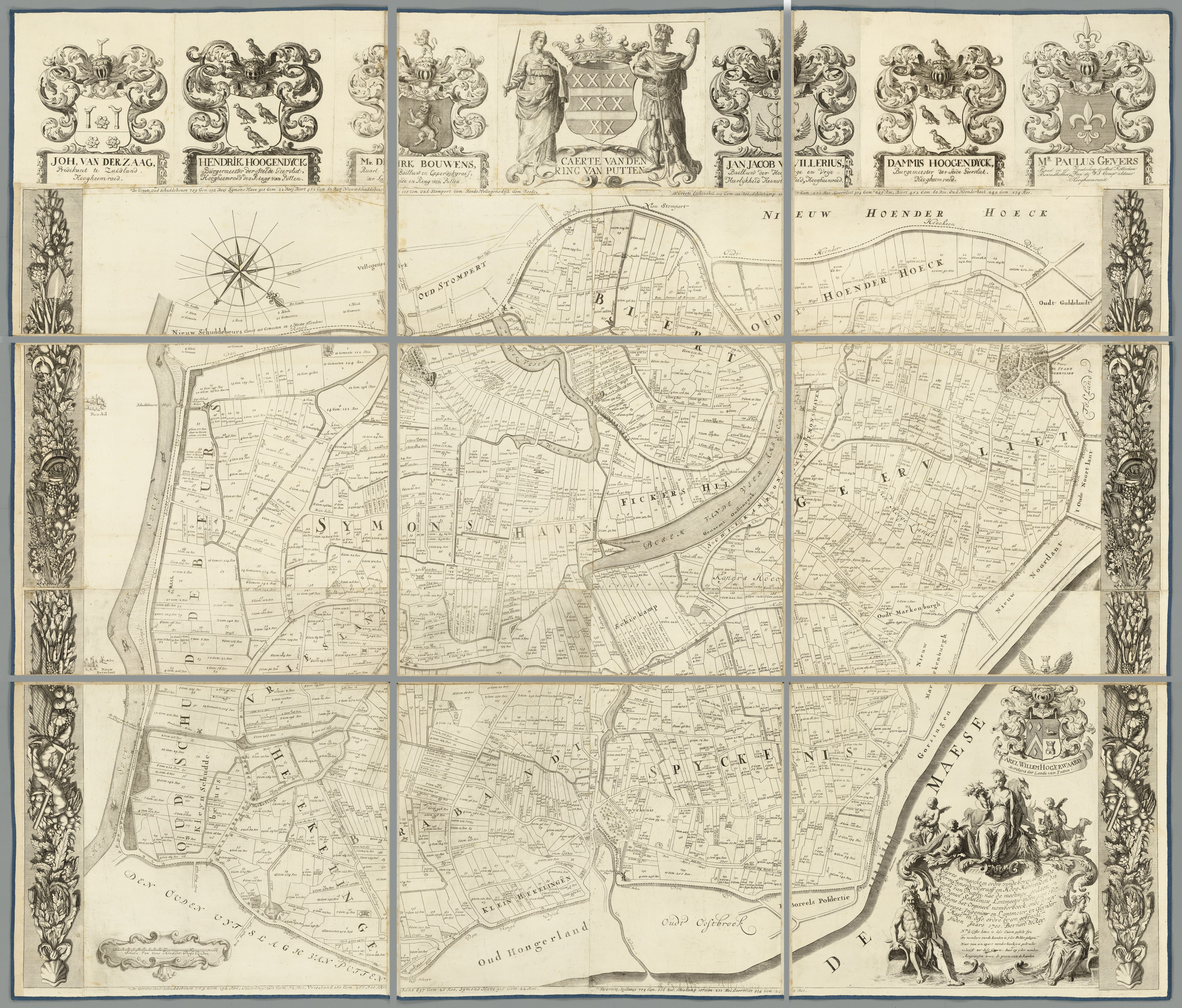
Kaart Ring van Putten (1616/1700) door Schellincx/De Roij
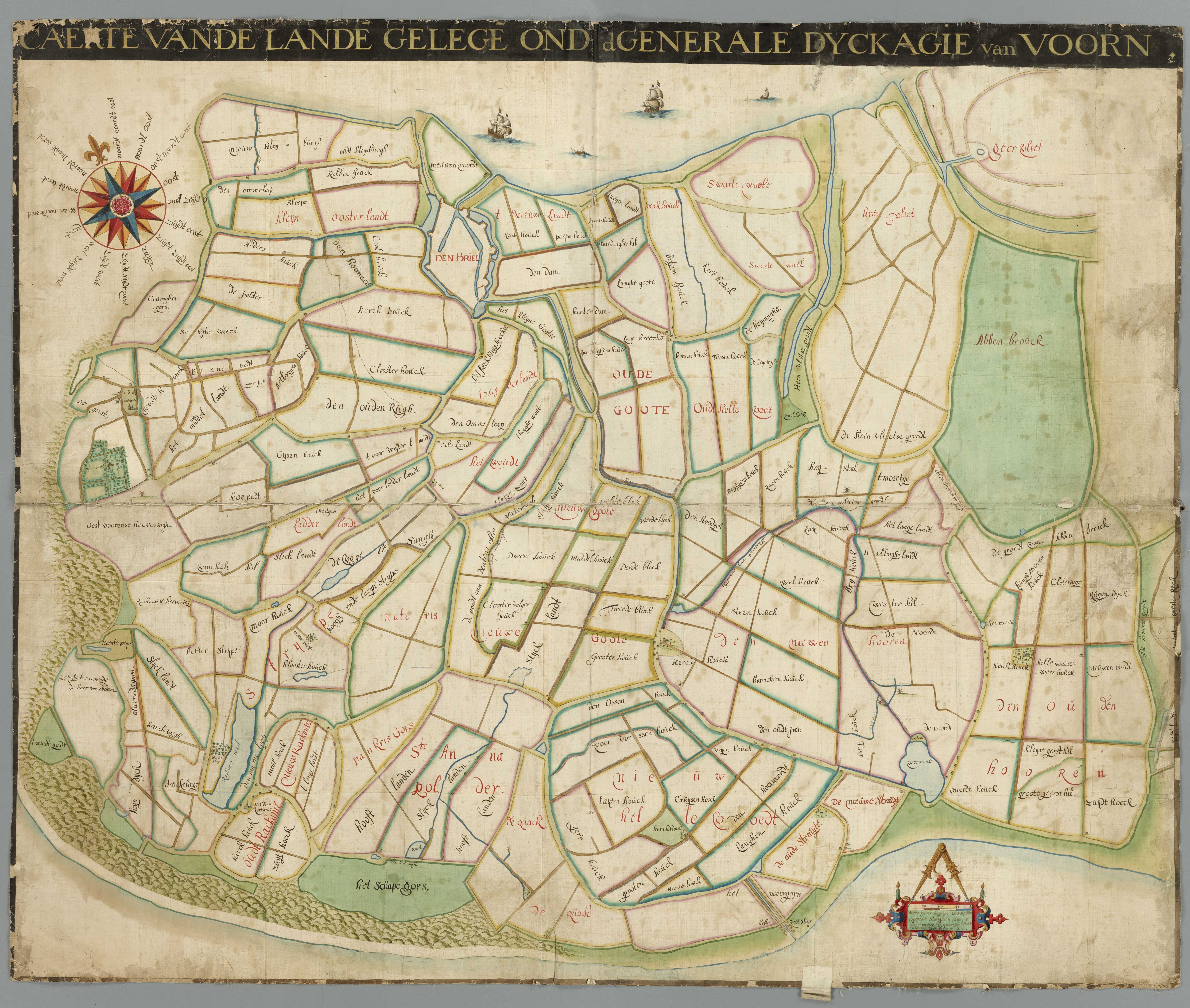
Kaart Voorne (1661) / Stampioen

### Oranjebuurt (incl. Zeeheldenbuurt)

Oranjebuurt C.S.

Ligging van de oorspronkelijke Oranjebuurt: tussen de Groene Kruisweg, Karel Doormanstraat, Vierambachtenboezem en de Jan Campertlaan. Bebouwd: 1956-1965. 

Straten zijn genoemd naar enkele leden van het Koninklijk Huis in de jaren 50 van de 20e eeuw:
- Koningin Beatrixplein: genoemd naar Beatrix der Nederlanden.
- Prins Bernhardlaan: genoemd naar Bernhard van Lippe-Biesterfeld.
- Koningin Julianaplein: genoemd naar Juliana der Nederlanden. Foto's: Commons-category:Koningin Julianaplein, Spijkenisse.
- Koningin Wilhelminalaan: genoemd naar Wilhelmina der Nederlanden.
- Oranjelaan: genoemd naar de familienaam van de koninklijke familie: Van Oranje.
- Vierambachtenkade Noordzijde: genoemd naar de Vierambachtenboezem waar dit pad langs loopt.

In de CBS-indeling zijn ook de Zeeheldenbuurt en enkele oostelijker gelegen straten aan deze buurt toegevoegd:
Zeeheldenbuurt

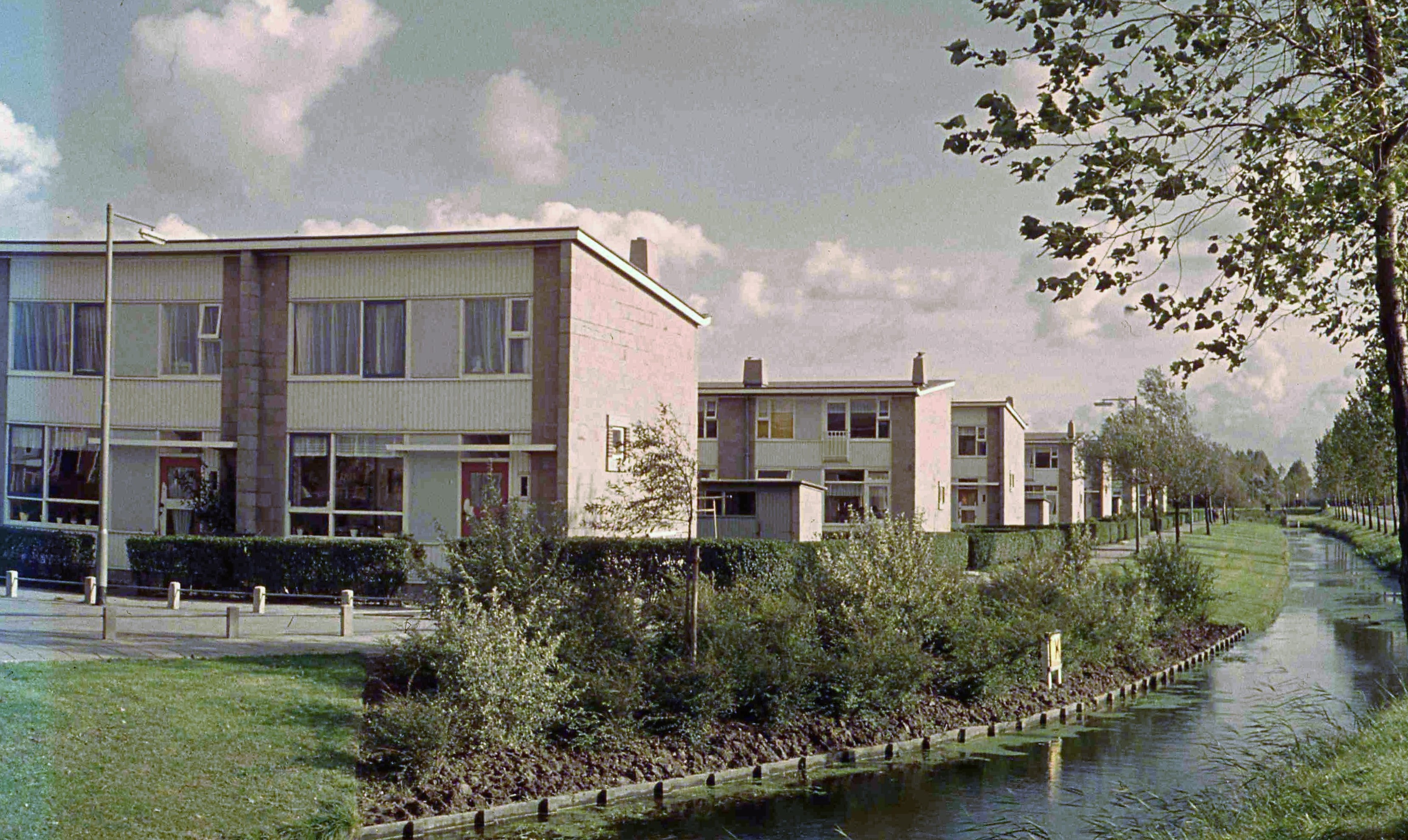
Zeeheldenbuurt (1963)

Ligging: tussen de Karel Doormanstraat, Vredehofstraat, Hekelingseweg en Oranjelaan. Bebouwd: Karel Doormanstraat: 1925-1935, overige straten: 1956-1958.

Verklaring wijknaam en straatnamen: de straten zijn genoemd naar Nederlandse zeehelden.
- Straten met namen van Nederlandse zeehelden: zie Wikipedia.
- Karel Doormanstraat: zie Karel Doorman. Deze straat kent een lange geschiedenis, zie Kerkweg in Verdwenen namen. Foto's: Commons-category:Karel Doormanstraat, Spijkenisse.

Overige straten Oranjebuurt

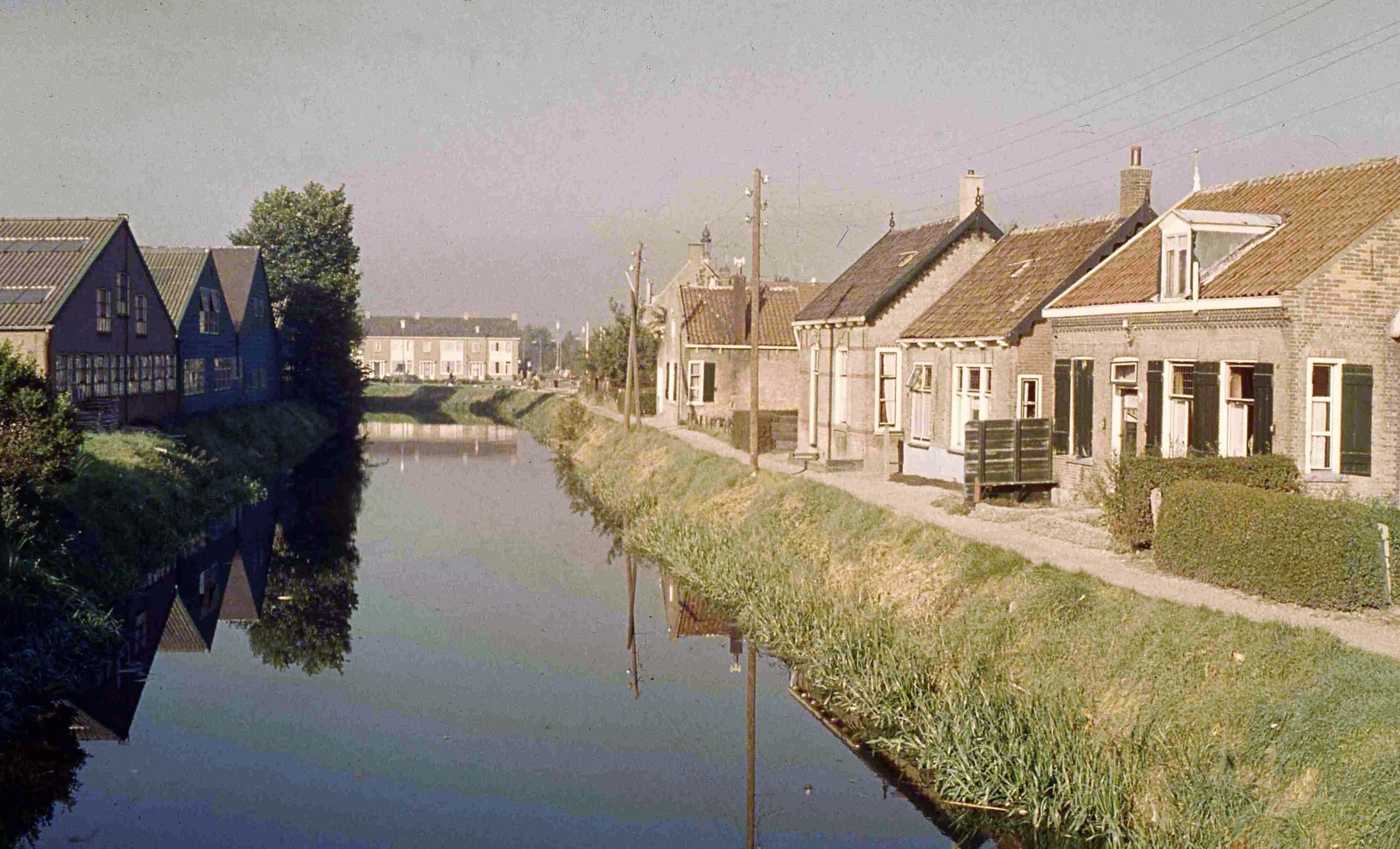
Huis waar Jan Campert enkele jaren woonde: dat met de dakkapel

De overige straten volgens de CBS-indeling liggen op en rond het voormalig tramstation (foto's: Commons-category:Former tram and bus station Spijkenisse): tussen de Groene Kruisweg, Stationsstraat, Vierambachteboezem en het voormalige gemeentehuis aan het Koningin Julianaplein. Rond 2001 zijn er kantoren (langs de Groene Kruisweg) en woningen gebouwd.

Straten:
- Jan Campertlaan en Jan Campertkade (foto's: Commons-category:Jan Campertkade, Spijkenisse): zie Jan Campert. Hij werd in 1902 geboren aan de Vierambachtenboezem vlak bij de huidige Jan Campertkade; het gezin vertrok enkele jaren later naar Zeeland; het huis werd in 1967 afgebroken.
- De Repelaer, genoemd naar buurthuis De Repelaer dat tussen 1963 en 1980 stond op plek van de huidige Jan Campertkade 1-5 (foto's: Commons-category:Former buurthuis De Repelaer, Spijkenisse). Dat was weer genoemd naar leden van de familie Repelaer die in de 18e en 19e eeuw ambachtsheer van Spijkenisse waren.
- Stationsstraat: doorgaande straat vanaf de Groene Kruisweg naar de Eerste Heulbrugstraat, nabij het oude centrum van Spijkenisse. Deze straat dankt zijn naam aan het voormalige tramstation dat er tussen 1903 en 1966 aan was gevestigd. Vóór 1903 was het een deel van de Voorweg (zie Verdwenen namen). Van 1912-1936 liep een smalspoor over de Statsionsstraat (vanaf de Betonfabriek bij de haven) waarover lorries reden met vracht voor verder vervoer per tram. Foto's: Commons-category:Stationsstraat, Spijkenisse.

### Molenwei

Ligging Molenwei

Ligging: tussen de Groene Kruisweg, Schenkelweg, Vierambachtenboezem en Stationstraat. De wijk is gebouwd in 1952-1953, de architect van de huizen was Henri Pino; het was de eerste na-oorlogse nieuwbouwwijk in Spijkenisse.

Naamgeving: De wijk is genoemd naar de wind- en korenmolen Nooitgedacht die bij de zuidoostelijke punt van de wijk staat. 

Foto's: Commons-category:Molenwei (Spijkenisse)

Veel van de straatnamen hebben te maken met molens:
- Beneden Molendijk: straat die onder de Molendijk (nu hier Schenkelweg geheten) loopt.
- Jan van Zutphenstraat: genoemd naar Jan van Zutphen.
- Kaarstraat: genoemd naar een kaar, een silo in een molen.
- Molenlaan
- Molenpad
- Molenstraat
- Schoestraat: een schoe is een schuddebak in een windmolen, onderdeel van een maalkoppel. Het graan wordt in het kaar gestort. Via een opening loopt het in het schoe. Door de schuddende beweging werkt het graan zich naar voren en valt in het kropgat van de maalsteen.[27]
- Smidsslop: genoemd naar een smid
- Wiekstraat: genoemd naar de wieken van een molen

Foto-galerij Molenwei

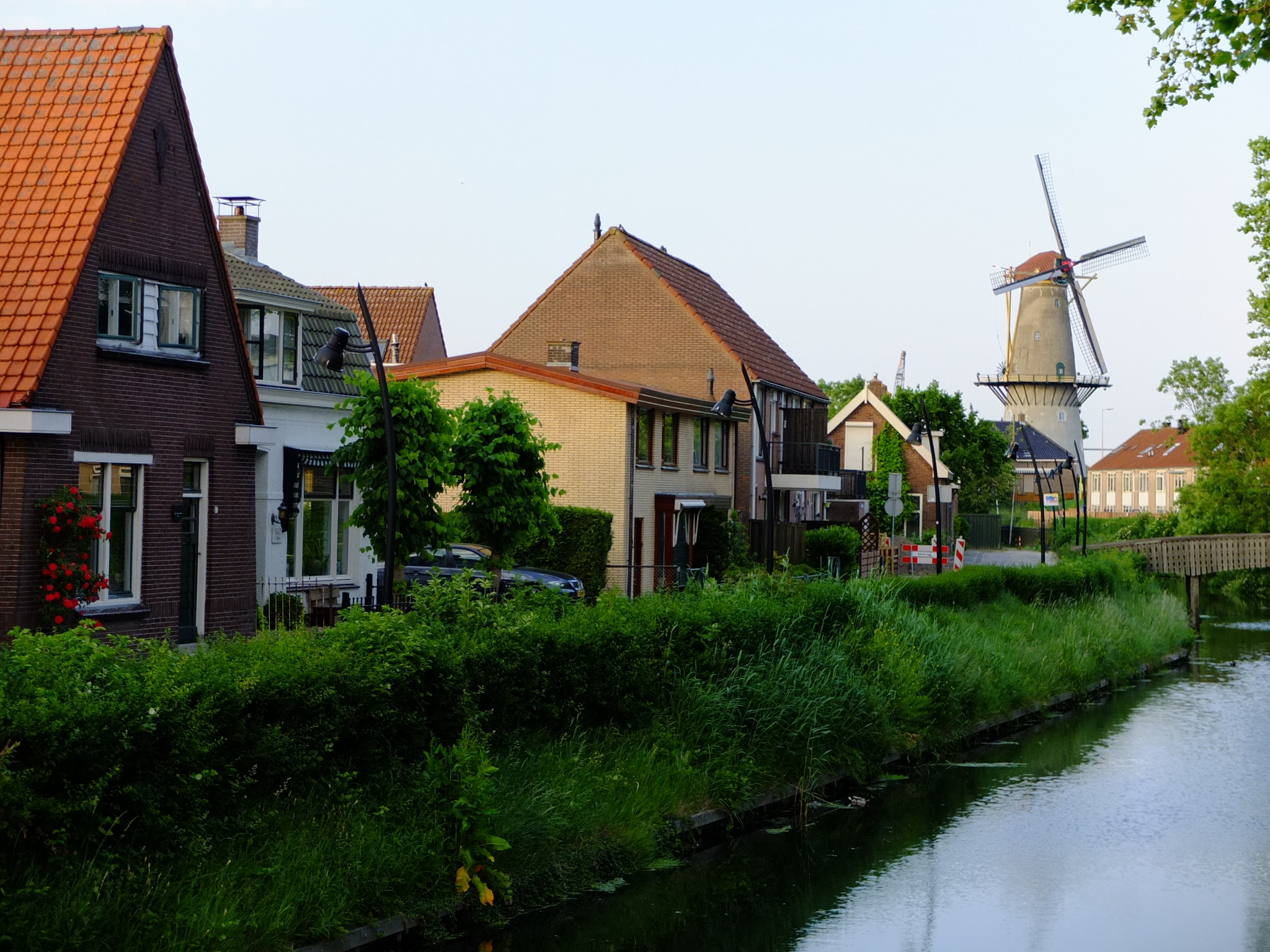
Vierambachtenboezem met links de Molenlaan, aan het eind molen Nooitgedacht (2017)
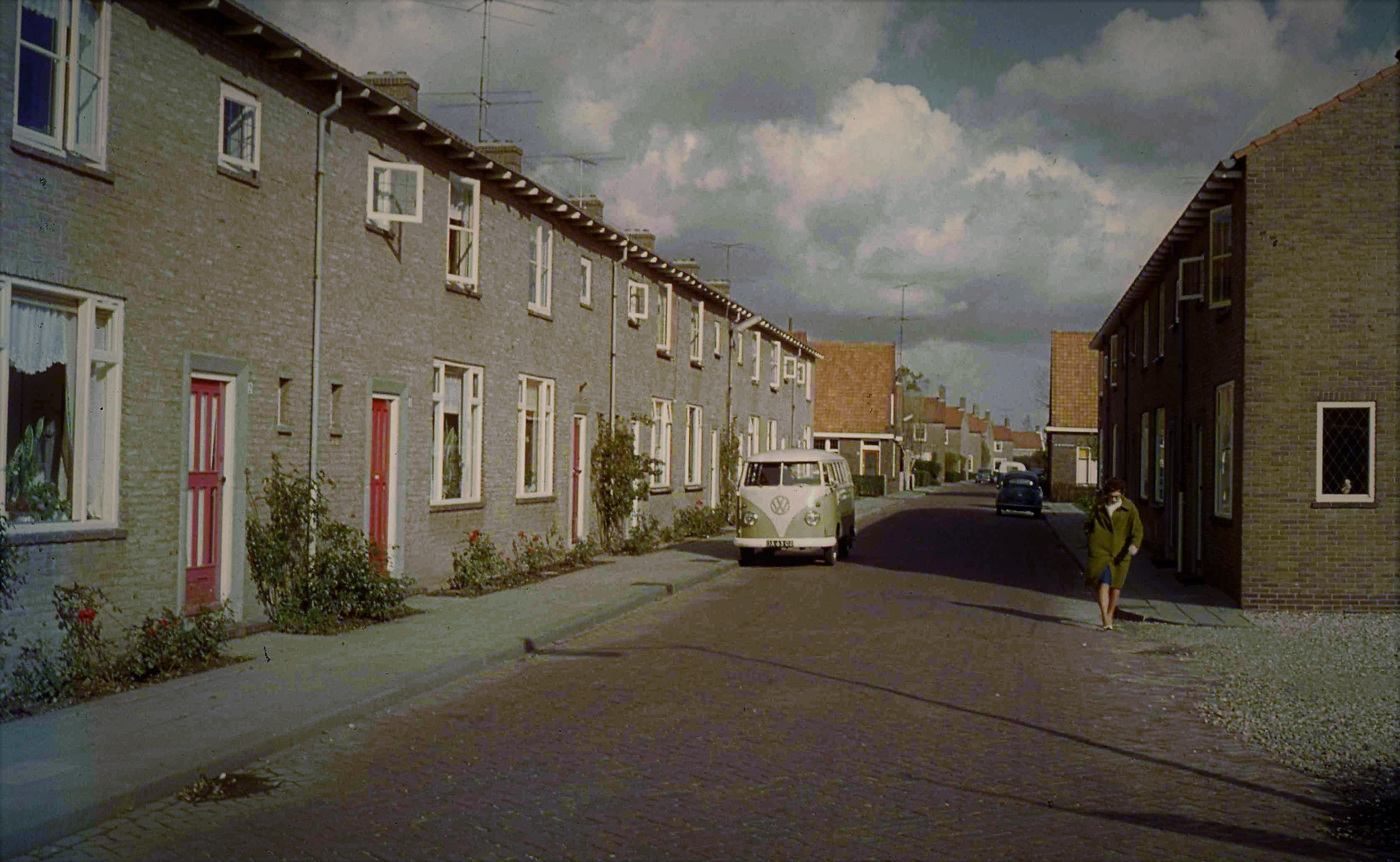
Molenstraat (1963)
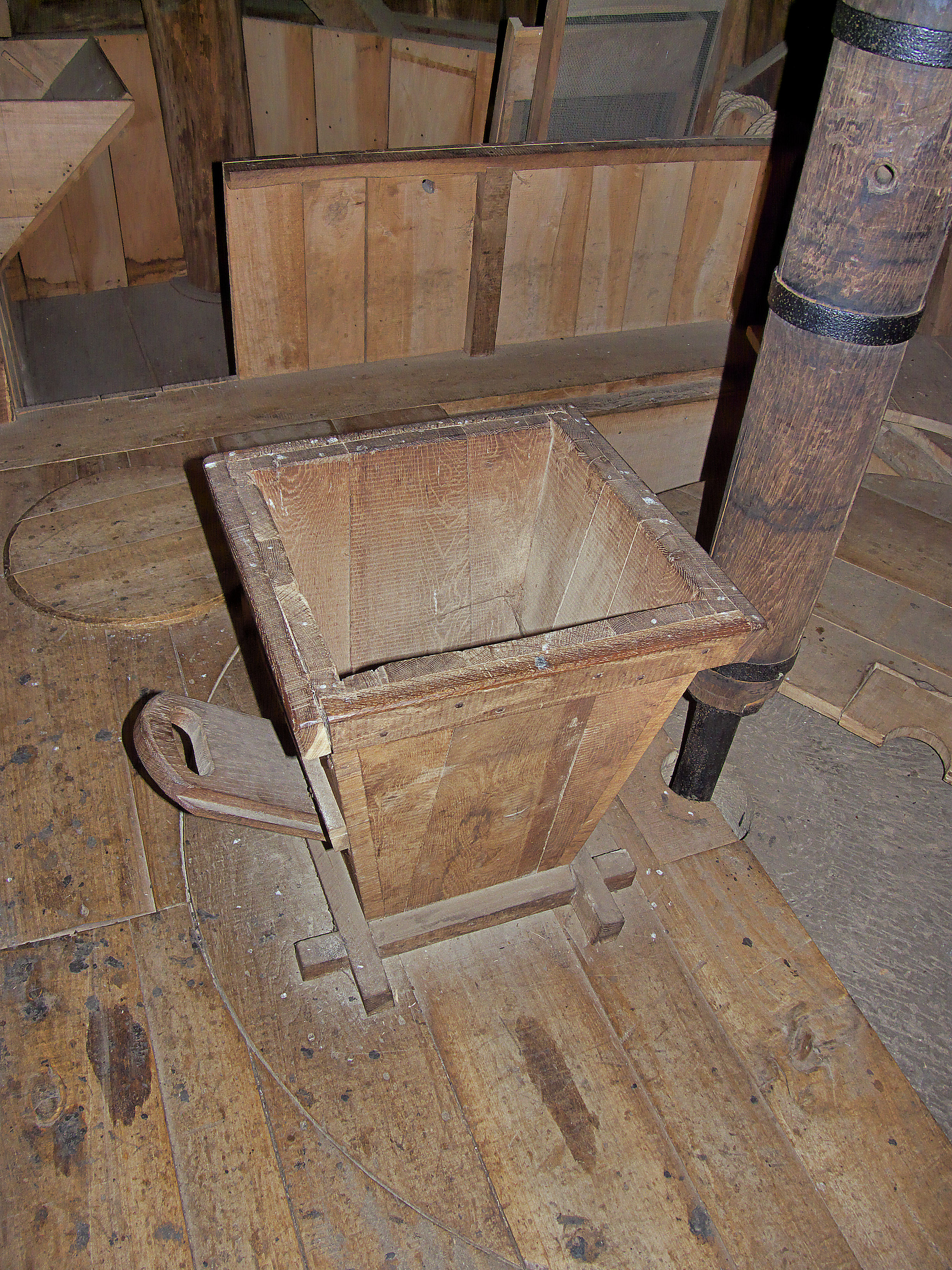
Kaar
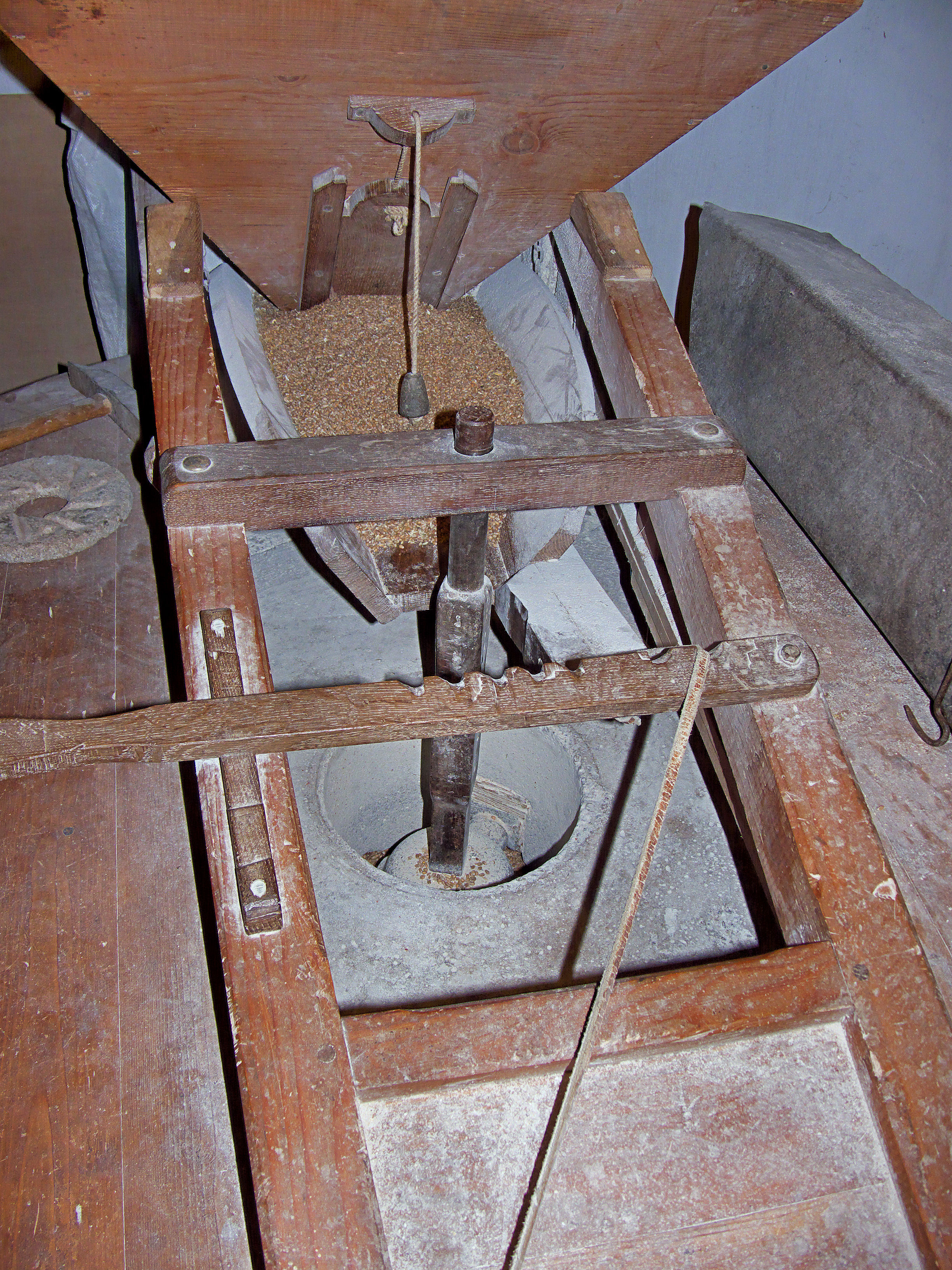
Schoe of schuddebak

### Kern

Ligging kern (CBS-indeling)

De Kern omvat het echte centrum en omgeving.

Ligging: In afwijking van de CBS-indeling, wordt de Kern hier iets ruimer afgebakend, zodat het hele havengebied er in is opgenomen; ook het noordelijk deel van Centrum-Oost is hier opgenomen. Hier wordt de Kern begrensd door de Vierambachtenboezem, Schenkelweg, Dr. J.M. den Uyllaan, D. Losstraat, Uitstraat, Marrewijklaan en het Vredehofplein.
* Straten Staalmeesters:

Woonbuurt ten noorden van de Dorpskerk, op het voormalige terrein van Spijkstaal, vandaar de wijknaam (de werknemers van Spijkstaal waren meesters in staalbewerking). Foto's: Commons-Category:Spijkstaal. De huizen zijn gebouwd tussen 2003-2004. De straten zijn genoemd naar soorten watergangen:
- Boezembocht: zie boezem, zoals de Vierambachtenboezem die erlangs stroomt.
- Vaartstraat: zie vaart.
- Vlietstraat: zie vliet.

* Overige straten tussen Vierambachtenboezem en Oude Haven (het oorspronkelijke centrum)

(NB een slop was in het Spijkenisser spraakgebruik een smalle doorgang, die niet doodlopend hoefde te zijn):
- Achterstraat: tot aan de fusie met Hekelingen (1966) Achterweg, daarna Eerste Heulbrugstraat, sinds de bouw van woningen tussen de Achterstraat en Eerste Heulbrugstraat, Achterstraat. Foto's: Commons-category:Achterstraat, Spijkenisse.
- Bermweg: zie berm.
- Dijkslop: pad tussen de Voorstraat, een dijk, en de Achterstraat.
- Eerste Havenslop: pad tussen Noordeinde en Westkade die aan de haven ligt.
- Eerste Heulbrugstraat: naar de "Eerste Heulbrug" over de Vierambachtenboezen waar deze straat vlakbij begint. Deze weg is aangelegd in 1964 als ontsluitingsweg voor het centrum; daarvóór ging al het verkeer over Voorstraat en Achterweg en lagen hier woningen en moestuinen.  Foto's: Commons-category:Eerste Heulbrugstraat, Spijkenisse.
- Havenplein: plein aan de haven. Foto's: Commons-category:Havenplein, Spijkenisse.
- Kaaistraat: "Kaai" is plaatselijk dialect voor Kade; voorheen Kaaislop. Hij loopt vanaf de Voorstraat via de kade van de haven naar de Nieuwstraat.
- Kees de Groenplein: (bij de Boekenberg): Kees de Groen was burgemeester van Spijkenisse (inclusief Hekelingen) tussen 1976-1990.
- Kerkring: pad in de vorm van een ring rond de Dorpskerk. Foto's: Commons-category:Dorpskerk, Spijkenisse.
- Marrewijklaan: zie bij Vogelbuurt.
- Markt: op dit plein wordt tweemaal per week een (waren)markt gehouden. Foto's: Commons-category:Markt, Spijkenisse.
- Nieuwstraat: deze dijk werd in de 13e eeuw als laatste van de drie om de haven aangelegd en werd daarom de "nieuwe" (de eerdere twee waren de Voorstraat en het Noordeinde). Ook werd hij wel aangeduid als de "Brabantschen Dijck"[28] of "Brabantsen dijc"[29] omdat ten zuiden ervan de Brabandse polder lag. Eind jaren '60 van de 20e eeuw werden alle panden aan de Nieuwstraat gesloopt. Vanaf 1975 kwamen er winkels en appartementen voor in de plaats. Foto's: Commons-category:Nieuwstraat, Spijkenisse.
- Noordeinde: dit was vanaf de Late Middeleeuwen tot begin 20e eeuw de meest noordelijke straat van de bebouwde kom, daarna hield de bebouwing op en waren er alleen weilanden en akkers met verspreid liggende boerderijen. Foto's: Commons-category:Noordeinde, Spijkenisse.
- Noordkade: ligt ten noorden van de Westkade en de Oostkade.
- Oostkade: ligt aan de oostkant van de haven. Foto's: Commons-category:Oostkade, Spijkenisse
- Rademacherstraat: Hier was tot 1963 het Spui; daarna werd het Gedempte Spui. Op 5 mei 1970 werd het Rademacherplein, genoemd naar J.T. (Jan Tielman) Rademacher die huisarts in Spijkenisse was tussen 1921 en 1953; al in de jaren 1930 had hij al aangedrongen om het toenmalige Spui te dempen vanwege besmettingsgevaar[30]; in 1945 hielp hij de tyfus-epidemie bedwingen (die mede ontstaan was in het Spui). Foto's: Commons-category:Rademacherstraat (Rademacherplein), Spijkenisse.
- Spuistraat (voorheen Spuislop): straat die tot 1963 uitkwam op het Spui, het deel van de haven waar gezorgd werd dat via spuien de haven op diepte bleef en niet dichtslibde. Sinds het dempen van het Spui in 1963 vormt deze straat de verbinding tussen Voorstraat en Rademacherstraat.
- Torenstraat: tot de fusie met Hekelingen (1966) Kerkstraat, genoemd naar de kerk waar deze straat op uitkomt. Omdat Hekelingen ook een Kerkstraat heeft en er destijds in Spijkenisse geen huisnummers meer aan lagen (en in Hekelingen wel), is de straatnaam in Spijkenisse gewijzigd.
- Tweede Havenslop: aan de Voorstraat, naast horeca-gelegenheid De Keijzer, pad dat uitkomt op de haven.
- Vierambachtenkade Zuidzijde: genoemd naar de Vierambachtenboezem waar deze straat langs loopt.
- Voorstraat. Foto's: Commons-category:Voorstraat, Spijkenisse.
- Westerslop: loopt vanaf de Voorstraat naar het westen, naar de Achterstraat.
- Westkade: ligt aan de westkant van de haven. Foto's: Commons-category:Westkade, Spijkenisse.
- Zijlstraat: eens lag hier een "zijl", een schepplaats van vers havenwater, dat werd aangevoerd door een duiker onder de Voorstraat.[31] Na de aanleg van waterleiding eind 1945 werd deze aanvoer overbodig; wellicht werd deze koker daarna hergebruikt door de melkfabriek, voor het afvoeren van spoelwater en ander afvalvocht naar de haven.[32] Foto's: Commons-category:Zijlstraat, Spijkenisse.

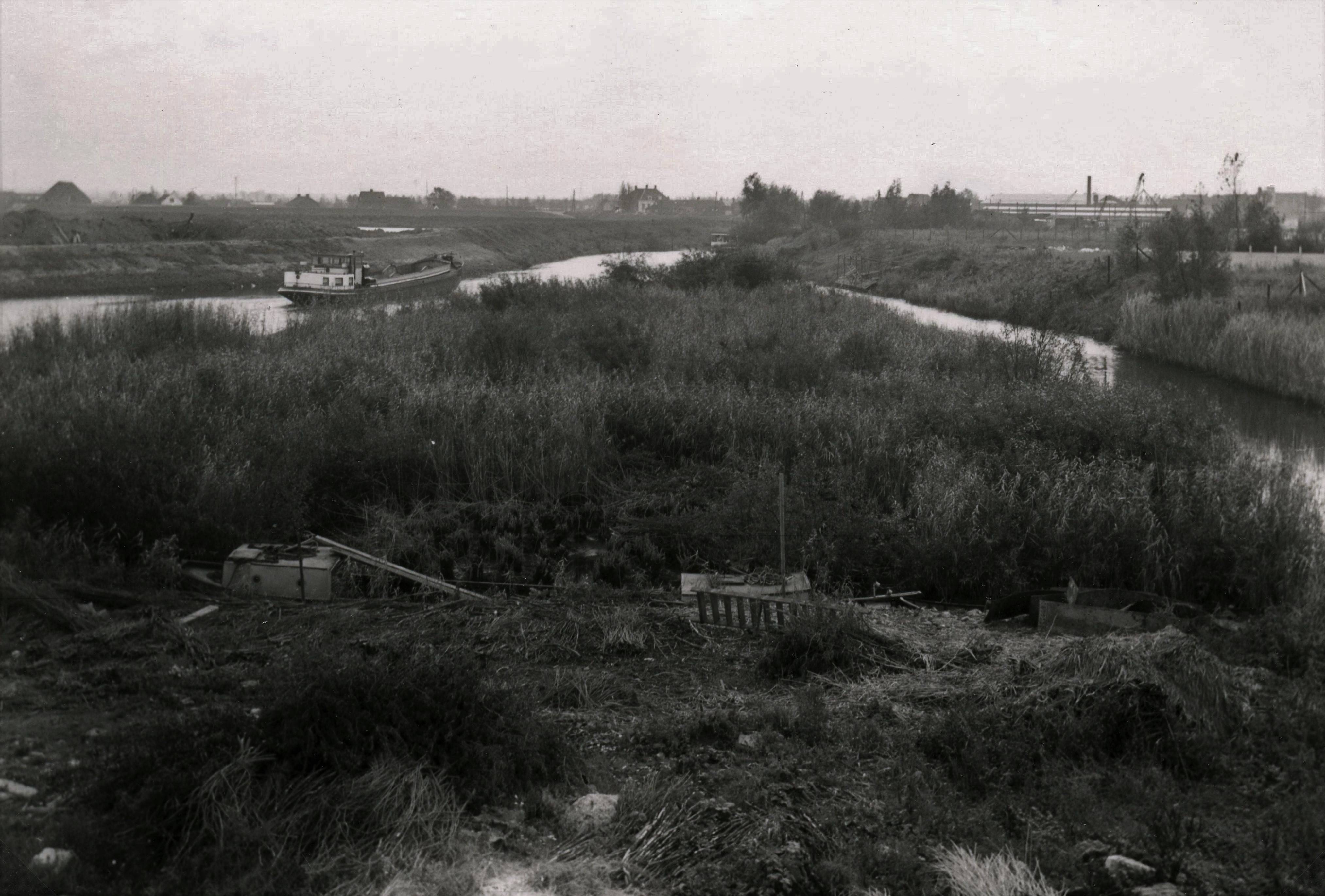
Gors met grienden langs haven (±1963)

* Straten ten oosten van de Oude Haven: deze straatnamen hebben te maken met het bedwingen en gebruiken van water:
- Damstraat: zie Dam (waterkering).
- Erfstraat: zie Erf (gebied).
- Gorsstraat: genoemd naar het (Ganzen)gors (kwelder) dat hier lag tot ±1975.
- Kolkplein: zie Schutkolk.
- Noordpassage: straat waarin men elkaar aan de noordkant kan passeren.
- Sluisstraat: zie Sluis (waterbouwkunde).
- Zuidpassage: straat waarin men elkaar aan de zuidkant kan passeren.

Uitzondering:
- Theaterplein: genoemd naar theater De Stoep dat hier ligt.

Fotogalerij Kern

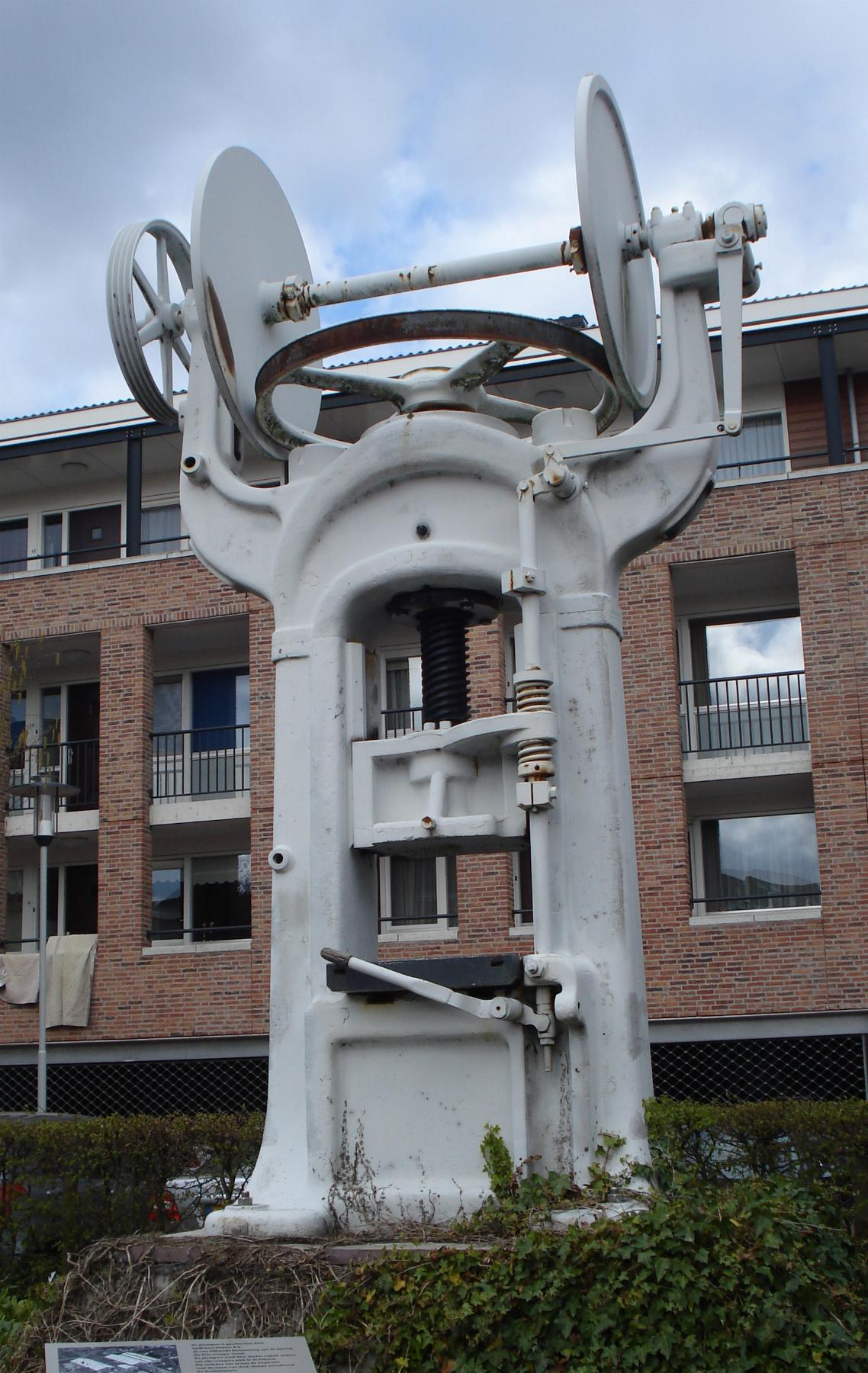
Spijkstaal-overblijfsel: plaatpers
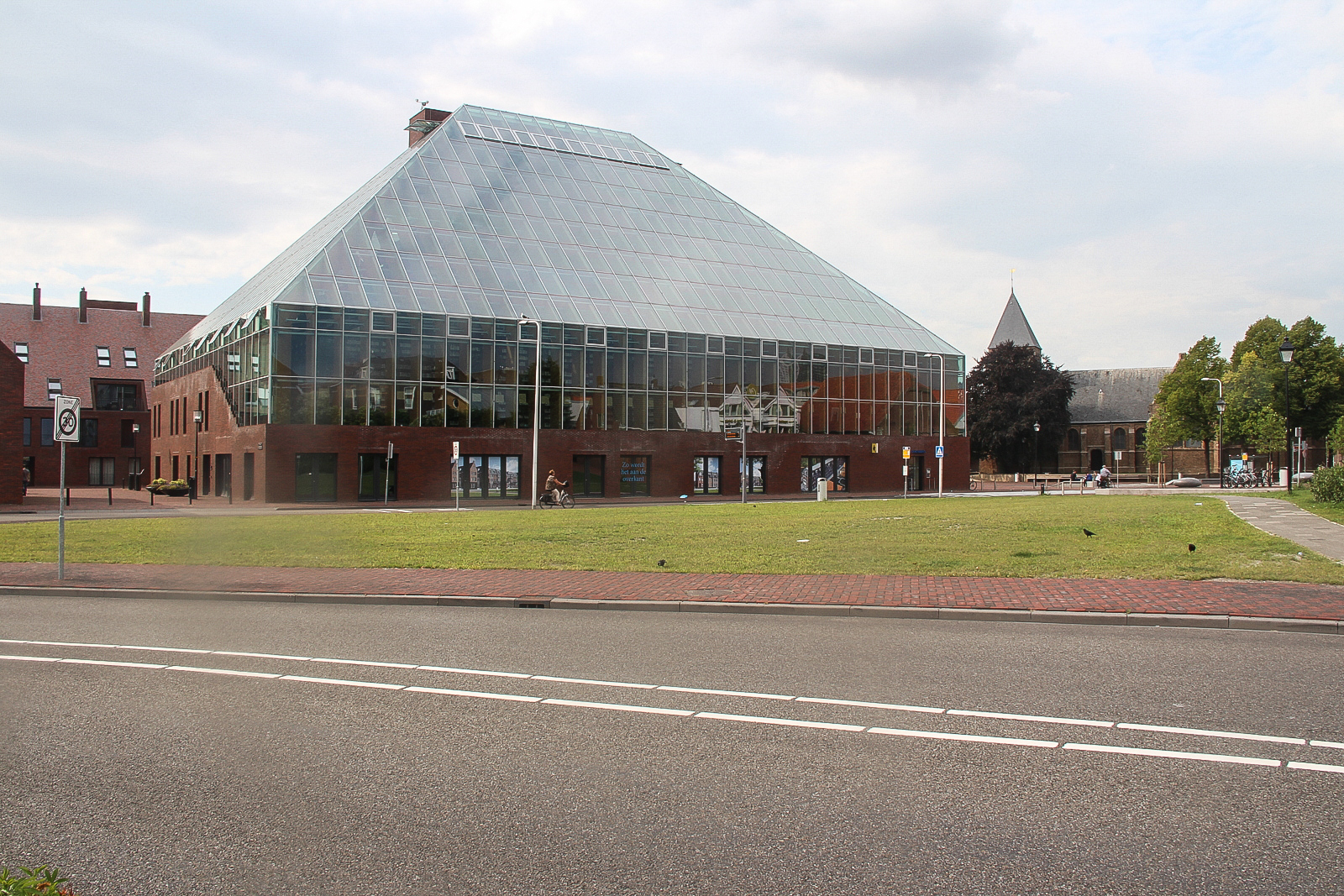
Boekenberg en Dorpskerk
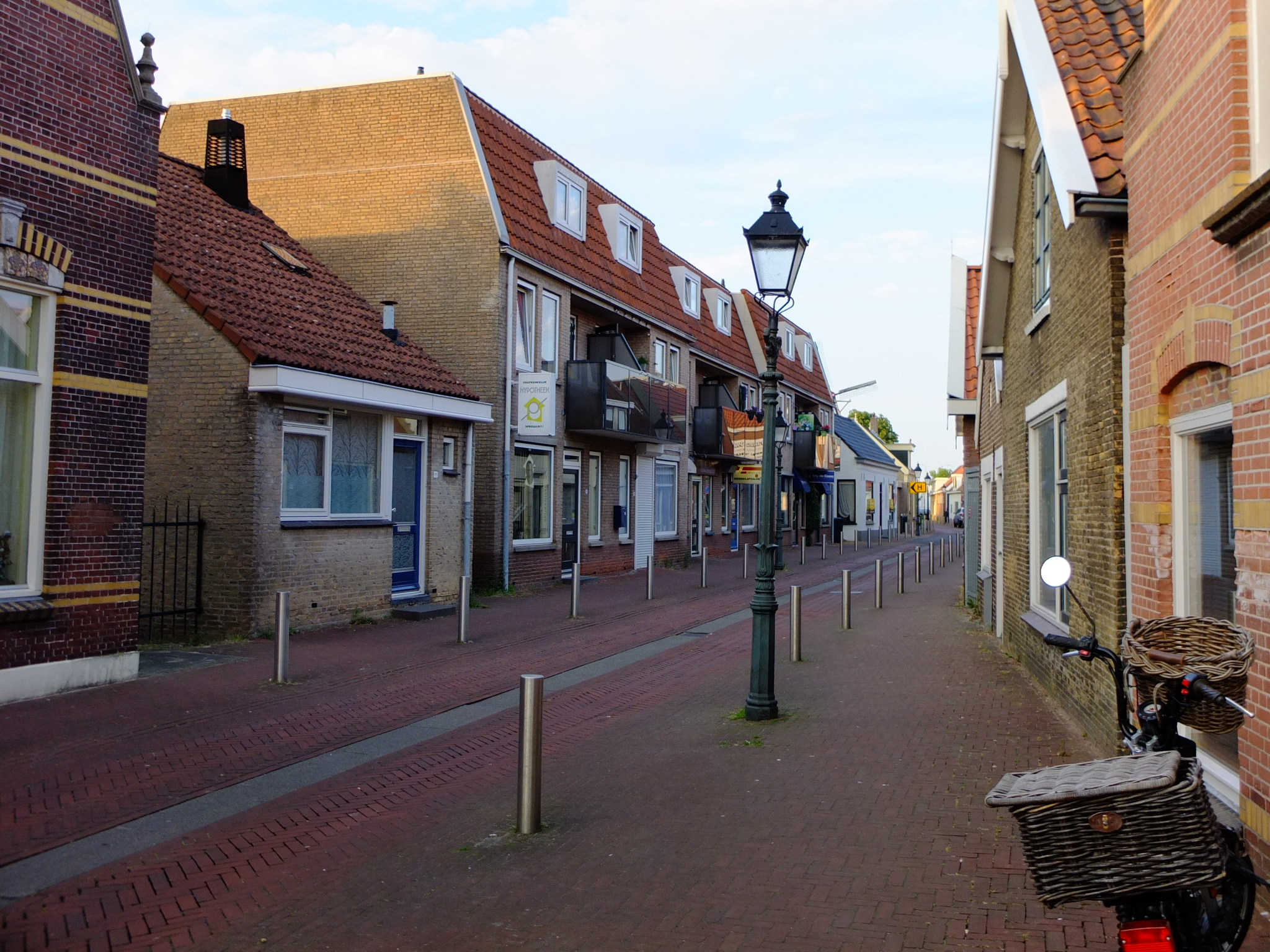
Noordeinde
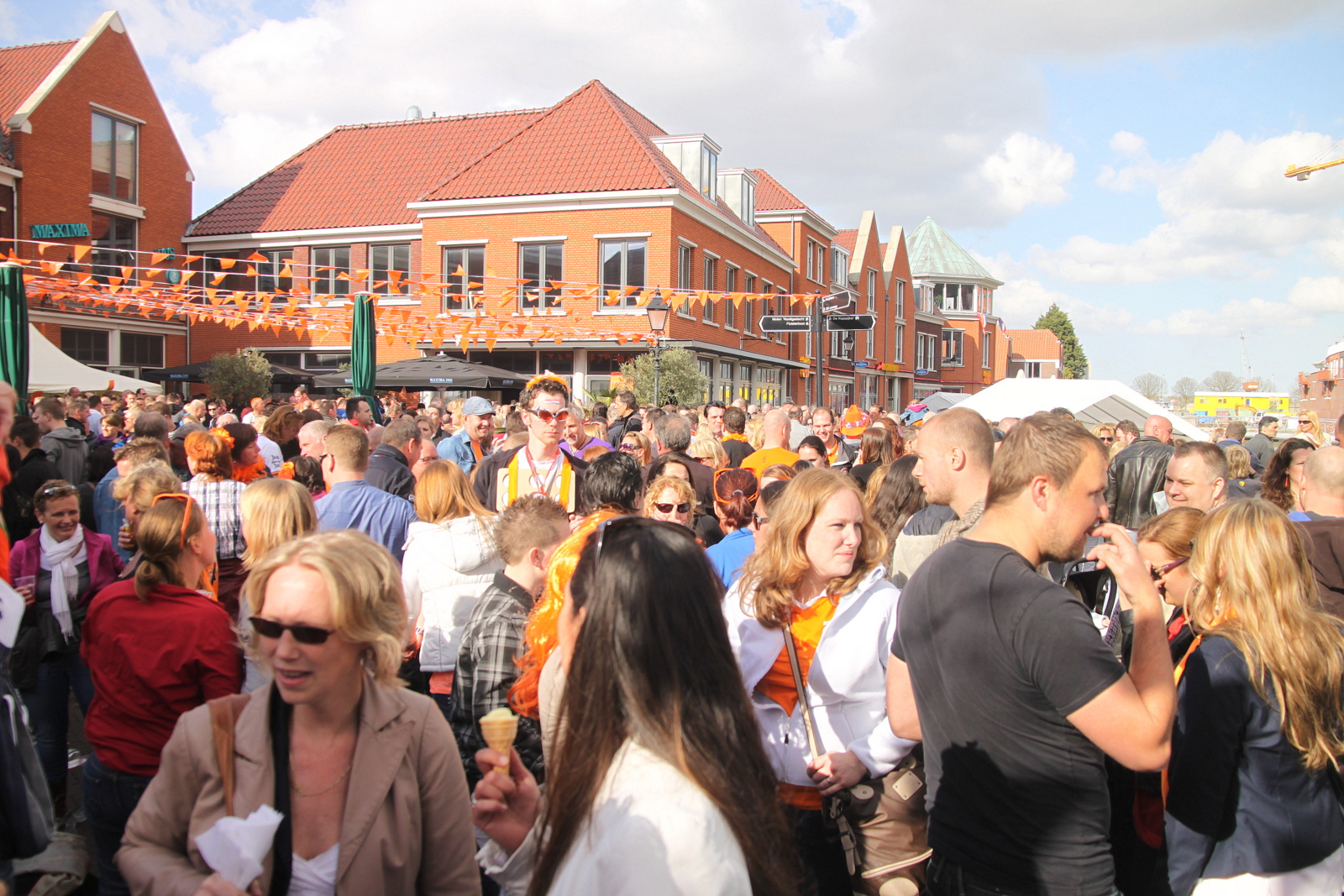
Westkade en Havenplein

### Vogelbuurt

Ligging Vogelbuurt C.S.

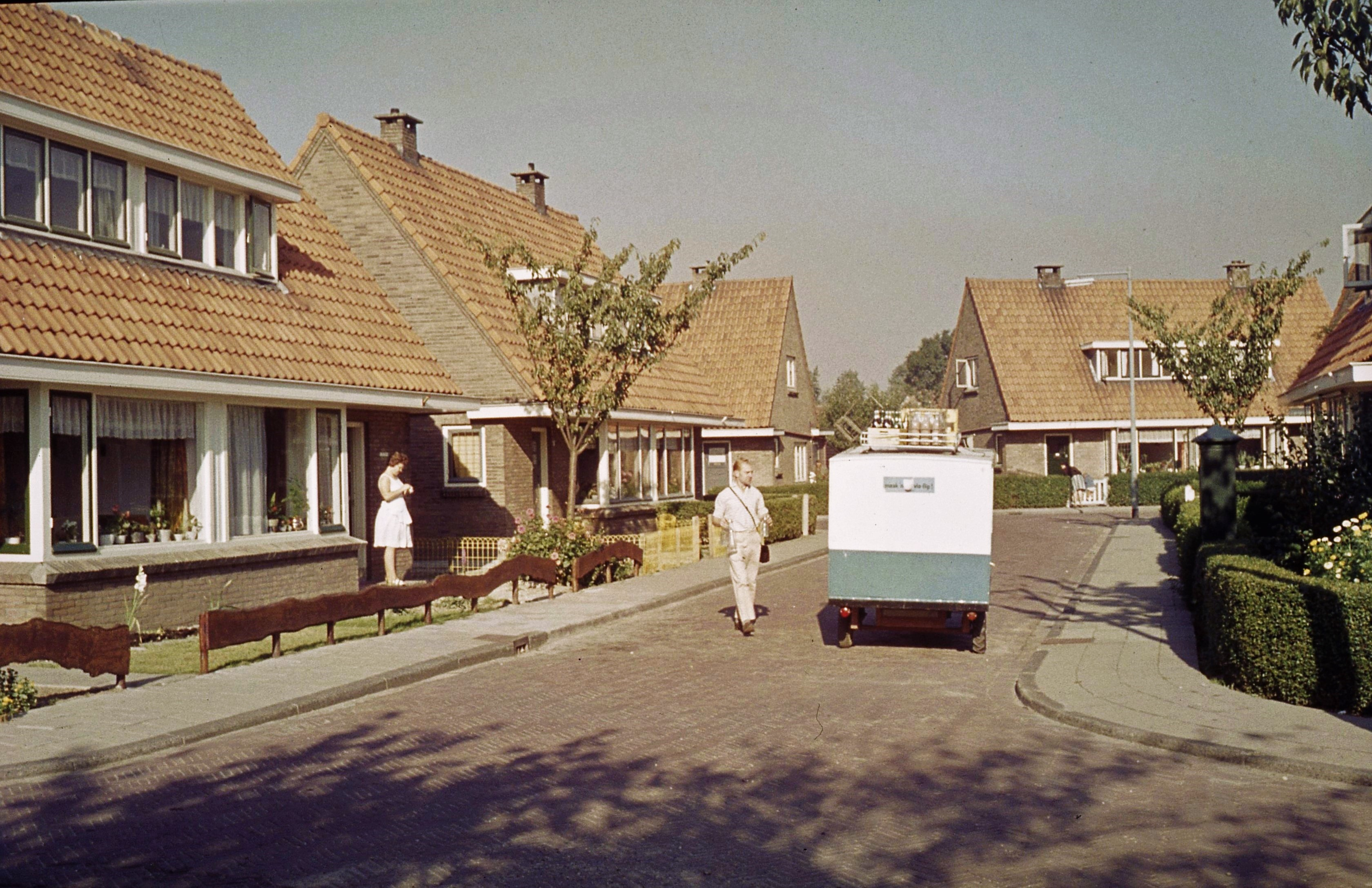
Vermaatstraat (1963)

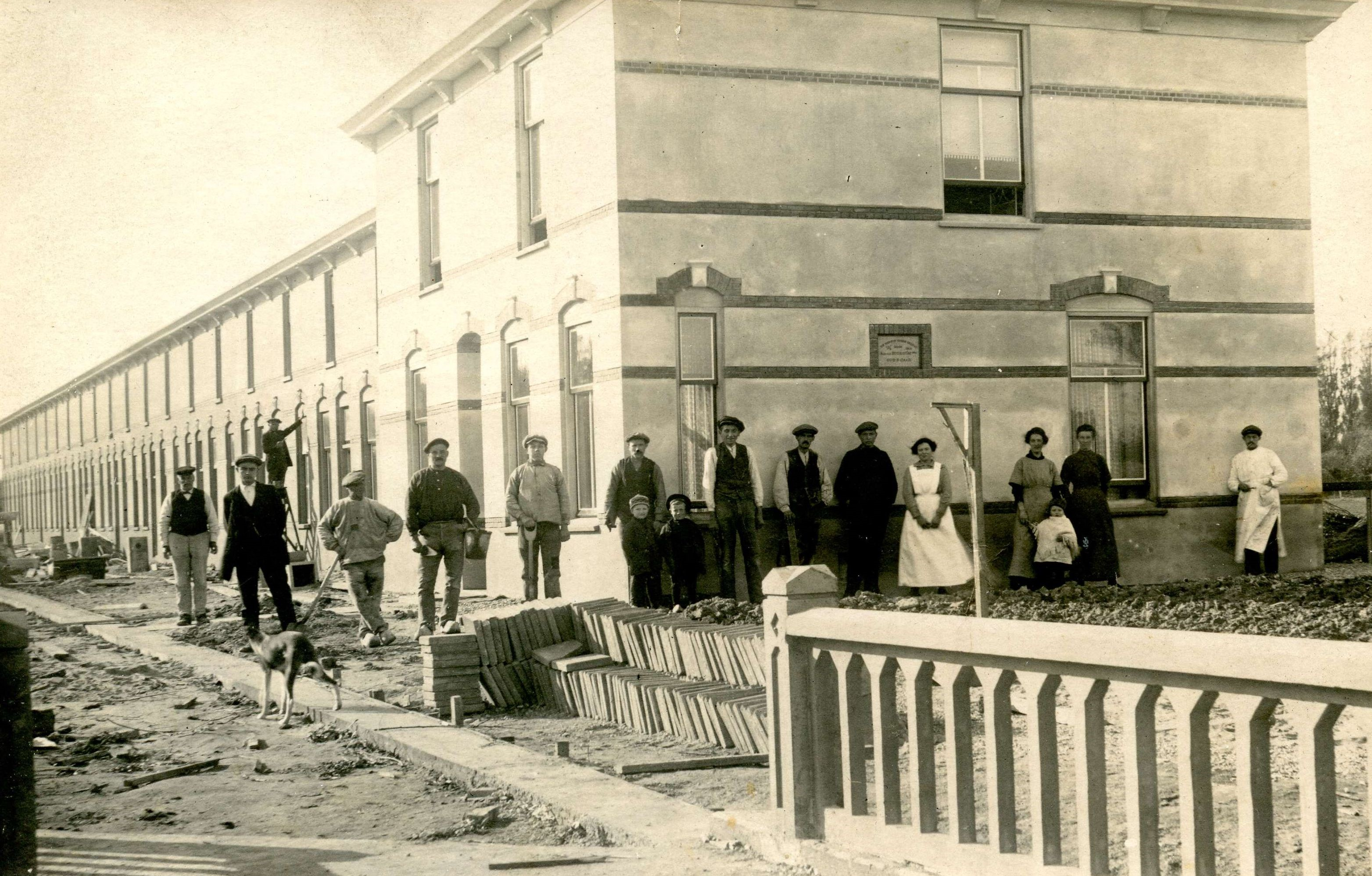
Bouw woningen Betonstraat of Nobelstraat (1916)

Oorspronkelijke ligging: tussen de Hekelingseweg, het Drempelpad, de Groene Kruisstraat en het Kievitspad. Het is een woonwijk met eengezinswoningen en bejaardenwoningen die zijn gebouwd tussen 1956 en 1958. De straten zijn genoemd naar vogels, vandaar de naam van de wijk.
In de CBS-indeling zijn enkele andere straten aan de Vogelbuurt toegevoegd; het totale gebied ligt tussen de Hekelingseweg en de buurt Kern. Er zijn straten met bedrijfspanden en andere met eengezinswoningen. De woningen in de Kooiwei (rond de Tweede Kooistraat en Vermaatstraat) zijn gebouwd in de jaren '30 van de 20e eeuw, die aan de Nobelstraat in 1916 en die aan de Tuinstraat in 1953.

Straatnamen:
- Voor de straten met vogelnamen: zie Wikipedia.

Kooiwei

In de omgeving van Spijkenisse waren weiden met kooien om eenden en/of ander gevogelte te vangen; deze buurt en twee straten zijn hier wellicht naar vernoemd:
- Eerste Kooistraat en Tweede Kooistraat
- Vermaatstraat: genoemd naar Leendert Vermaat, aannemer uit Rotterdam, die de Vermaatstraat in de jaren 30 van de 20e eeuw heeft aangelegd en er 10 dubbele (woningwet)woningen heeft gebouwd, in opdracht van de gemeente.[34]

Overige straten:
- Breestraat en Breeweg: onbekend. De Breeweg komt al voor op een kaart uit 1700 en ziet er daar breder uit dan veel andere straten. Op die kaart liep hij van de Nieuwstraat naar het zuiden, naar de Houwerseweg (zie Verdwenen namen).
- Drempelpad: waarschijnlijk genoemd naar kleuterschool "Op de Drempel" die op de hoek van de Nachtegaalstraat en Zwaluwstraat stond tussen 1958 en ±2013.
- Groene Kruisstraat: waarschijnlijk genoemd naar het gebouw dat op de hoek met de Vredehofstraat staat en in de 20e eeuw diende als Groene Kruis-gebouw (o.a. consultatiebureau voor zuigelingenzorg en wijkverpleging).
- Industriestraat: waarschijnlijk omdat hier industrie gevestigd is.
- Marrewijklaan: er komt al een Marrewijkse weg voor op kadastrale kaarten uit 1931.[35] De naam Marwijk kàn zijn afgeleid van 'Moerwijk'[36]; moer = veen, turf, dat in de Middeleeuwen alomtegenwoordig was in de polder Spijkenisse.
- Nobelstraat: oorspronkelijk Betonstraat, naar de eerste betonnen woningen in Spijkenisse die er in 1916 werden gebouwd. In 1947 werden voor het eerst straatnaamborden geplaatst. Toen is gekozen voor "Nobelstraat", reden onbekend.[37]
- Randweg: liep ooit langs de rand van Spijkenisse.
- Tuinstraat: zie tuin.
- Vredehofstraat en Vredehofplein; deze namen komen al voor op een kadastrale kaart uit 1931,[35] dus waarschijnlijk zijn ze genoemd naar de begraafplaats aan het eind van de Vredehofstraat (1880-1972), een vredig hof. Na de Tweede Wereldoorlog kwam hier het oorlogsmonument waar op 4 mei de dodenherdenking is, toepasselijk voor een vredehofstraat. Foto's: Commons-category:Vredehofstraat, Spijkenisse

### Centrum-Zuid en -Oost

Ligging Centrum-Zuid (CBS-indeling)

Ligging: ten zuiden van de buurt Centrum-Kern. De Centrumlaan vormt de scheidslijn tussen Zuid en Oost.
De straatnamen hebben te maken met het bestuur, zowel van Spijkenisse en Putten als landelijk.
Burgemeesters en schouten:
- P.J. Bliekstraat: Koos Bliek was burgemeester van Spijkenisse en Hekelingen tussen 1947-1976, een turbulente tijd waarin Spijkenisse flink groeide.
- P. Kwakstraat: P. Kwak was burgemeester van Spijkenisse en Hekelingen tussen 1845-1871. Hij zorgde ervoor dat Spijkenisse en Braband voortaan Spijkenisse heetten, en dat Hekelingen en Vriesland Hekelingen werden[38] en dat er tussen Spijkenisse en Hoogvliet een pontveer kwam.
- D. Losstraat: D. Los was schout van Spijkenisse en Braband tussen 1817-1825.
- H. de Lintweg: H. de Lint was burgemeester van Spijkenisse en Hekelingen tussen 1873-1914.
- D.C. Meeslaan: Daniel Constant Mees was burgemeester van Spijkenisse en Hekelingen tussen 1914-1924.
- J.C. Sterrenburgstraat: J.C. Sterrenburg was burgemeester van Spijkenisse en Braband en van Hekelingen en Vriesland tussen 1825-1845.

Redders van Putten:

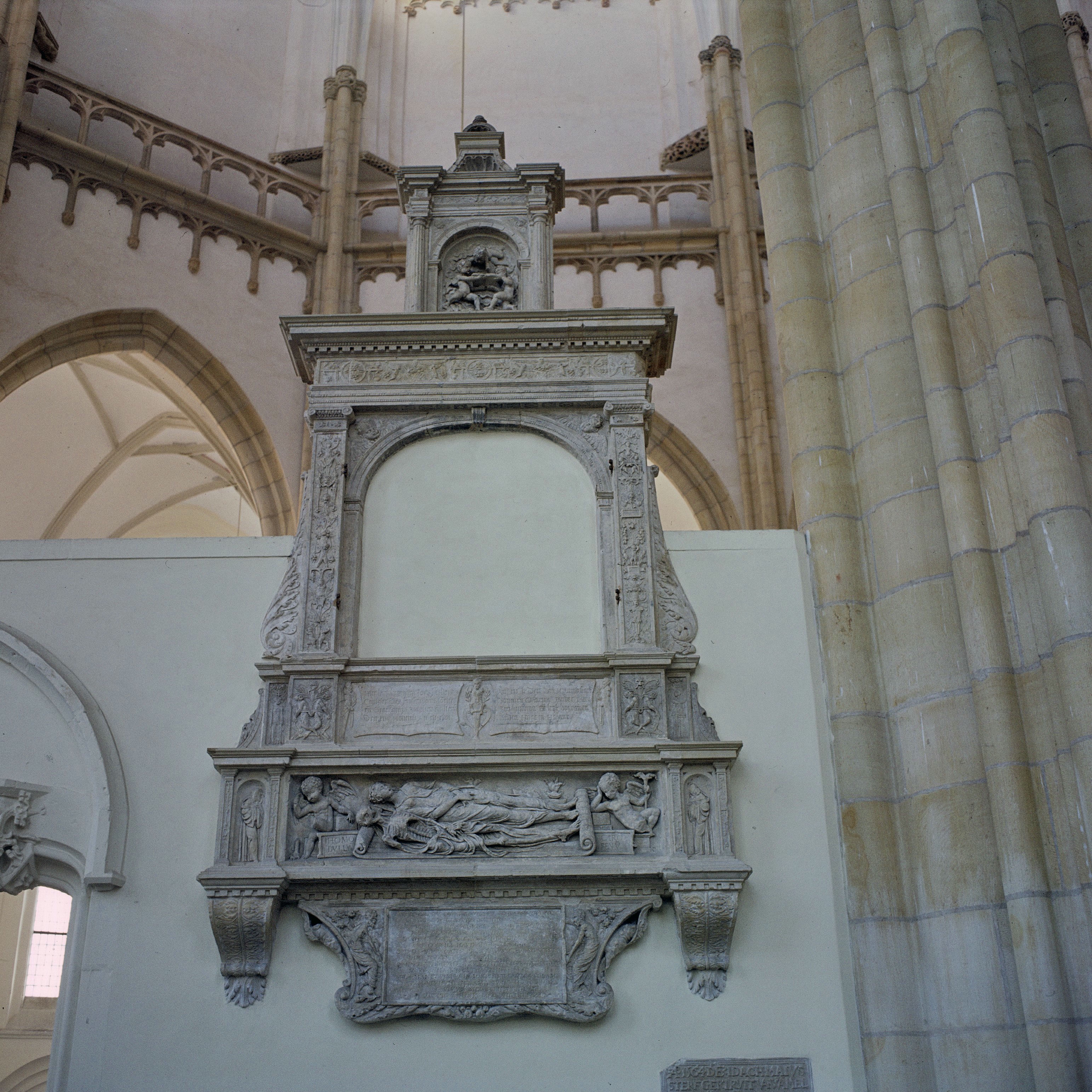
Epitaaf van Joost Sasbout in de Grote of St. Eusebiuskerk in Arnhem

In 1530 en 1532 werd Putten ernstig getroffen door stormvloeden waarbij grote stukken dijk werden weggeslagen. Dankzij het doortastend optreden van Andries van Bronckhorst en drie anderen werd het merendeel van de beschadigde dijken weer hersteld. Meer informatie: Redder(s) van Putten.
- C. van Boshuizenstraat: Crispijn van Boschuyzen was een zwager van Van Bronckhorst en rentmeester van Zuid-Holland.
- Andries van Bronckhorstlaan: zie Andries van Bronckhorst (1478-1547/8).
- Anthoni(u)s van der Nootstraat: over Anthoni(u)s van der Noot is niet meer informatie bekend.
- Joost Sasboutstraat: Ridder Joost Sasbout (1487-1546), heer van Spaland, was een Haagse neef van Van Bronckhorst, net als hij raadsheer van Holland (vanaf 1525) en destijds de belangrijkste grondeigenaar in het land van Putten. Hij was tevens lid van het hof van Friesland (vanaf 1526) en opperkanselier van Gelderland.[39]

Overige straten in Centrum-Zuid:
- Breestoep: zie Stoep (dijk). Mogelijk liep deze straat voorheen van de Nieuwstraat (een dijk, hoog gelegen) naar de Breeweg en is daar zijn naam aan ontleend. Foto's: Commons-category:Breestoep, Spijkenisse.
- Marrewijkpad: afgeleid van Marrewijklaan, betekenis onbekend.
- Raadhuislaan: hierlangs staat het raadhuis/stadhuis dat sinds 1984 in gebruik is; foto's: Commons-category:Stadhuis Spijkenisse-Nissewaard Raadhuislaan.
- Ruwaard van Puttenweg: een ruwaard was tijdens de middeleeuwen een functionaris die namens de landsheer een stad of gewest bestuurde, in dit geval de Heerlijkheid Putten. Foto's: Commons-category:Ruwaard van Puttenweg, Spijkenisse
- Schepenpad: een schepen was een plaatselijk bestuurder, ook Spijkenisse heeft er vele gehad. Dit pad loopt dwars door het Centrumpark (foto's: Commons-category:Centrumpark (Spijkenisse).
- Schoutstraat: een schout was een ambtenaar belast met bestuurlijke en gerechtelijke taken en het handhaven van de openbare orde, ook in Spijkenisse.
- Stadhuispassage: onderdoorgang (passage) in het stadhuis met winkels en andere voorzieningen. Foto's: Commons-category:Stadhuispassage, Spijkenisse.
- Uitstraat: waarschijnlijk zo genoemd omdat het eerste uitgaanscentrum en theater De Stoep hier lagen en dit toen (1984-2005) een uitgaansgebied was.

Staatsliedenwijk (Centrum-Oost):

Centrum-Oost (CBS-indeling)

- Heemskerkplantsoen: er zijn twee politici met de achternaam Heemskerk die in aanmerking komen: Jan Heemskerk Azn. en Theo Heemskerk.
- Van Hogendorpstraat: Gijsbert Karel van Hogendorp was mede-opsteller van de Nederlandse Grondwet.
- Van Houtenstraat: er zijn meerdere Van Houtens die in aanmerking komen, meest waarschijnlijke is Samuel van Houten die bekend is van het Kinderwetje van Van Houten.
- Mackaystraat: meerdere mogelijkheden: Æneas Mackay (1806-1876) was vicevoorzitter Raad van State en minister van Staat, Æneas Mackay (1838-1909) was minister-president van een regering die een beslissende wendig gaf aan de schoolstrijd.
- Schaepmanstraat: waarschijnlijk Herman Schaepman, die een doorslaggevende rol speelde in de katholieke emancipatie en als eerste priester lid van de Tweede Kamer werd.
- Thorbeckelaan: Johan Rudolph Thorbecke was de grondlegger van het parlementarisme in Nederland.
- Troelstrapad: Pieter Jelles Troelstra stond mede aan de wieg van de Sociaal-Democratische Arbeiderspartij (SDAP).
- Doctor J.M. den Uyllaan: Joop den Uyl was minister-president (1973-1977).
- Wibautstraat: zie Floor Wibaut (sr.)

Fotogalerij Centrum-Zuid en -Oost

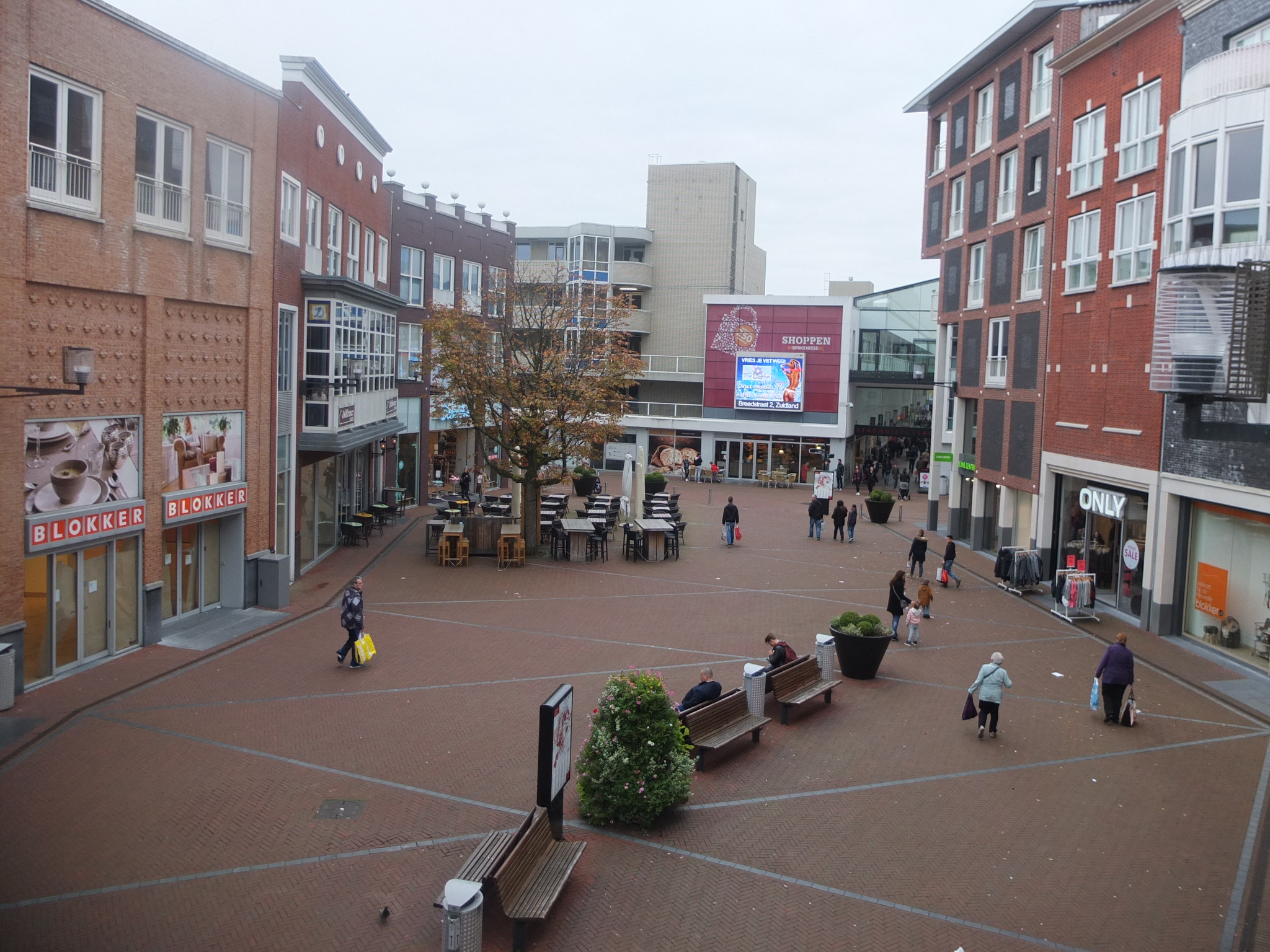
Breestoep
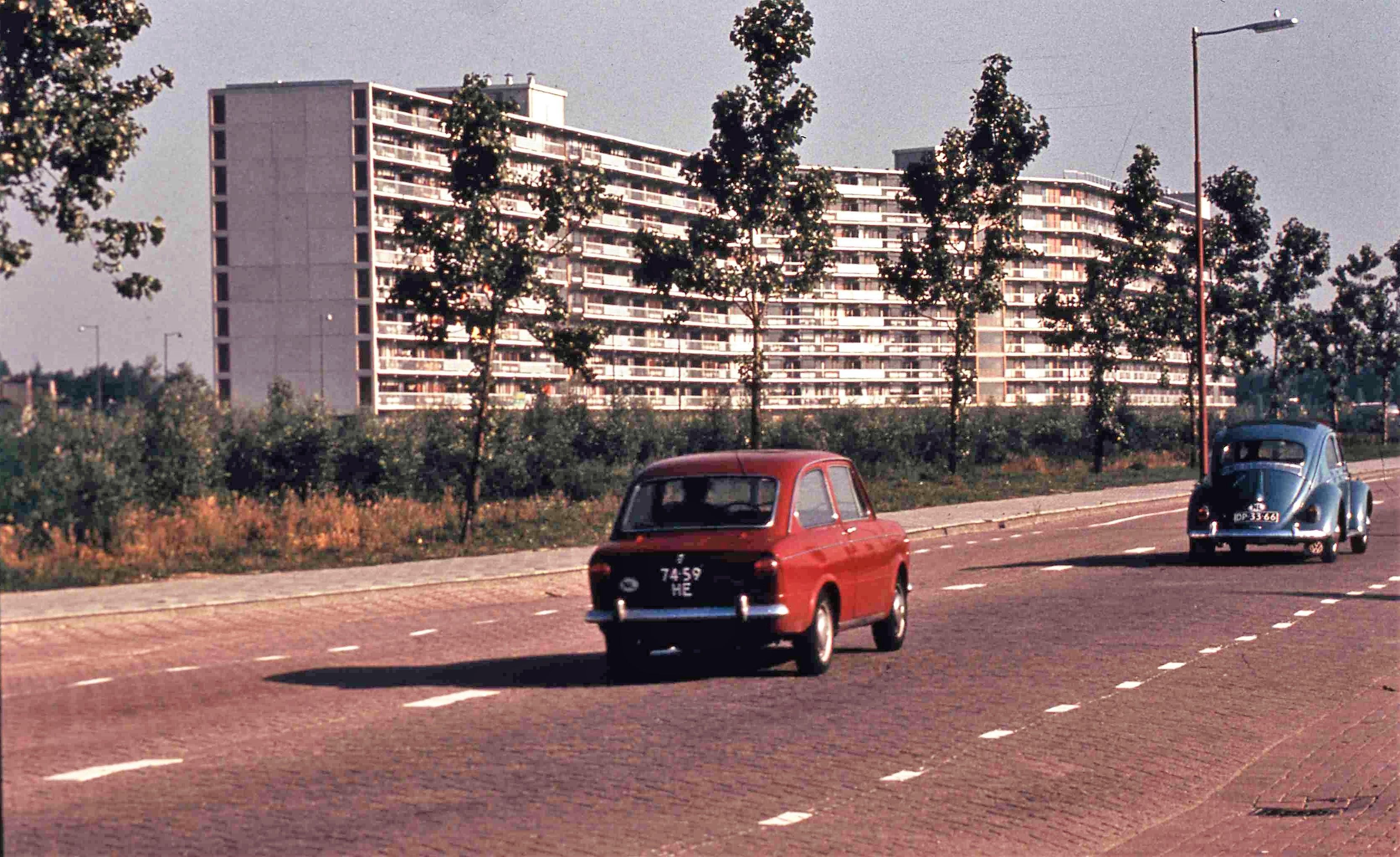
Marrewijkflat en Marrewijklaan (1969)
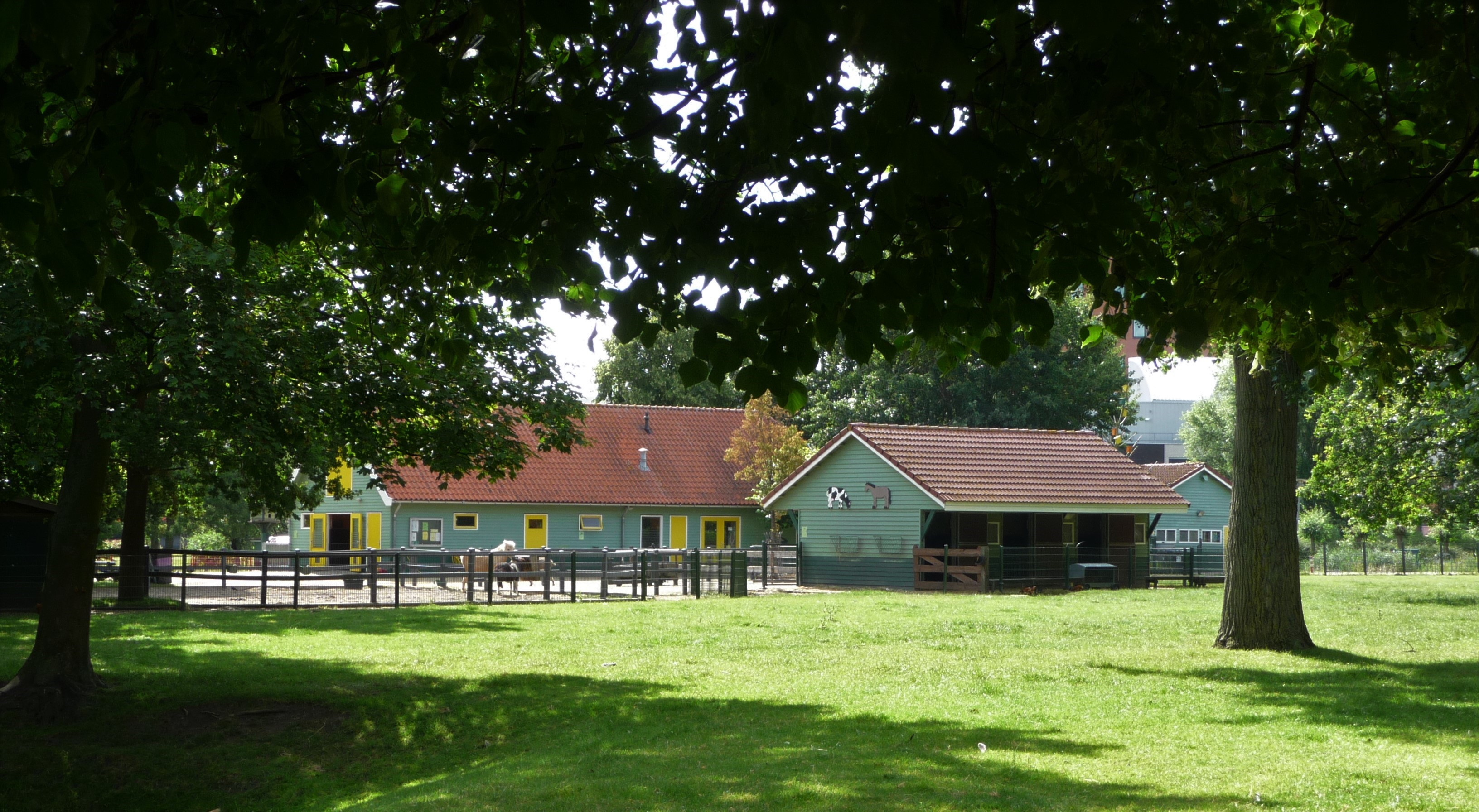
Kinderboerderij De Trotse Pauw in het Centrumpark
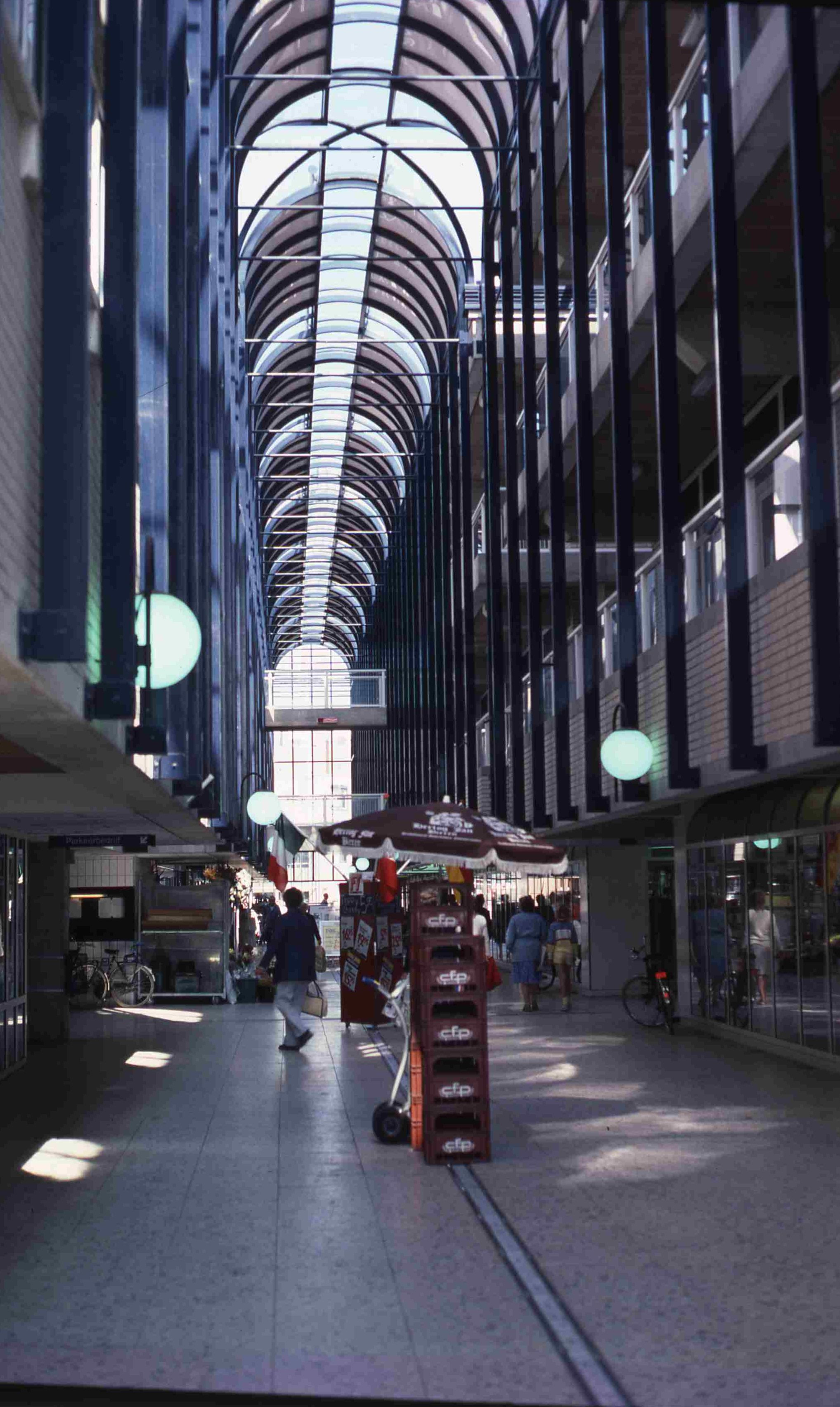
Stadhuispassage aan de Raadhuislaan

## De Elementen
De wijk De Elementen ligt aan de Oude Maas, tussen de Schenkelweg, Tramdijk en het metrospoor.  Dit is de laatste wijk in Spijkenisse die ontwikkeld is, de bouw begon in ± 2005.

Verklaring wijknaam: genoemd naar de Elementenweg (tussen de Schenkelweg en de Nieuw Hongerlandsedijk), die er al lag. Die is weer genoemd naar onbekend.

Foto's: Commons-category:De Elementen (Spijkenisse).

### Bedrijventerrein Haven-Noord

Ligging Bedrijventerrein Haven-Noord

Ligging: tussen de Schenkelweg, Tramdijk, Oude Maas en Veerweg. Dit bedrijventerrein is ontwikkeld vanaf 1961, met bedrijven die zich richten op handel en transport. 

Straten:
- Ingenieur Herman de Grootweg: deze weg kan zijn genoemd naar civiel ingenieur W.A.C. Herman de Groot (1889-1952), die eerst werkzaam was bij de Provinciale Staten Zuid-Holland in Den Haag en vanaf 1941 in dienst was van (een voorloper van) Architectenbureau Drexhage, Sterkenburg, Bodon & Venstra in Rotterdam.[40] Onbekend is wat zijn connectie met Spijkenisse was of waarom deze weg naar hem werd genoemd.
- Oud Oostbroeksedijk: op een kaart uit 1851 staat deze dijk aangegeven als de Oud Oostbroeksche Dijk; hij was oorspronkelijk, vóórdat de polder Nieuw Oostbroek er was, de buitendijk voor de polder (Oud) Oostbroek.
- Tramdijk: genoemd naar het tramspoor dat hier lag tussen 1903 en 1967 en waarover destijds dagelijks trams van en naar Rotterdam reden. Meer informatie: Tramlijn Rotterdam - Spijkenisse in Wikipedia.
- Veerweg: deze weg leidde tussen 1856 en 1903 naar het (overzet-)veer, de veerboot naar en van Hoogvliet. Meer informatie: Wikipedia. Foto's: Commons-category:Veerweg, Spijkenisse.

### De Haven (buurt)

Ligging De Haven

Deze woonwijk ligt tussen de Veerkade, Schenkelweg, Elementenweg en Tjalk. De bouw van de woningen is gestart in 2019. 

De straatnamen gaan over schepen en varen. De namen van de schepen hebben geen achtervoegsel, de overige wel. Zie Wikipedia voor de betekenis.
- Aak
- Bark
- Botter
- Fregat
- Havenkade
- Klipper
- Rederijkade
- Sluiskade
- Schipperskade
- Schoener
- Tjalk
- Veerkade

### Het Land

Ligging Het Land

Het Land ligt in een deel van de voormalige polders Oud- en Nieuw-Hongerland. Hij ligt ingeklemd tussen Schenkelweg, Elementeweg, Vier Werelden Park en Oude Maasweg. Het Land is bebouwd tussen 2009-2019.

De achtervoegsels van de straatnamen sluiten aan bij de ruim opgezette buurt met brede wegen met bomenrijen: "laan" en "singel", en één keer "plantsoen". De straten zijn genoemd naar voormalige eigenaren van landerijen in de polder "Nieuwe Hongerlandt" en naar bestuurders van het voormalige polderbestuur (17e-20e eeuw). Enkele landbezitters gebruikten de percelen voor hun eigen boerenbedrijf, anderen woonden elders en gebruikten het land alleen als een belegging waaruit ze jaarlijks pacht inden.
- Joris van Bodegomlaan: Joris van Bodegom (1638-1701) was eigenaar van een perceel in Nieuw-Hongerland.
- Krijn Dekkerlaan: Krijn Dekker (1818-1896) was eigenaar van twee percelen, hij was landbouwer op de boerderij aan het einde van de huidige Veerweg en hij was tevens rietdekker en klompenmaker. Hij startte in 1856 de veerdienst op Hoogvliet (zie Geschiedenis van Spijkenisse).
- Gerard Fonkertsingel: Gerard Fonkert (1916-1993) was voorzitter van het polderbestuur van de samengevoegde polder Oud- en Nieuw-Hongerland van 1956-1972. Hij was tevens de laatste boer op de boerderij van Hogenboom naast de Dorpskerk, die hij van zijn schoonvader Rook Hogenboom had overgenomen.
- Marinus Groeninxplantsoen: Marinus Groeninx (1655-1730) was eigenaar van twee percelen. Hij was tevens een aantal jaren burgemeester van Rotterdam en bewindhebber van de VOC-Kamer Rotterdam.
- Willem Hogenhoeklaan: Willem Hogenhoek leefde rond 1700. Hij was eigenaar van ten minste vijf percelen.
- Japhet Hoorwegsingel: Japhet Hoorweg (1816-1892) was voorzitter van het polderbestuur van de polder Nieuw-Hongerland tussen 1872-1892. Hij woonde in de Ruyterstee.
- Johan van der Poortenlaan: Johan van der Poorten leefde rond 1700. Hij was eigenaar van twee percelen.
- Adriaan Prinslaan: Adriaan Prins leefde rond 1700. Hij was bewindvoerder van de Oostindische Compagnie in Rotterdam en eigenaar van diverse percelen, waaronder ten minste één weiland in Nieuw-Hongerland dat hij in 1721 kocht.[43]
- Pieter Speelmansingel: Pieter Speelman was vertegenwoordiger van het polderbestuur van de polder Nieuw-Hongerland tussen 1946-1955.
- Arnout van Westenrijklaan: Arnout van Westenrijk leefde rond 1700. Hij was eigenaar van vier percelen.

Het Vier Werelden Park vormt de verbinding tussen Het Land en De Dijk.

### De Dijk

Ligging De Dijk

Ligging: een strook land aan de Oude Maas, tussen de Spijkenisser haven en het metrospoor. De flatgebouwen en andere woningen zijn gebouwd vanaf 2008.

De naam De Dijk is ontleend aan de dijk die tussen de Oude Maas en de wijk ligt, de Nieuw Hongerlandsedijk.

Meer informatie in Wikipedia: De Rokade (torenflat) en De Vier Werelden (flatgebouw); foto's in de Commons-categorieën: De Rokade en De Vier Werelden.

Straten:
- Groenoord: onbekend
- Nieuw Hongerlandsedijk: zie Wijkoverstijgende namen
- Oude Maasweg: genoemd naar de nabijgelegen Oude Maas.

Foto-galerij De Elementen

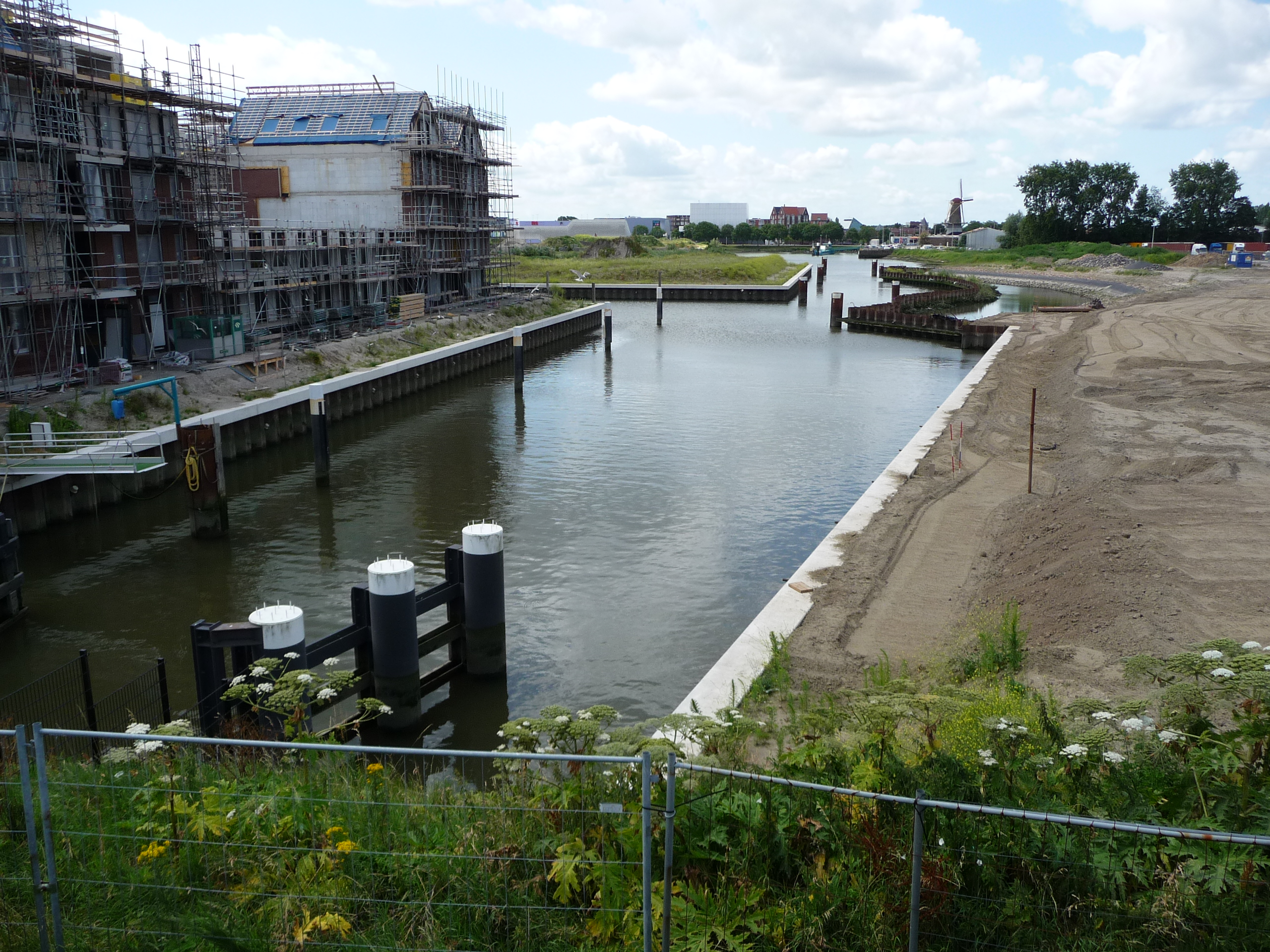
Kadewoningen in aanbouw in De Haven (2019)
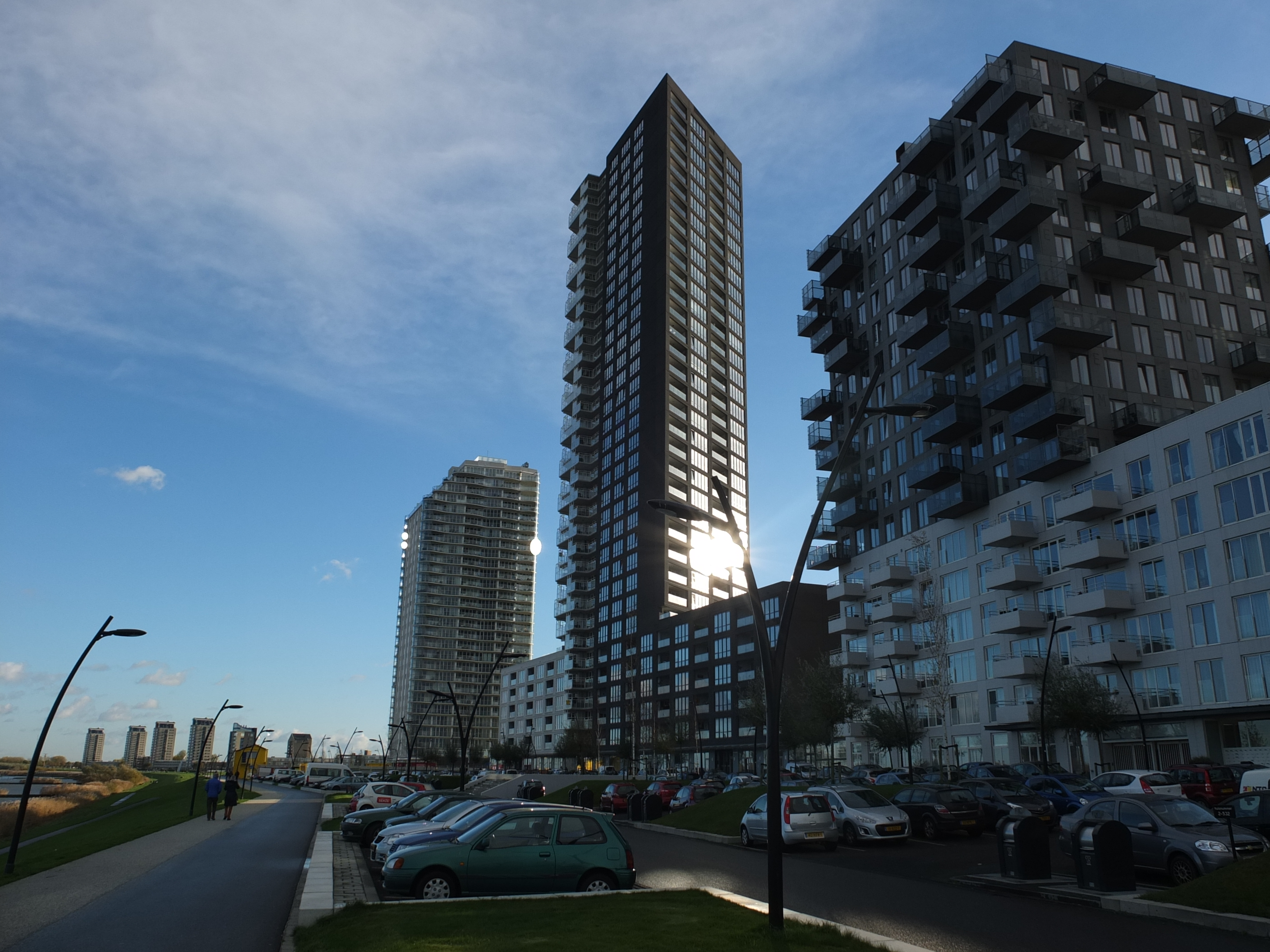
Woontorens in De Dijk
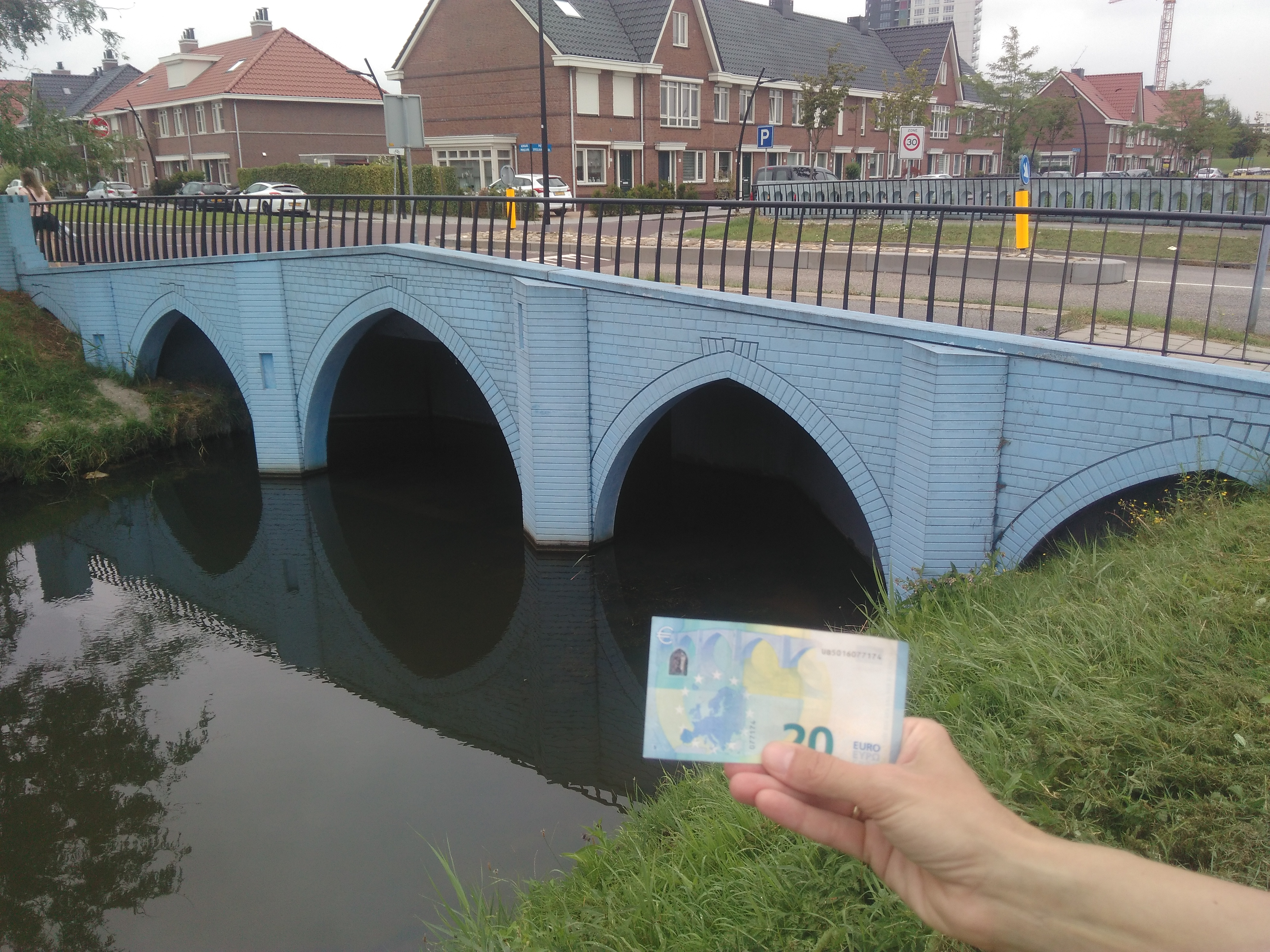
Eurobruggen in Het Land

## De Hoek

Ligging Wijk De Hoek

Ligging: in het westen van Spijkenisse, tussen de Vierambachtenboezem, Hekelingseweg, Sterrenkwartier en Baljuwlaan. Gebouwd tussen 1979-1982.

De wijk is genoemd naar buurtschap De Hoek dat ten westen van de wijk De Hoek ligt, bij de Mallendijk. Deze "hoek" is genoemd naar de hoek/bocht in de Malledijk (bij de Rietbroekerweg), die waarschijnlijk ontstaan is door een dijkdoorbraak waar een boogvormig stuk dijk voor in de plaats kwam, gericht naar het toenmalige buitenwater.

Foto's: Commons-category:De Hoek (Spijkenisse).

De straten zijn genoemd naar vogels, zij eindigen op het achtervoegsel "hoek". Zie Wikipedia. Uitzonderingen:
- Breekade: een oude weg, komt al voor op een kaart van 1700. Betekenis onbekend.
- Hoeklaan: genoemd naar de buurtschap en/of woonwijk "De Hoek".
- De Ritte: naam van een oude kreek, vroegere kreekverbinding tussen de Oude Haven en het Oostenrijk;[46] oorsprong naam onbekend. Foto's: Commons-category:De Ritte, Spijkenisse
- Vereijleweg: een oude weg, komt al voor op een kaart van 1700, betekenis naam onbekend, kan oorspronkelijk Vrouw Heyle Wegh zijn geweest[47] (weg waaraan Vrouw Heyle woonde).

Fotogalerij De Hoek

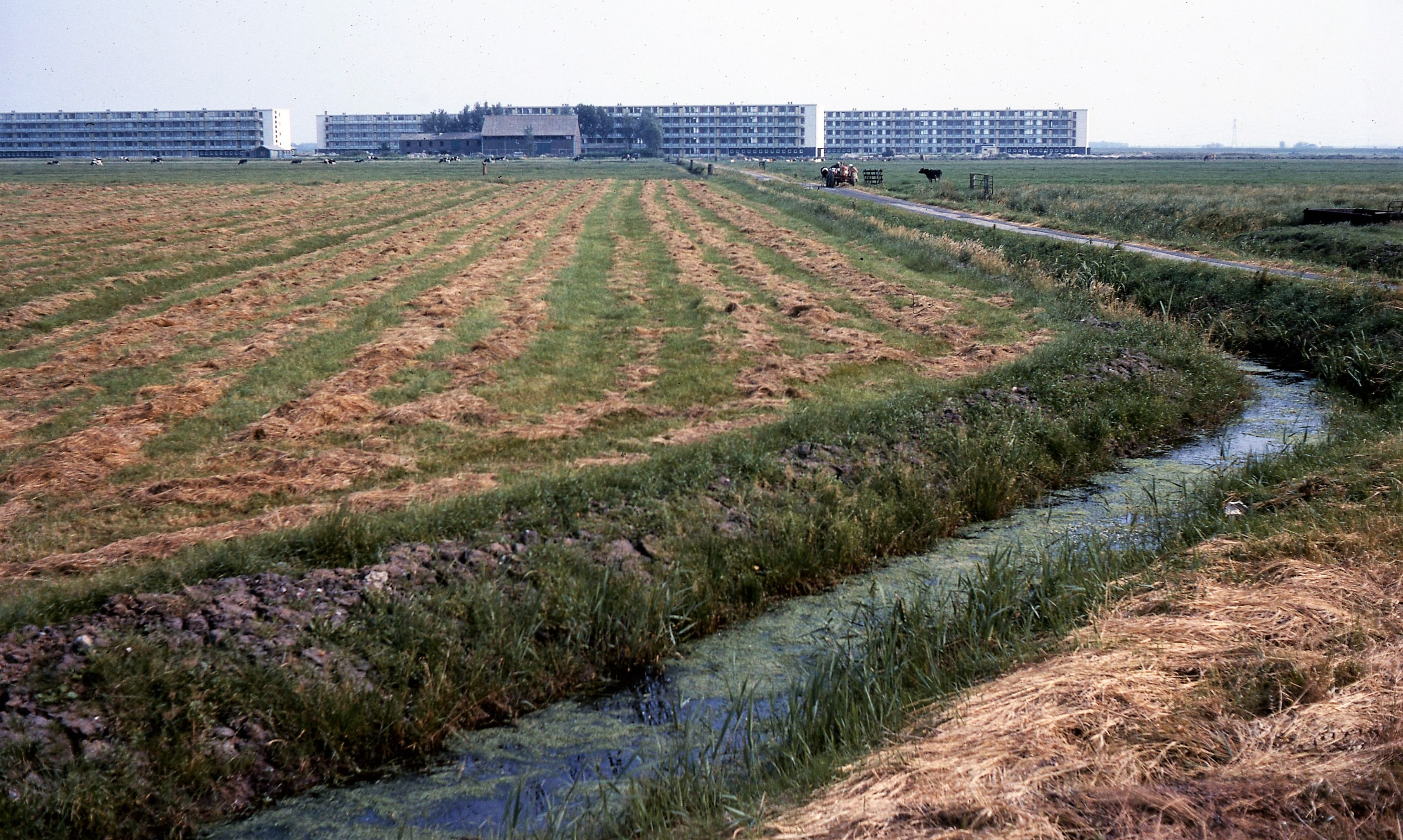
Vereijleweg en flats in Sterrenkwartier (1966)
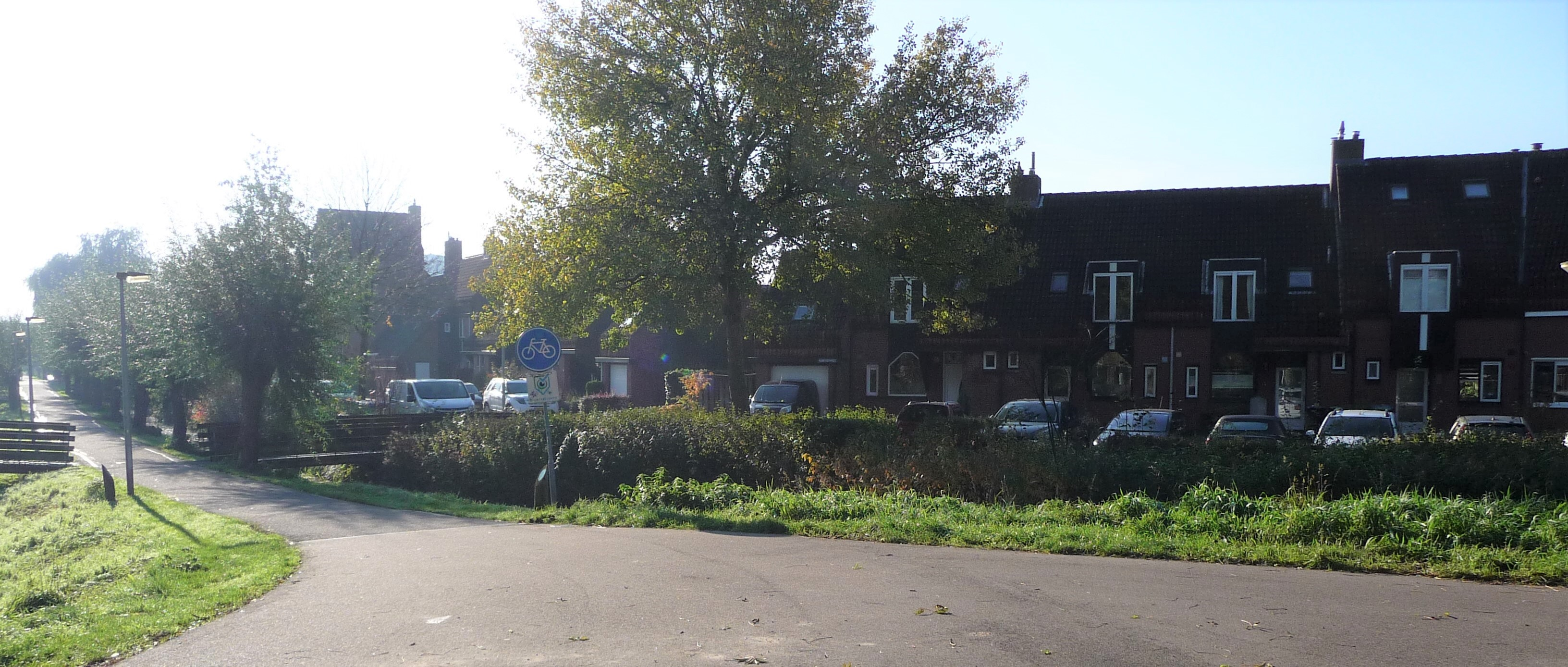
Vereijleweg en Albatroshoek (2019)
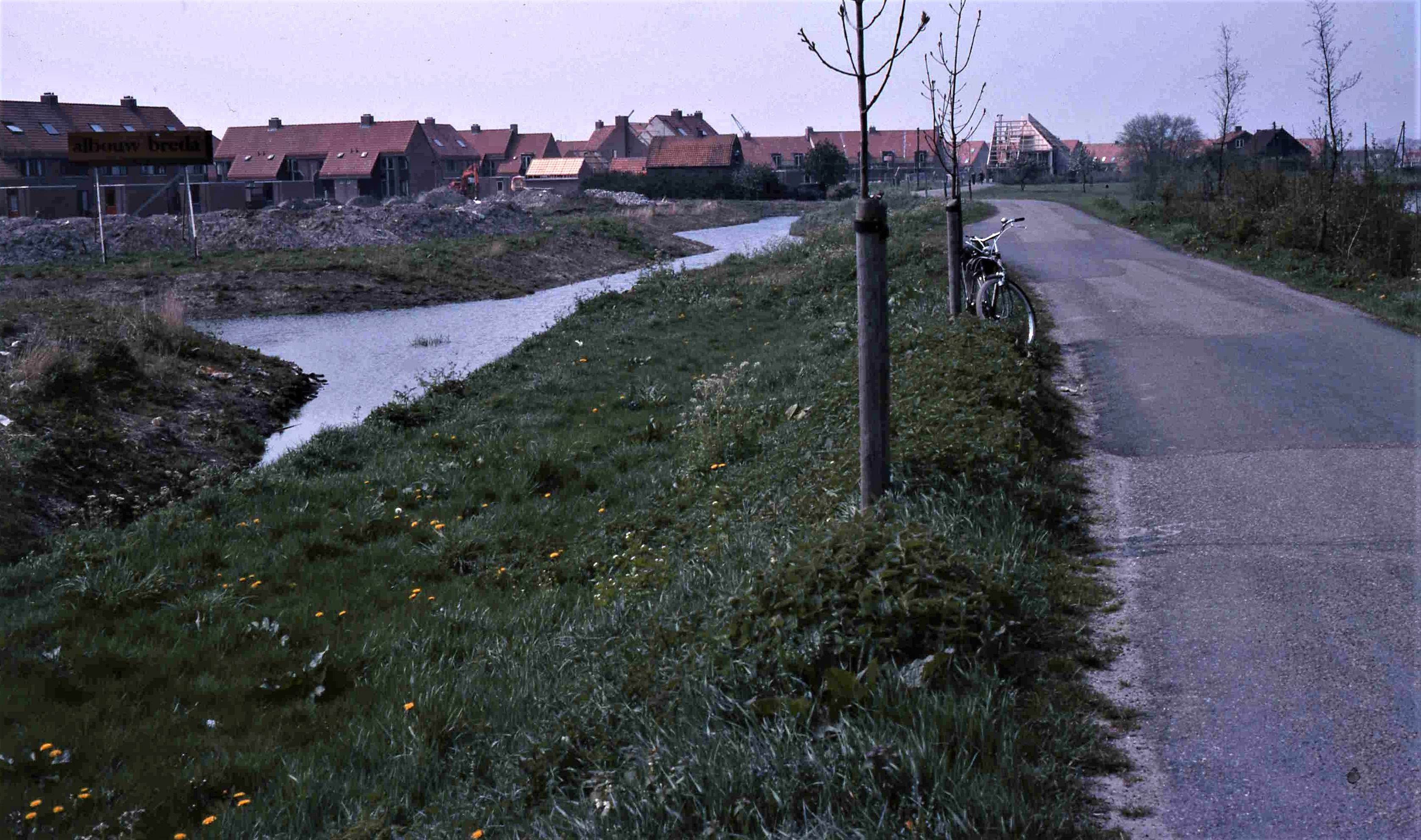
Bouw De Hoek vanaf Breekade (1980)
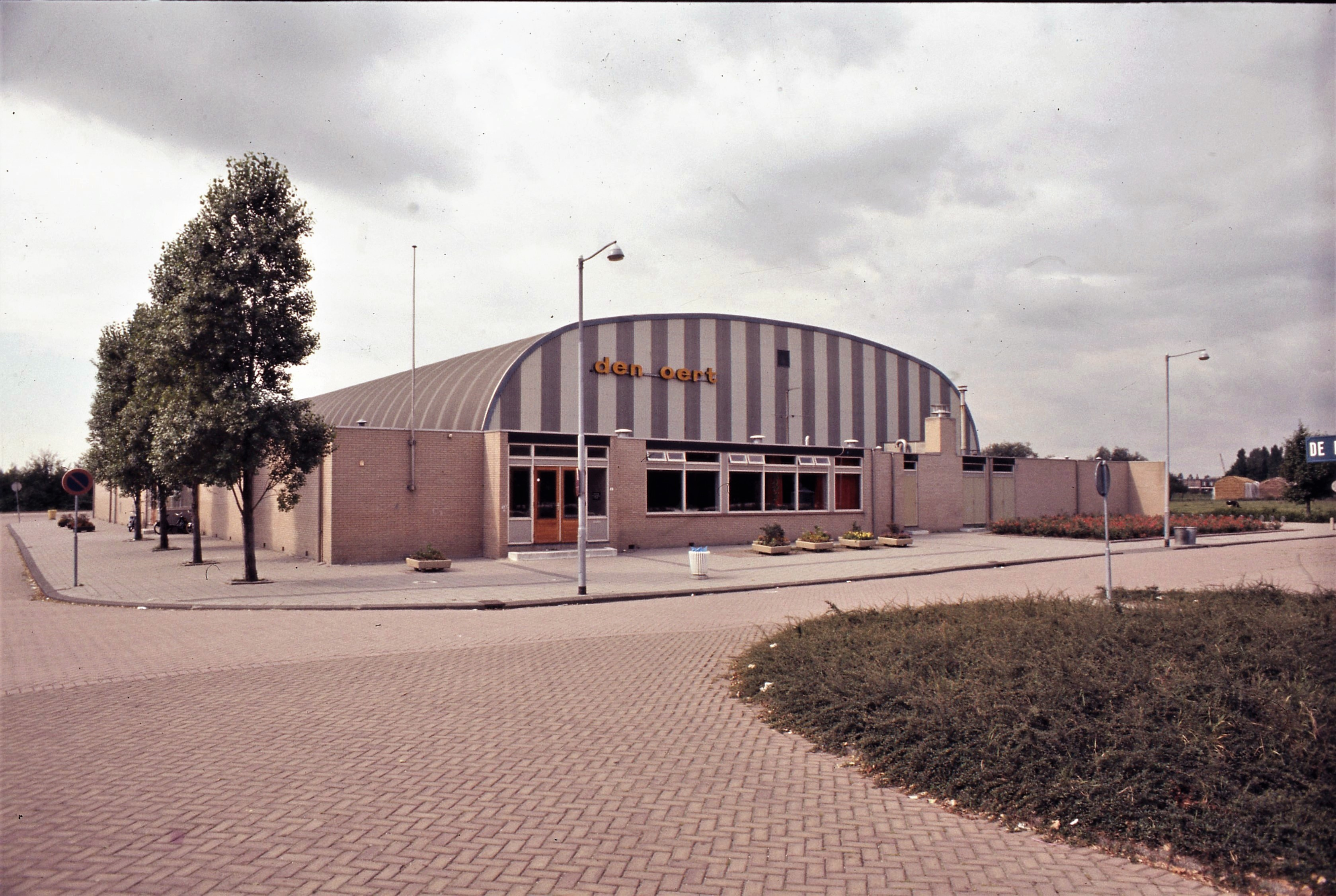
Voormalige sporthal Den Oert aan De Ritte (1973)
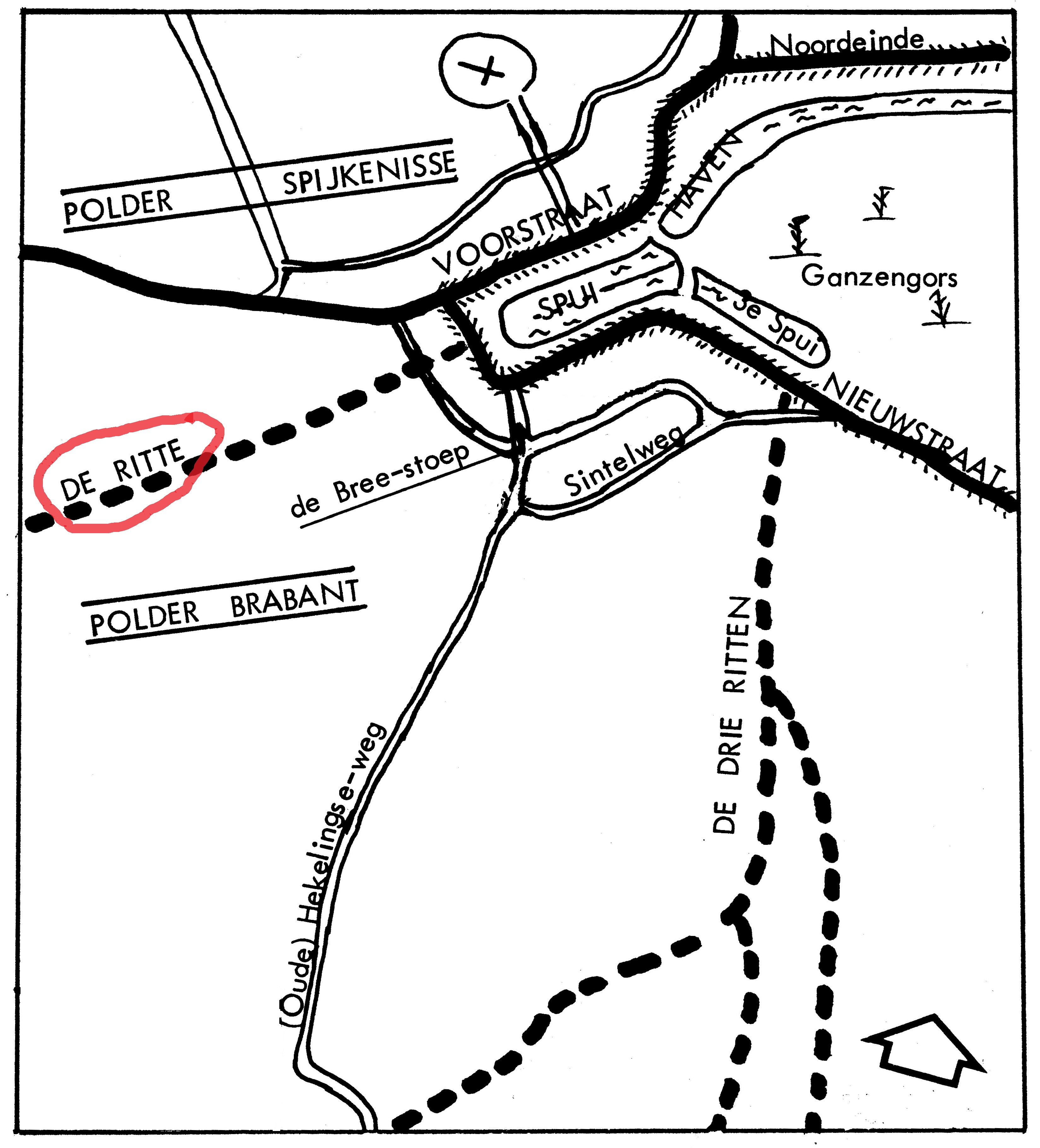
Ligging oorspronkelijke kreek De Ritte
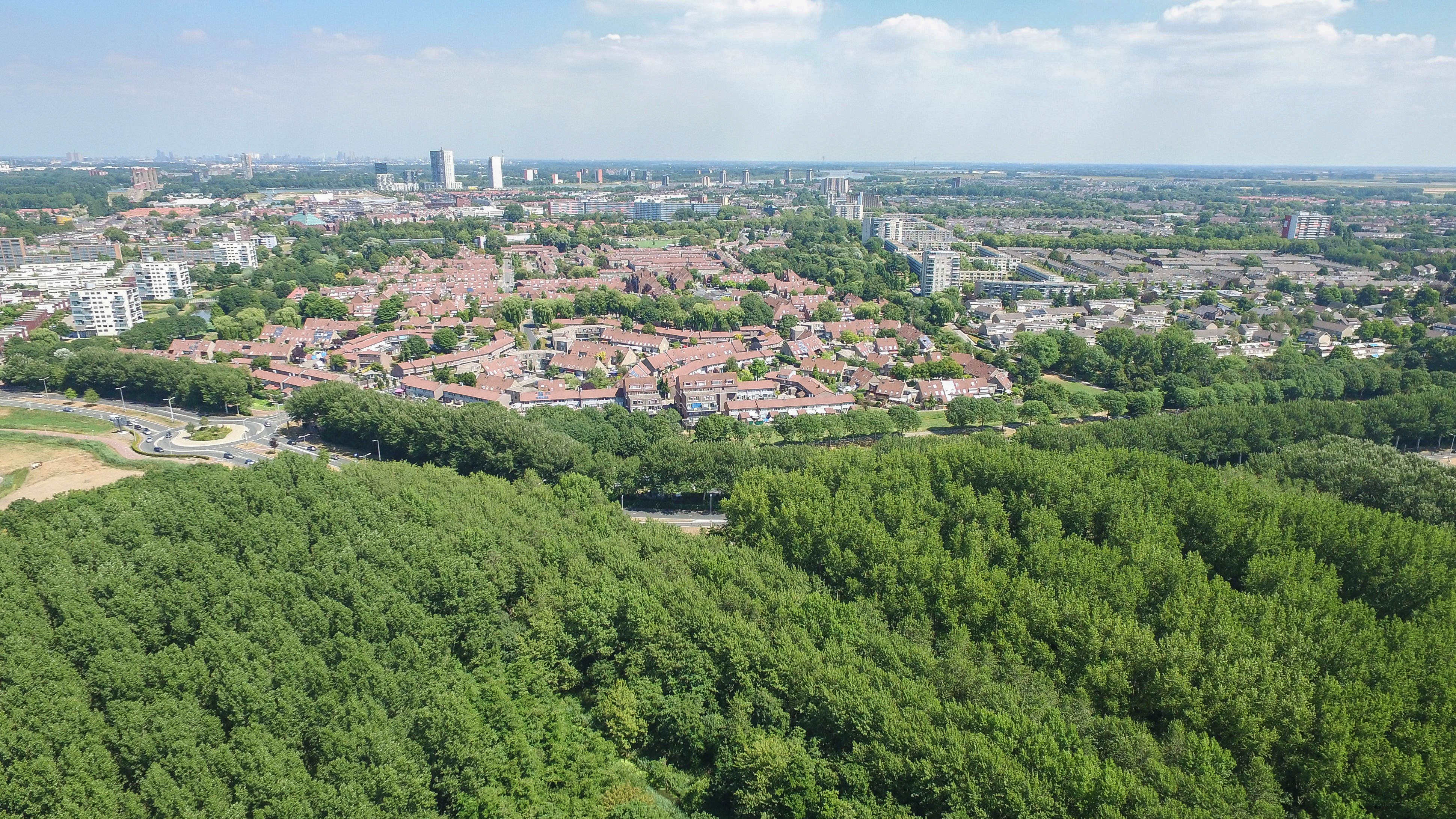
Midden: wijk De Hoek vanuit de lucht

## Gildenwijk

Ligging Gildenwijk en Groenewoud; Gildenwijk is de driehoek bovenin

De Gildenwijk (voorheen: Groenewoud-Noord) is een wijk in de vorm van een driehoek die ligt tussen de Ruwaard van Puttenweg, Schenkelweg en de singel ten zuiden van de Fietsenmaker. De wijk is gebouwd tussen 1980-1982.

Foto's: Commons-category:Gildenwijk (Spijkenisse)

De straten zijn genoemd naar beroepsgroepen, ook wel gilden genoemd, die tot ±1930 veel voorkwamen in Spijkenisse, sommige zijn er nu ook nog. De vermelde aantallen bij enkele beroepen gelden voor 1912 in Spijkenisse. De wijk is naar die gilden genoemd.
- Barbier
- Beurtschipper
- Bierbrouwer
- Boutschieter: jager op waterwild, eendenjager.[49]
- Fietsenmaker
- Griendwerker: in de omgeving van Spijkenisse waren vele grienden, in het plaatselijk spraakgebruik ook wel gorzen genoemd, onder andere bij de Welplaat in het noorden, in de haven (Ganzegors) en langs de Oude Maas; de oogst werd gebruikt om er hoepels voor tonnen van te maken
- Groenewoudlaan: verbindingsweg tussen het Centrum en de wijk Groenewoud. In de jaren 1970-1980 begon hij waarschijnlijk bij de Nieuwstraat en liep hij ook over de D. Losstraat en Centrumlaan; de (oorspronkelijke) Groenewoudlaan is aangelegd op de plek van de (Spijkenisser) Meeldijk.[50] Foto's: Commons-category:Groenewoudlaan, Spijkenisse.
- Hoefsmid: in 1912 waren er acht smeden.
- Hoepelmaker: iemand die met griendhout hoepels maakte, die vervolgens werden gebruikt bij het maken van tonnen; in 1913 waren er 105 (70 mannen en 35 jongens).
- Iepenlaan: genoemd naar de bomensoort iep (doorgaande weg uit de wijk Groenewoud, waar de straten naar bomen zijn genoemd).
- Kleermaker: in 1912 waren er zeven.
- Klompenmaker: vele Spijkenissers liepen in ieder geval tot in de jaren 40 van de 20e eeuw op klompen, alleen op zon- en feestdagen droeg men schoenen (naar de kerk), en de notabelen konden het zich veroorloven ook op andere dagen schoenen te dragen; klompen waren ook handiger dan schoenen op al die modderige, onverharde wegen.
- Mulder: zie molenaar.
- Rietsnijder
- Schrijnwerker: meubelmaker; in 1912 waren er twaalf timmermannen, die ongetwijfeld ook meubels maakten.
- Schoenmaker (het plein tegenover de Barbier aan de Wagenmaker): in 1912 waren er zes.
- Veerman: zie Krijn Dekkerlaan in Het Land.
- Wagenmaker: in 1912 waren er drie.
- Wolwever: wever van wollen stoffen.
- Sluiswachter

Fotogalerij Gildenwijk

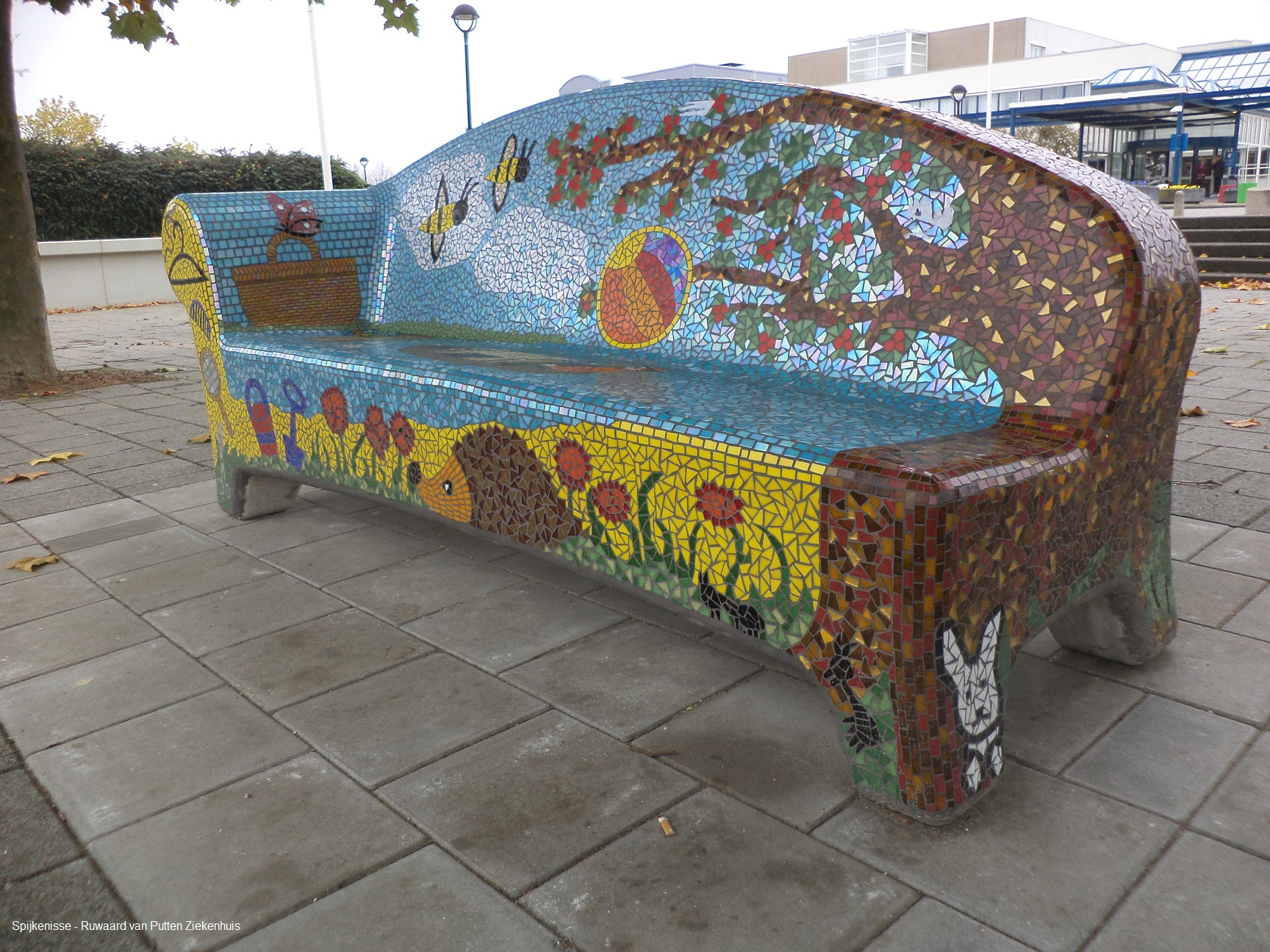
Social sofa voor het ziekenhuis
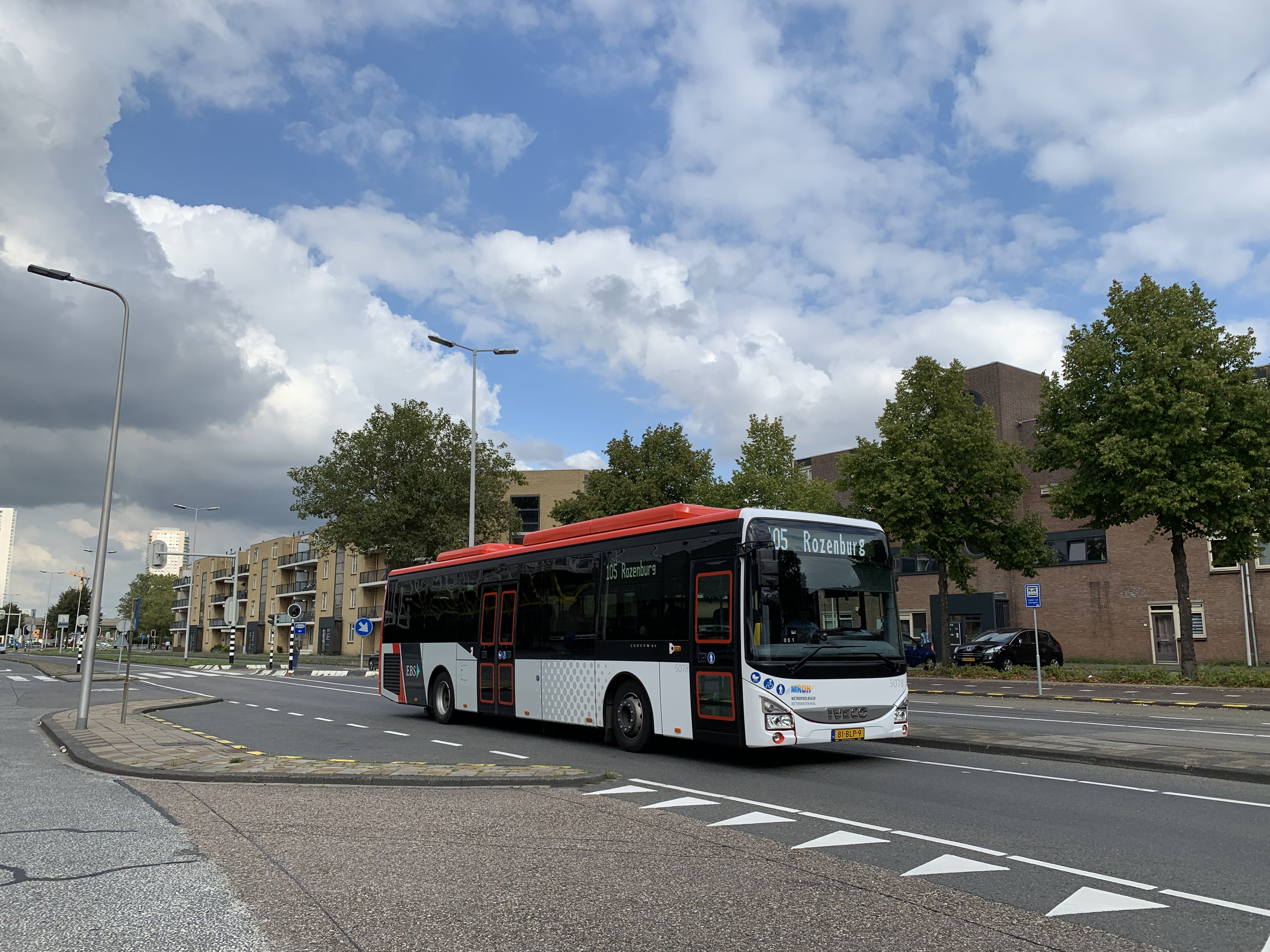
Stadsbus met daarachter de Gildenwijk
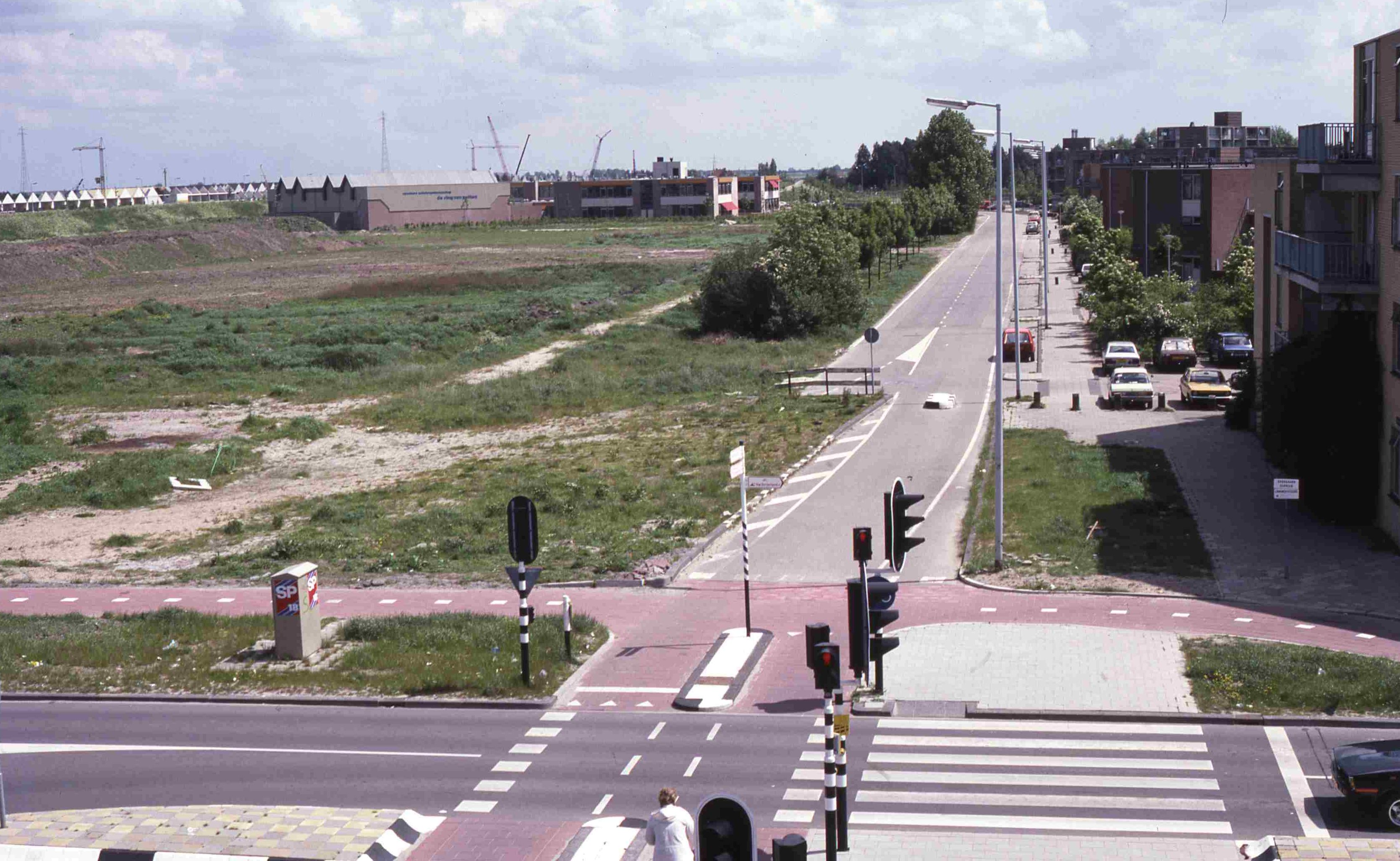
Groenewoudlaan (rechtvoor) in 1986

## Schenkel

Ligging Schenkel: de rode driehoek en het roze gedeelte eronder

De wijk Schenkel ligt langs de Oude Maas, tussen het tracé van de metro, de Schenkelweg en de Maasweg; ook de driehoek ten zuidoosten van de Oude Maasweg (Schenkel-Industrie) hoort erbij. Voorheen lagen hier de zuidelijke delen van de polders Oud- en Nieuw-Hongerland. De woningen dateren uit de periode 1986-1988 en 1996 (hoogbouw Maasboulevard); de bedrijven op het Industrieterrein uit 2001-2010.

Verklaring wijknaam: zie Schenkelweg in Wijkoverstijgende namen

Foto's: Commons-category:Schenkel (Spijkenisse).

De straten zijn genoemd naar rivieren (zie Wikipedia), uitgezonderd:
- Groenoordweg: genoemd naar het terrein ten noorden ervan: Groenoord.

Fotogalerij Schenkel

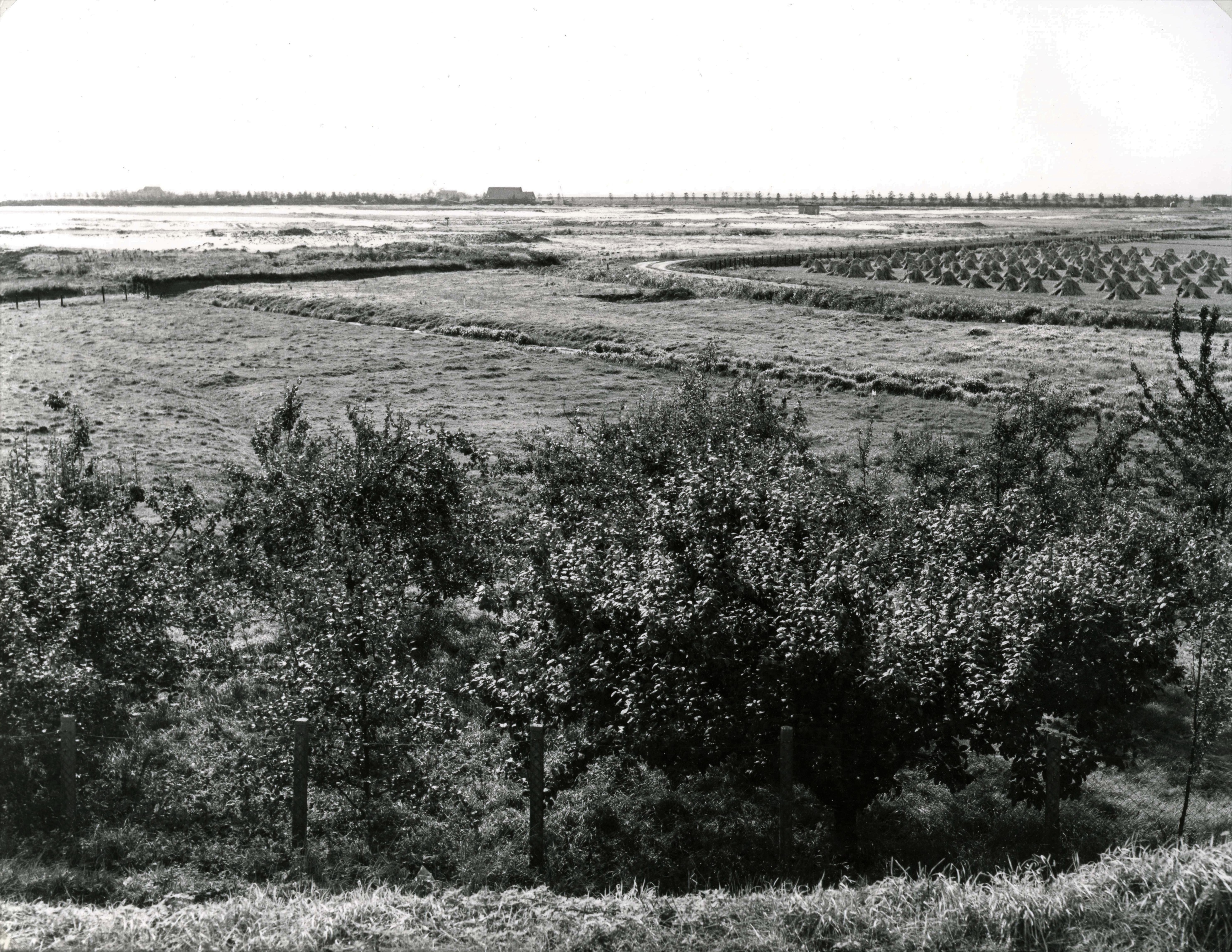
Gebied in 1965
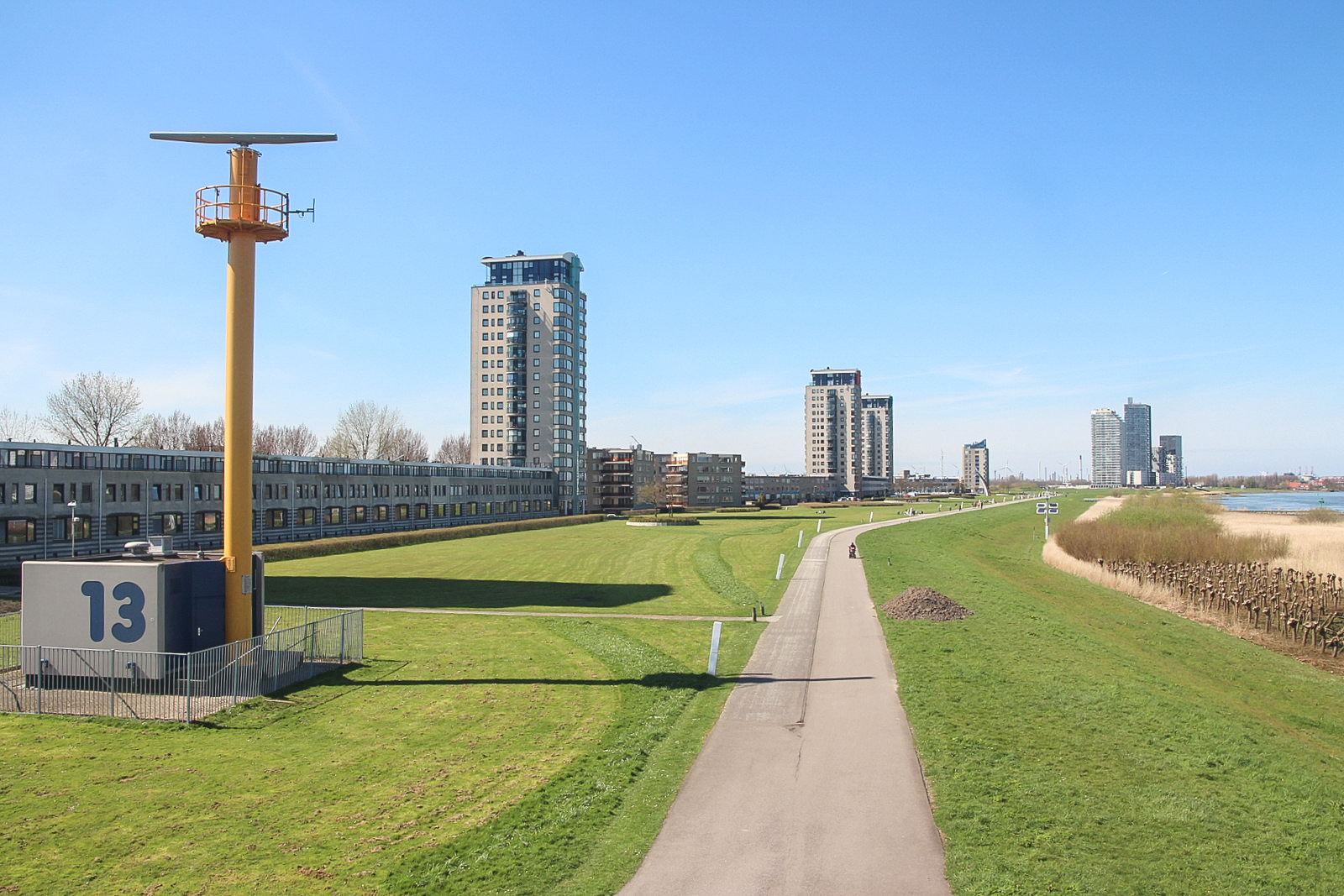
Flats aan de Nieuw-Hongerlandsedijk
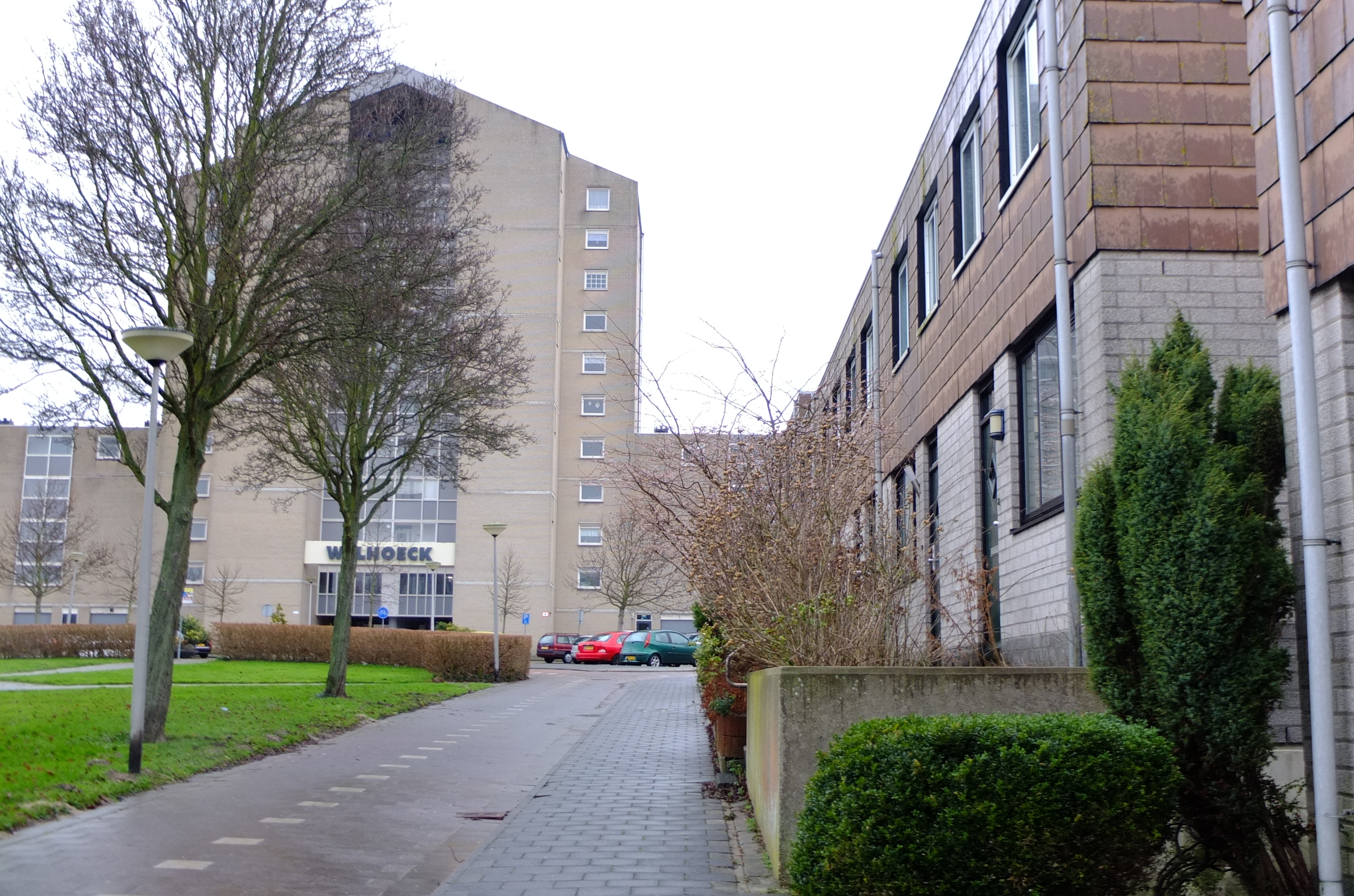
Zaanstraat/Hudsonpad (2017)

## Sterrenkwartier

Ligging Sterrenkwartier

De woonwijk Sterrenkwartier ligt tussen de Hekelingsweg, Heemraadlaan, Baljuwlaan en de singel ten zuiden van de Duikerhoek. De wijk werd gebouwd tussen 1965-1970.

Foto's: Commons-category:Sterrenkwartier (Spijkenisse)

De straten in de wijk zijn genoemd naar kosmische voorwerpen (hemellichamen) zoals sterren, sterrenbeelden en planeten, en naar astronomen/sterrenkundigen, vandaar ook de naam van de wijk. Zie Wikipedia voor de verklaring van straatnamen. Uitzonderingen:
- Herculesstraat: zie Hercules (sterrenbeeld).
- Hermespad: 69230 Hermes is een kleine planetoïde.
- Hidalgopad: 944 Hidalgo is een kleine planetoïde.
- Hydra: zie het sterrenbeeld Waterslang (Hydra).
- Icaruspad: MACS J1149+2223 Lensed Star is de officiële naam van de ster Icarus; dit is verste ster die ooit gezien is.
- Lyrapad: zie Lier (sterrenbeeld).
- Mercatorlaan: zie Gerard Mercator.
- Nieuwe Westdijk: onbekend.

Fotogalerij Sterrenkwartier

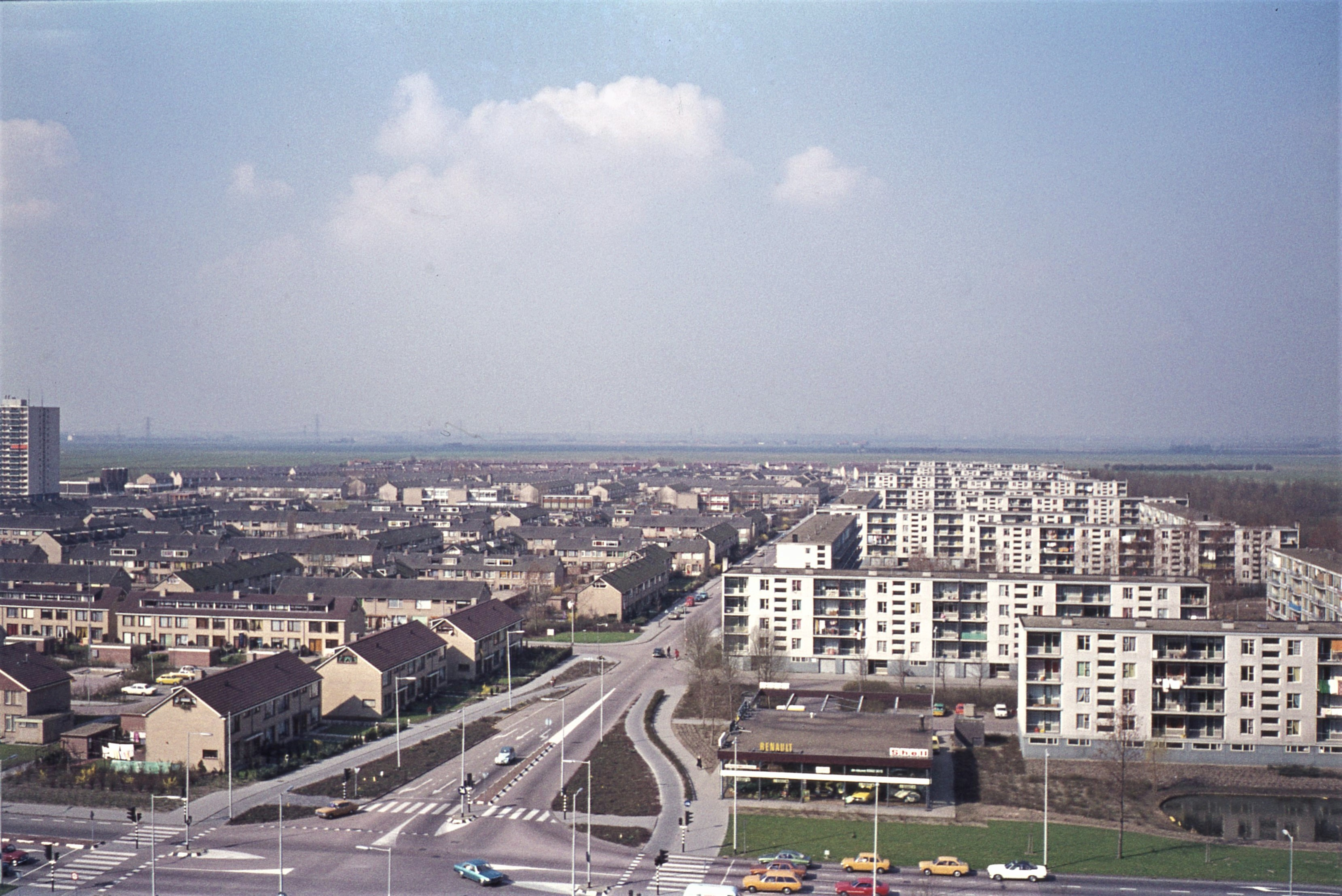
Panorama Sterrenkwartier (1973)
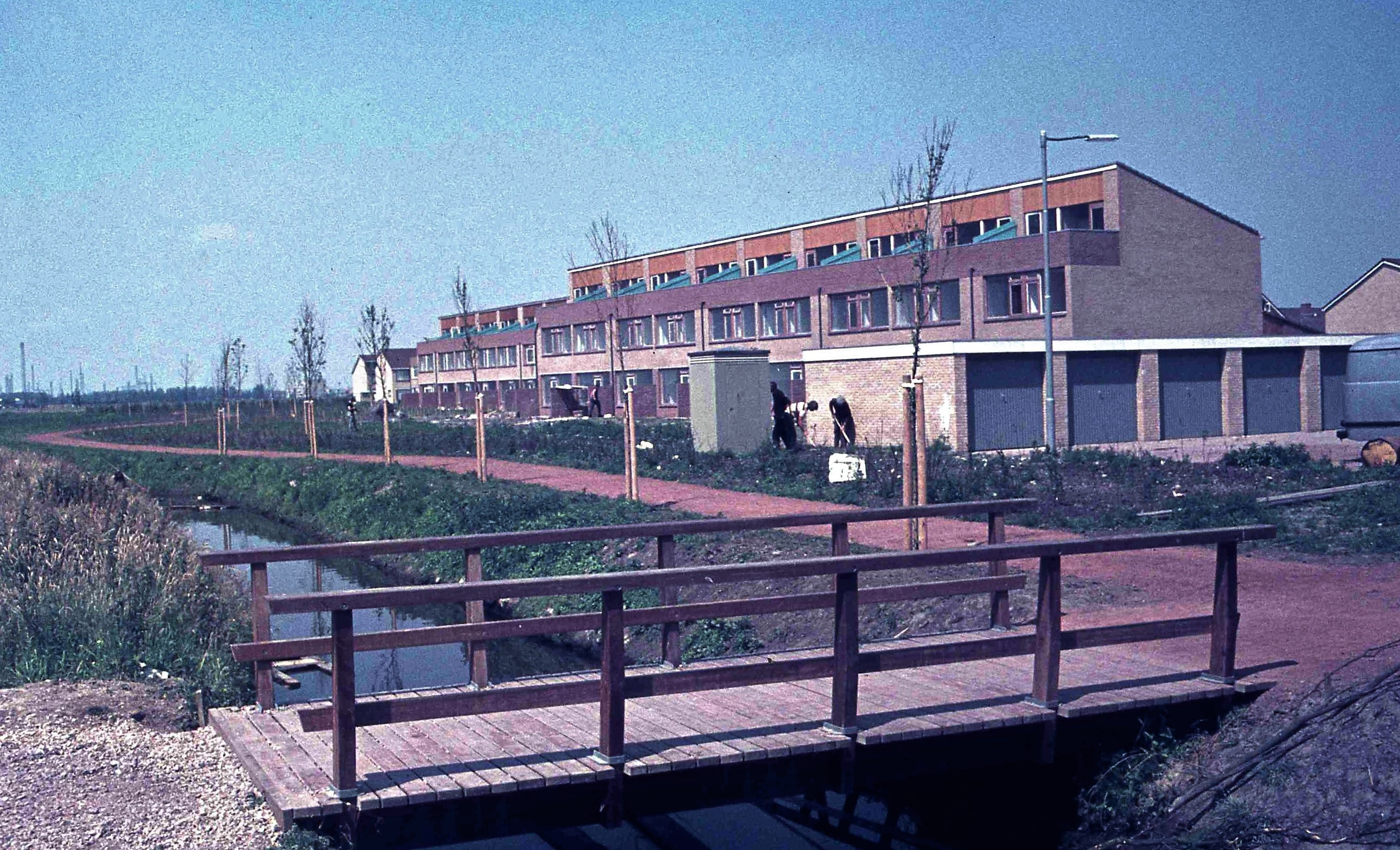
Singel achter Corona (±1972)
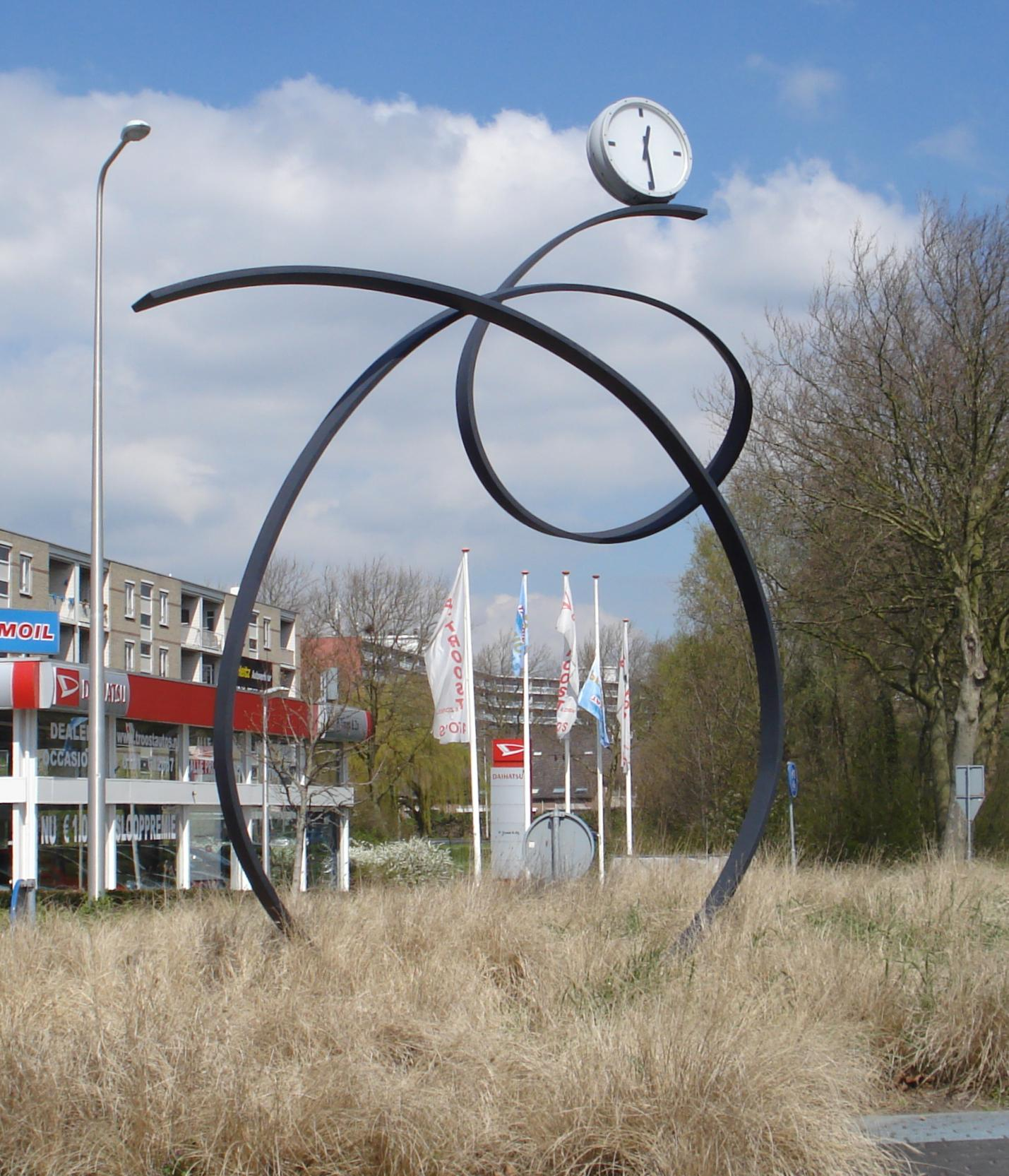
Slinger in de tijd (hoek Hekelingsweg-Planetenlaan)

## Groenewoud

Ligging Groenewoud:zonder noordelijke driehoek

De woonwijk Groenewoud ligt tussen de singel ten zuiden van de Fietsenmaker, Schenkelweg, Heemraadlaan en Hekelingsweg. Hij is gebouwd tussen 1962-1965, met uitzondering van de noordelijke strook ten noorden van de Eikenlaan, Groenewoud-Hoog: 1968-1971.

Foto's: Commons-category:Groenewoud (Spijkenisse)

De straten in Groenewoud zijn genoemd naar bomen. Vandaar ook de naam van de wijk. Zie Wikipedia voor de verklaring van straatnamen. Uitzonderingen:
- Abelenstraat: zie Abeel.
- Peppelstraat: zie Populier.

Fotogalerij Groenewoud

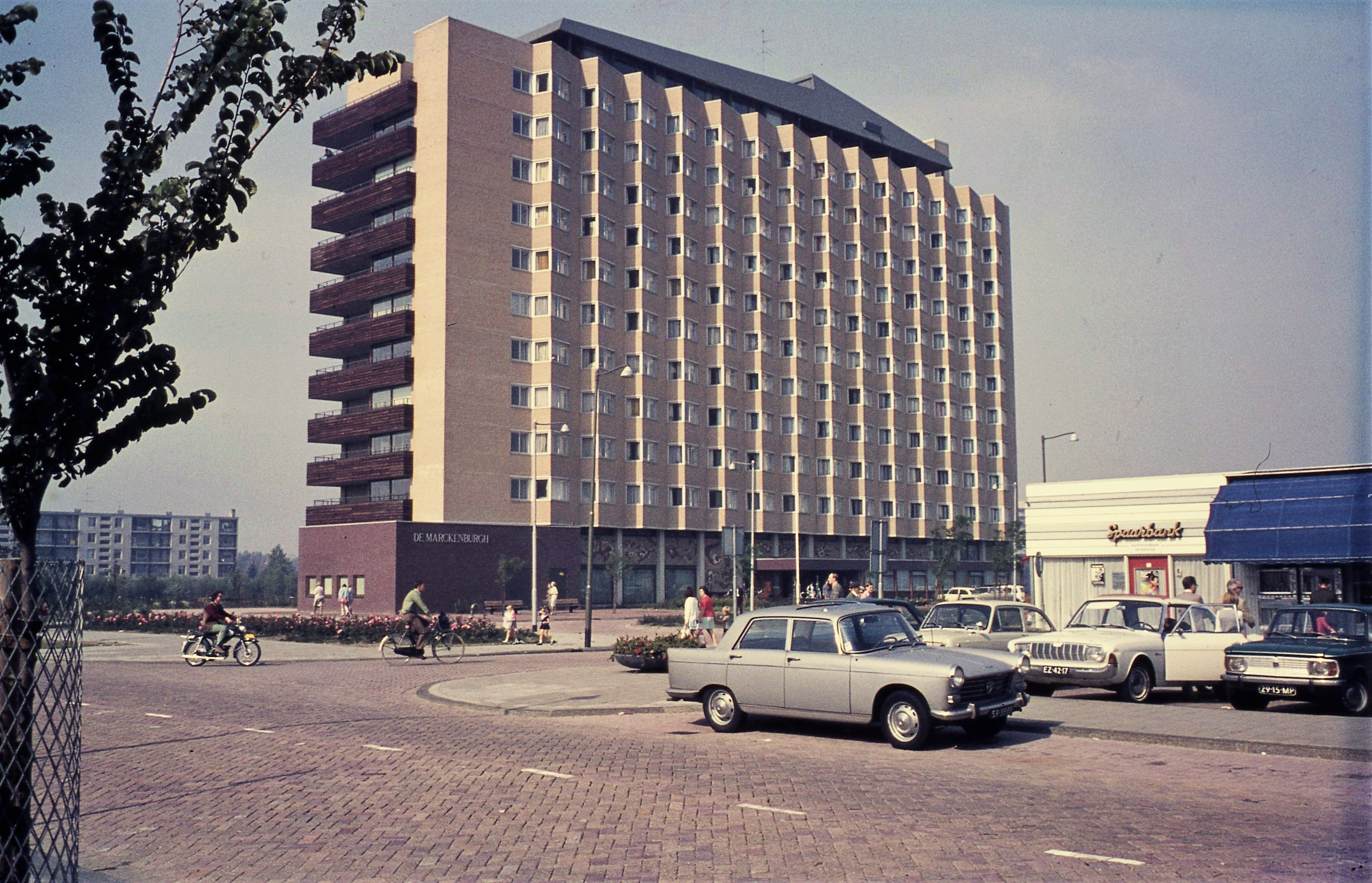
Marckenburgh, Gouden Regenplein (1972)
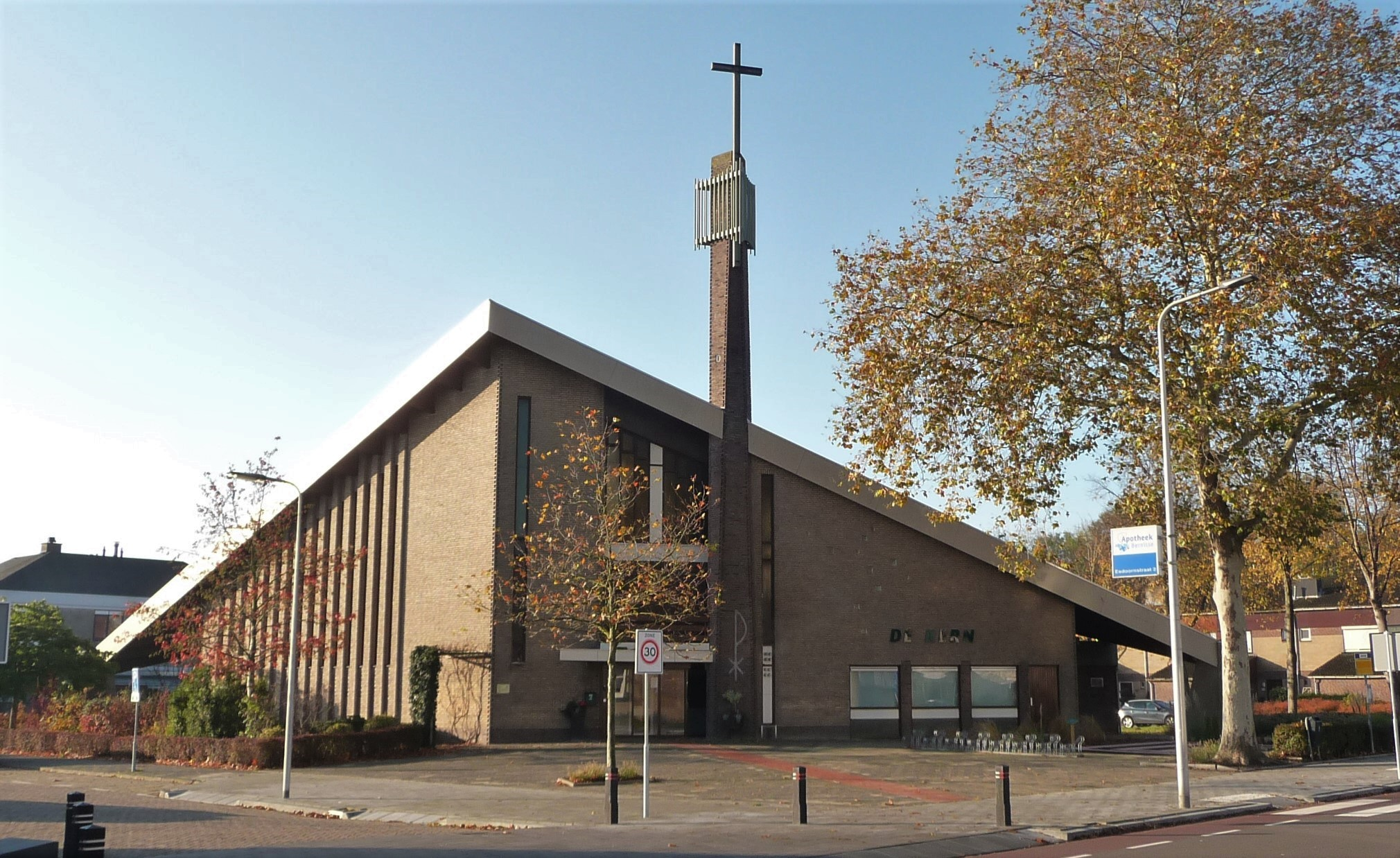
Kerk De Kern, Eikenlaan (2019)
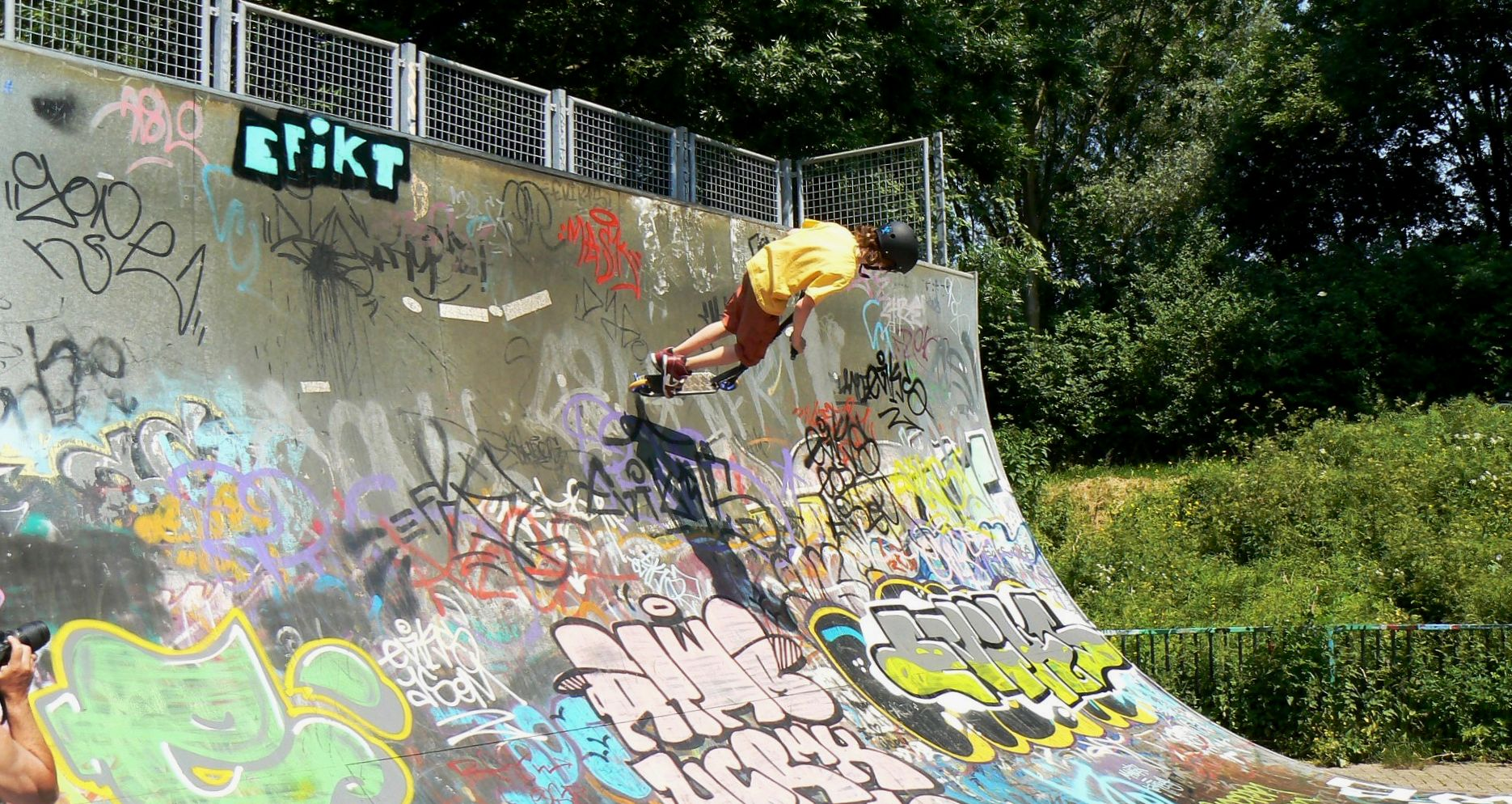
Skatepark Spike Groenewoud, Iepenlaan (2013)
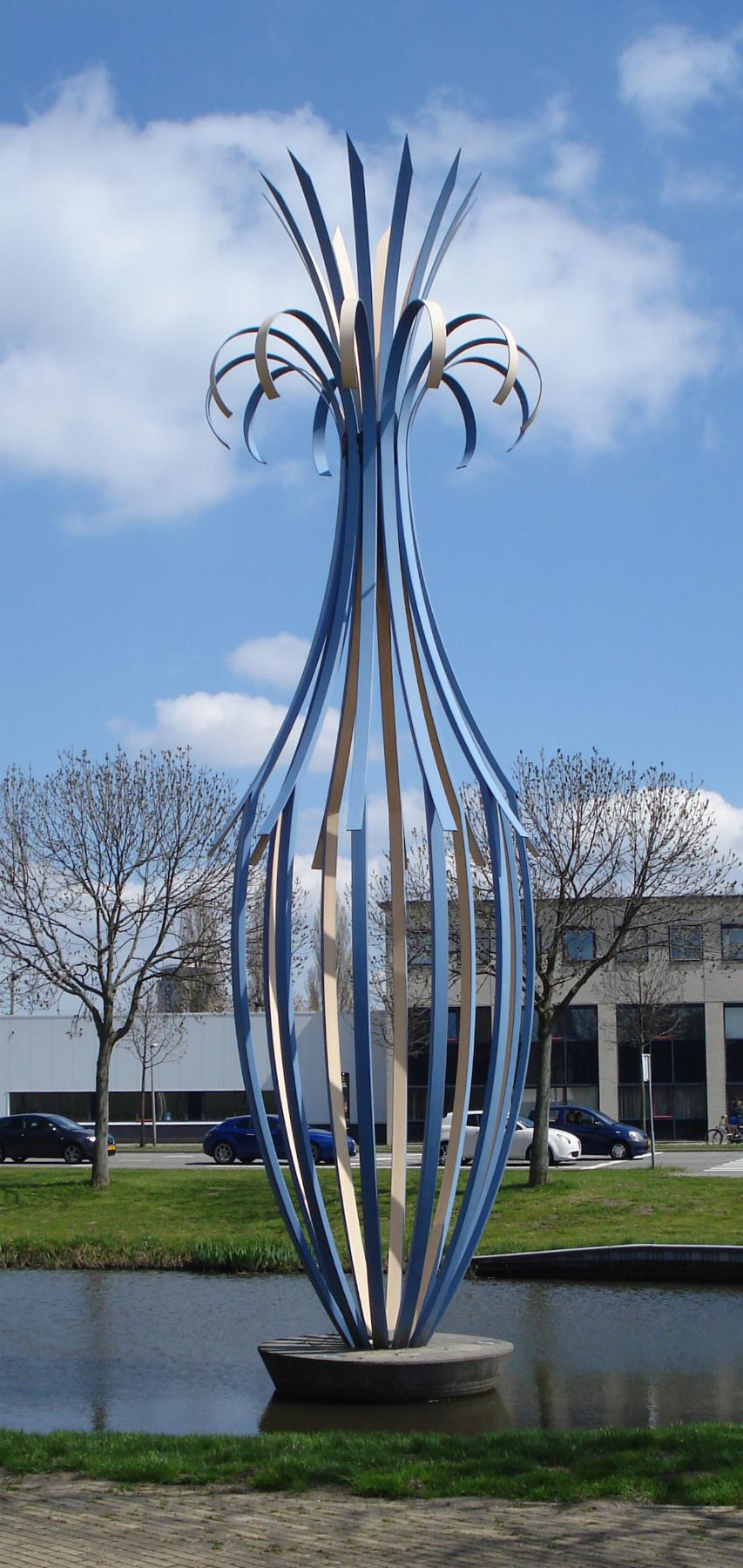
Glorie, Eikenlaan/Schenkelweg (uit 1998)

## Maaswijk

Ligging Maaswijk

Ligging: in het zuidoosten van Spijkenisse, tegen het buitengebied aan. Gebouwd in: 1989-2000.

Verklaring wijknaam: genoemd naar de (Oude) Maas, die er dichtbij stroomt.

Foto's: Commons-category:Maaswijk (Spijkenisse).
Straten: In het zuidwestelijk deel van Maaswijk-Zuidoost zijn de straten genoemd naar Nederlandse landgoederen. De overige straten zijn genoemd naar vrouwen die voor Nederland en wereldwijd van betekenis zijn geweest: politici, schrijfsters, verzetstrijdsters, feministen en andere voorvechtsters van vrouwenrechten. Zie Wikipedia voor meer informatie. Uitzonderingen:
- Else van der Banstraat: Elze Frederika van den Ban (1894-1973), de eerste vrouw in Nederland die afstudeerde als civiel-ingenieur in Delft; zij was architect, stedenbouwkundige en docente van de Academie voor Bouwkunst in Amsterdam. Als stedebouwkundige promootte zij de toepassing van krommingen in de aanleg van straten en wegen.[52]
- Vera Bondamstraat: Augusta Veronica Bondam (1895-1982) was een Nederlandse actrice, o.a. hoorspelactrice.[53]
- Petronella Brugsmastraat: Petronella Elisabeth Brugsma (1887-1945) was een psychiater en verzetsstrijder die stierf in Ravensbrück in april 1945.[54]
- Maria Doorman-Kielstrastraat: Maria Catharina Doorman-Kielstra (1878 Batavia - 1963 Rotterdam; roepnaam Miep) was gemeenteraadslid in Rotterdam namens de Liberale Staatspartij De Vrijheidsbond en was actief in de Nationale Vrouwenraad van Nederland.
- Drogendijk: ander woord voor binnendijk,[55] een dijk die het water moet tegenhouden als de buitendijk bezwijkt.
- Dwarspad: herkomst/betekenis onbekend.

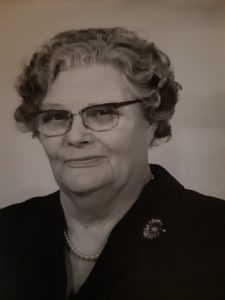
Johanna Engwirda-Agricola

- Johanna Engwirda-Agricolastraat: Johanna Engwirda-Agricola (1896-1984) was in Spijkenisse politiek actief voor de SDAP en kwam in 1947 voor de PvdA als eerste vrouw in de gemeenteraad van Spijkenisse. Ook had zij zitting in diverse committee's (Groene Kruis, huisvesting, straatnamen, vrouwelijke vrijwillige hulpverlening). Naar haar is de Johanna Engwirda-Agricola Pluim genoemd, die sinds 2021 jaarlijks op 8 maart, Internationale Vrouwendag, wordt uitgereikt door de PvdA Nissewaard. Johanna Agricola werd geboren in Leeuwarden en trouwde aldaar op 16-11-1921 met Sybolt Engwirda. Rond 1920 was Engwirda door het GEB Rotterdam aangenomen om Voorne-Putten te voorzien van elektriciteit. Het echtpaar ging in Spijkenisse wonen. Engwirda kreeg er als bijnaam "de man van het licht".[56]

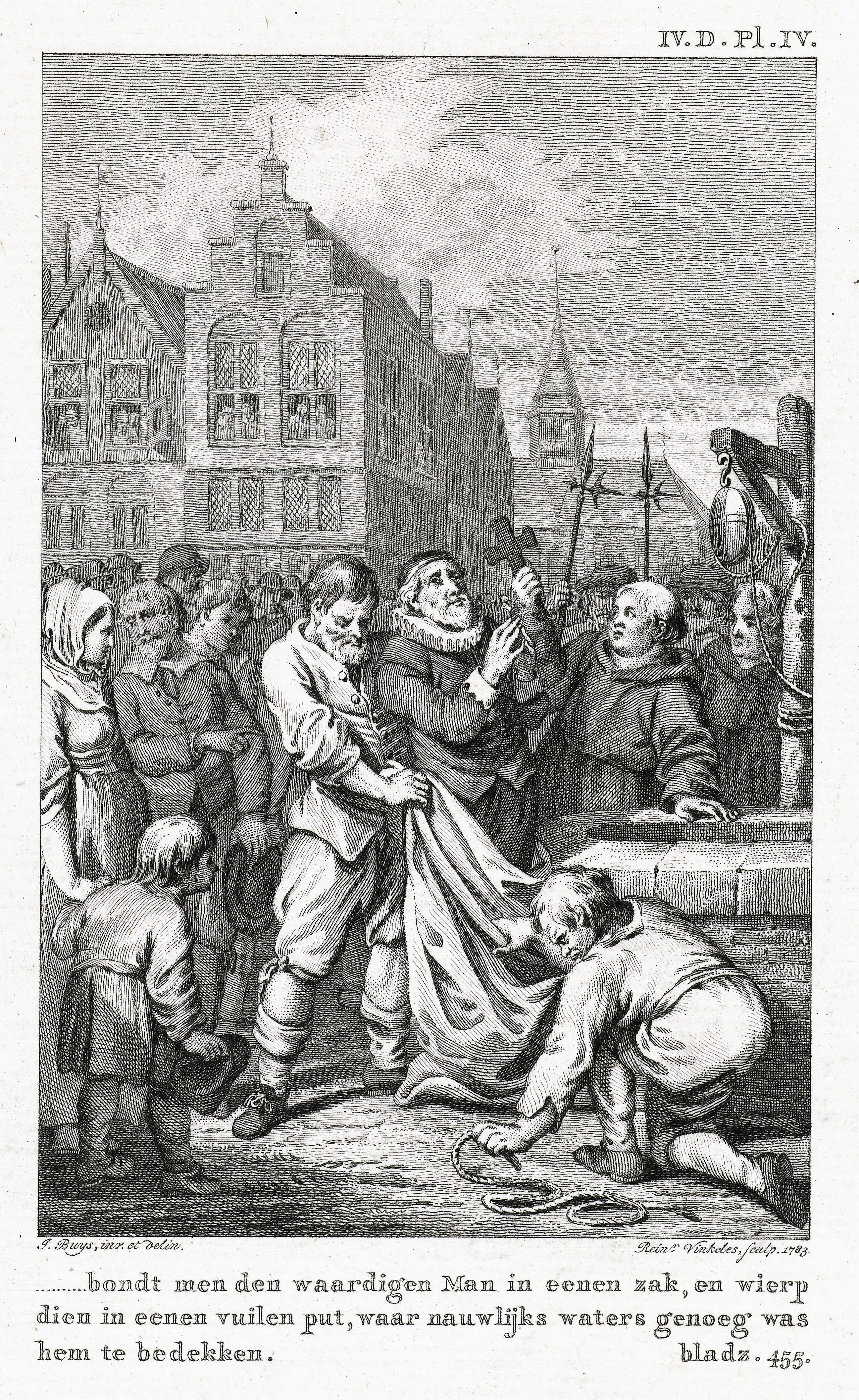
Predikant Florianus als ketter in een zak gebonden en in een put geworpen, 1585

- Florianusstraat: Johannes Florianus (1522 Antwerpen/4-4-1585 Beveren (Waas)) was in 1582 de tweede vaste predikant in Spijkenisse. Hij werd geboren als Johannes Blommaerts, maar verlatijnste zijn naam. Al in 1560 had hij België moeten ontvluchten omdat hij "eenige stichtelijcke boexkens uyt Latijn en Francoys in onse Nederduytsche tale had over-geset". In de winter van 1582-1583 zal hij in de Spijkenisser pastorie zijn verweerschrift hebben geschreven dat in 1583 werd gedrukt in Antwerpen. In de lente van 1583 verliet hij Spijkenisse en keerde terug naar Brussel, waar hij eerder predikant was geweest. Ondanks een bedongen vrijgeleide toen Brussel in maart 1585 werd ingenomen door de Spaanse hertog van Parma (Beleg van Brussel), werd hij toch gevangen genomen en op 4 april 1585 vermoord omdat hij geen afstand wilde nemen van zijn Protestantse geloof. In Spijkenisse werd in 1932 een zangkoor naar hem genoemd: het "Blommaerts kerkkoor".[57]
- Gaddijk: Tijdens de Allerheiligenvloed van 1 november 1570 werden alle Putse gronden opnieuw overstroomd. Het Grote Wiel en het Kleine Wiel bij de Gatdijk/Gaddijk zijn toen ontstaan en de Gaddijk is er naar vernoemd: een gat in de dijk.[58]
- Annie van Hattemstraat: Annie van Hattem (1924-1985) was architecte tijdens de wederopbouwperiode na de Tweede Wereldoorlog in Amsterdam.[59]
- Theodora Haverstraat: zie Theodore Haver (1856-1912), feministe en redactrice.
- Wilhelmina Hofman-Pootstraat: Wilhelmina Anna Hofman-Poot (1867-1952) was een van de eerste twee vrouwelijke wethouders in Nederland, in Oostzaan, in 1919.[60]
- Charlotte Köhlerstraat: zie Charlotte Köhler (actrice) (1892-1977).
- Kruispad: herkomst/betekenis onbekend.
- Korte Schenkeldijk: zie Schenkelweg in Wijkoverstijgende namen. Aan deze dijk staat de Ruyterstee, een van de laatste boerderijen in Spijkenisse. De kelder heeft een kruisgewelf uit 1620 en die is daarom rijksmonument.[61]
- Lange Groeneweg: herkomst/betekenis onbekend.
- Ida Liefrinckstraat: zie Ida Falkenberg-Liefrinck (1901-2006).
- Henriette van der Meijstraat: zie Henriëtte van der Mey (1850-1945), feministe en journaliste.
- Nieuwe Putse Korteweg: herkomst/betekenis onbekend.
- Mies van Oort-Laustraat Mies van Oort-Lau (1895-1962) was als arts actief bij het verlenen van steun aan behoeftigen in Indonesië tijdens de oorlog.
- Margaretha Plaisierstraat: (6-6-1895 te Rijswijk/??) kwam op 5 maart 1929 naar Spijkenisse.[62] Zij werd er een geliefde wijkverpleegster aan wie in 1965 de eerste Jan Campertpenning werd uitgereikt.[63]
- Françoise Le Poolestraat: Françoise Antoinette Le Poole (Leiden, 1882-1961) was archivaris, boekhouder, historisch schrijfster en regentes van het Annahofje.[64]
- Jacoba Pulskensstraat: zie Coba Pulskens (1884-1945), verzetsstrijdster.
- Zuster Reichtertstraat: Cornelia Johanna Maria Reichtert (1901-1943) was een verpleegster van het Rode Kruis en tevens hoofd van een krankzinnigengesticht in Nederlands-Indië. Zij is op 20 december 1943 doodgeschoten.[65] Zij was verzetsvrouw tijdens de Japanse bezetting in voormalig Nederlands-Indië.
- Anna Reijnvaanpad: zie Anna Reynvaan (1844-1920), verpleegkundige.
- Jeanne van Schaik-Willingstraat: Jeanne Gabrielle van Schaik-Willing (1895-1984) was een toneelcritica en schrijfster.[66]
- Lena Schenkplein: onbekend.
- Schouwenburglaan: Schouwenburg is een landgoed tussen Elburg en 't Harde.[67]
- Mien Sneevliet-Draaijerstraat: Wilhelmina Hendrika Sneevliet-Draaijer (1894–1965) was een revolutionair-socialiste en verzetsstrijdster.[68]
- Anna Storm-van der Chijsstraat: zie Mienette van der Chijs (1814-1895), wereldreizigster, sociaal hervormster en publiciste.
- Mary Sullivanstraat: onbekend/te veel mogelijkheden.
- Liesbeth Tilanusstraat: Elizabeth Josephine (roepnaam Liesbeth) Tilanus (1864-1949) richtte samen met haar toenmalige man Rudolf Kuyper in 1897 het Nederlandse Sanatorium voor ‘minvermogende longlijders’ met bijbehorende bibliotheek in Davos op. In 1900 werd ze adjunct-, en later inspectrice van de arbeid in Amsterdam en deed als zodanig pionierswerk op het gebied van arbeidsomstandigheden en hygiëne.[69]
- Clara Visserstraat: zie Mien Visser.
- Mia van der Wall-Duyvendakstraat: zie Mieke van der Wall-Duyvendak.
- Park Welgelegen: "Welgelegen" betekent 'goed' of 'mooi' gelegen.

Fotogalerij Maaswijk

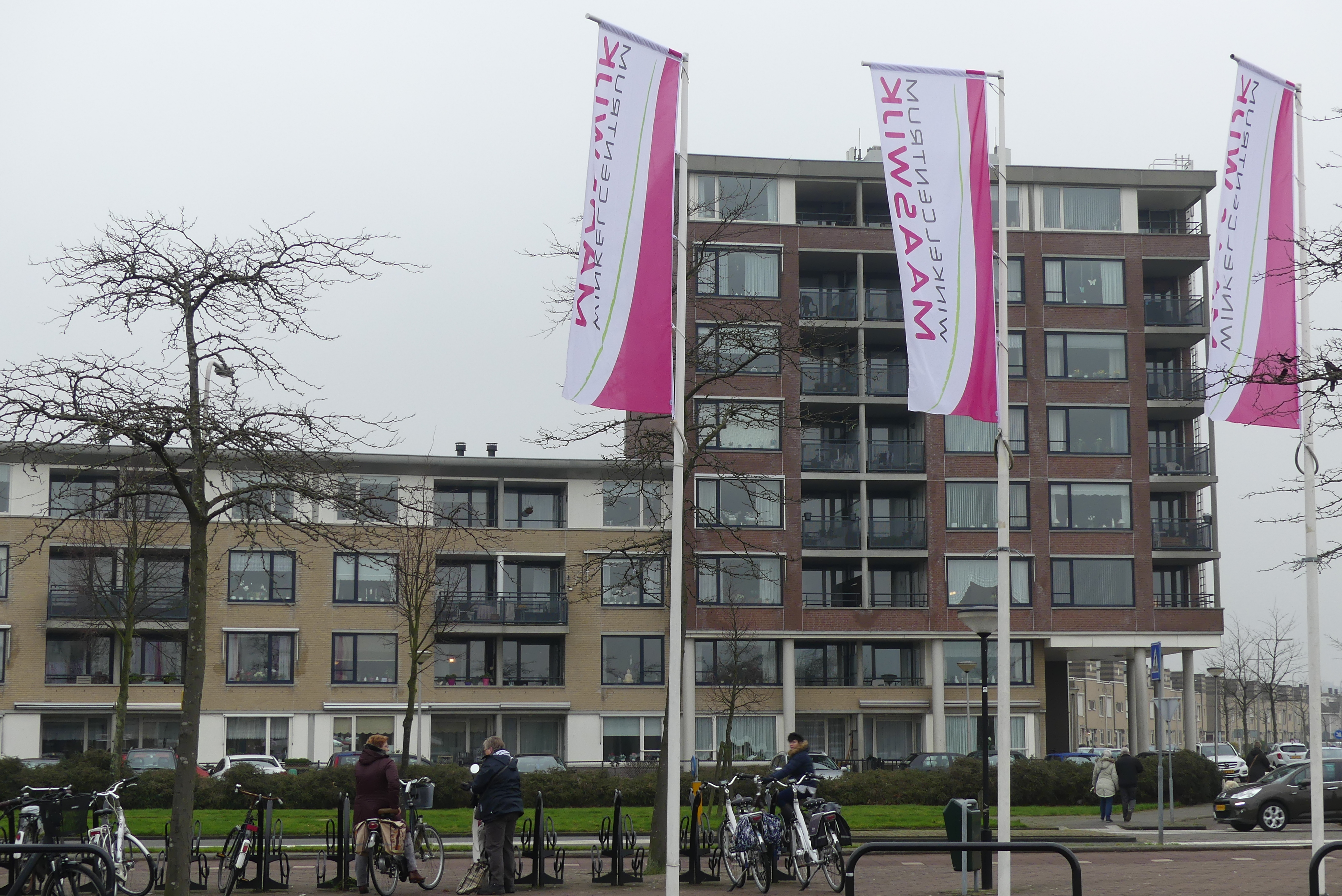
Woningen Winkelcentrum Maaswijk
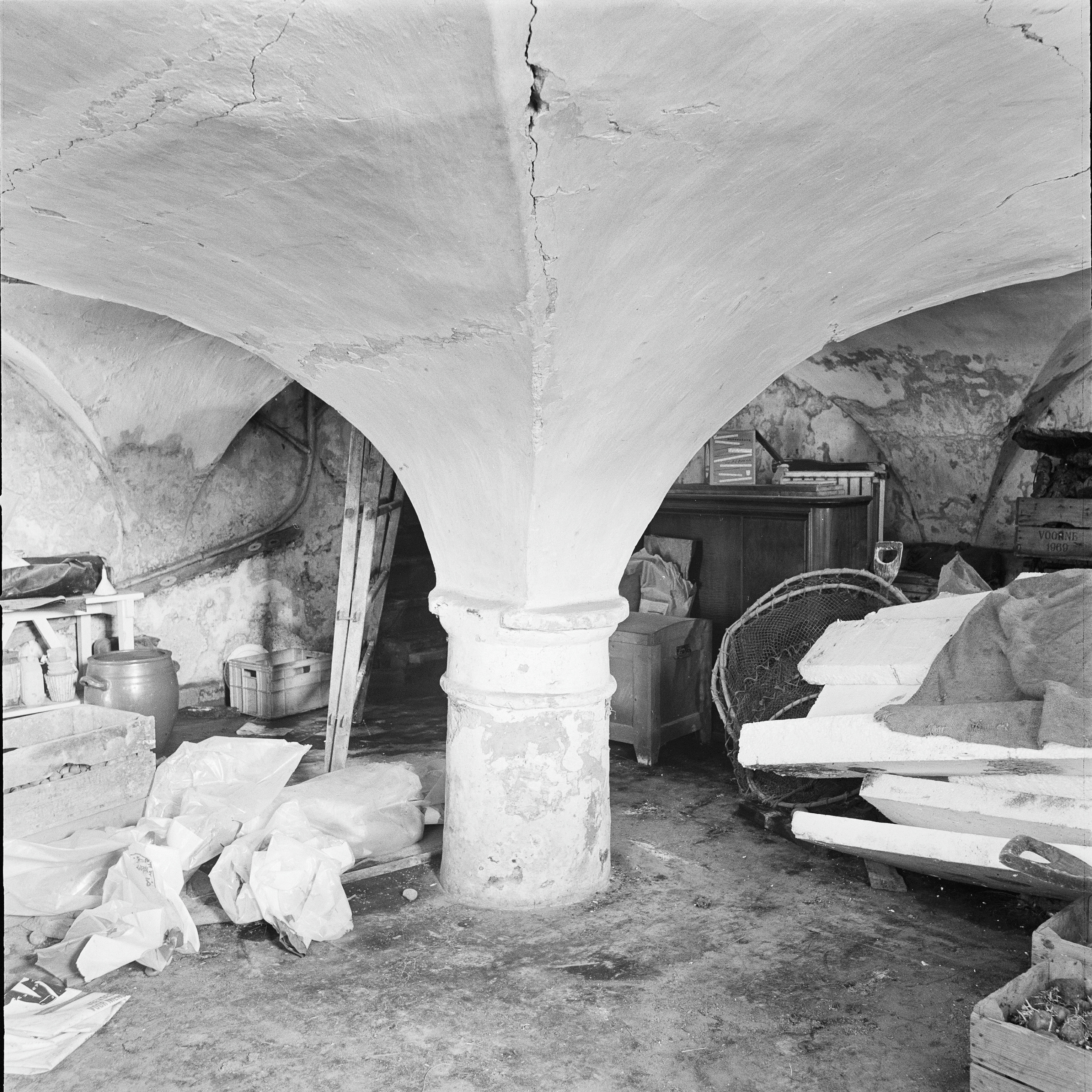
Gewelf in kelder Ruyterstee aan de Korte Schenkeldijk
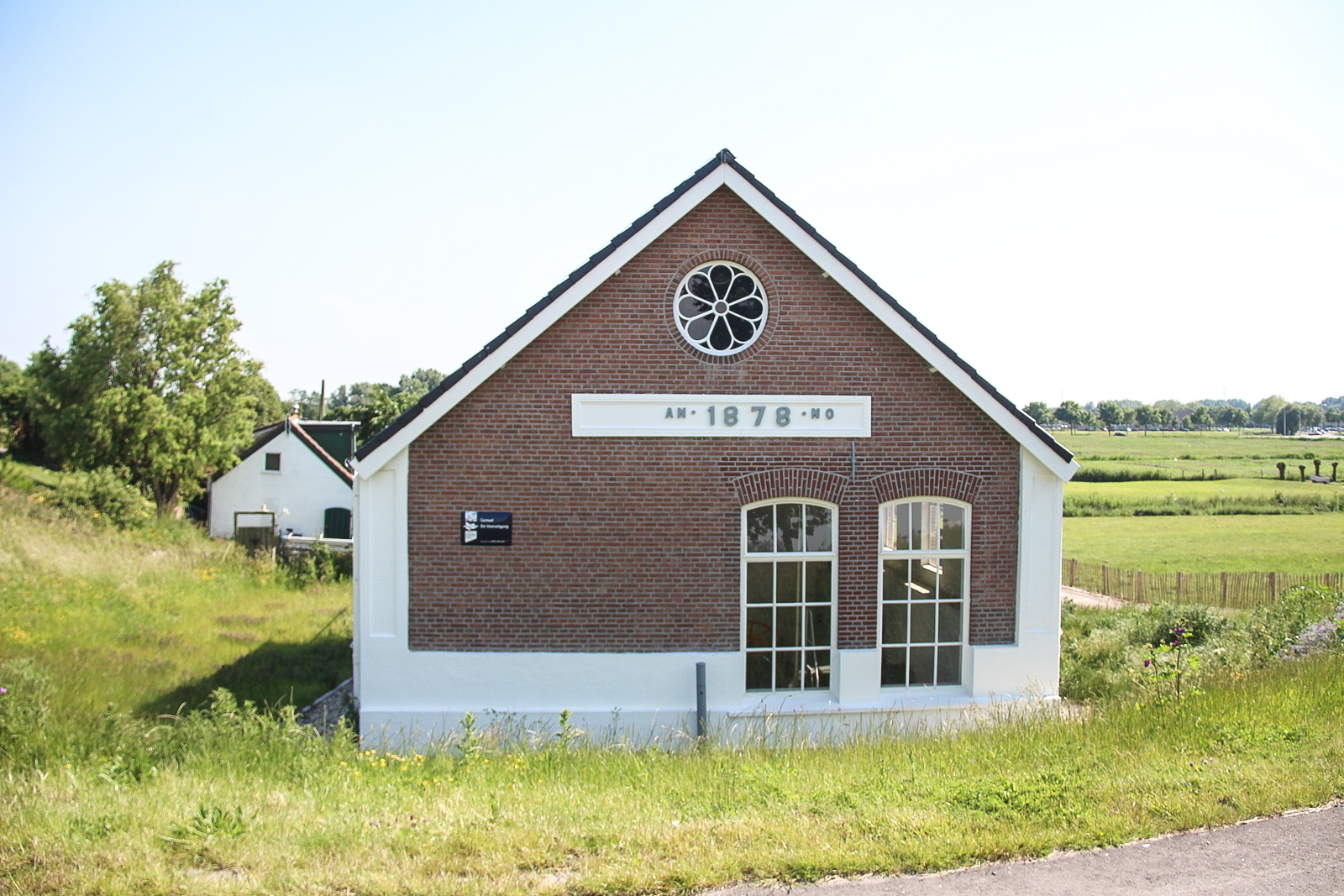
Gemaal De Vooruitgang (uit 1878)

## Vogelenzang

Ligging Vogelenzang-Noord

Ligging Vogelenzang-Zuid

Ligging: aan de westkant van Spijkenisse. In het noorden grenst de wijk aan Park Vogelenzang (dat tot het buitengebied hoort). De hele westkant ligt aan weilanden. De wijk is gebouwd tussen 1983 en 1985.

Verklaring wijknaam: naar de voormalige boerderij Vogelenzang, die in de westelijke punt van de aangrenzende polder (nu wijk) Vriesland stond, bij Vogelenzang-Zuid. Die boerderij is waarschijnlijk genoemd naar de vele zang- en weidevogels die zich daar in de buurt thuis voelden.

Foto's: Commons-category:Vogelenzang (wijk in Spijkenisse)

De straten zijn genoemd naar muziekinstrumenten, muziekstukken en componisten, zie Wikipedia. Uitzonderingen:
- Dallelaan: genoemd naar het water de Dalle dat aan de westkant van de wijk stroomt.
- Parklaan: genoemd naar het nabijgelegen Park Vogelenzang(?)
- Strausspad: er zijn meerdere beroemde componisten met deze achternaam, de populairste is Johann Strauss jr., de koning van de wals.
- L. Verweelstraat: Lambertus Verweel (Spijkenisse 24-6-1911 ; Ontario 6-3-1966) is de enige componist die geboren en getogen is in Spijkenisse. Hij was onder andere de oprichter en dirigent van muziekvereniging Oefening en Ontspanning in Spijkenisse. Hij trouwde met plaatsgenote Aria van Hamburg en emigreerde in 1951 naar Canada.[71]
- J. Wagenaarstraat: zie Johan Wagenaar

Fotogalerij Vogelenzang

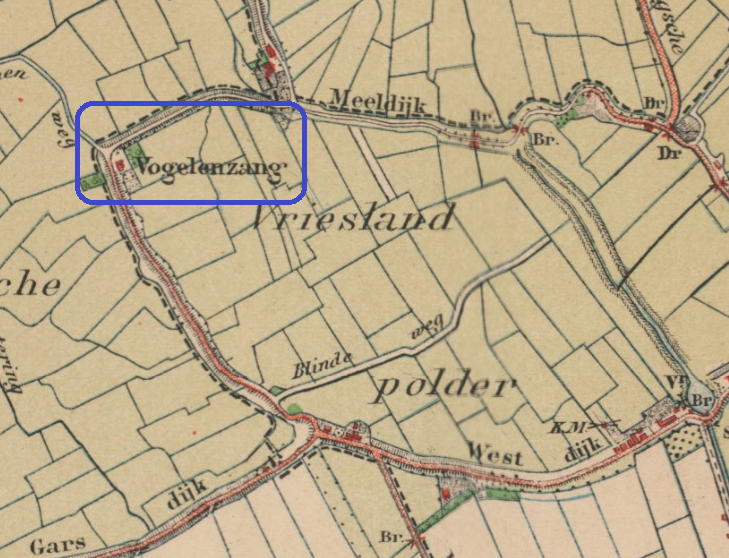
Boerderij Vogelenzang in Vriesland (±1900)
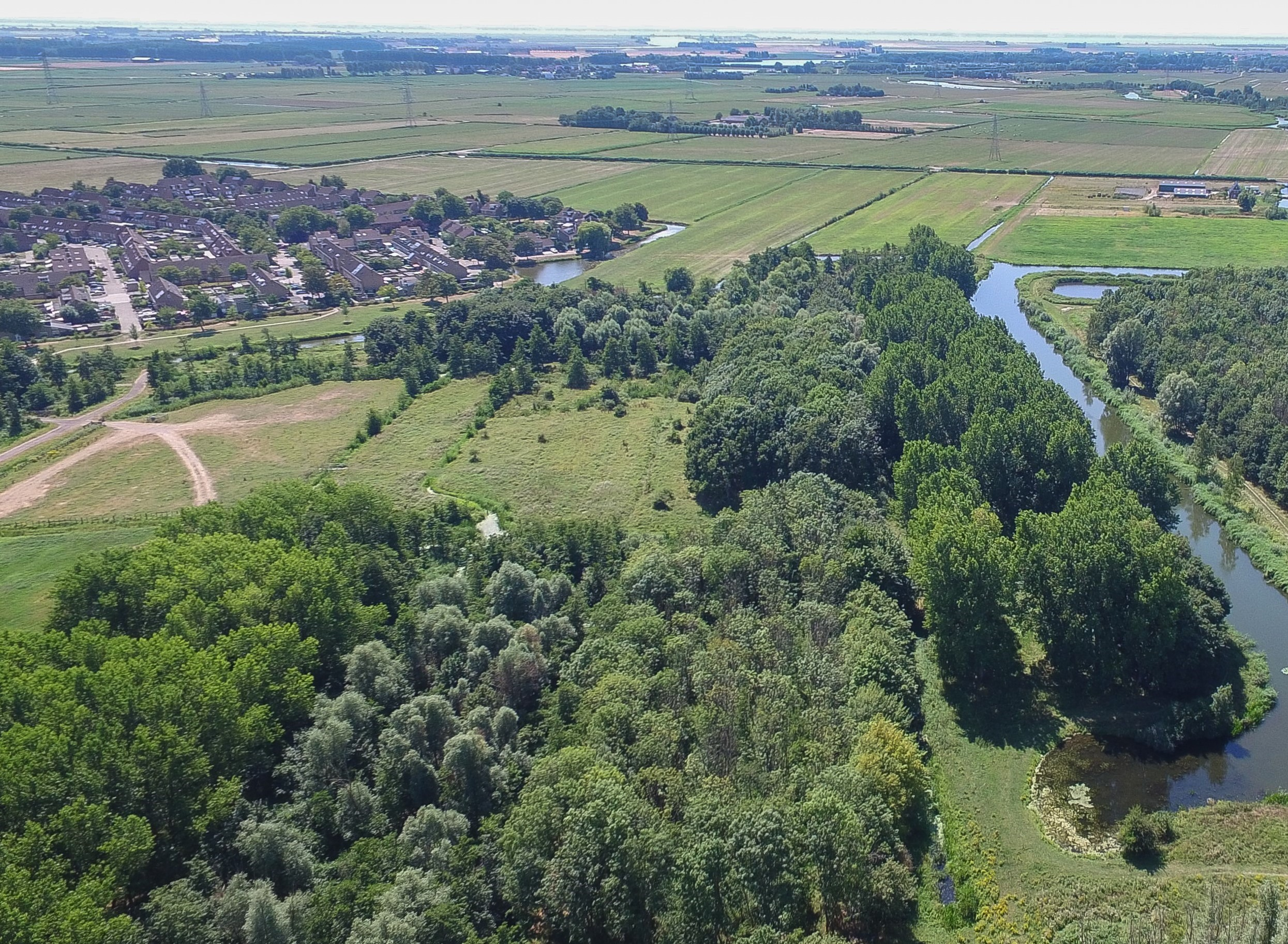
Vogelenzang wijk en park (2018)
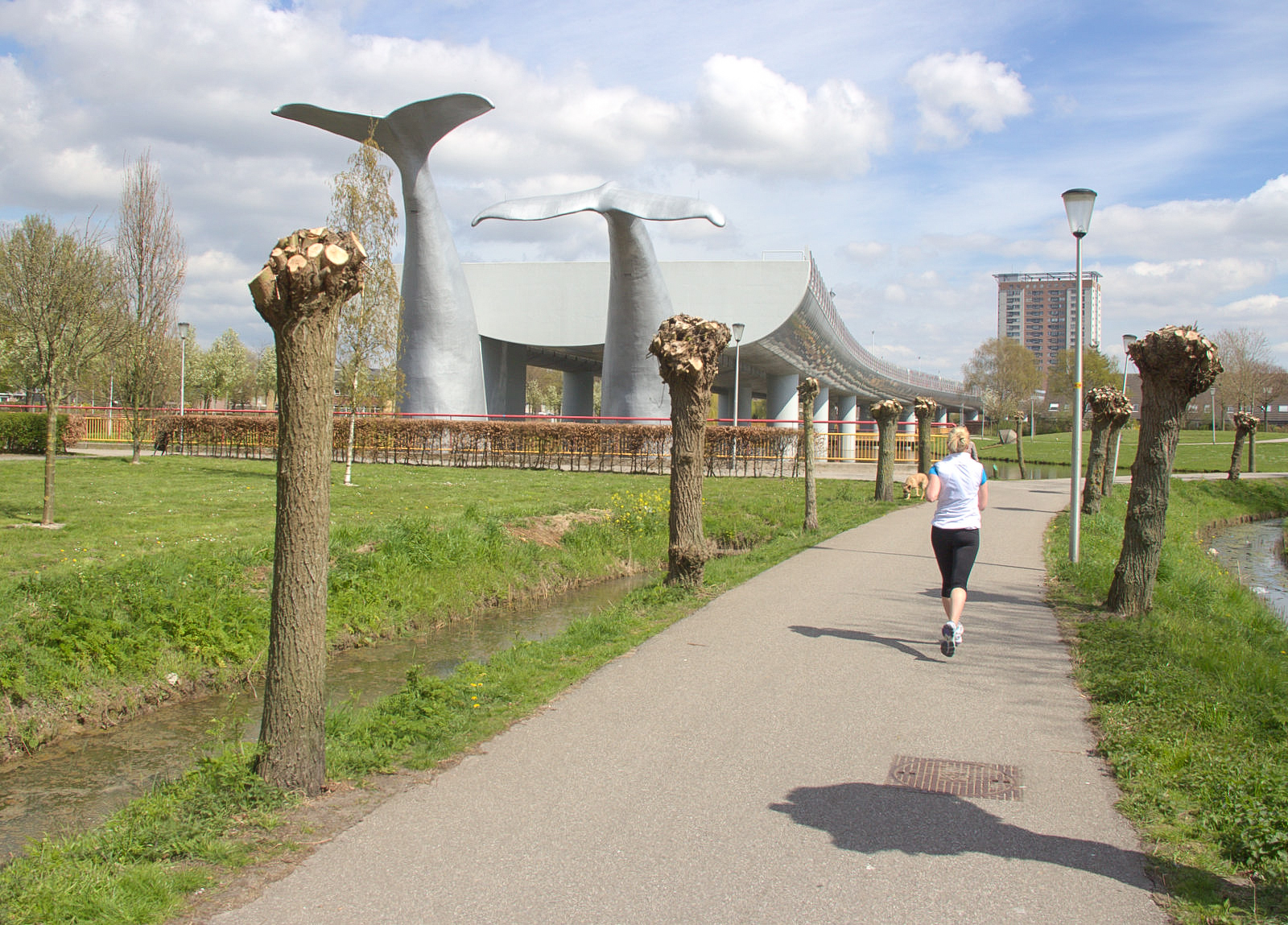
Bachlaan met Walvisstaarten aan eindpunt metro
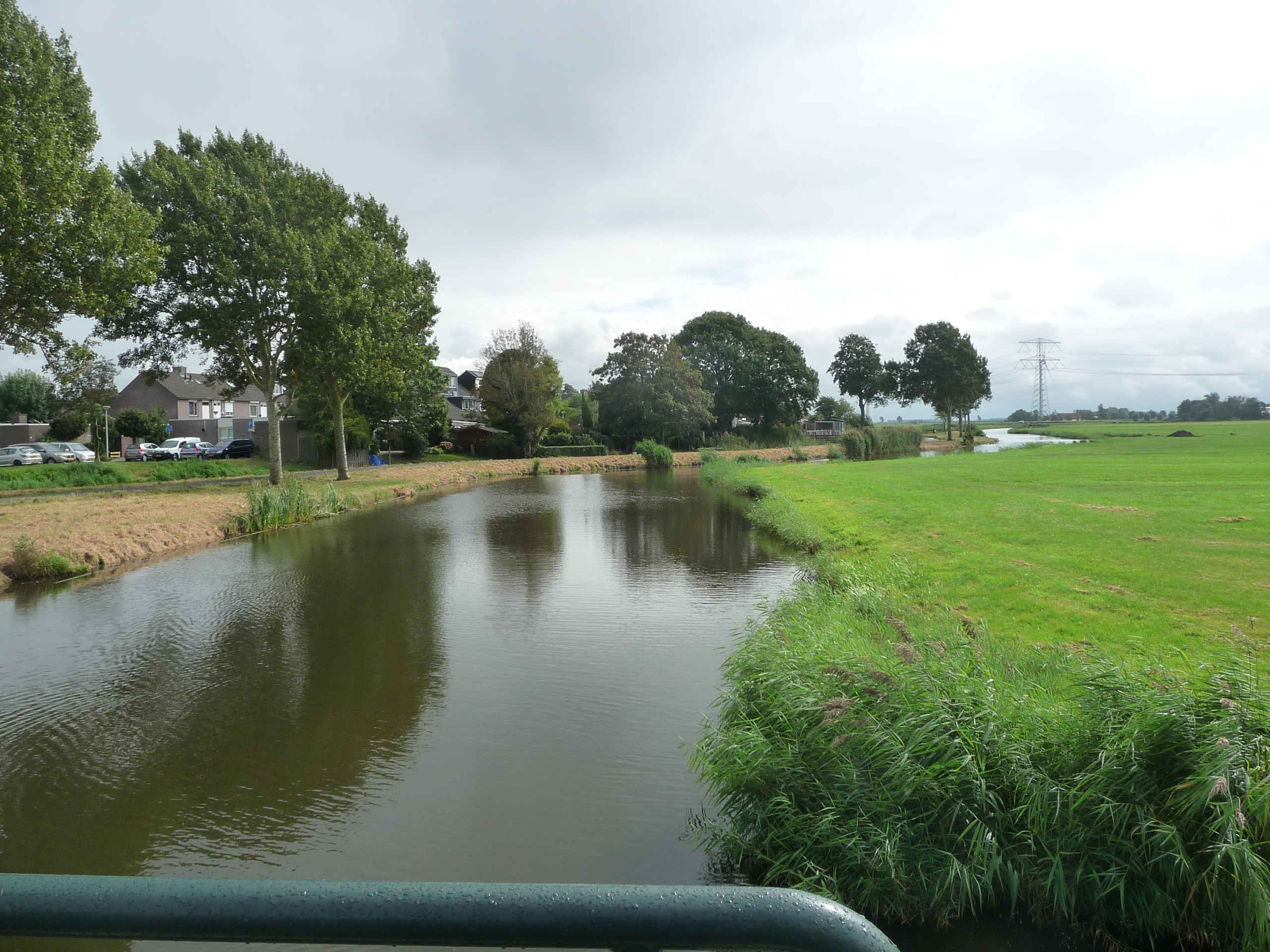
Dalle
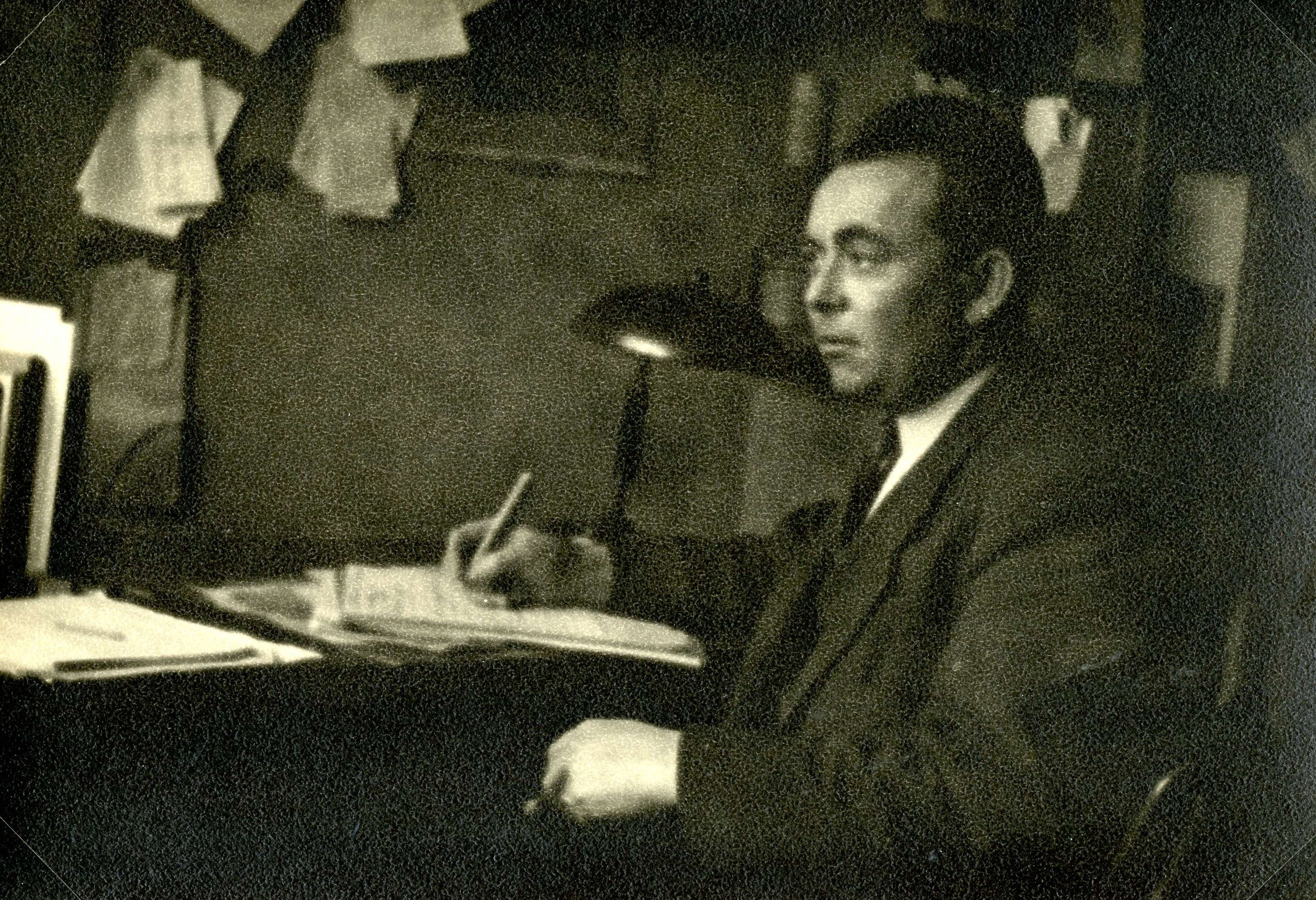
Componist Bert Verweel (1949)

## De Akkers
De wijk De Akkers ligt in het zuiden van Spijkenisse, met als grenzen de wijken Vogelenzang en Vriesland in het westen en verder de wegen Heemraadlaan en Hekelingsweg tot aan bedrijventerrein Moleneind (dat bij Hekelingen hoort). De wijk is gebouwd tussen 1980-1981.

De wijk is genoemd naar de griendakkertjes die hier eens lagen; de grond was hier zo nat dat hij slechts geschikt was voor griendhout. 

Foto's: Commons-category:De Akkers (Spijkenisse)
Ligging buurten

Dreef
Voorde
Akkers-Centrum
Gaard
Donk
Kreken

De straten hebben per buurt een achtervoegsel dat overeenkomt met de naam van die buurt, uitgezonderd Akkers Centrum, waar ze als achtervoegsel "akker" hebben. Voor de betekenis van de namen: zie Wikipedia. Per buurt:
- Dreef: de straten zijn genoemd naar teeltgewassen, zoals granen, groenten en medicinale kruiden.
- Voorde: 'voorde' heeft hier de betekenis van ploegvoor, ploegvore: Door een graafwerktuig in bouwland aangebrachte geul.[72] De straten zijn genoemd naar landbouwgereedschap dat wordt gebruikt bij het bewerken en oogsten van akkers.
  - Graafvoorde: 'Graaf' hier in de betekenis van 'soort spade',[73] een werktuig om te graven.
  - Heepvoorde: een 'heep' is een sikkelvormig (snoei)mes.[74]
  - Wanvoorde: zie Wan (mand).
- Akkers-Centrum: de straten zijn genoemd naar windstreken en jaargetijden.
- Gaard: de straten zijn genoemd naar fruit en wijnsoorten.
- Donk: de straten zijn genoemd naar kruiden en specerijen.
- Kreek: vanwege de archeologische vondsten uit de prehistorie in de zuidwest-hoek van de Kreek, nabij het archeologisch monument (zie Geschiedenis van Vriesland), zijn de straten genoemd naar die vondsten, de toenmalige bewoners en waar zij zoal mee te maken hadden.[75]
- Park Braband is genoemd naar de voormalige polder Braband waarin het park zich bevindt, en die zich uitstrekte van de Nieuwstraat tot aan Hekelingen.

Fotogalerij De Akkers

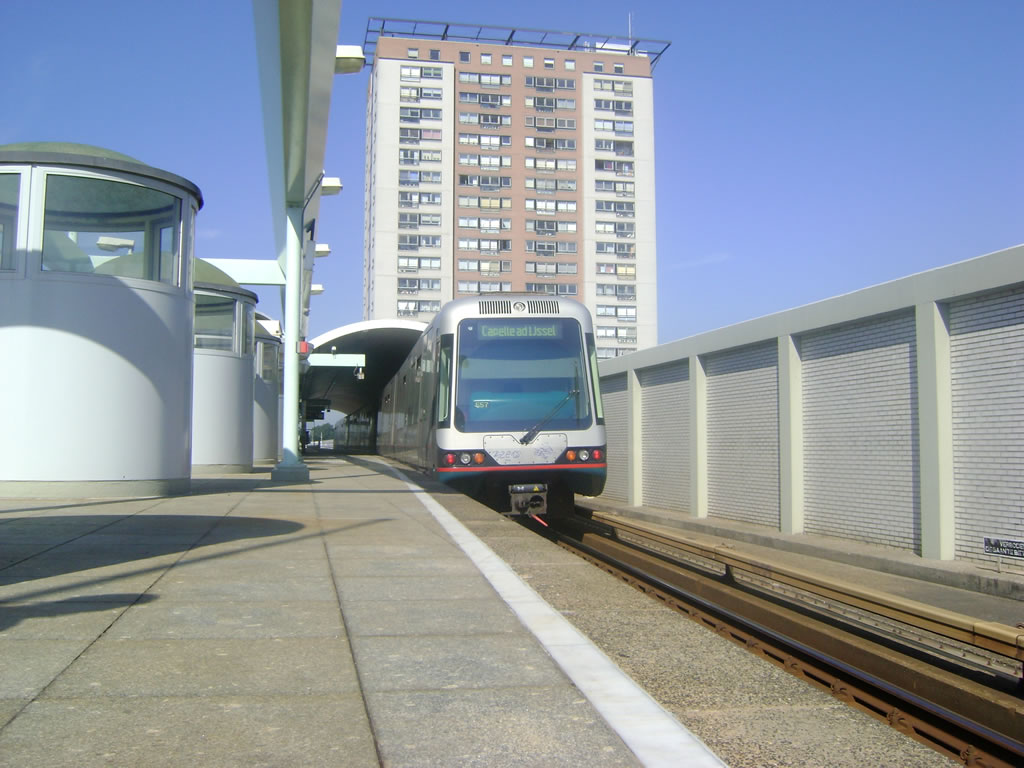
Metrostation De Akkers
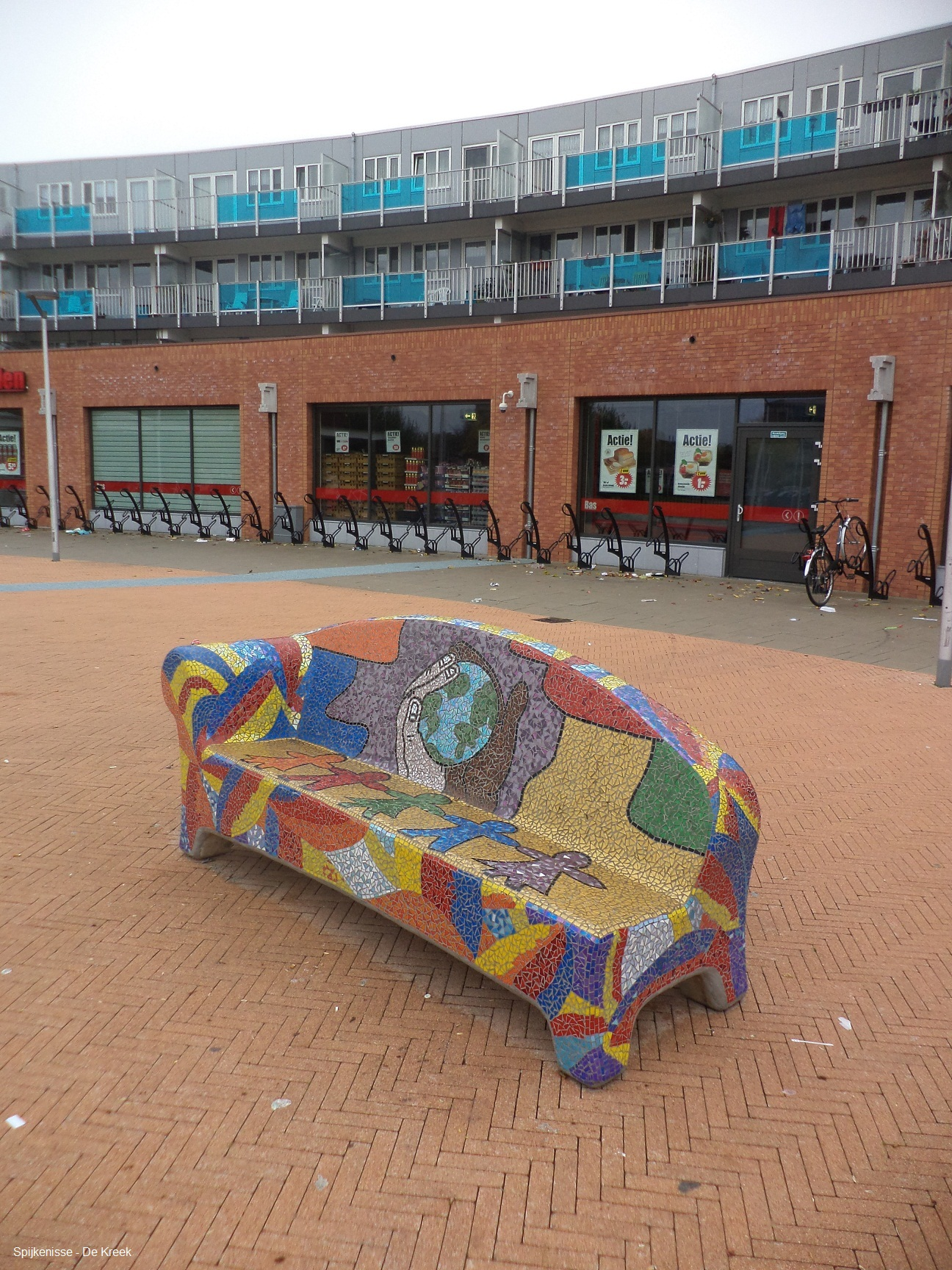
Social sofa Klokbekerkreek
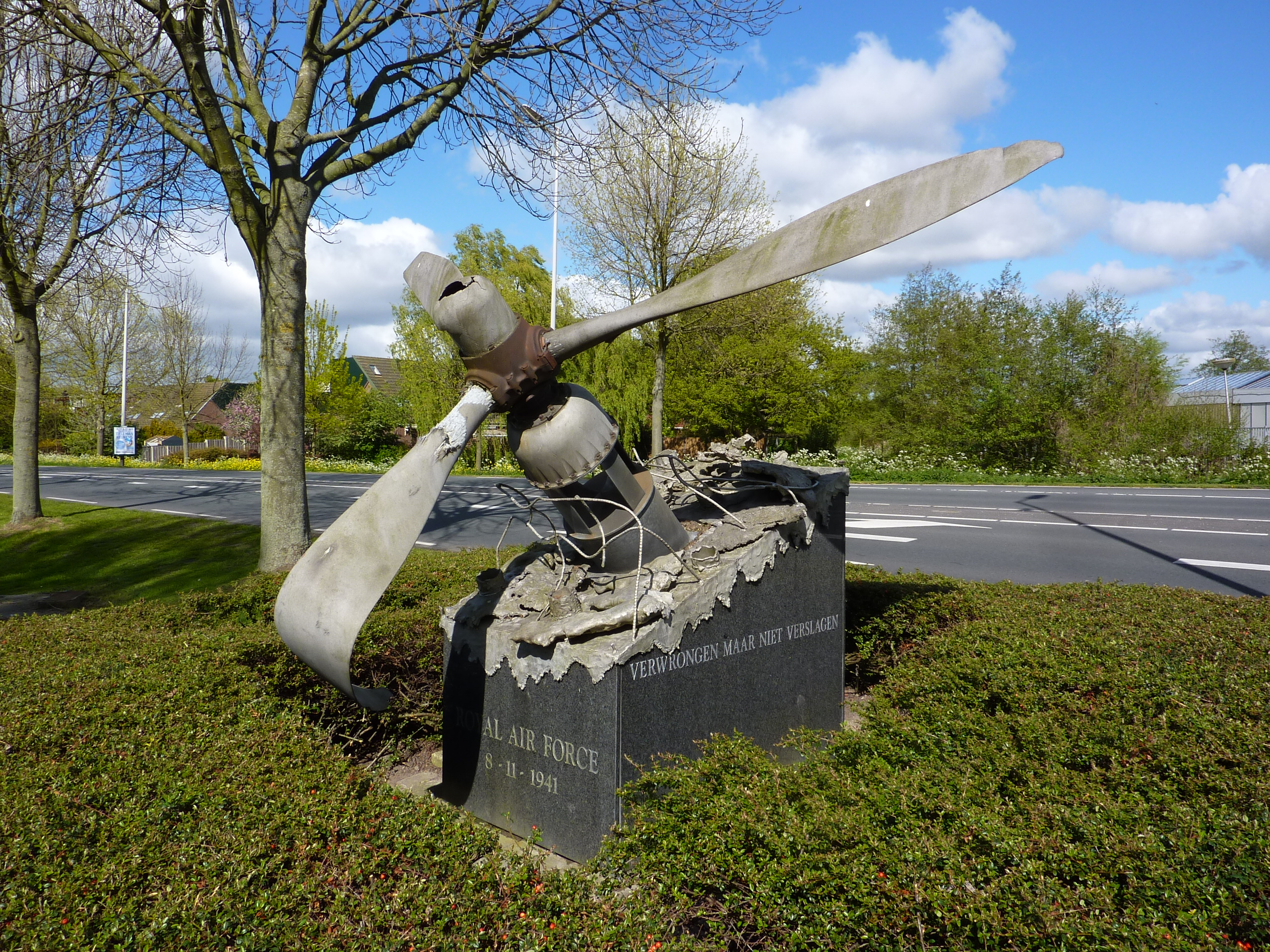
RAF-monument
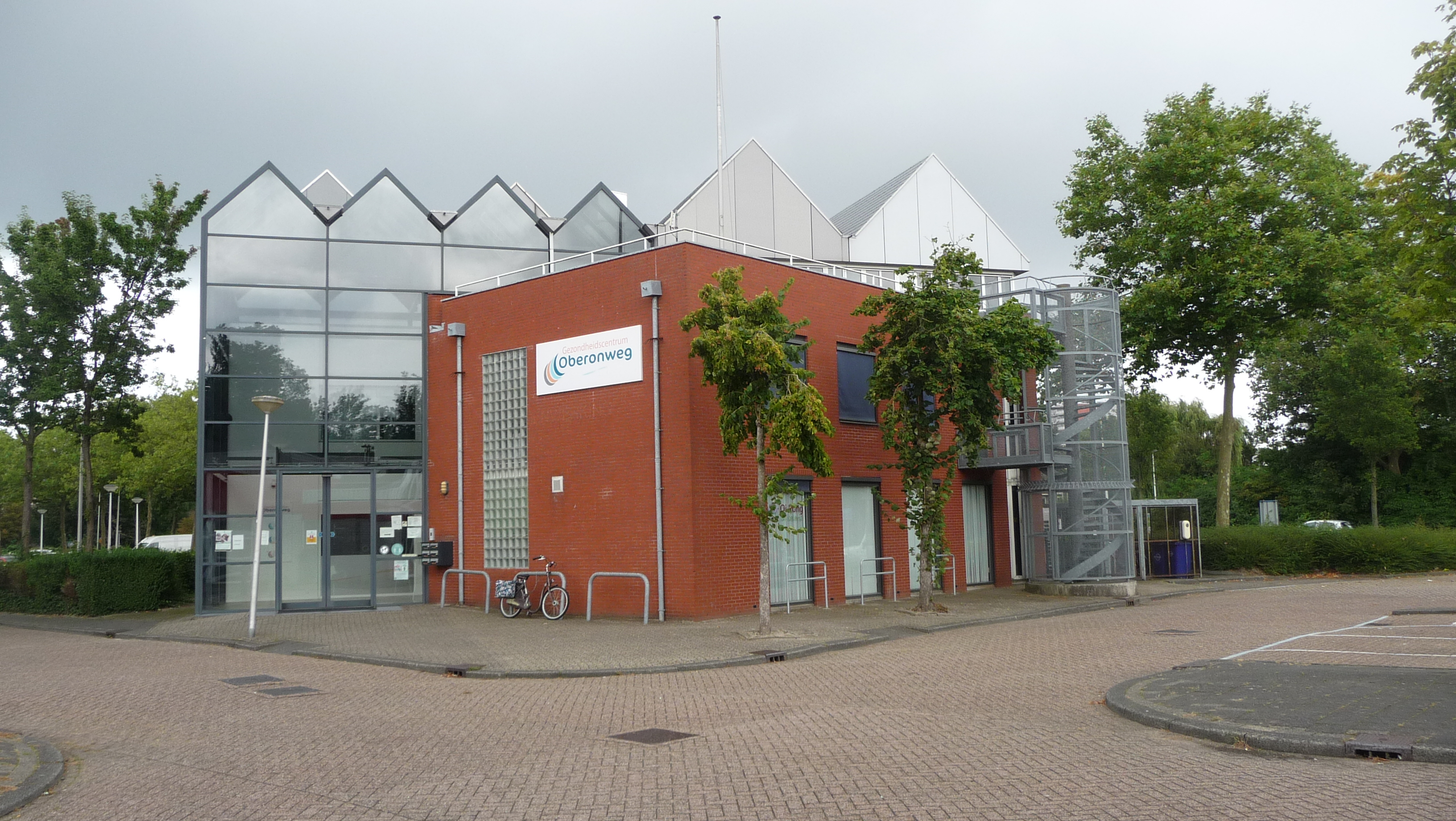
Oberonweg 1

## Vriesland

Ligging Vriesland

Ligging: In het zuidwesten van Spijkenisse. Vriesland was eeuwenlang een polder; tussen 1981-1983 werd er een woonwijk gebouwd. Een deel van deze wijk draagt nog de naam Vriesland.

Verklaring wijknaam: waarschijnlijk afkomstig van ene mijnheer Vriese, mogelijk de aannemer/bedijker van deze polder.

Foto's: Commons-category:Vriesland (Spijkenisse)
Verklaring straatnamen: grassoorten; dit herinnert aan de tijd dat gras hier in de polder in overvloed aanwezig was. Zie Wikipedia voor de individuele soorten.
Fotogalerij Vriesland 

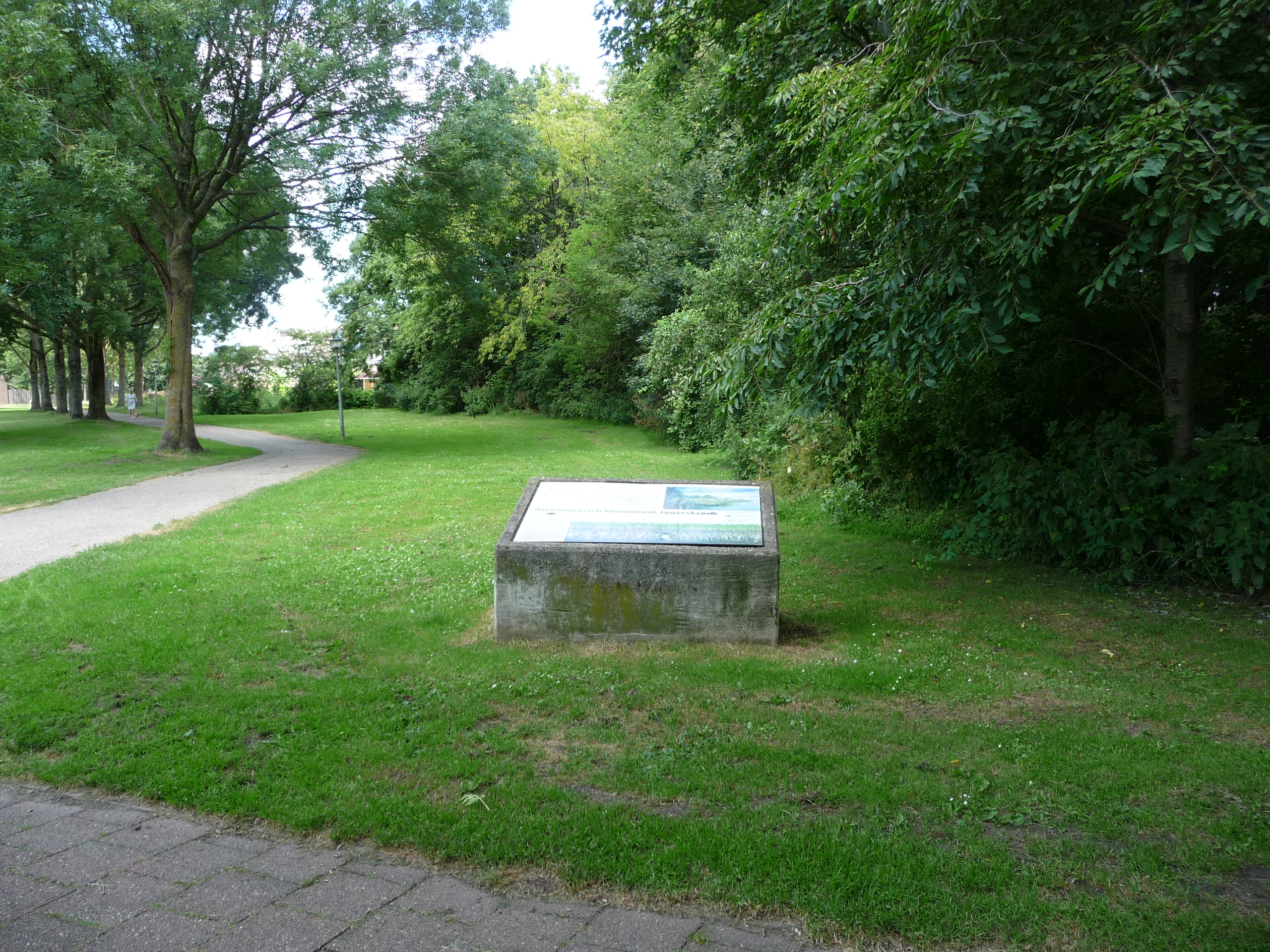
Archeologisch monument bij Jagerskreek
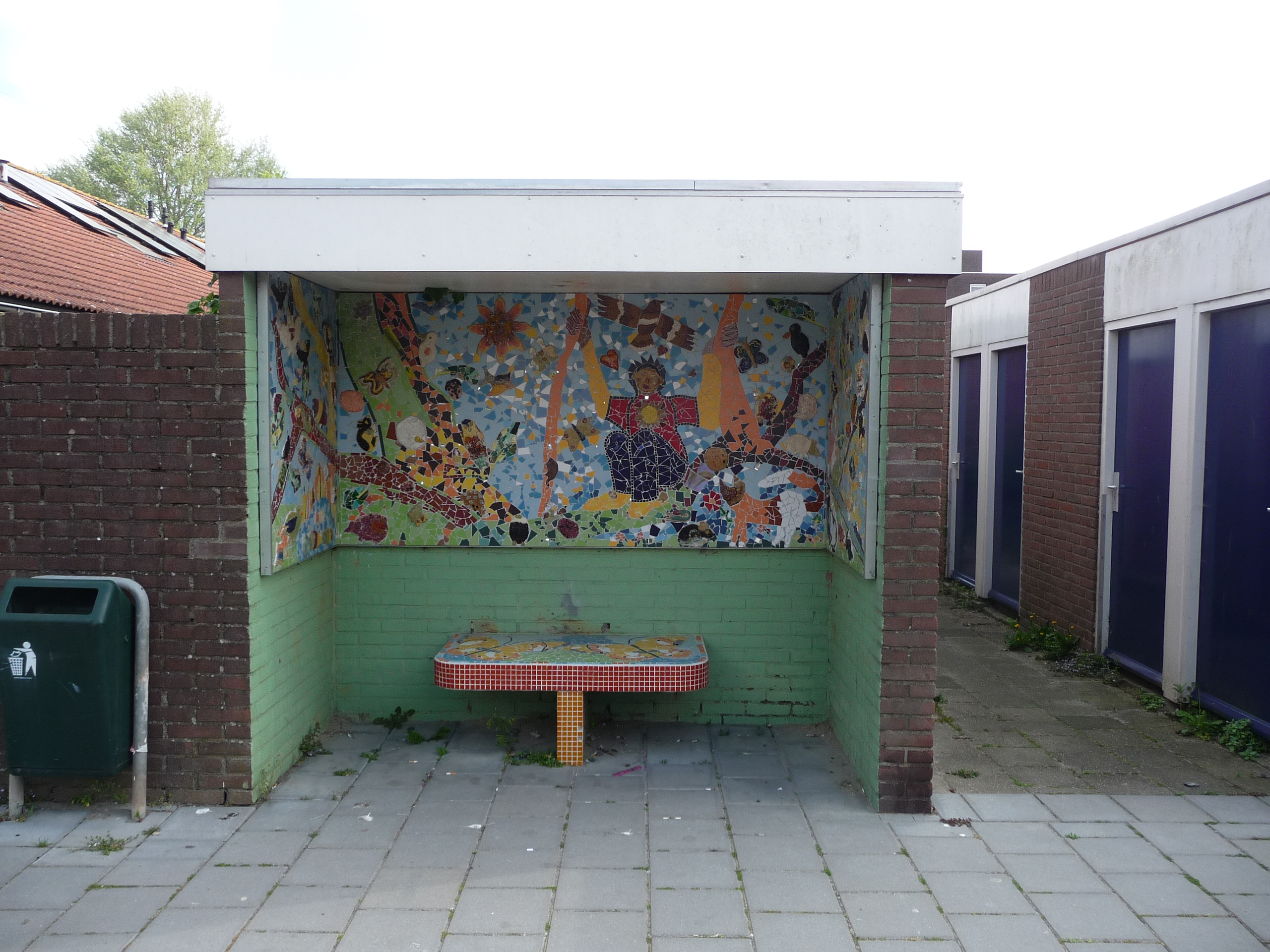
Bushokje Schaduwgras
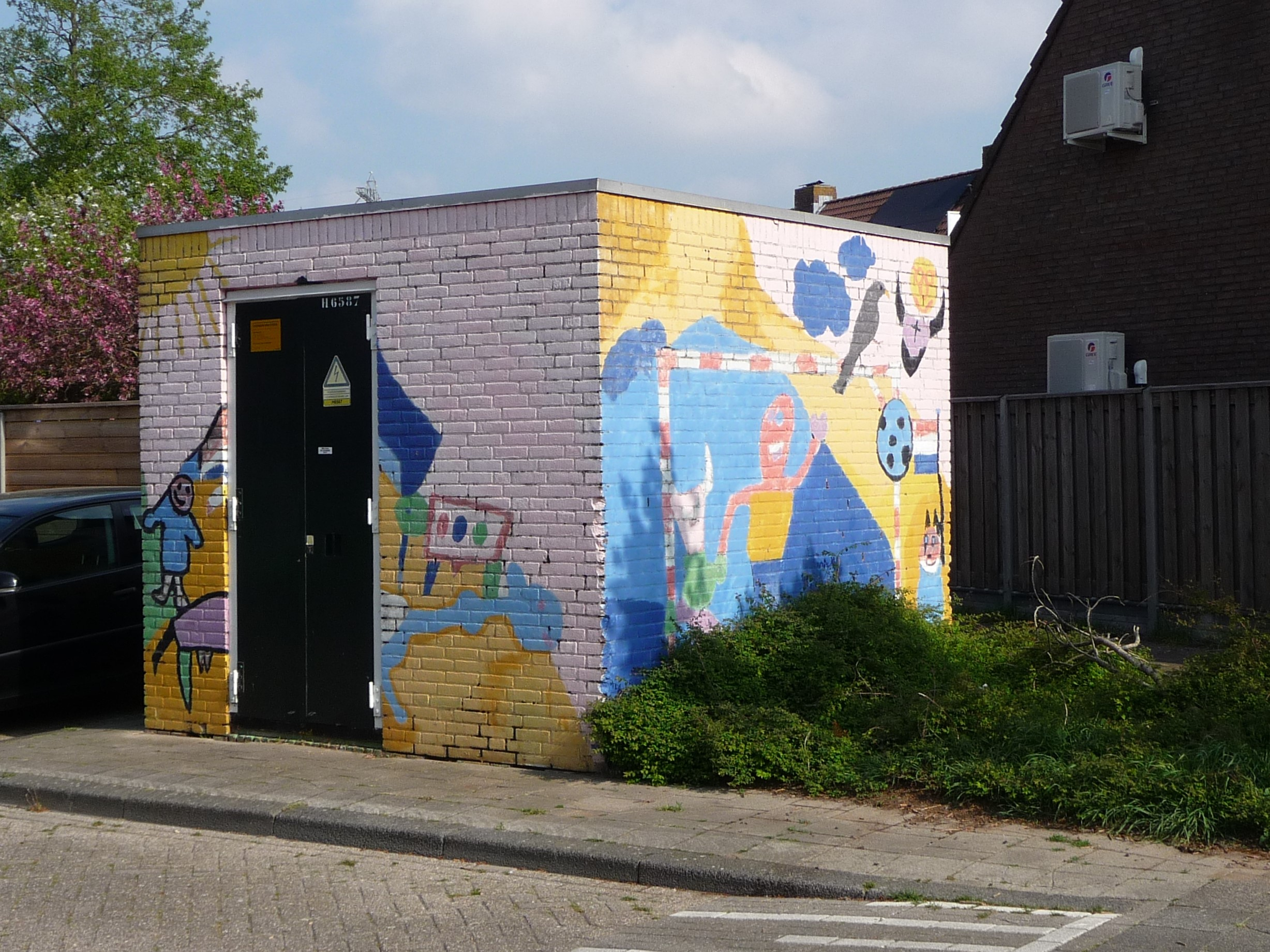
Elektriciteitshuisje Raaigras

## Waterland

Ligging Waterland

Ligging: in het zuiden van Spijkenisse, tussen de Heemraadlaan, Gaddijk, Park Waterland en Hekelingseweg. Gebouwd in: 1974-1977 (1e paal: 2-9-1972).

Waterland is een bloemkoolwijk met woonerven.

Foto's: Ccommons-category:Waterland (Spijkenisse)
De straten van de woonerven hebben het achtervoegsel "veen", naar het veengebied dat hier eeuwenlang lag. Zij zijn genoemd naar dieren die in dit gebied voorkwamen, zie Wikipedia. De namen van de doorgaande straten zijn gerelateerd aan beroepen en andere termen uit het land van Putten:
- De Dijkgraaf: Op Putten werd de eerste dijkgraaf in 1364 aangesteld. Vanaf dat ogenblik was er een college van dijkgraaf en hoogheemraden dat toezicht hield op de dijken en de wijze waarop schout en schepenen de dijk- en waterschapszaken behartigden. Dit college was ook toegerust met het keurrecht (het recht om verordeningen vast te stellen).[77]
- Dijkwal: dijken op Putten begonnen vaak als wal bij een kreek en werden vervolgens opgehoogd tot dijkhoogte. Deze Dijkwal is een oude dijk: hij komt voor als Den Dijck Wal op een kaart uit 1700, als de zuidoost-grens tussen Hekelingen en de polder Brabandt en is behouden gebleven.
- De Ganzenjager: verjager van ganzen die foerageren op land dat bestemd is voor vee of akkerbouw. In 1759 stelde de dijkgraaf een ganzenverdrijver aan, die zoveel mogelijk ganzen uit Putten moest verdrijven en schuw maken, om schade door ganzen te beperken.[78]
- De Landmeter: De landmeter komt in Putten voor het eerst voor in een document uit 1462. Hij vermeldde de afmetingen van alle ambachten en polders van Putten in zijn registerboek. De functie verviel nadat Daniël Schillincx (naar wie een straat is genoemd in de wijk Vierambachten) in 1617 zijn voortreffelijk kadaster had afgeleverd. Daarna maake men voor het meten van landerijen en het peilen van dijken gebruik van landmeters van de grote hoogheemraadschappen op het vaste land van Holland.[79]
- De Schouw: toezicht door het waterschap op waterstaatkundige werken als dijken en sloten. Op Putten schouwden dijkgraaf, hoogheemraden en schepenen jaarlijks de dijken van Putten.[80]
- De Waarsman: functionaris die het onderhoud van openbare werken behartigde; hij inde daarvoor belastingen en legde rekening en verantwoording af aan de schepenen[81]
- Park De Eendenkooi is ongetwijfeld genoemd naar de vele eendenkooien die in dit gebied voorkwamen.[82]

En dan zijn er nog:
- Middelweg: op een kaart uit 1700 kruist de Middelwegh de Middel Wateringe en lag hij ook al tussen de Meeldijk en de Gaddijk.
- Grote en Kleine Wiel: zie Gaddijk in Maaswijk.

Fotogalerij Waterland

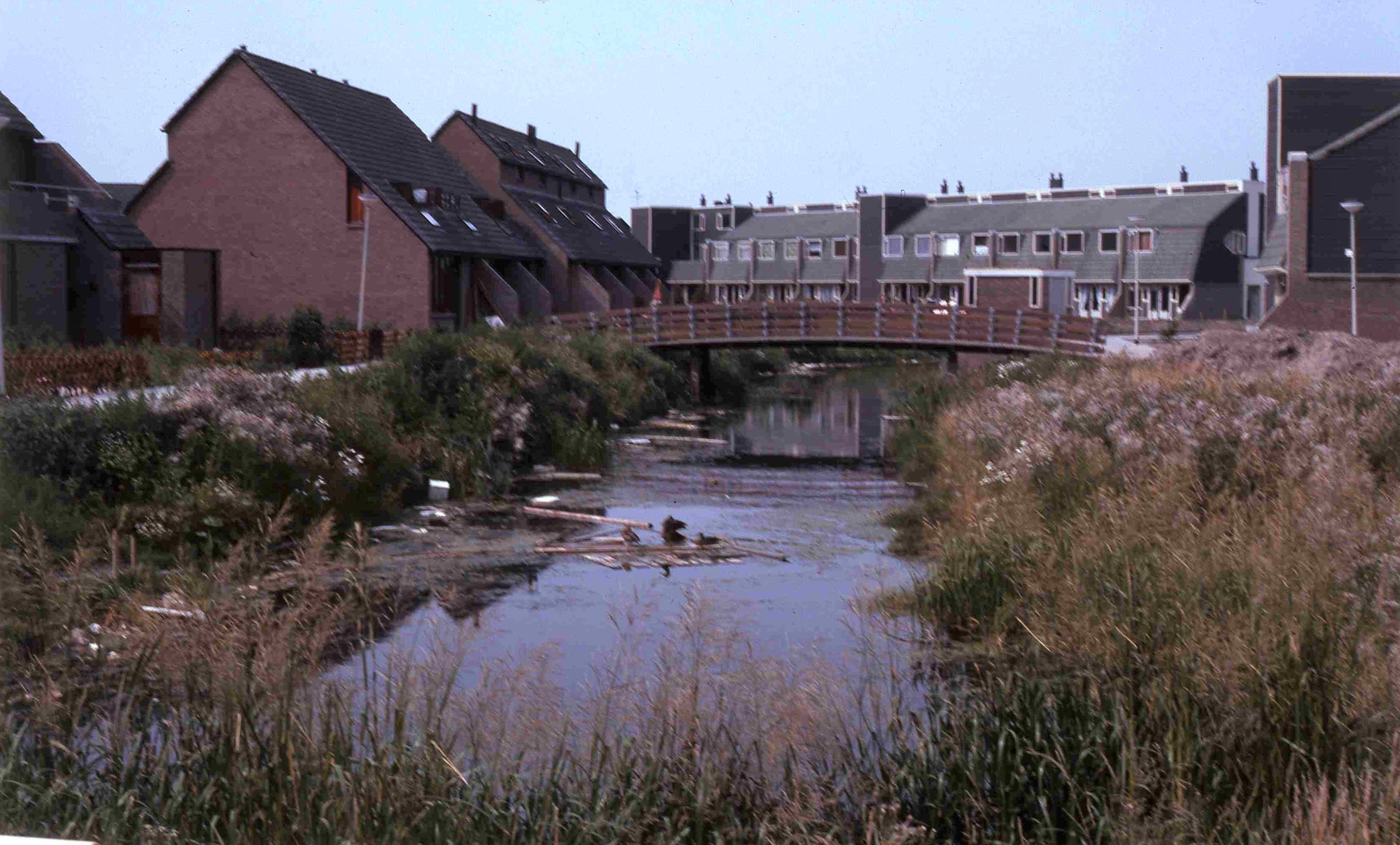
Huizen in Waterland (1980)
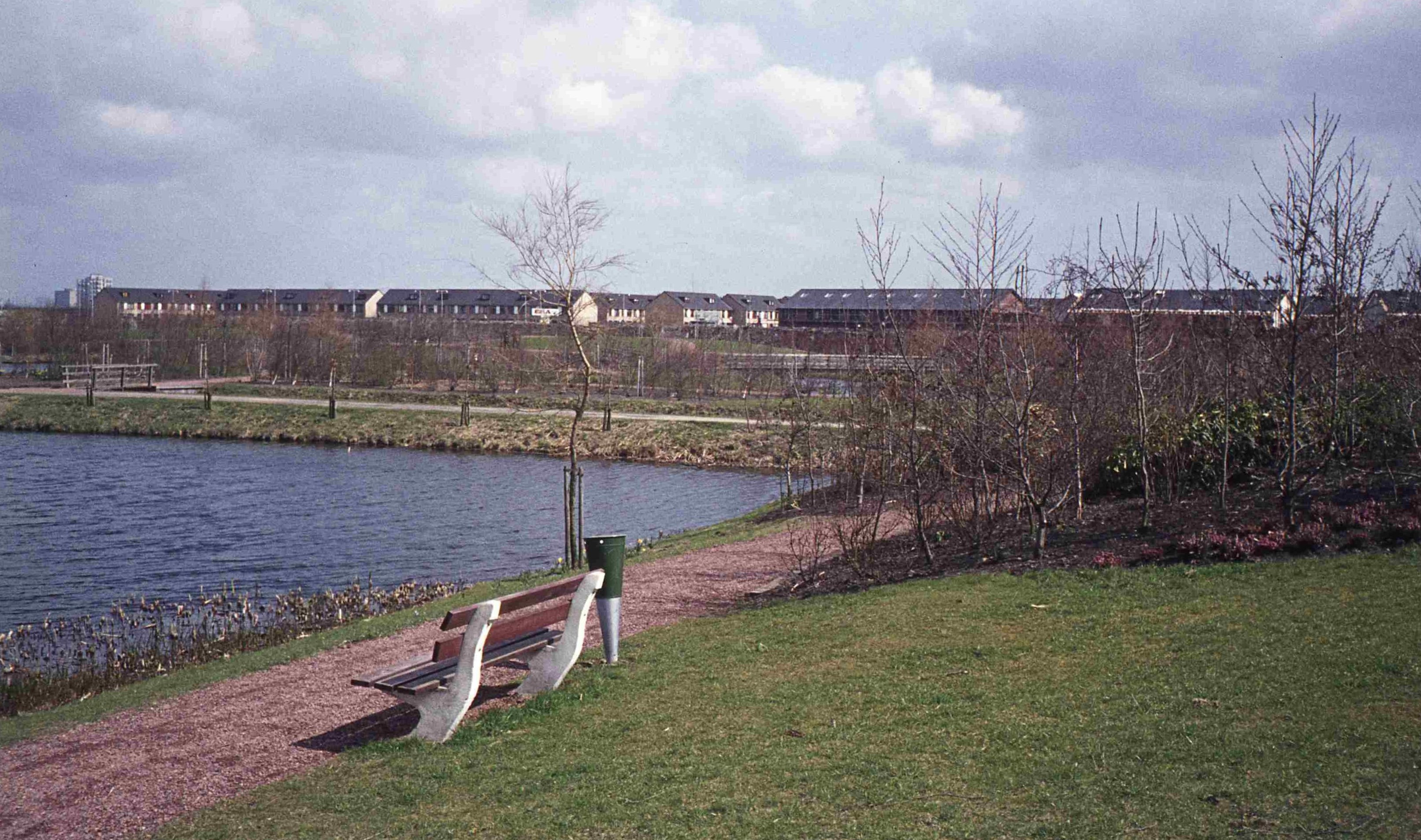
Park in Waterland (1974)
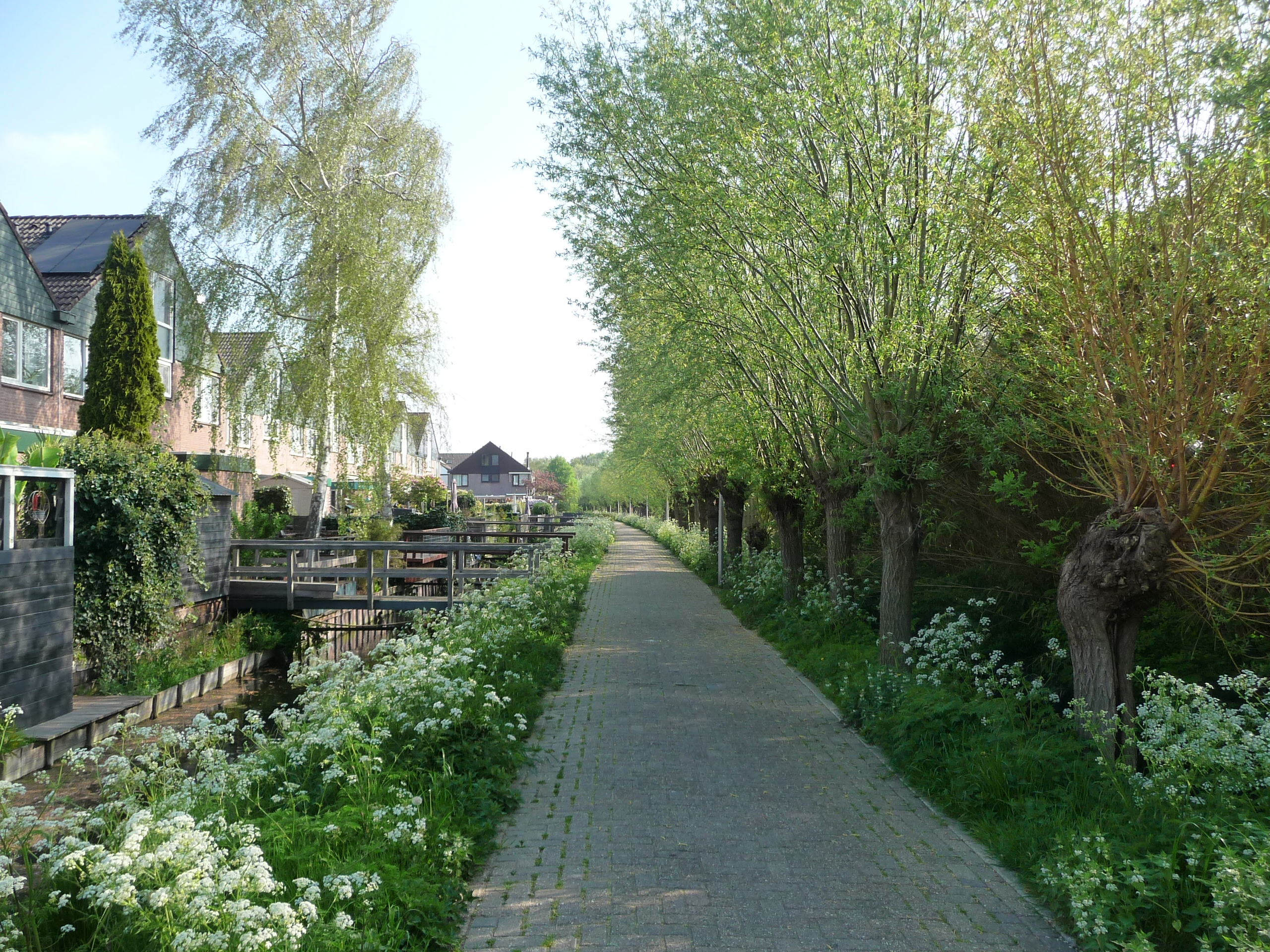
Dijkwal
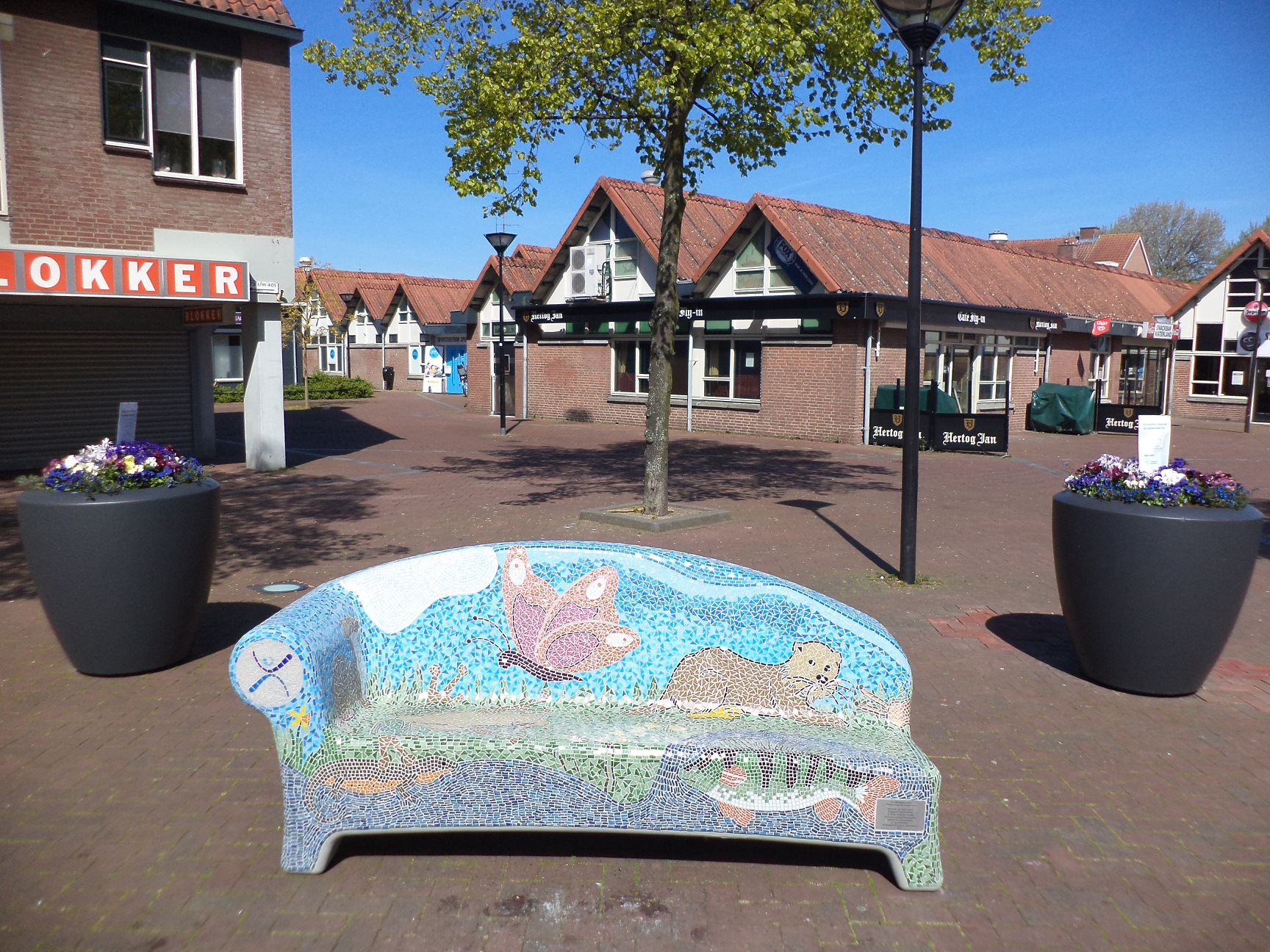
Social sofa Karperveen
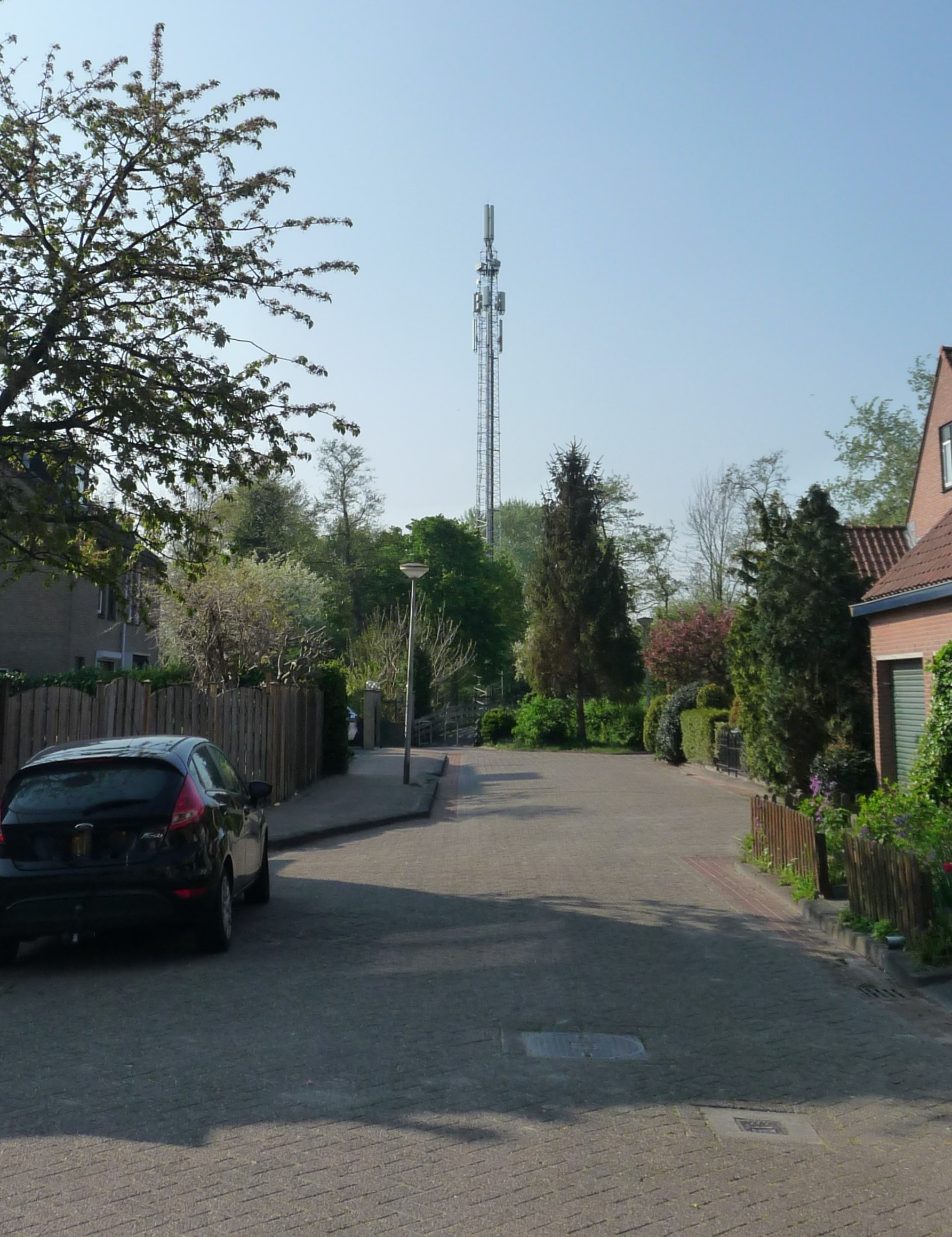
Karperveen met antenne-installatie Middelweg
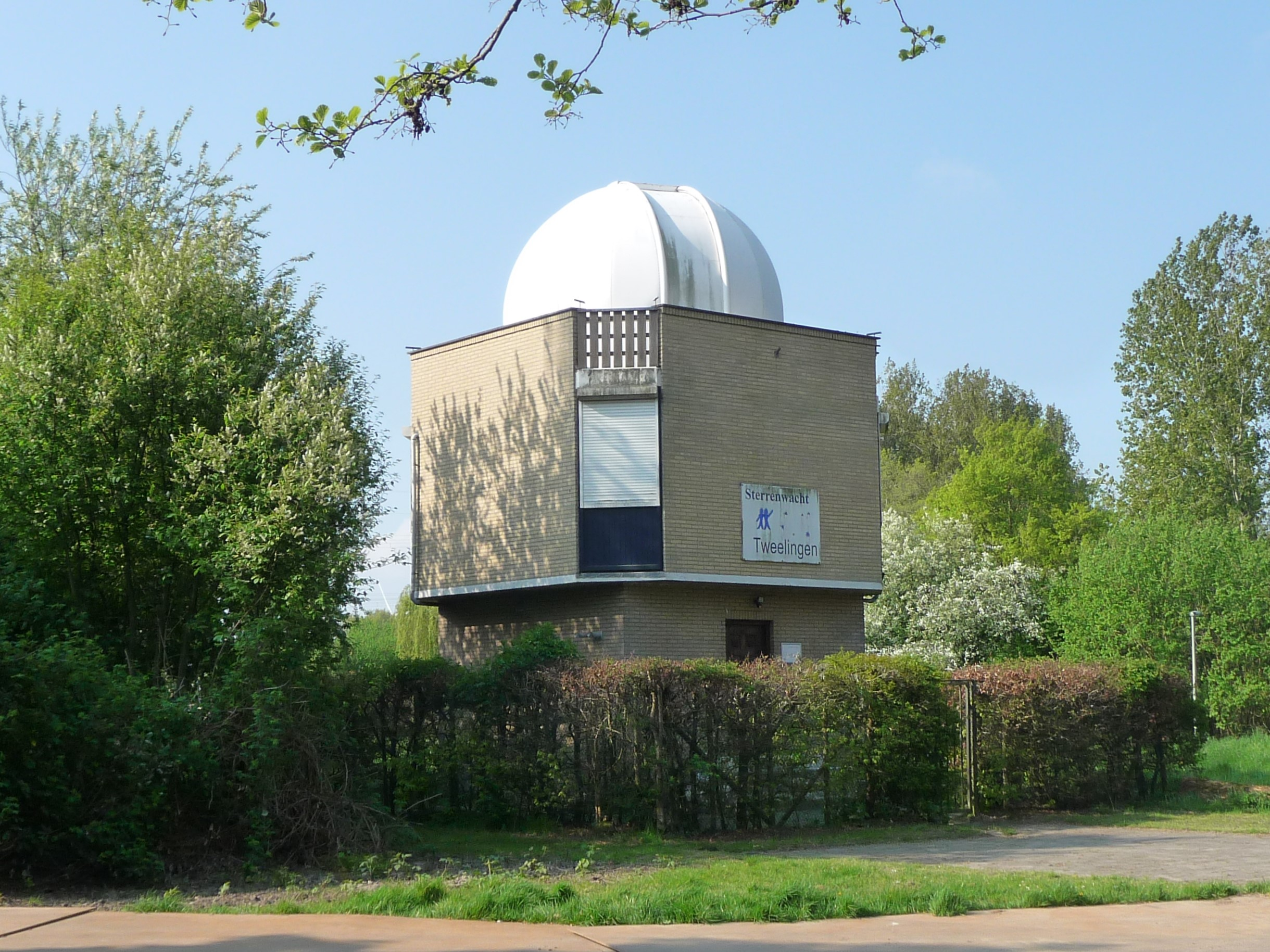
Sterrenwacht
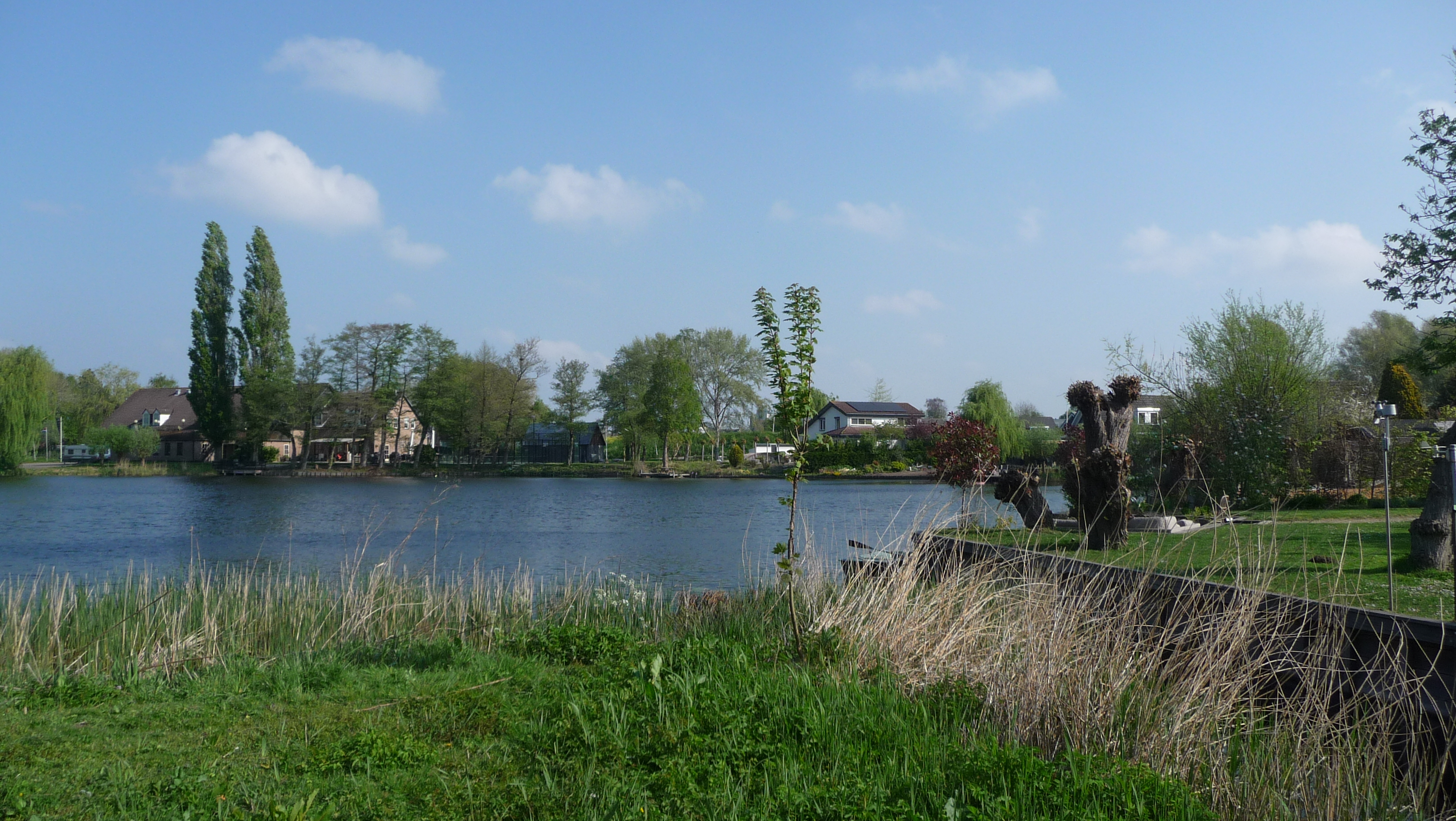
Grote Wiel

## Buitengebied

Buitengebied - links is Westrand

Voor het noordelijk buitengebied: zie Landtong en noordelijke groengordel

### Westrand
Het buitengebied ten westen van Spijkenisse.
- Hogeweg (loopt door in Vogelenzang): op een kaart uit 1700 staat al een weg getekend die bij Simonshaven ("Heer Simon Haven") begint als Hoge Wegh, over de "Wel Vliet" naar "Den West Dijck" gaat en daar Hooge Wegh (met twee o's) heet. Wellicht lag deze weg hoger dan de nabijgelegen Lageweg en werden ze zo onderscheiden.
- Konijnendijk: andere naam voor middeldijk, (ook wel drogedijk, meeldijk of mollendijk)[83]
- Mallebos: zie Malledijk (Wijkoverstijgende namen).
- Slikweg: ook deze "Slickwegh" staat al op de kaart uit 1700 (net boven HAVEN van de polder Simonshaven). Geen van de polderwegen op Putten was destijd verhard, ook niet met grind. Met nat weer waren ze dus altijd modderig, met slik. Een andere betekenis kan zijn, dat deze weg ooit naar een slik liep, een plaat die droogvalt bij eb; aangezien hij ook al in 1700 midden in de polder lag, zou dat ook toen al lang geleden moeten zijn geweest.
- Park Vogelenzang: net als de gelijknamige wijk genoemd naar de voormalige boerderij Vogelenzang. Foto's: Commons-category:Park Vogelenzang (Spijkenisse).
- Westdijk: deze dijk ligt ten westen van Hekelingen en Vriesland.

### Waterrijk

Waterrijk

Waterrijk ligt ten westen van Beerenplaat, en bevat o.a. Allemanshaven en Wolvenpolder. Verklaring naam: dit is een waterrijke buurt, een gebied met veel water.
- Aaldijk: komt van ael, zie Allemanshaven.
- Allemanshaven: getijdehaven bij de Korte Schenkeldijk, gebruikt tot in de jaren 60 van de 20e eeuw voor het verschepen van de griend-oogst. De naam komt van 'alemans', alemannen, platte bootjes die griendwerkers in de gorzen van "Puttens ael" gebruikten om hun oogst te vervoeren.[84] Foto's: Commons-category:Allemanshaven.
- Allemanspad: zie Allemanshaven.
- Johan van Oldenbarneveldweg: zie Johan van Oldenbarnevelt
- Kerkhofsdijk: genoemd naar het kerkhof dat tot 1532 in de zuidoost-punt van Putten lag (nu Wolvenpolder) en bij het verdronken dorp Putten hoorde, zie afbeelding in fotogalerij.
- Lange Groeneweg: onbekend.
- Papendijk: onbekend.
- Wolvendijk: zie Wolvenpolder.
- Wolvenpolder: zie Wolvenpolder.
- Zanddijk: onbekend.
- Zandweg: waarschijnlijk een weg die vroeger bedekt was met zand.

### Beerenplaat

Beerenplaat

Beerenplaat is een schiereiland op de oostelijkste punt van het eiland Voorne-Putten. Er is een buurtschap, drinkwaterproductiebedrijf en bosreservaat. De naam herinnert aan het woord 'beer', een ondiepte, een plaats waar stromend water betrekkelijk rustig is, zodat slik bezinkt. Er is één straat: Berenplaat (met één e).

Foto's: Commons-category:Beerenplaat.
Fotogalerij Buitengebied

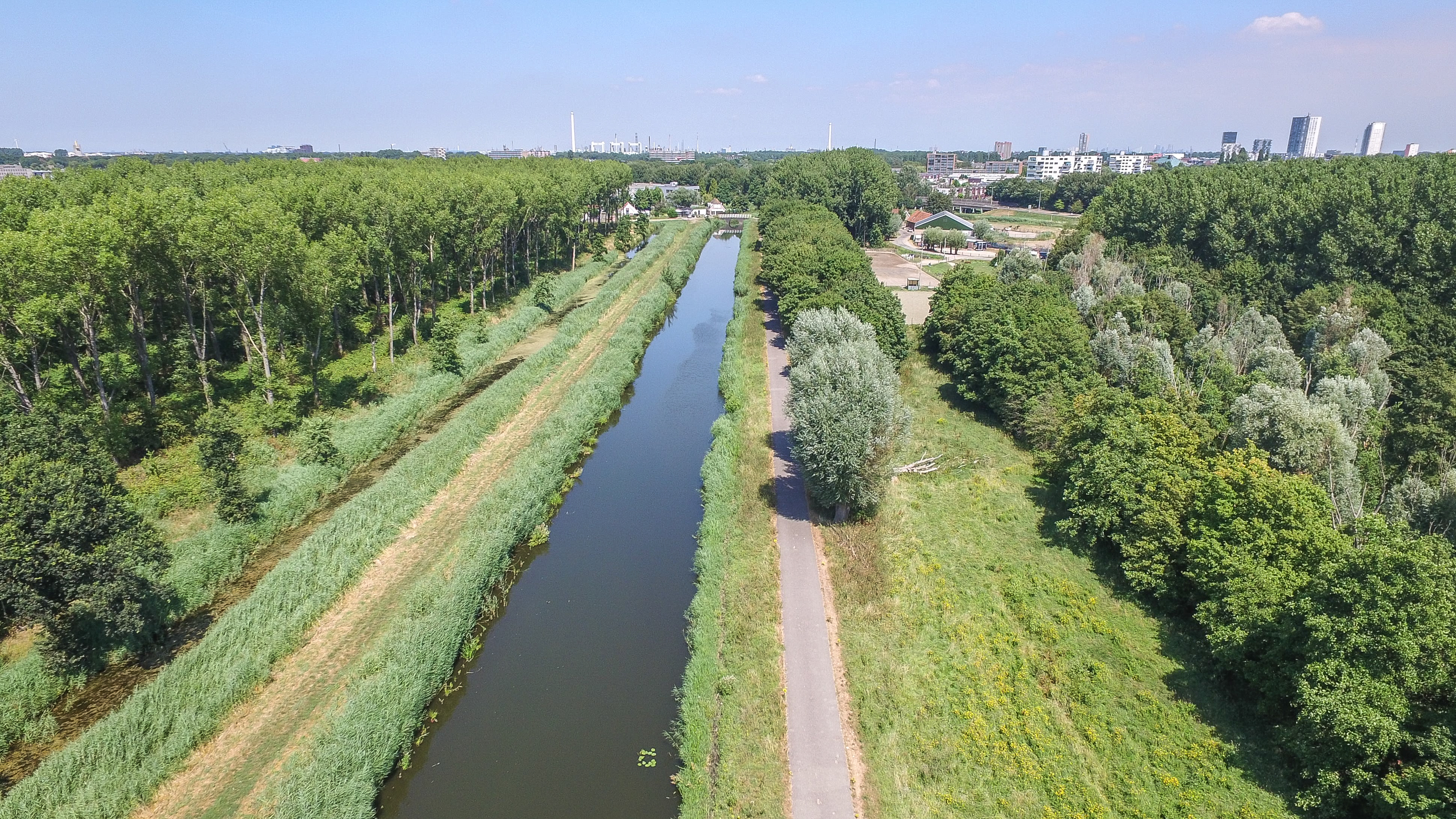
Mallebos, Vierambachtenboezem en Park Vogelenzang
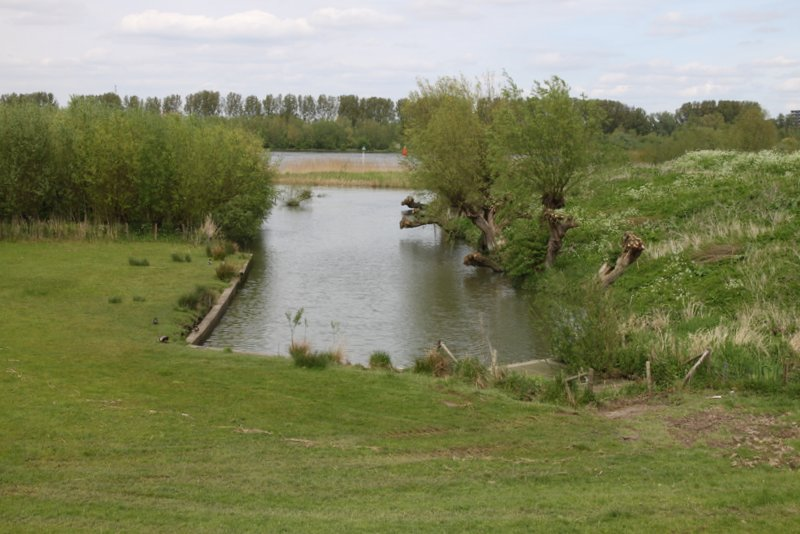
Allemanshaven
Kaart met "T Lant genaemt t Kerckhof" (uiterst rechts) 1560-1590
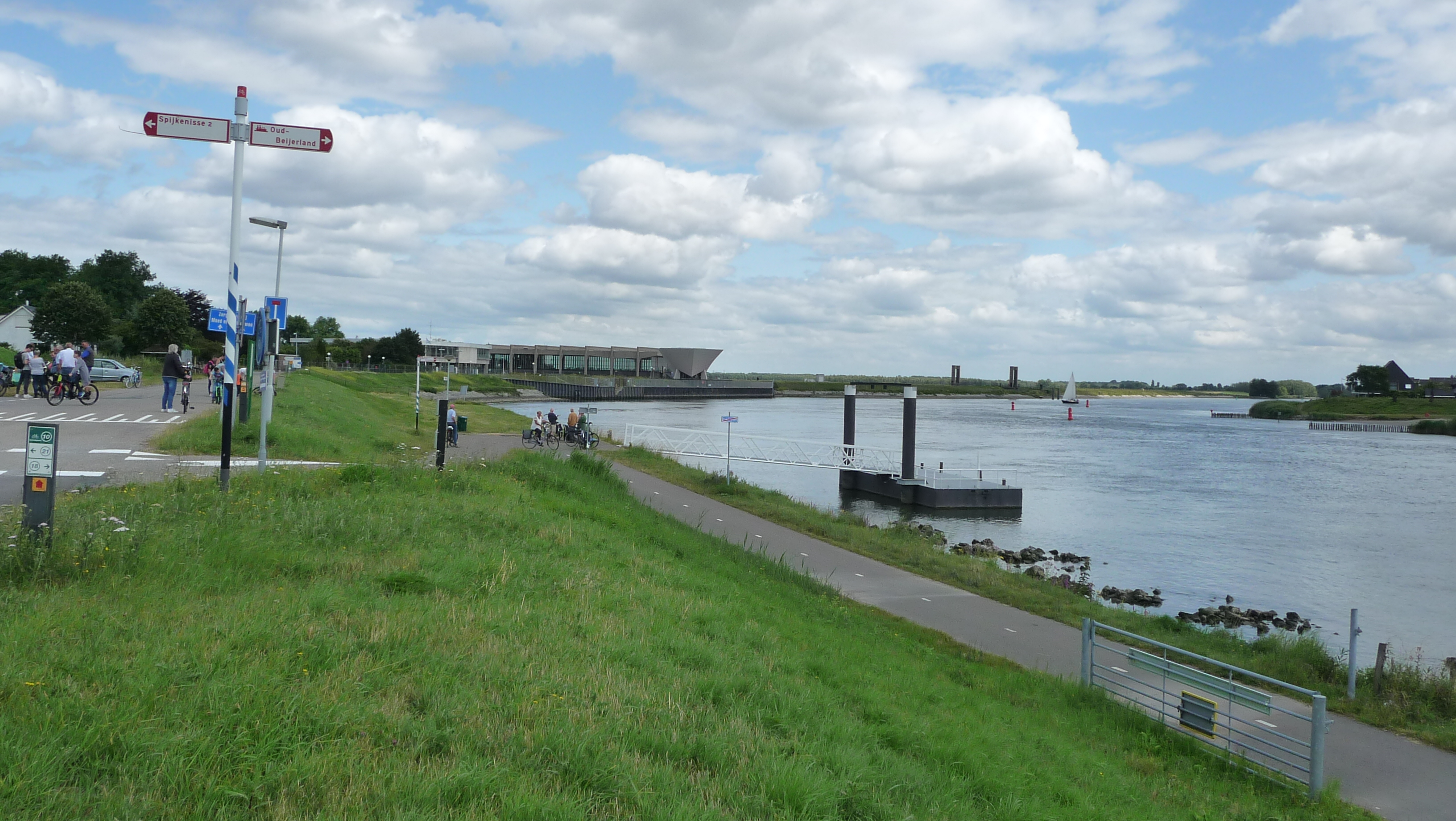
Kerkhofsdijk (links), Beerenplaat en Spui (2019)
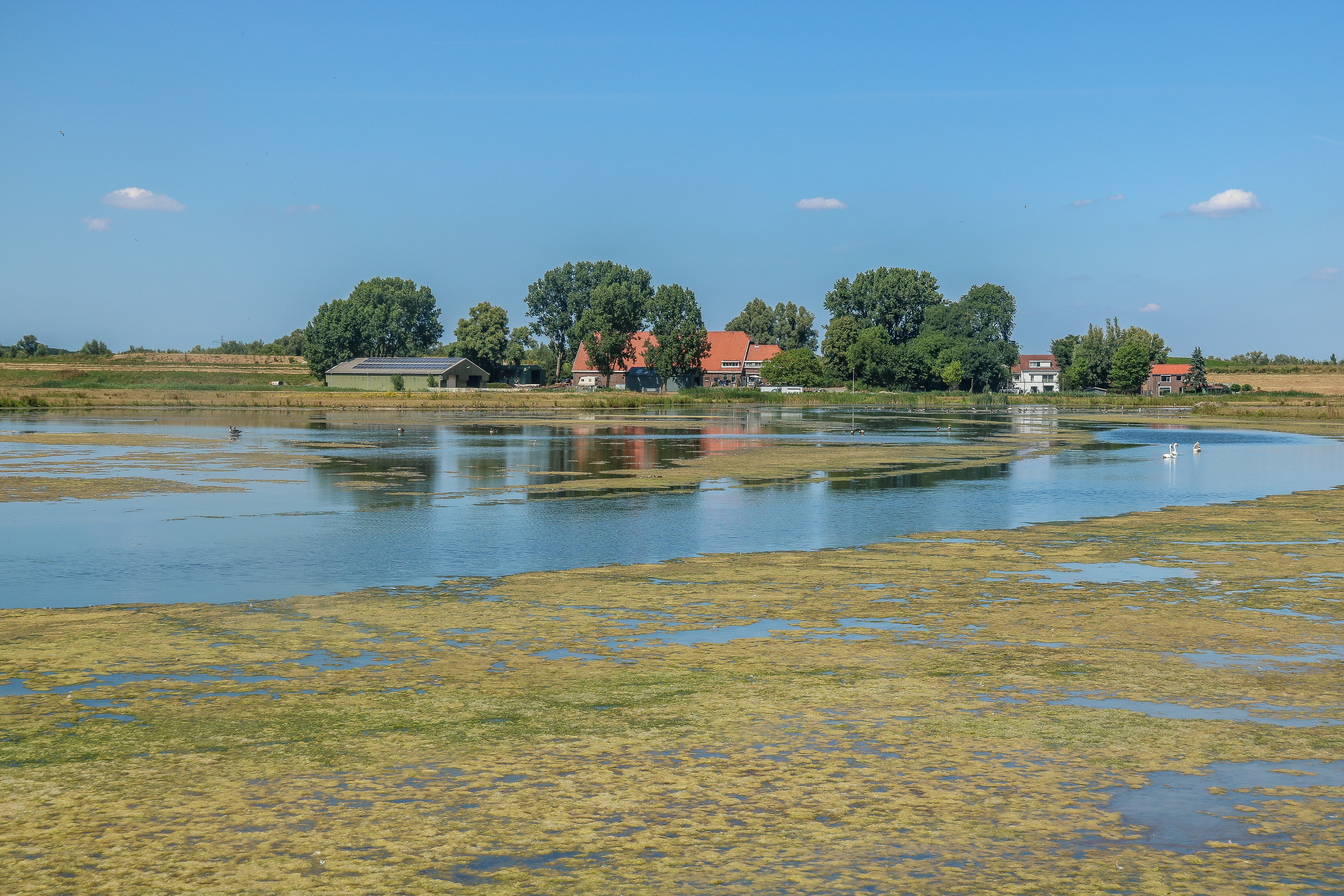
Wolvenpolder (2018)
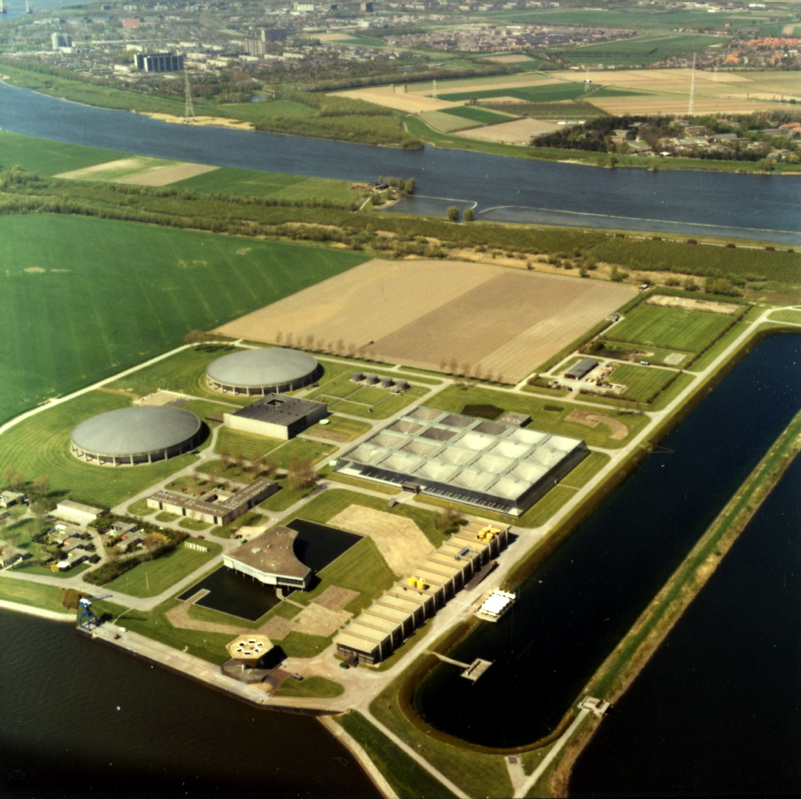
Waterleidingbedrijf Berenplaat (1984)

## Verdwenen namen
In de loop der tijd hebben straten en andere geografische aanduidingen andere namen gekregen of zijn verdwenen. Deze namen komen nog voor op oude kaarten, in andere historische documenten of in het spraakgebruik van oudere Spijkenissers. Hier een inventarisatie die ongetwijfeld onvolledig is; aanvullingen zijn welkom, ook al is niet de hele verklaring bekend!
- Achterweg (Centrum-Kern): deze werd bij de fusie met Hekelingen in 1966 Eerste Heulbrugstraat omdat Hekelingen ook een Achterweg heeft en er in Spijkenisse geen postadressen aan lagen (die lagen allemaal aan de Voorstraat). Hij werd Achterstraat toen de groenstrook tussen de oorspronkelijke Achterweg en Eerste Heulbrugstraat rond 2012 werd bebouwd.
- Ambachtstraat (Centrum-Vierambachten): op 18 september 1996 heeft de Gemeenteraad van Spijkenisse besloten deze straat te hernoemen in M. Beenstraat. Betekenis: gezien de andere voormalige straatnaam in deze buurt, de Nijverheidsstraat, zal hij waarschijnlijk genoemd zijn naar ambacht/beroep.
- Betonstraat (Centrum-Vogelbuurt): genoemd naar de eerste betonnen woningen in Spijkenisse die er in 1916 werden gebouwd. In 1947, bij de invoering van straatnaamborden, werd gekozen om de straat te hernoemen in "Nobelstraat", betekenis onbekend.

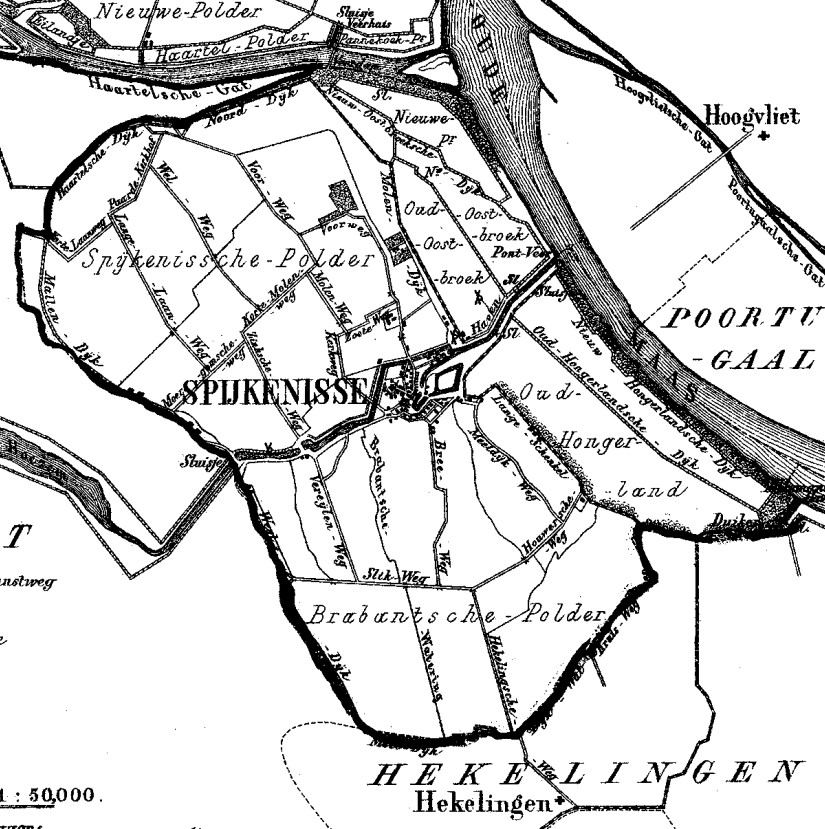
Kaart polders Spijkenisse, Oostbroek, Braband en Hongerland (1867)

- Blinde-weg: liep oost-west dwars door de polder Vriesland; het was een doodlopende gras- of slikweg, "blind" omdat hij dood liep.[86] Dergelijke wegen dienden om de percelen voor de boeren bereikbaar te maken als dat niet via de dijk kon.[87]
- Braband
  - Brabandsche Polder: voormalige polder ten zuiden van de polder Spijkenisse, uitgezonderd Hongerland. Hij omvatte het gebied ten zuiden van de Nieuwstraat tot aan Hekelingen. De vroegste vermelding ervan stamt uit 5 november 1309 door Heer Nicolaas III van Putten (over de afwatering van de polders Spijkenisse en Braband). De oorsprong van de naam is onbekend. Een suggestie is, dat het kan zijn gegaan om dijkwerkers uit het land van hertog Jan van Brabant, die de polder de naam hebben gegeven van hun "vaderland".[88] Een andere suggestie: de naam van het stamland van de vader van Aleida van Strijen, echtgenote van heer Nicolaas III van Putten.[89]
  - Wijk Braband, Plan Braband: aanduidingen uit begin jaren '60 voor de latere wijken Sterrenkwartier (1965-1970) en Groenewoud (1962-1965).
- Brabantsedijk: nu Nieuwstraat.
- Dijkwal (Hoogwerf): dijken op Putten begonnen vaak als wal bij een kreek en werden vervolgens opgehoogd tot dijkhoogte. De Dijkwal is een oude dijk (komt voor als Den Dijck Wal op een kaart uit 1700), die in de loop van de 20e eeuw is afgegraven toen hij niet meer nodig was. Nu Rozenlaan. Er is nog wel een (andere) Dijkwal in de wijk Waterland.
- Heer Wisse(n)weg (Hoogwerf): Heer Wissen was eind 12e eeuw vermoedelijk de bedijker en vervolgens de eerste ambachtsheer van de polders Spijkenisse en Scadecamp (een kleine polder ten zuiden van Spijkenisse toen de polder Braband nog niet bestond[90]). Waarschijnlijk woonde hij op een hoeve op de plek waar later boerderij Hoogwerf werd gebouwd. Bijna twee eeuwen na die bedijking kende men in deze polder nog "tsher Wissenweghe", nu Hoogwerfsingel.[91]
- Heerenstraat (Centrum-Kern): voormalige straat ten zuiden van de Dorpskerk; Heer pastoor woonde er in een lang geleden verdwenen middeleeuwse pastorie, en er stonden tot in de jaren 60 van de 20e eeuw andere gebouwen langs.[92] De Heerenstraat verdween ±1966, toen de gebouwen erlangs werden afgebroken, waaronder de boerderij van Rook Hoogenboom. Nu ligt er het noordelijk deel van de Markt.
- Houwerseweg: lag in het verlengde van de (gedeeltelijk) verdwenen Slikweg waar ook de Vereijleweg op uitkwam. De Houwerseweg is nu waarschijnlijk de Fietsenmaker. Verklaring naam: onbekend.
- Oud- en Nieuw-Hongerland (De Elementen en Schenkel): twee stroken land, polders, die parallel aan de Oude Maas lagen, tussen de haven, de huidige Schenkelweg-Lange Schenkeldijk-Korte Schenkeldijk en Allemanshaven. Oud-Hongerland werd in 1499 bedijkt en lag landinwaarts, Nieuw-Hongerland werd bedijkt in 1618-1619 en lag tussen Oud-Hongerland en de Oude Maas in. Zij hadden ongeveer dezelfde buitengrenzen als de huidige wijken Schenkel en De Elementen maar zonder Bedrijfsterrein Haven-Noord. Deze polders waren onzeker bezit: meerdere keren overstroomden ze, en kon er dus geen voedsel verbouwd worden of vee grazen. De benaming kan daarmee te maken hebben.[93]
- Kerkstraat (Centrum-Kern): genoemd naar de kerk (Dorpskerk) waar deze straat op uitkomt. Tot aan de komst van de Eerste Heulbrugstraat (±1964) liep hij van de Voorstraat tot aan de kerk. Het laatste deel moest wijken toen de Eerste Heulbrugstraat werd aangelegd. Hij is Torenstraat geworden na de fusie met Hekelingen in 1966, die ook een Kerkstraat heeft.
- Kerkweg of Kerck Wegh (Centrum en Hoogwerf): deze oude weg liep met een ruime boog rond de oorspronkelijke woonkern van Spijkenisse. Buiten de woonkern lagen verspreide boerderijen met weilanden, akkers en dijken. De Kerkweg diende vanouds als verbindingsweg, om de naastgelegen landerijen te bereiken en andersom: de boerenfamilies liepen over deze weg naar de (Dorps-)kerk, vandaar de naam. Toen was deze weg veel smaller, niet meer dan een grasweg. Hij liep ongeveer gelijk met de huidige Karel Doormanstraat vanaf de heulbrug, daarna ging hij over de Groene Kruisweg (die er toen nog niet was) via de huidige Terpsingel en de Hoogwerfsingel naar de huidige Rozenstraat (toen Dijckwal).[94] Het laatste deel van deze weg werd ook wel Soete Weegje (Zoeteweegje) genoemd.
- Kruisweg: nu fietspad door park "De Eendekooi", vanaf de Dijkwal tot aan de Lange Schenkeldijk, gedeeltelijk over het huidige Wezelveen en Kruispad. Betekenis onbekend.[95]
- Markenburg (zonder c en h) (Noordelijke groengordel): voormalige polder(s) in het noorden van Spijkenisse, zie Landtong en noordelijke groengordel.
- Meeldijk in Spijkenisse: dit was een zijweg/-dijk van de Nieuwstraat; hij liep naar het zuidoosten tot aan de Houwerseweg. De Meeldijk is ±1970(? of eerder?) afgegraven(?) en vervangen door de (oorspronkelijke) Groenewoudlaan, inclusief de huidige Centrumlaan(?).
- Moerskom: een weg die midden in de polder Spijkenisse lag (nu wijk Schiekamp), zie Kaart polder Spickenesse ±1300. Wellicht later verhaspelt tot Moergomscheweg, zie Kaart Spijkenisse 1867. "Moer" is afkomstig van "moer- en selnering" (turf- en zoutwinning) die in de late Middeleeuwen winstgevend was op Putten.[96]
- Mostarddijk: een oude zeedijk uit 1353; hij lag ongeveer waar nu de Borgtweg ligt (in het noorden van Spijkenisse); betekenis: mosterd of musterd was fijn griendhout[11]), dat hier in het verleden groeide.
- Nijverheidsstraat (Centrum-Vierambachten): op 18 september 1996 heeft de Gemeenteraad van Spijkenisse besloten deze straat te hernoemen in J.A. Heijwegenlaan. Hij is destijds Nijverheidsstraat genoemd omdat hier (onder andere) bedrijven waren gevestigd.
- Oud en Nieuw Oostbroek (Spijkenisse-Noord, Oostbroek): dit waren twee voormalige polders, zie Oostbroek.
- Oranjehofje (Centrum-Kern): dit was een buurtje van twee rijtjes huizen net ten noordoosten van de Dorpskerk. Het Oranjehofje werd gebouwd in 1888 door Albinus van Bodegom (directeur Betonfabriek te Spijkenisse), van stenen afkomstig van de kort daarvoor gesloopte kerk van Biert.[97] Verklaring naam: onbekend. Midden 20e eeuw waren de huizen er slecht, soms krotten; ze werden afgebroken omstreeks 1963.
- Ottershol (Centrum): dit was een boerderij aan het begin van de verdwenen Meeldijk (zie hierboven), bij de kruising met de Nieuwstraat.[98] Waarschijnlijk was hier in het verleden een hol van een otter, Spijkenisse was toen tamelijk drassig.

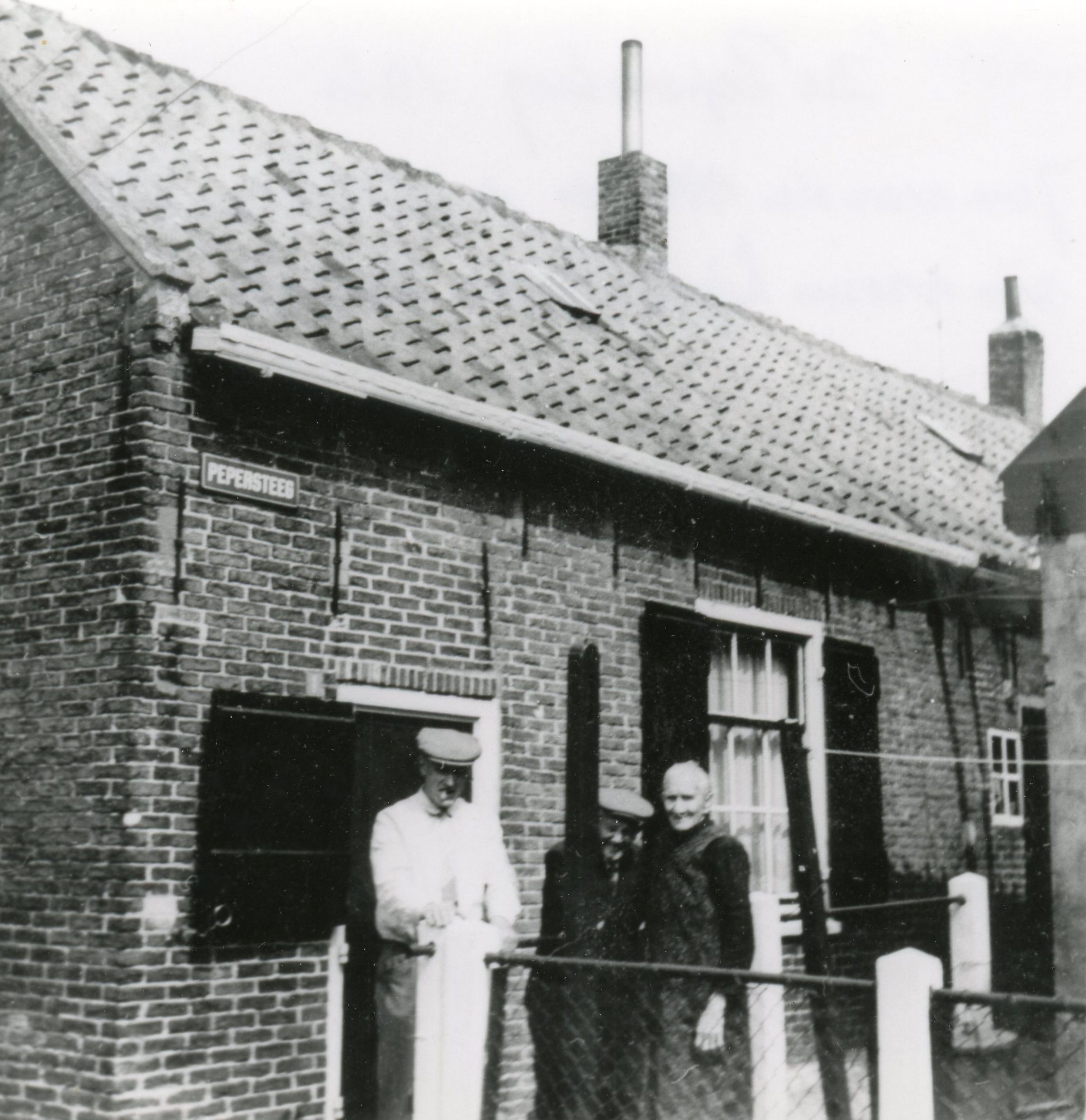
Pepersteeg met Jan van der Meijde en bewoners echtpaar Roest, 1960

- Paardenkerkhof (Noordelijke groengordel): deze weg lag in het noorden van Spijkenisse bij de Hartelsedijk; hij komt op oude kaarten voor als "Paarden Kerckhoff"; waarschijnlijk was hier een begraafplaats voor dode paarden. Een deel van de Paardenkerkhofsweg is opgenomen in de Oprelseweg.
- Pepersteeg (Centrum-Kern), dit was een steeg aan de Achterweg, nu Achterstraat, naast 't Oudste Huys. Het is onbekend waarom hij deze naam heeft gekregen, hij kan zijn genoemd naar peper.[99]
- Dorp Putten (Buitengebied-Waterrijk): oorspronkelijk lag er in de uiterste zuidoost-hoek van het eiland Putten een dorp dat ook Putten heette. Het is verloren gegaan tijdens de stormvloedramp van 1532, waarna het het verdronken dorp Putten ging heten. Het lag ten oosten van Hekelingen, waar nu de Oude en de Nieuwe Uitslag van Putten, en de Wolvenpolder liggen.
- Scadekamp: oorspronkelijk was dit een polder die ten zuiden en westen van de polder Spijkenisse lag. De oorsprong gaat waarschijnlijk zelfs terug tot de 9e of 10e eeuw.[90] De naam hield mogelijk verband met overstromingen in de tweede helft van de 12e eeuw, toen nieuw gewonnen land weer prijs gegeven moest worden aan het water, en men dus sc(h)ade leed. In de loop der tijd is het zuidelijke gedeelte aan de polder Braband toegevoegd, zodat alleen het westelijk deel met die naam nog overbleef[100] en later verbasterde tot Schiekamp. Ten slotte is hij in de 20e eeuw toegekend aan de wijk Schiekamp, die ten noordoosten van de naamgever ligt.
- Sintelweg (Centrum-Kern): ook wel Kolenweegie genoemd. De naam is afkomstig van sintels, grove verbrandingsresten, waar de Sintelweg mee geplaveid was/leek? Deze straat lag ongeveer op de plek van de huidige Uitstraat.[101] Foto's: Commons-category:Sintelweg, Spijkenisse.
- Slikweg: de weg waar de Vereijleweg op uitkwam gerekend vanaf de Breekade en die nu waarschijnlijk Duikerhoek heet. NB Dit is een andere Slikweg dan die aan de Westrand in het Buitengebied ligt, maar kan wel dezelfde verklaring hebben: ofwel een modderige weg, vol met slik, dan wel een weg die ooit naar een slik liep, een plaat die droogvalt bij eb.
- Spui en Gedempte Spui (Centrum-Kern): het Spui was het achterste gedeelte van de haven van Spijkenisse, waar het 'spuien' plaats vond, zie zie Haven van Spijkenisse. In 1963 werd dit deel van de haven gedempt, waarna het tot 1970 het Gedempte Spui heette. Op 5 mei 1970 werd het omgedoopt tot Rademacherplein. Toen dit plein werd bebouwd bleef er een smalle straat over, die sindsdien Rademacherstraat heet.
- Spuislop (Centrum-Kern): verbindingsgang tussen de Voorstraat en het voormalige Spui (nu Rademacherstraat). Sinds ±1974 ligt ongeveer op dezelfde plaats de Spuistraat.
- Tranendal (Centrum-Kern): was een strook grasland ten zuiden van de Nieuwstraat dat werd aangelegd nadat de gebouwen aan de Nieuwstraat, Sintelweg en omstreken in ±1966[?] waren gesloopt. Betekenis naam: onbekend; mogelijkheid: ten opzichte van de naastgelegen hoge dijk Nieuwstraat was het een dal en de mensen die hier voorheen woonden, aan de Sintelweg, verkeerden wellicht in ellendige levensomstandigheden. Het Tranendal was vooral in gebruik als speelveld voor de jeugd[102] en tweemaal (in 1977 en 1978) werd Spijkpop, een eendaags popfestival, er gehouden.[103] Toen het terrein bouwrijp werd gemaakt (± 1979[?]) verdween het weer. Nu ligt daar het winkelgebied rond de Breestoep.
- Voorweg (Centrum, Hoogwerf, Noordelijke Groengordel): deze straat vormde eeuwenlang een dijk die Spijkenisse beschermde tegen het water. Hij begon ooit bij de eerste heulbrug (huidige Stationsstraat), ging dan verder over de huidige Rozenlaan (de Groene Kruisweg was er nog niet) en liep door tot aan de Noorddijk, bij de huidige Noordhoekseweg. Nu is er nog een klein stukje over in het Hartelpark, in het noorden, in het verlengde van de Winston Churchilllaan. Betekenis/herkomst onbekend.
- Welplaat: voormalige polder ten noorden van Spijkenisse, nu Botlek en Derde Petroleumhaven. De naam komt van (op)wellend water, dat er op zo'n 1½ meter diepte zat.[104] Foto's: Commons-category:Welplaat.
- Zeedijk: nu Molendijk.
- Zoete Weegje (Centrum en Hoogwerf): ook wel Zoeteweegje en Soete Weghie (op een kaart uit 1700). Het wordt op verschillende plaatsen gesitueerd: de Karel Doormanstraat,[105] maar op een kaart uit 1700 ligt hij in het verlengde van de Kerckwegh ongeveer op de plaats van de huidige Hoogwerfsingel. Hij werd zo genoemd omdat deze stille grasweg een populaire wandelweg voor jonggeliefden was.[106]

Fotogalerij Verdwenen namen en verdwenen uitzichten

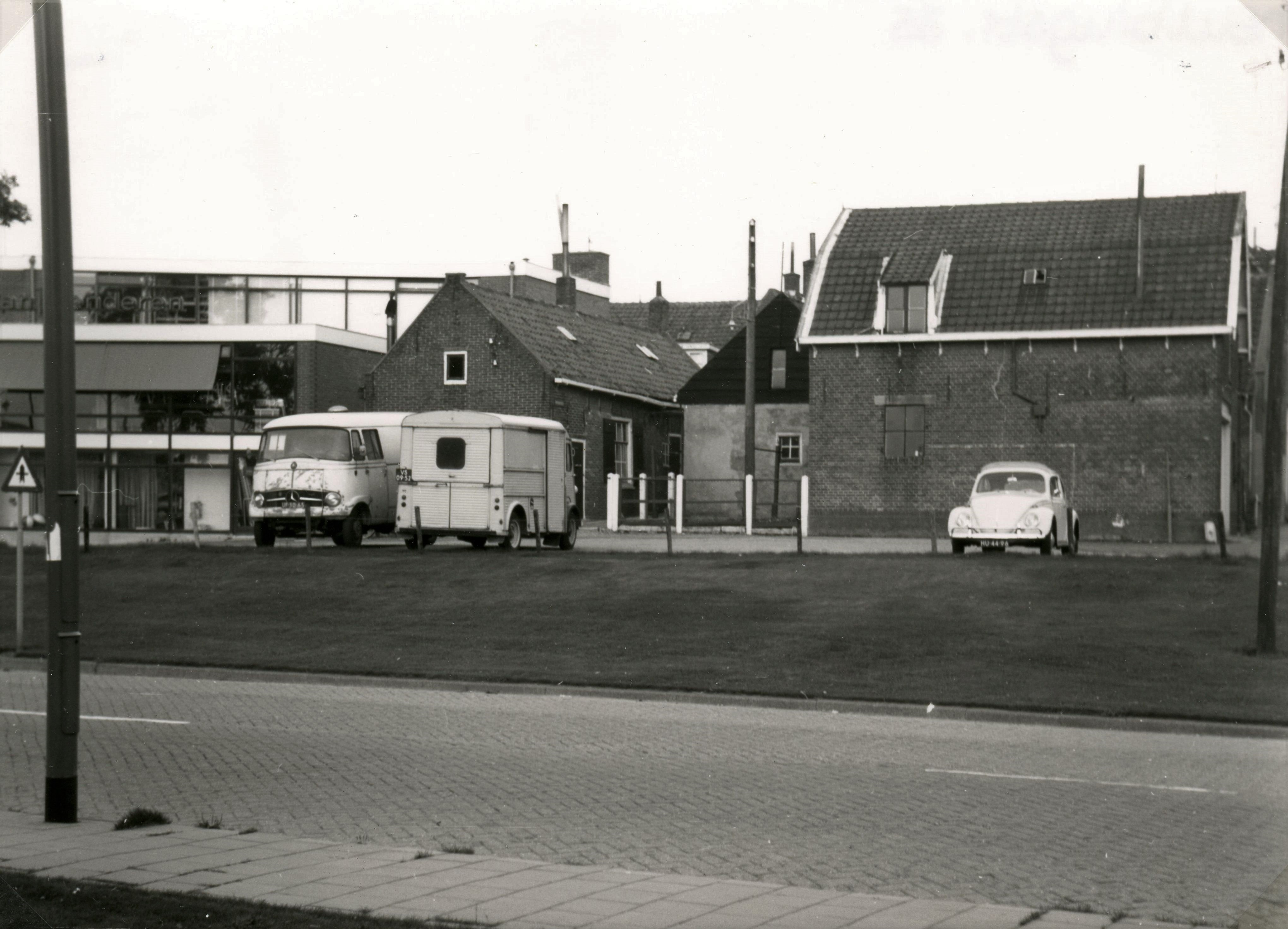
Achterweg met in het midden de Pepersteeg (1967)
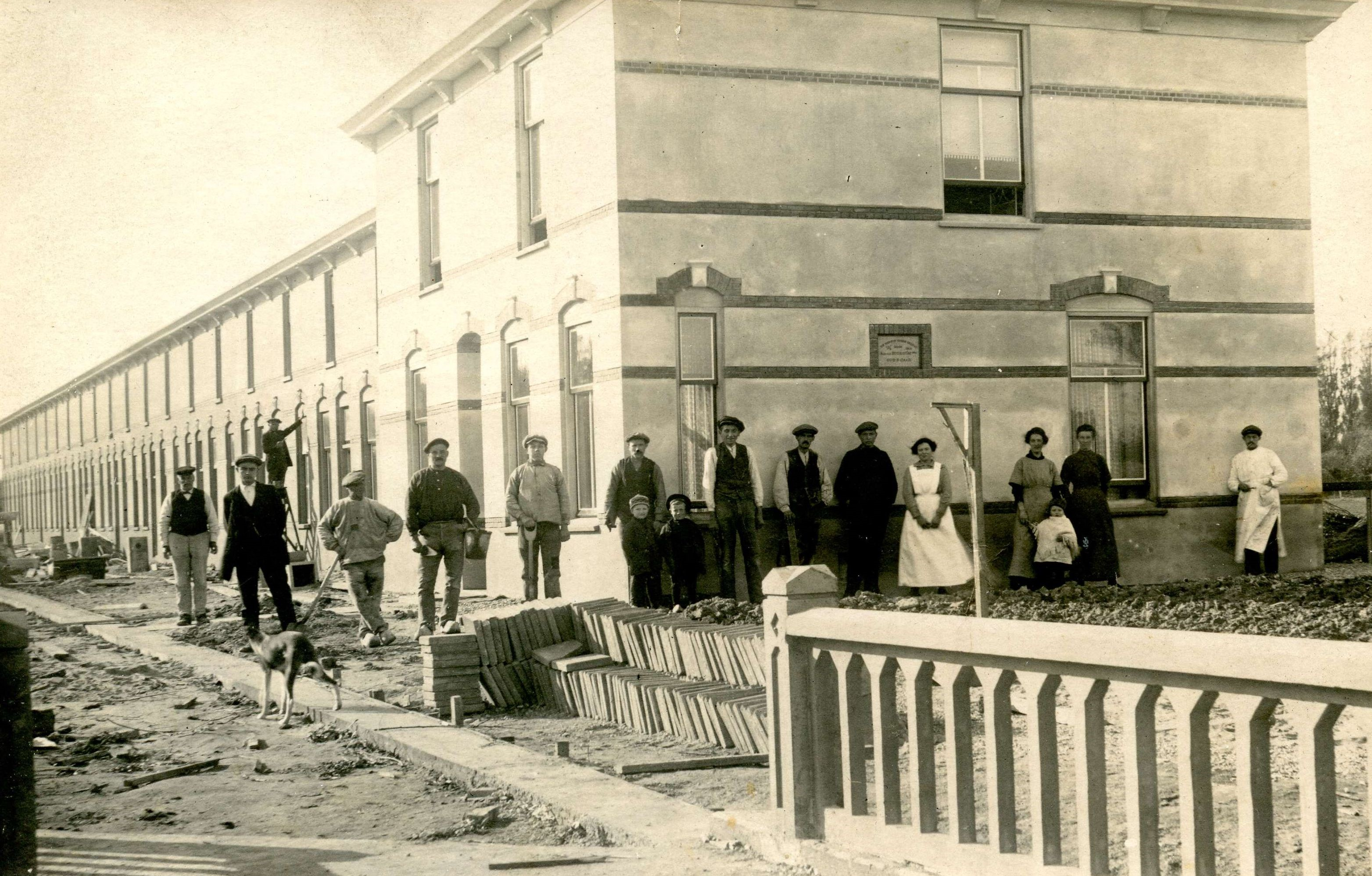
Betonstraat (1916)
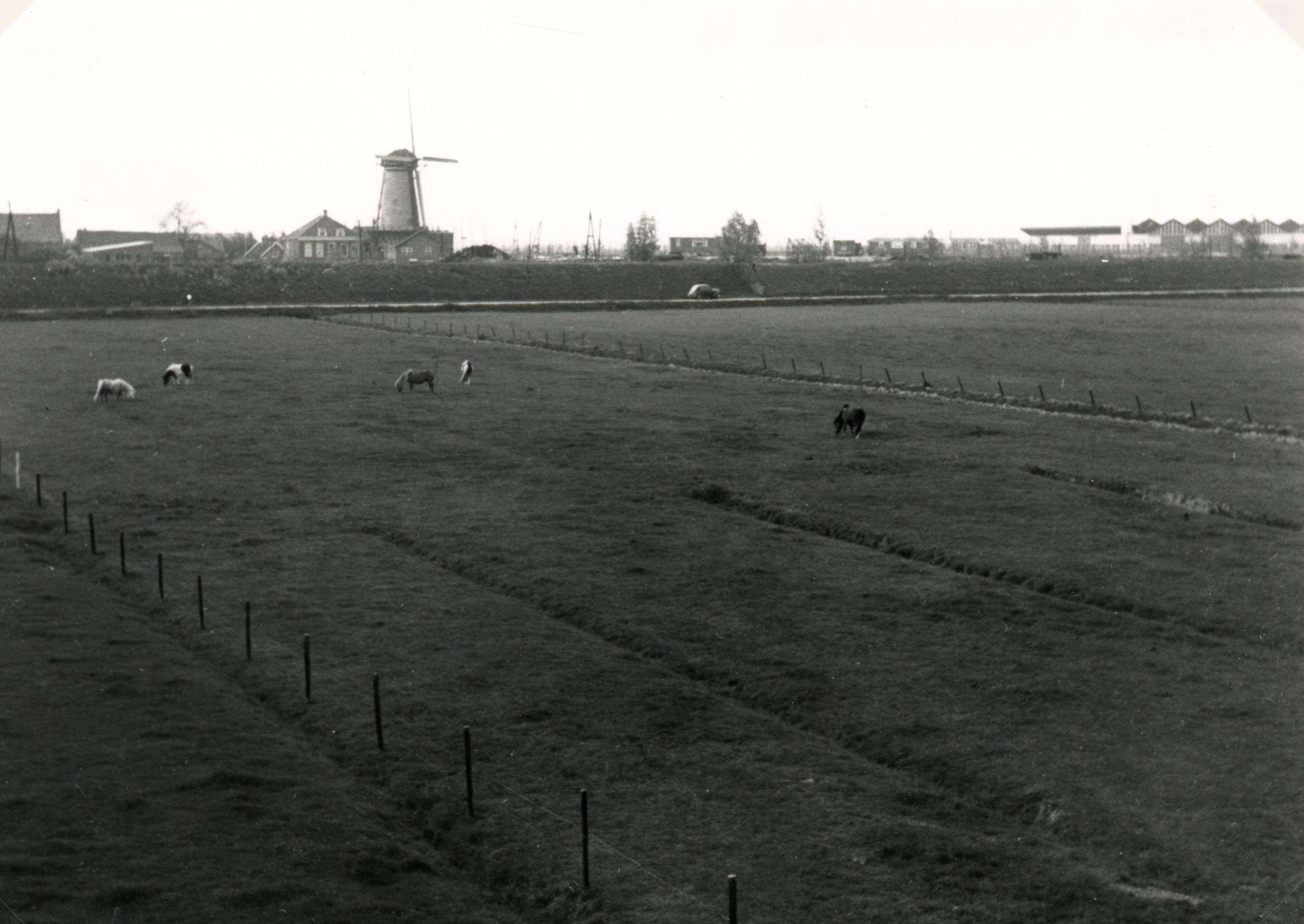
Polder Hongerland en molen Nooitgedacht (1962)
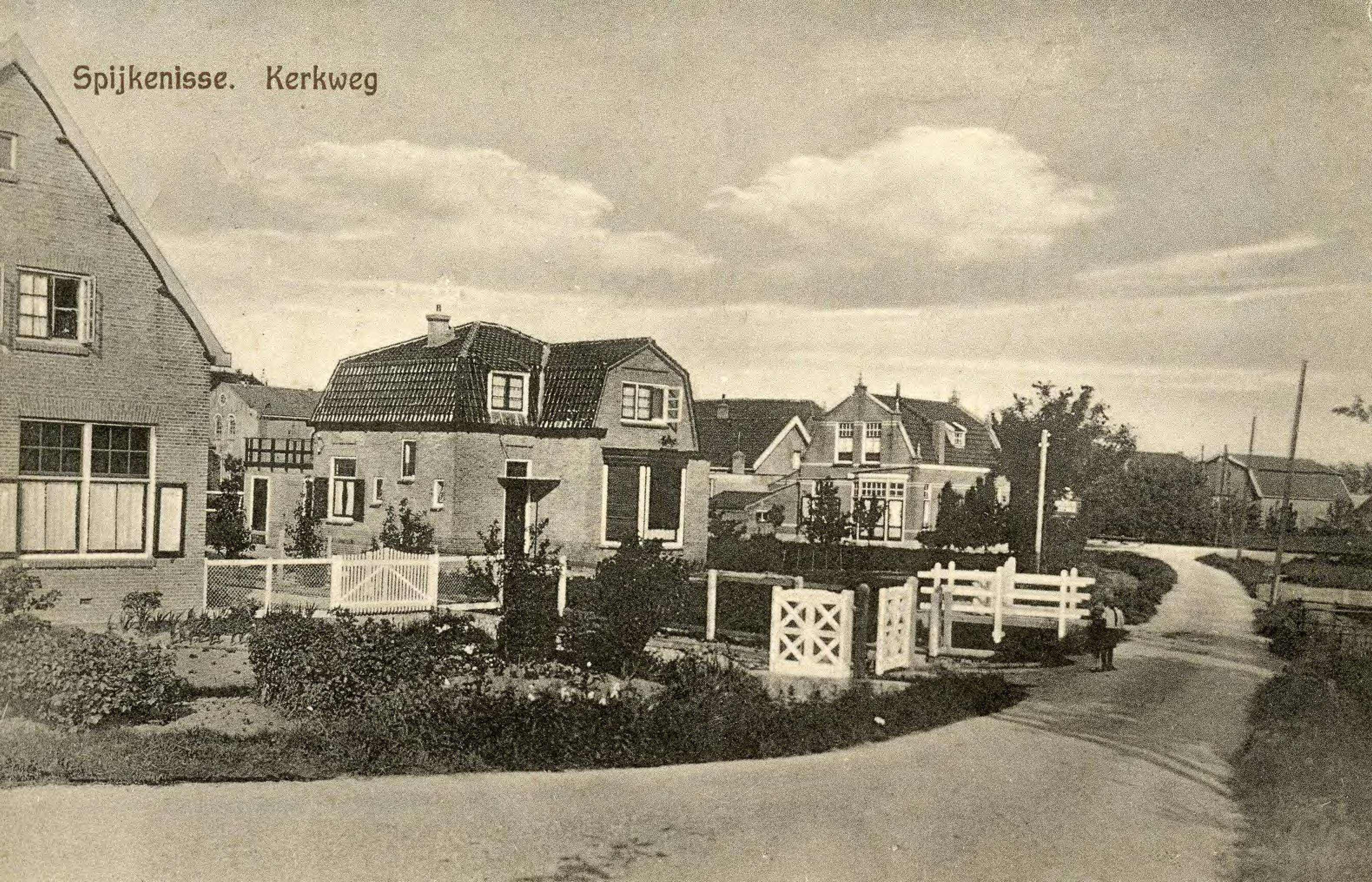
Kerkweg, nu Karel Doormanstraat (±1928)
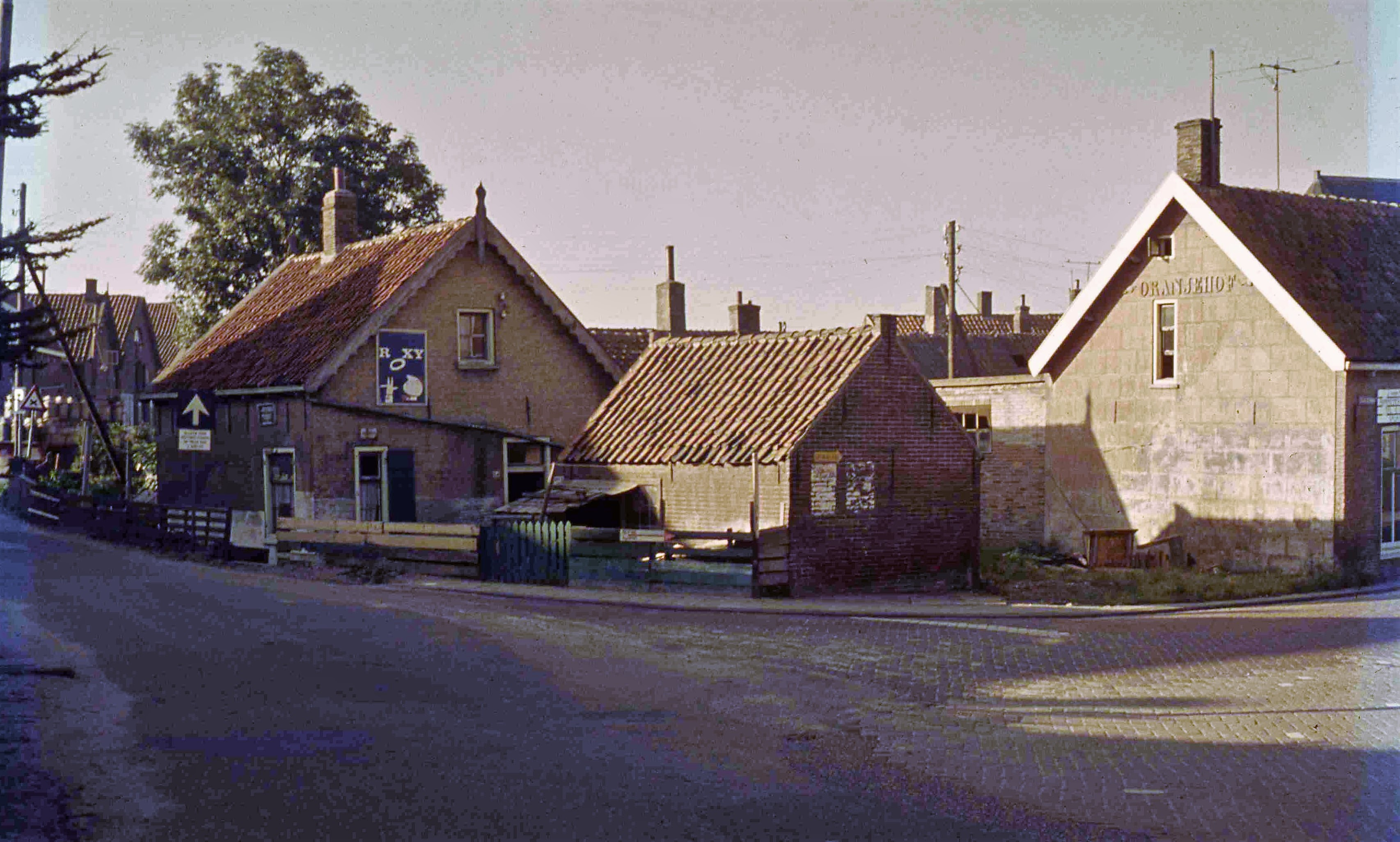
Oranjehofje (1963)
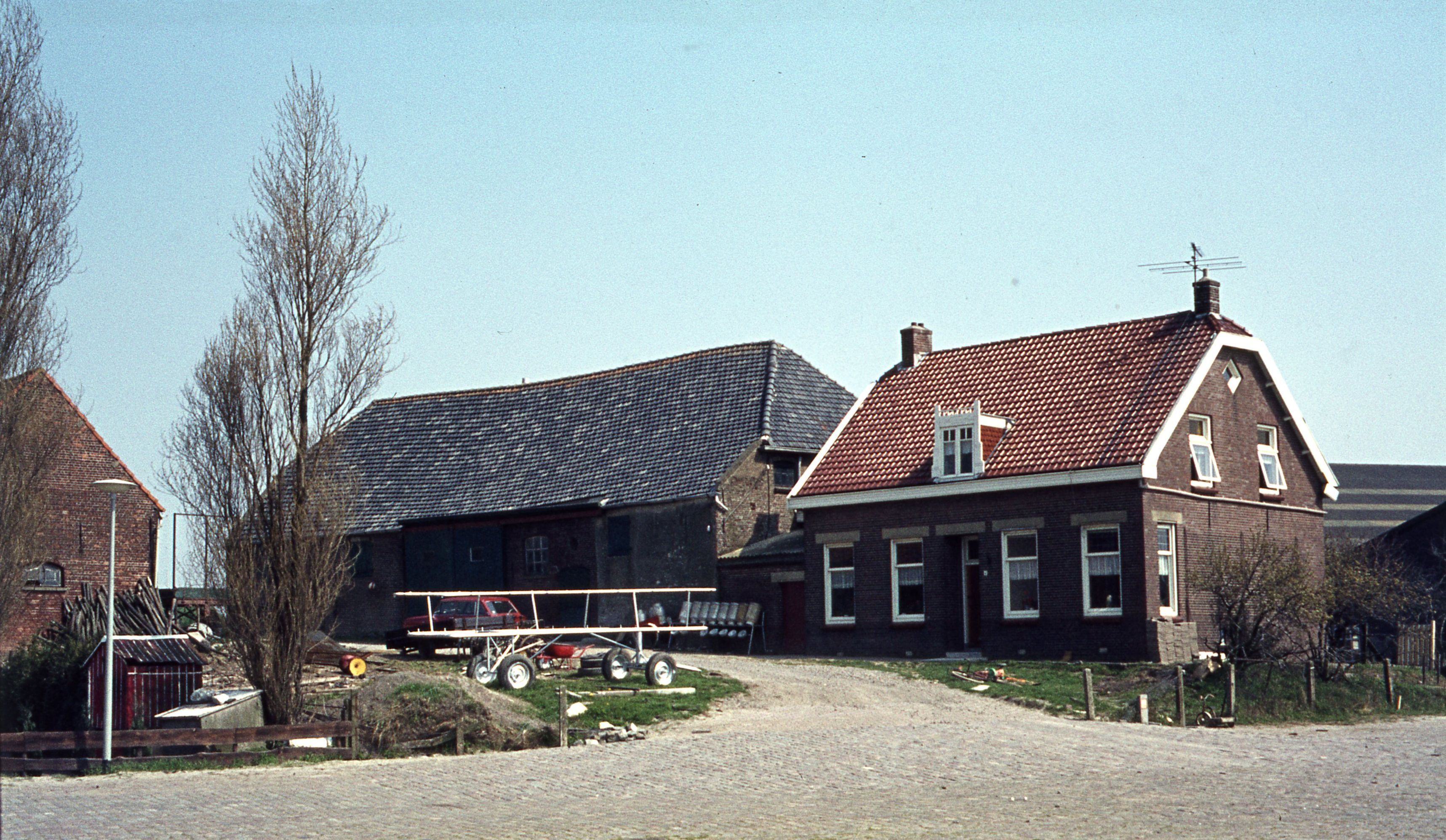
Verdwenen boerderij Ottershol (1976)
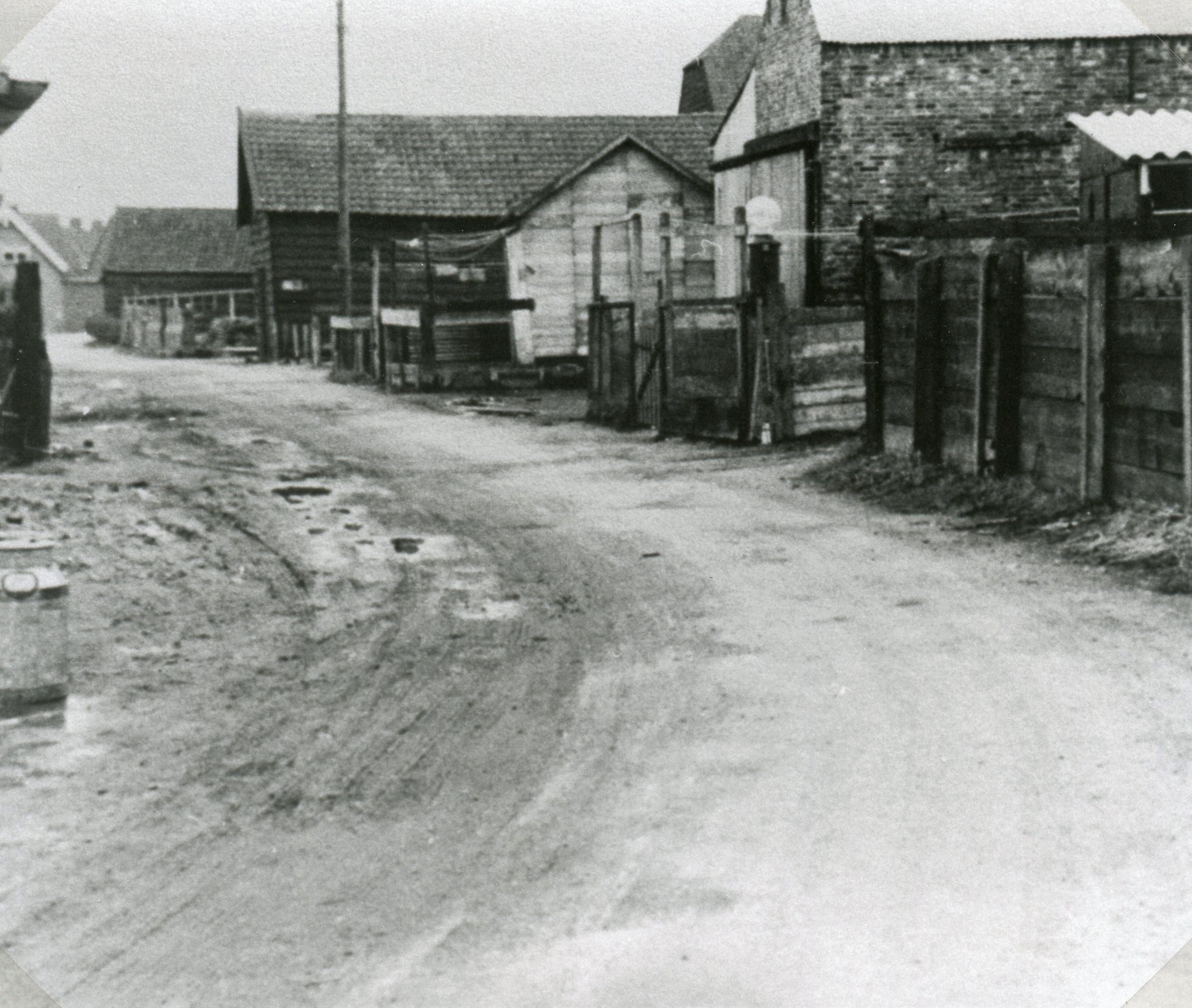
Sintelweg (±1950)
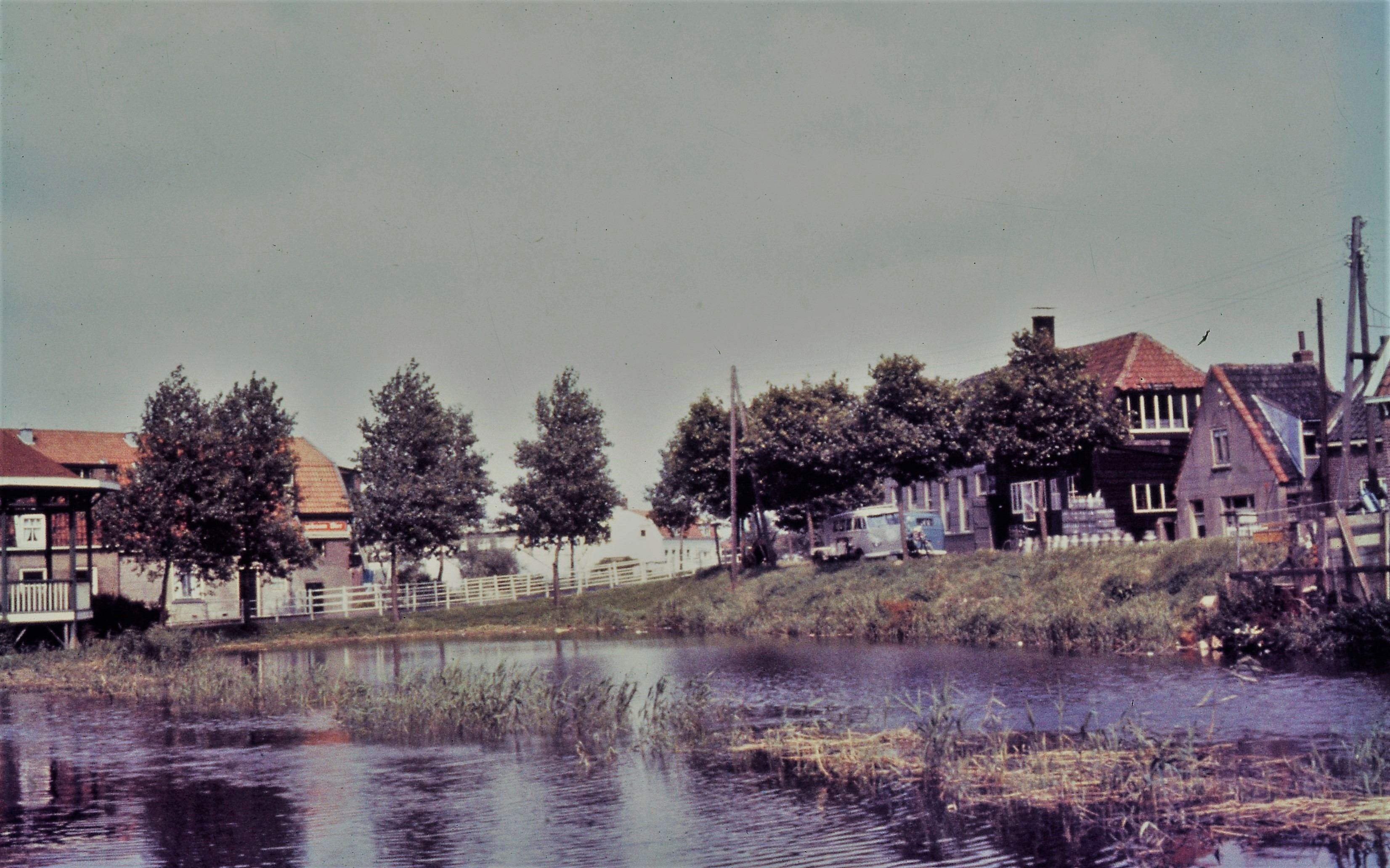
Spui (1960)
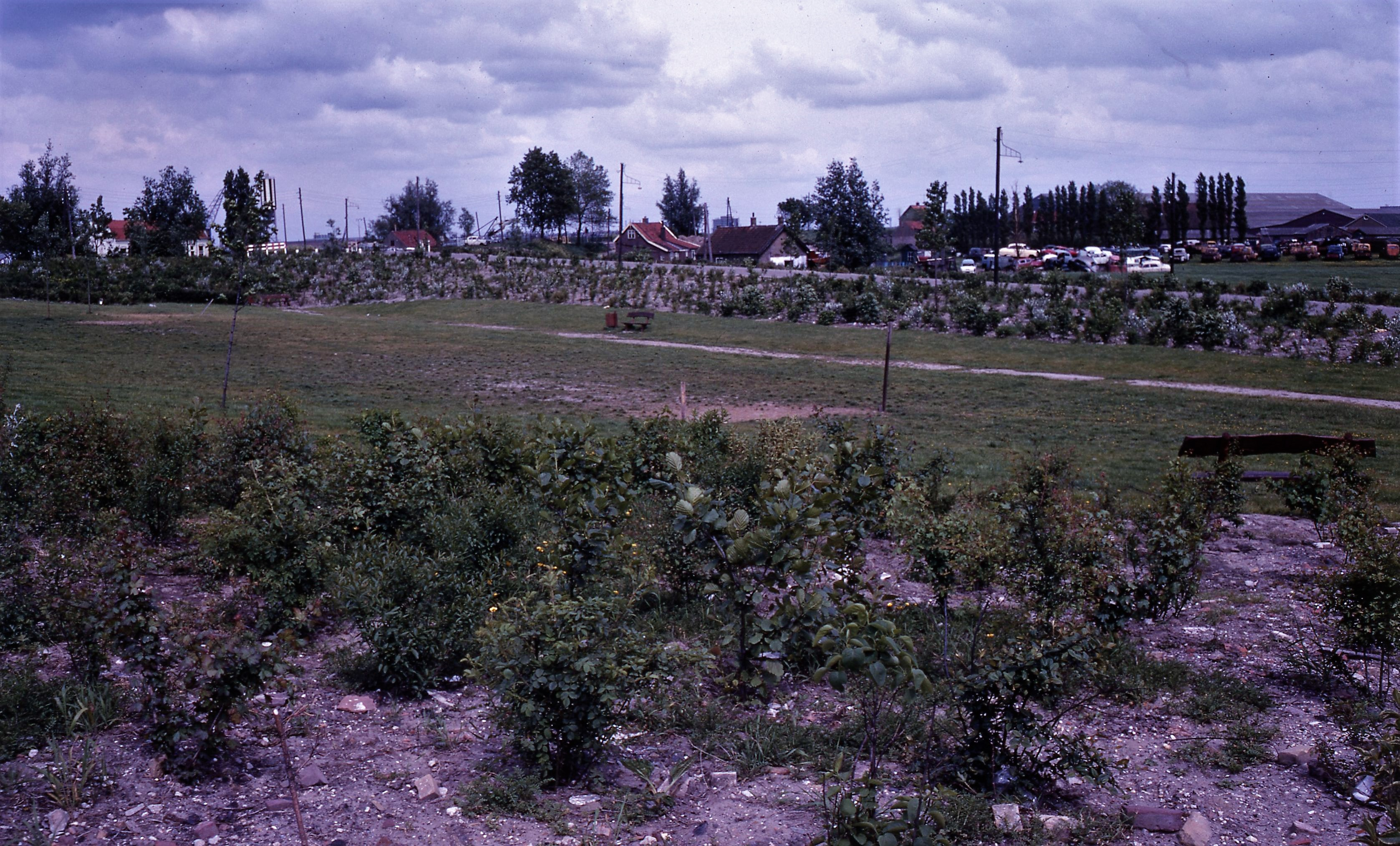
Tranendal (1969)
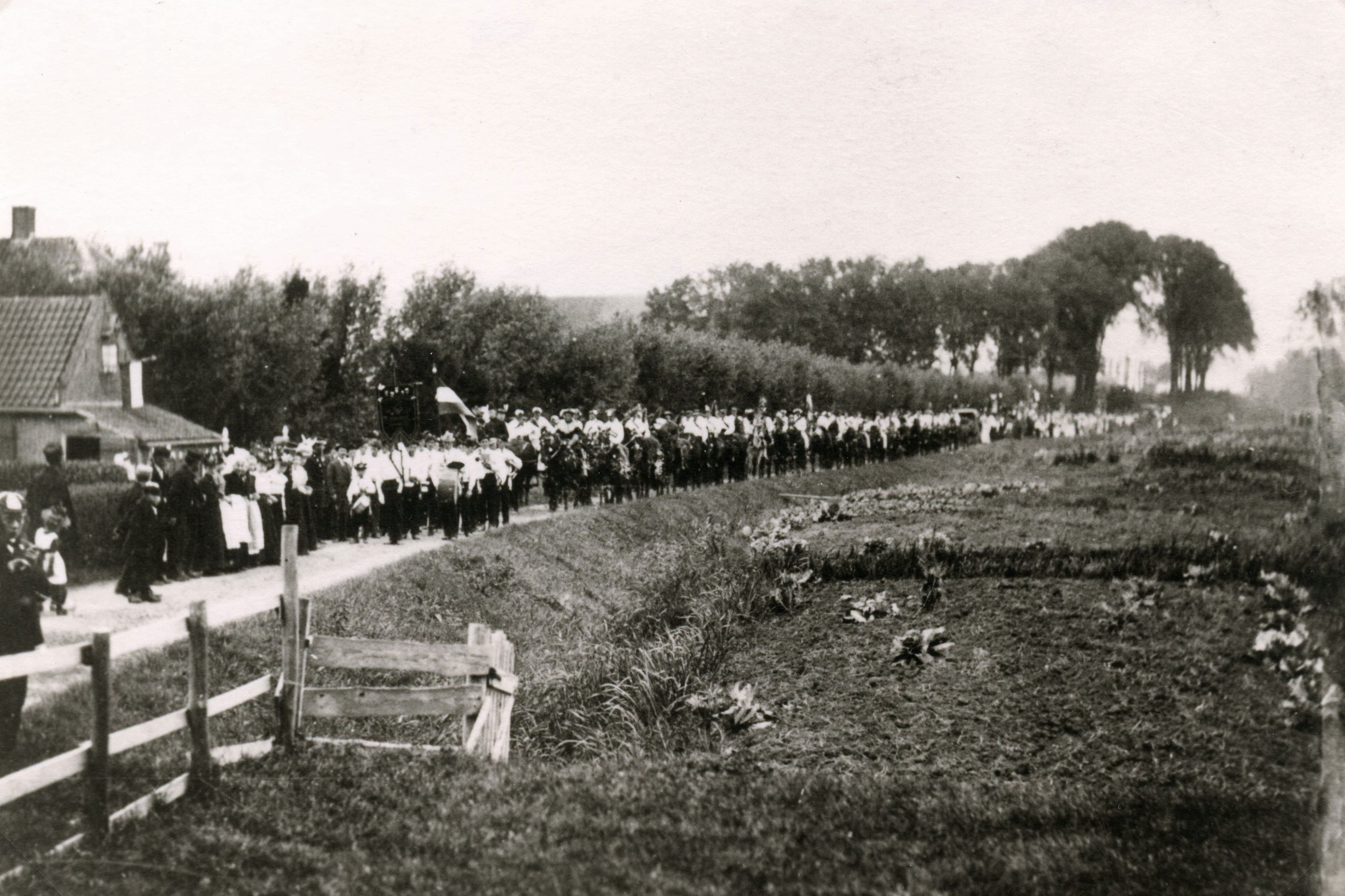
Optocht op de Voorweg (1898)
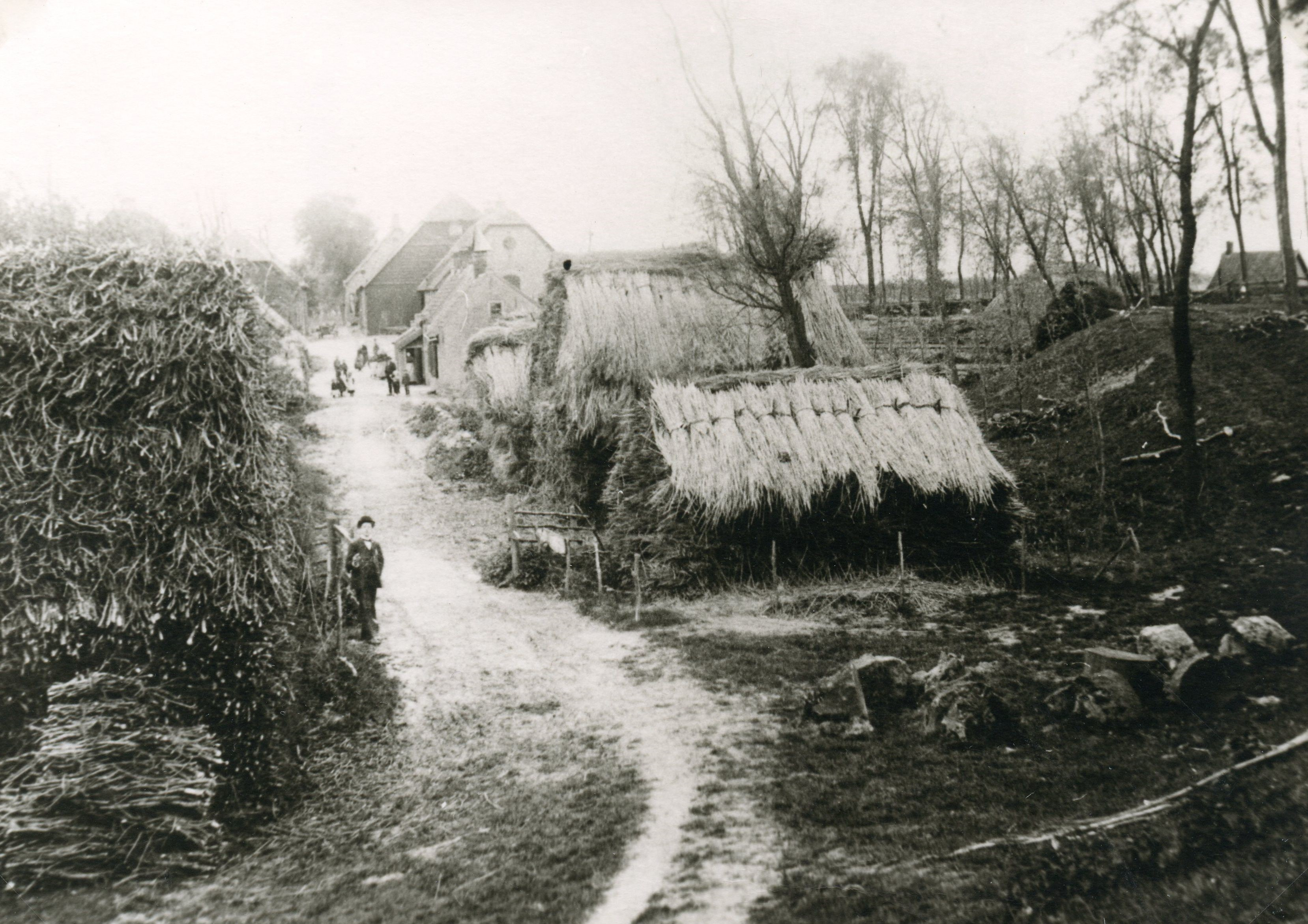
Griendoogst op de Welplaat (±1904)

## Geraadpleegde bronnen
- PDOK-viewer en Wikimapia voor de ligging en grenzen van wijken
- Google Maps voor algemene oriëntatie, ligging en namen van straten en andere geografische aanduidingen
- Alle straten (Kadaster), Straten Spijkenisse (via Archive) en Postcode bij adres voor een zo volledig mogelijk overzicht van alle straatnamen per wijk
- Beeldbank Streekarchief Voorne-Putten en Funda voor aanvullingen in dateringen
- "kaart uit 1700" = Kaart Ring van Putten 1700
- "kaart uit 1851" = Kaart oostelijk Voorne, Putten, Rozenburg (1851)